# История Бердичева
История Бердичева — история одного из крупнейших городов Житомирской области Бердичев.
На языках других народов, которые внесли вклад в культурное наследие города Бердичев, его название звучит как: укр. Бердичів, бел. Бярдзічаў, Бярдычаў, польск. Berdyczów, идиш בערדיטשעוו ברדיצ'ב, нем. Berdytschiw, лит. Berdyčivas. тат. Бердичев.
Точная дата основания города, как поселения, не установлена. Первое славянское поселение, по некоторым предположениям, существовало на территории современного города ещё в X веке. В последующие века Бердичев был центром административных единиц в составе Руси, Великого княжества Литовского и Русского, Речи Посполитой и Российской империи.

## Доисторические времена

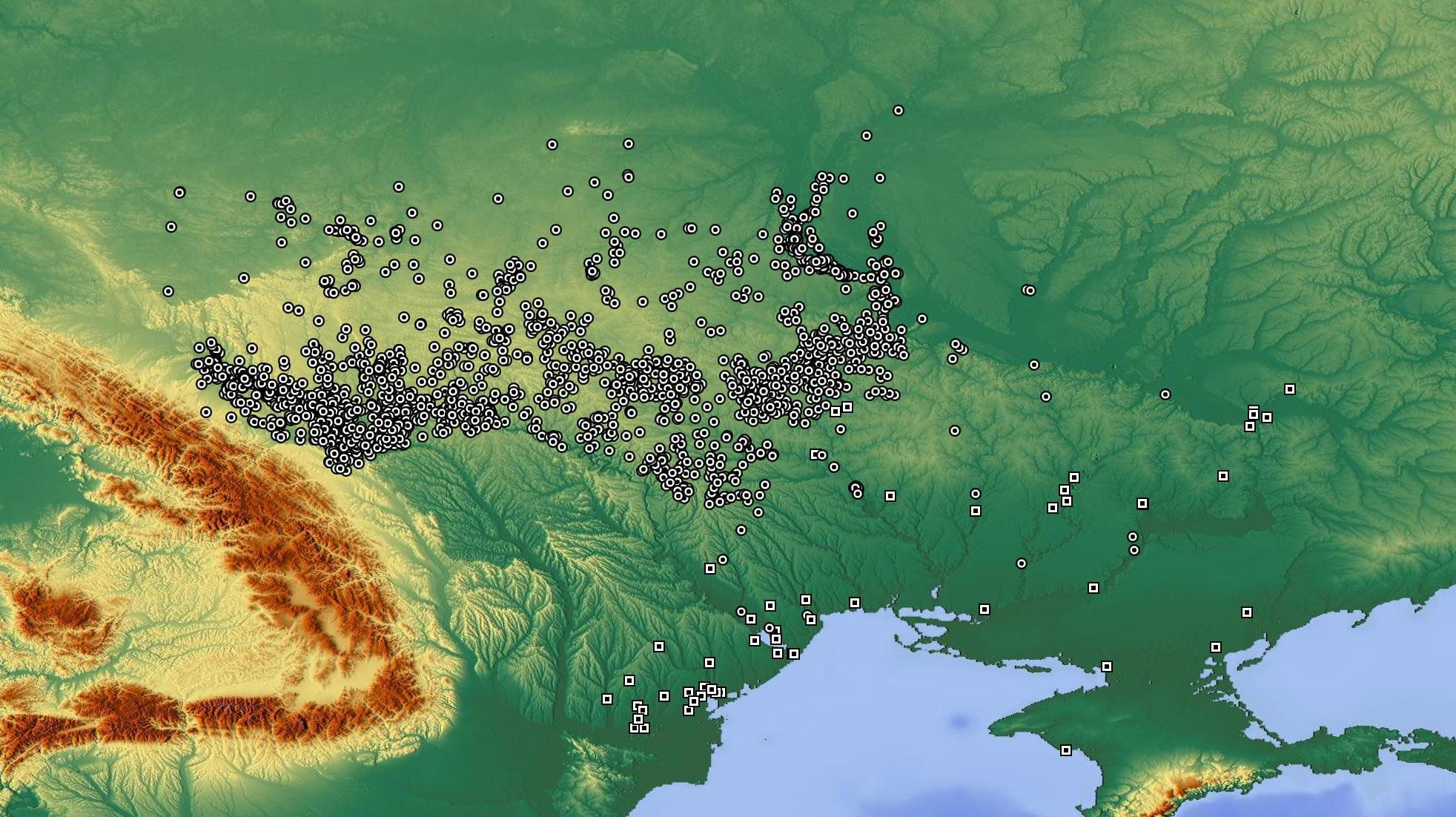
Археологические памятники трипольской культуры на территории Украины

Самые давние и самые многочисленные находки давних времён были обнаружены в околицах села Слободище, более близкие к нашему времени археологи находили в ряде сёл района и в самом городе. С конца IV тыс. до н. э. земли района начали заселять племена трипольской культуры. Памятники данной культуры были найдены во многих сёлах района (Слободище, Семёновка, Мирославка, Райки, Быстрик, Великая Пятигорка и др.), а также в самом городе — вдоль берегов Гнилопяти, в районе «Пески» и в урочище «Жмуры» (напротив городского пляжа).
Потом бердичевские земли пережили эпохи бронзы и железного века; трипольская культура (в VI—III тыс. до н. э.). сменилась культурами шаровидных амфор (около 3400—2800 годов до н. э.), среднеднепровской (3200—1600 до н. э.?), комаровской (в XV—XII веках до н. э.), белогрудовской (XI—IX века до н. э.), чернолесской (IX—VII вв. до н. э.; с. Троянов Житомирского района, с. Райки Бердического района, милоградской (VI—III вв. до н. э.), зарубинецкой (III / II в. до н. э. — I в. н. э.), черняховской, (II—IV вв. н. э.), корчакской (V—VII вв.), и лука-райковецкой (VII—X вв.).

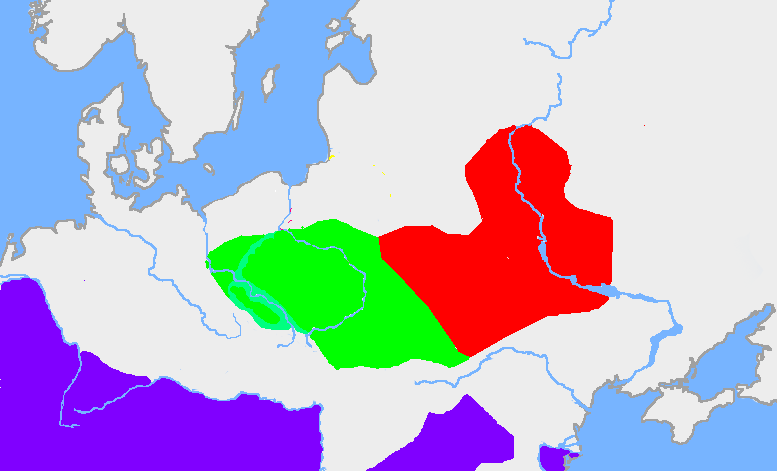
Пшеворская и зарубинецкая культуры

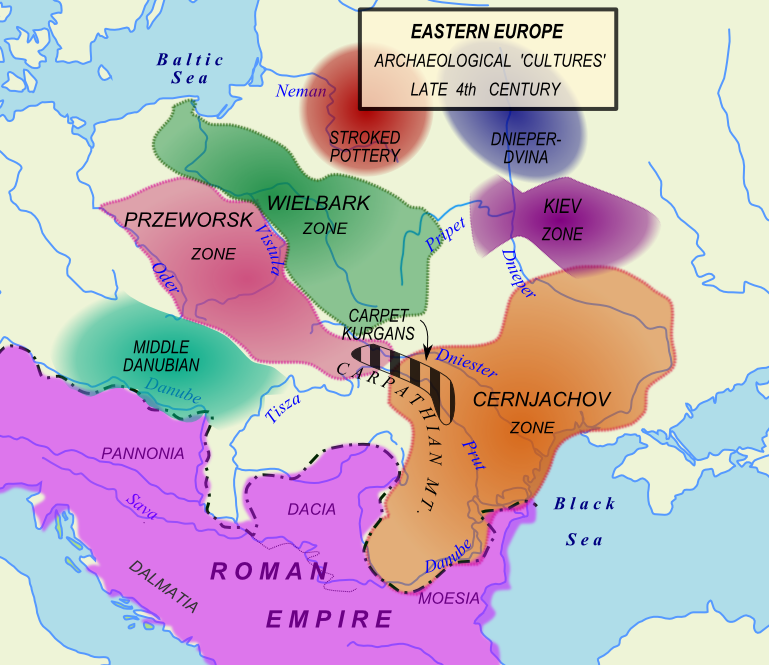
Черняховская культура

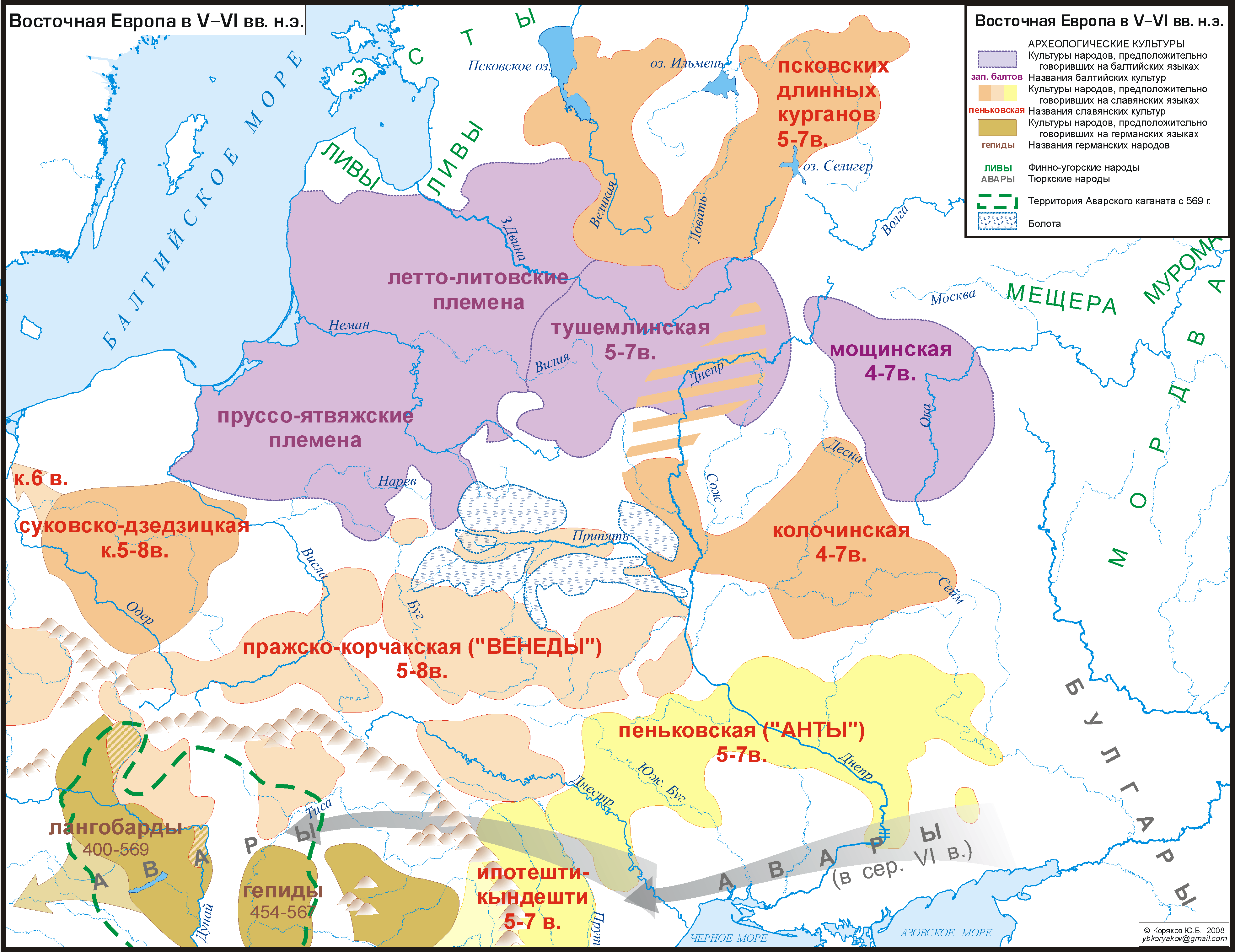
Пражско-корчакская культура

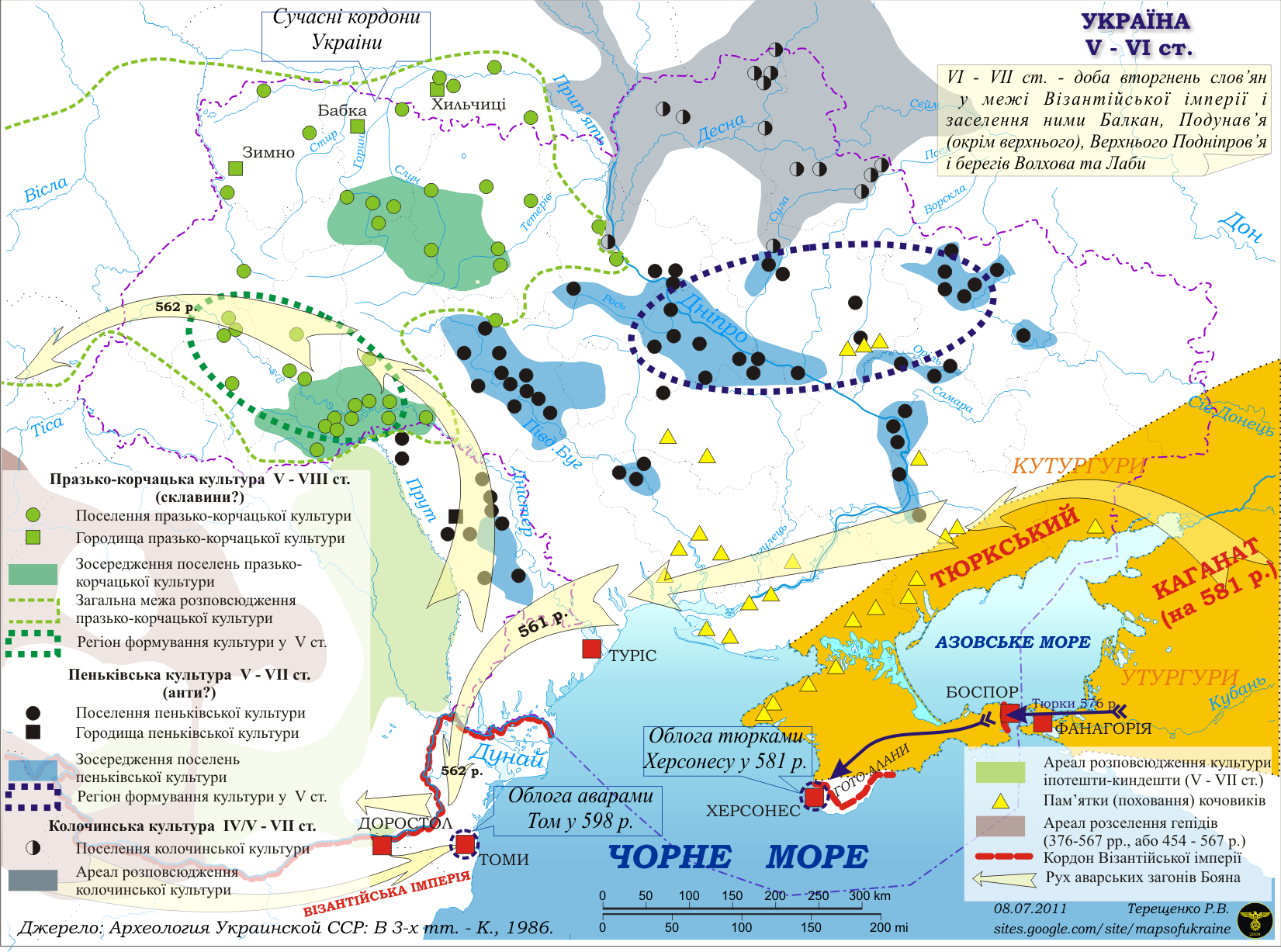
Археологические памятники пражско-корчакской культуры

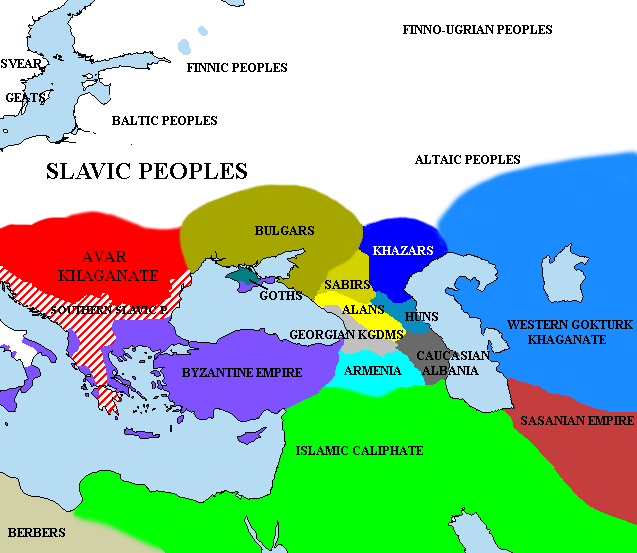
Великая Болгария в 650 г.

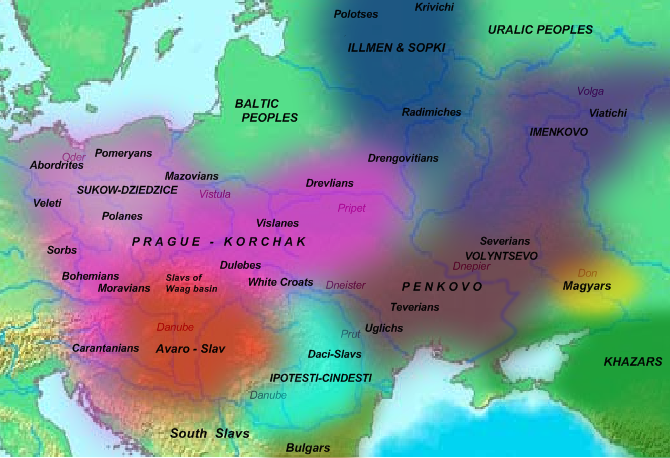
Ареал волынцевской культуры в VIII веке

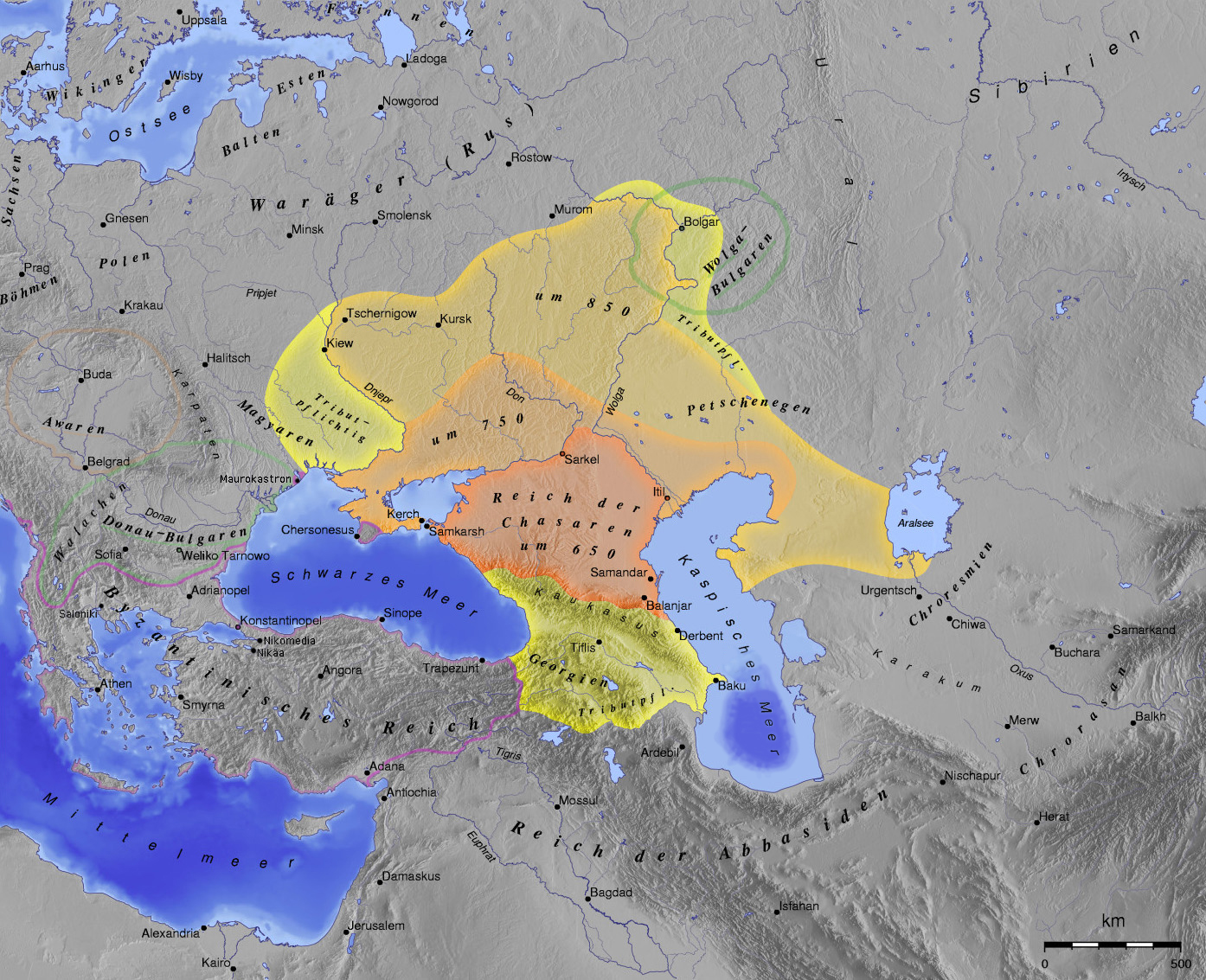
Хазарский каганат (650—969 г.)

## Русь
С 883—946 г. территория будущего города в составе Деревской земли, с 1016—1054 г. по 1231—1240 г. в составе Киевского княжества, с 1231 по 1240 г. в составе Болоховской земли, Галицко-Волынского княжества

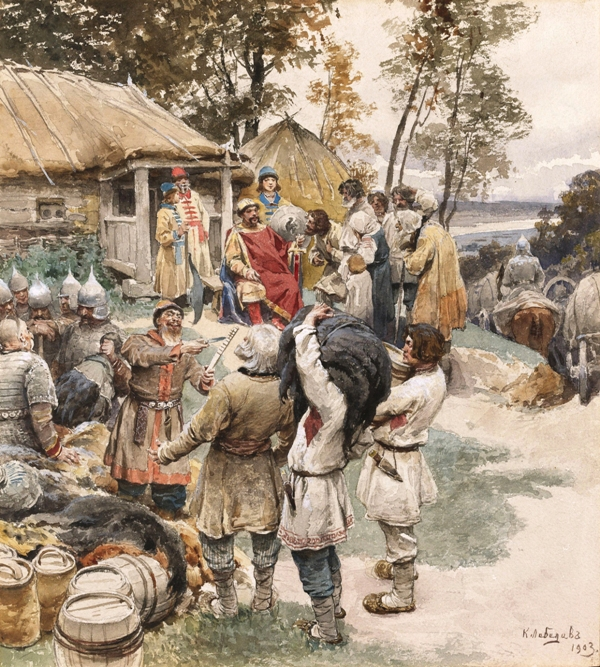
К. В. Лебедев. Князь Игорь собирает дань с древлян в 945 году

Территория была хорошо заселена, естественные условия были благоприятными для развития хозяйства, огромные леса давали материал для строительства и топливо (севернее и северо-западнее шёл летописный Чёртов лес). Заводи Гнилопяти отличались плодородными землями, где также добывали железную руду, гранит и глину. И именно здесь проходил торговый путь из Киева в западные земли (в 19-м веке дорога называлась «гетманский тракт»; «…по гетманскому тракту из Киева в Бердичев, из Бердичева в Броды, из Брод в Радзивиллов мчат мальпосты и возки…»).
В 946 году при Ольге земли древлян окончательно входят в состав Киевской Руси.

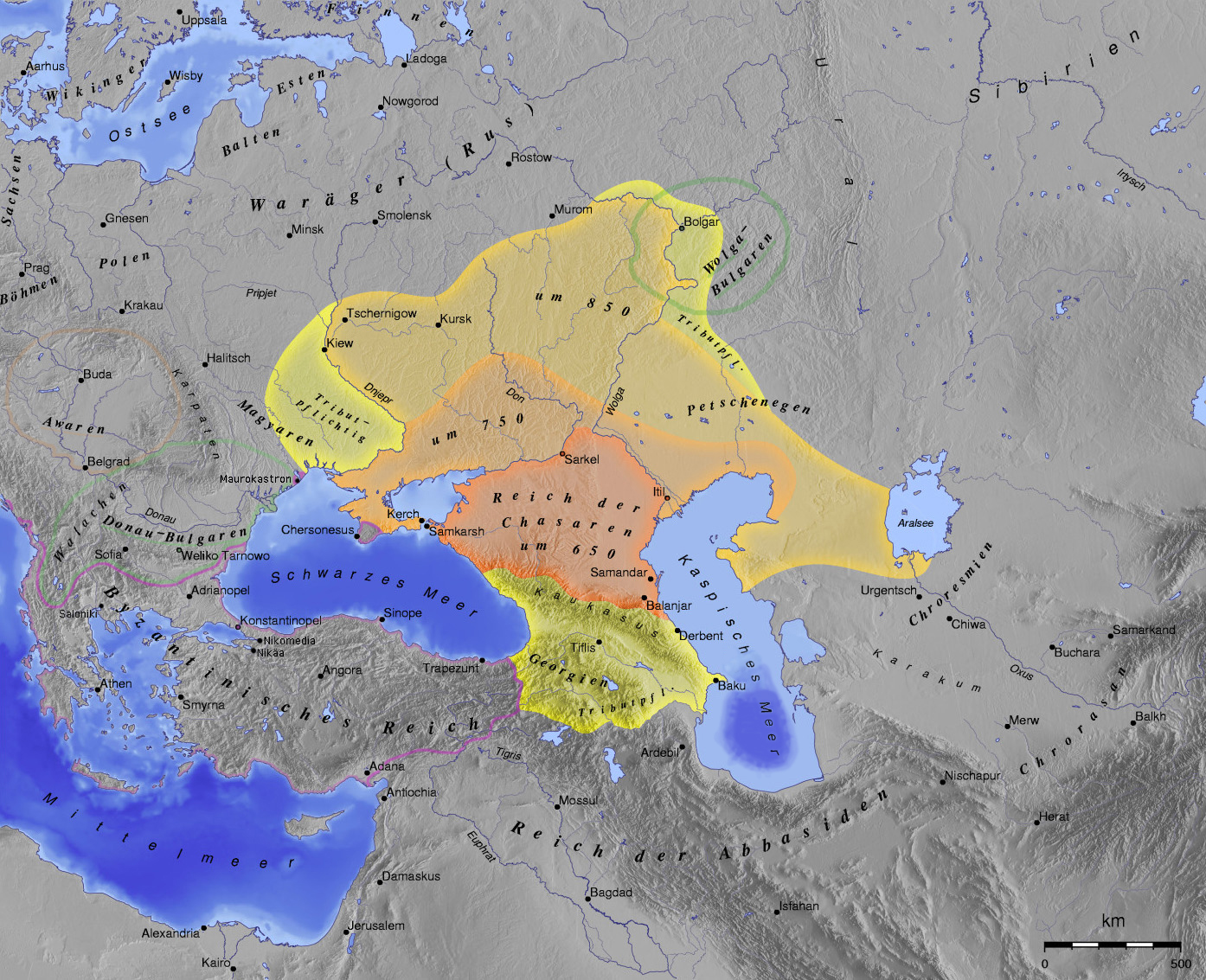
Хазарский каганат (650—969 г.)

Для защиты от набегов степных кочевников на южных границах Киевского княжества была возведена цепочка сторожевых крепостей по реке Рось — Поросская оборонительная линия. Она проходила от Днепра вдоль Роси к верховьям Южного Буга. Одной из таких крепостей было Райковецкое городище у с. Райки Бердичевского района, построенное на месте старого славянского поселения.

### Райковецкое городище

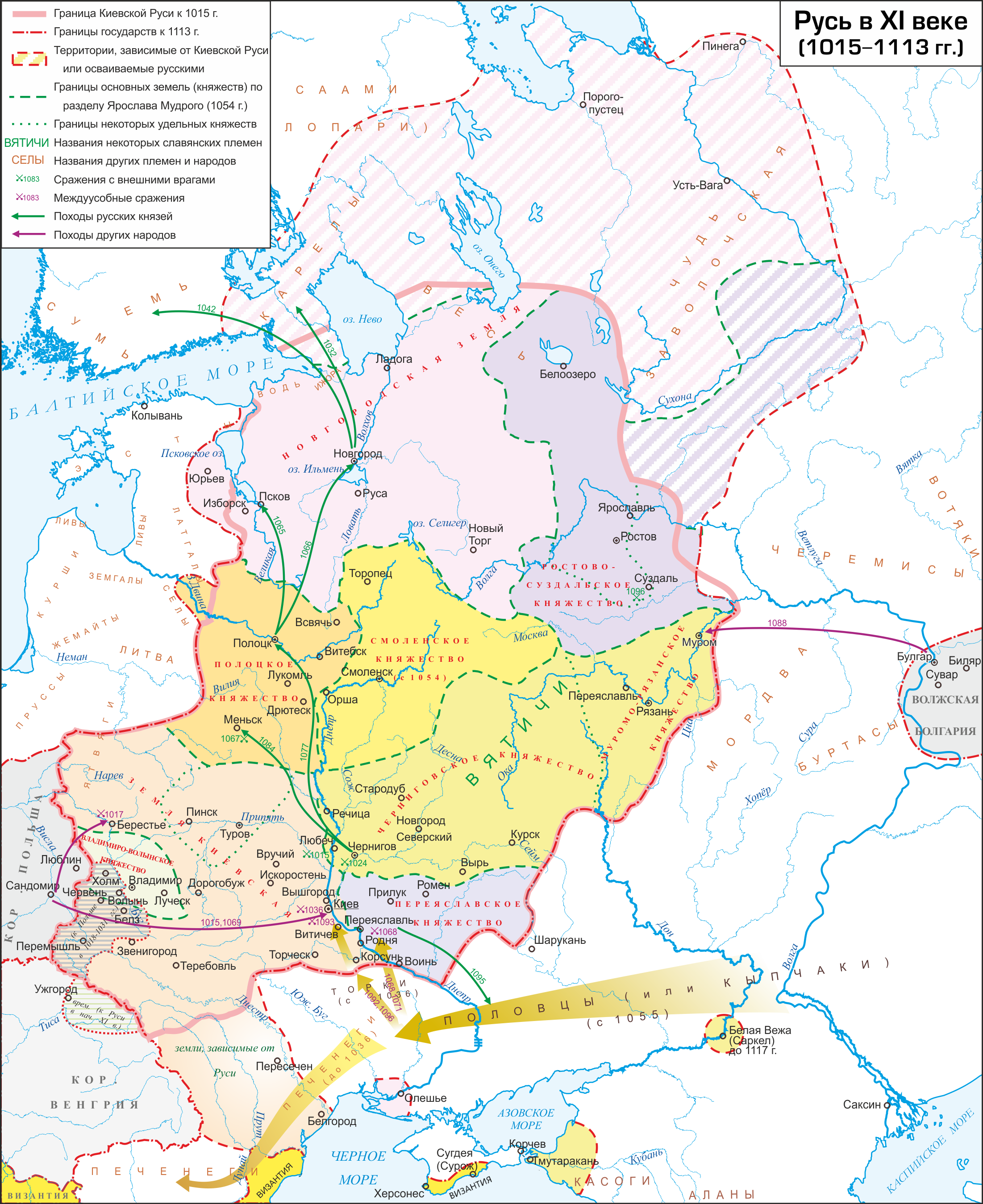
Киевская Русь в XI веке

Оборонительную систему города составлял глубокий семиметровый ров и высокий земляной вал с выходами к Детинцу. Детинец был обнесён земляным валом, основу которого составляли деревянные срубы, заполненные глиной. Возвышаясь над гребнем, они образовывали сплошную деревянно-земляную стену толщиной в 4,5 м. Укрепления дополнялись башнями и двойной линией глубоких рвов. Жилища, хоз. постройки, ремесл. мастерские размещались по краю детинца; конструктивно они были связаны с фортификационными сооружениями (строились одновременно как единое целое). Под обвалами обгоревших построек сохранились скелеты погибших людей, домашних животных и тысячи хоз. и бытовых предметов. Обнаружены остатки кузницы с набором инструментов, литейно-ювелирной мастерской с литейными формами и матрицами, сыродутный горн для выплавки железа из болотных руд, 2 керамических горна и др. Население занималось сельским хозяйством и ремеслом.

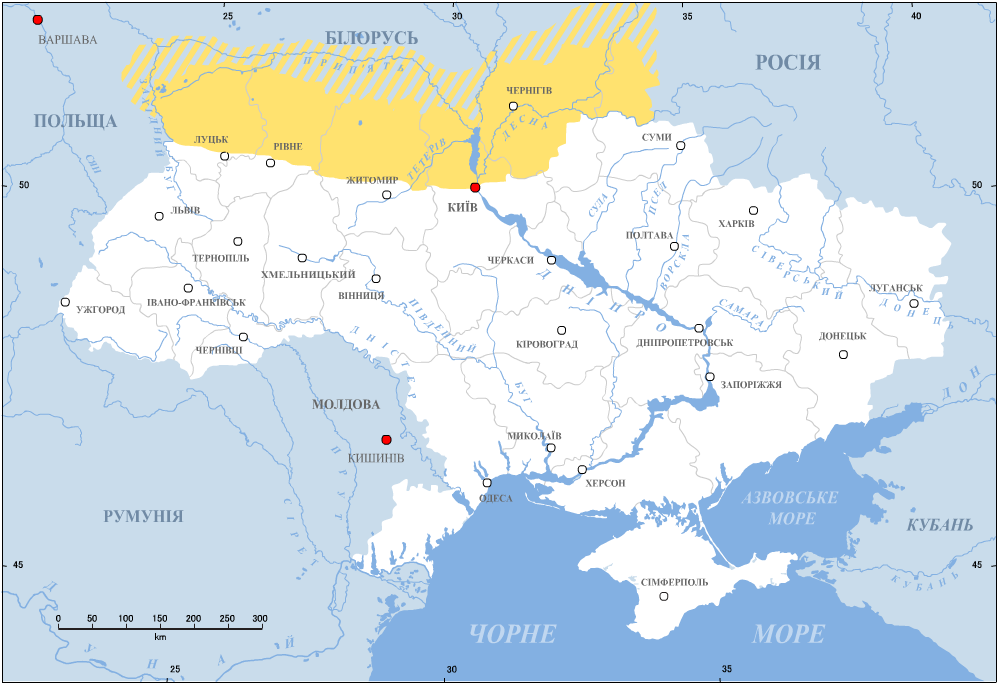
Полесье на территории Украины

В честь Райковецкого городища названа славянская раннесредневековая Райковецкая или Лука-Райковецкая археологическая культура, ареал которой соответствует ареалу проживания древлян (в Житомирской и на западе Киевской области).
Владимир Святославич гарнизоны крепостей набирал из «лучших мужей» северных племён. Ярослав Мудрый селил в приграничном Поросье пленных поляков.
После войн с Хазарским каганатом и проникновением хазарских иудеев на Русь, возможно появляется летописный город Жедечев (Жидичин, Житань; До октябрьской революции Жидовцы, ныне — с. Радянское Бердичевского района).
После захвата Тмутаракани на Руси появляются и берендеи.

### Берендеи, Береньдичи
Некоторые считают берендеев перешедшими на службу к русским князьям печенегами, некоторые торками. Но, как справедливо отмечает М. П. Погодин, берендеи более многочисленны, чаще упоминаются летописями, почти всегда первыми и раздельно от торков и печенегов: «В лѣто 6629. Прогна Володимеръ Береньдичи из Руси, а Торци и Печенѣзи сами бѣжаша». А. И. Соболевский считал берендеев скифо-сарматами. В славянской мифологии беренде́и — колдуны-оборотни, оборачивающиеся бурыми медведями.
В борьбе великого князя Ярополка Владимировича с черниговским Всеволодом Ольговичем в 1139 году на помощь киевскому князю пришло 30 тыс. берендеев, якобы посланных венгерским королём. С. А. Плетнёва предполагает, что это была та самая орда, которую Владимир Мономах изгнал из Руси в 1121 г. Ярополк предоставил орде для пастбищ земли в Поросье, и с тех пор берендеи стали союзниками Руси (Первое упоминание о берендеях, воевавших на стороне Руси, датируется у В. Н. Татищева под 993 г.).
Возможно тогда и был основан г. Береньдичев-Береньдицкь-Береньдицьскъ (Бердичев). Но, со времени Владимира Святославича или, по некоторым сведениям, Ярополка Святославича, дружинникам вместо денежного жалования князь стал давать земли. Если изначально это были города в кормление, то в XI веке дружинники стали получать сёла. Берендеи тоже получали города в кормление, так что возможно город был основан раньше и в это время сменил название. По данным Олжаса Сулейменова Бердичев до XVIII в. ещё носил своё старое название — Берендичев. Считал, что название «Бердичев» происходит от наименования берендеев и академик Б. Д. Греков.
В 1155 году берендеи, состоявшие на службе у Юрия Долгорукого во время его киевского княжения, захватили в плен много половцев. Уцелевшие отправились в степь за помощью, подошли к Киеву и попросили князя, чтобы тот приказал наёмникам вернуть пленных. Долгорукий только руками развёл, ведь берендеи отказались: «Мы умираем за Русскую землю с твоим сыном и головы свои складываем за твою честь, а пленники — наша собственность».
Возможно тогда появилось с. Половецкое, Бердичевского района. Возможно позже, после частичной христианизации половецкой знати и заселении их на южной границе Руси.
Центром региона в верховьях Роси являлся город Ростовец. Здесь находились вежи берендеев, а также небольшие укреплённые городки, упоминаемые летописью.
В 1177 году вторгшиеся в пределы Поросья половцы «взяша 6 городовъ Береньдиць», затем нанесли русским дружинам поражение под Ростовцем.

### Чёрные клобуки
Около 1146 года образовалось племенное объединение, известное под названием чёрных клобуков, ставшее «вассалом» Руси. В него вошли берендеи, торки, печенеги и другие племена, заселённые на южной границе Руси.
Чёрные клобуки получили на Руси наименование по внешнему виду, чёрным войлочным шапкам.
Чёрные клобуки являлись важной военной силой киевских князей и участвовали практически во всех их вооружённых предприятиях. Военные силы киевских князей, согласно Ипатьевской летописи, состояли из 3 частей: киевлян, чёрных клобуков и княжеской дружины. В политическом плане в Киевском княжестве в это время существовало 2 главных фактора: киевское боярство и чёрные клобуки. Чёрные клобуки и киевские бояре совместно принимали решение о приглашении в Киев того или иного князя. Когда киевляне приглашали на престол очередного князя, они посылали ему сказать традиционную формулу «хочет тебя вся русская земля и все чёрные клобуки», то есть всё население Киева и войско.
В Московском летописном своде XV века под годом 1152 поясняется: «Все Чёрные Клобуки еже зовутся Черкасы». Несколько позднее такое же пояснение помещено и в Воскресенской летописи. На основании всех этих летописных данных, русский историограф Н. М. Карамзин и делает свой вывод, что имя Казаков древнее Батыева нашествия и принадлежало Торкам и Берендеям, которые у Русских назывались Черкасами, то есть так же как и Казаки в официальных актах. От XIII в. прозвище Чёрные клобуки вообще исчезает из летописей, в хрониках и актах появляются их имена — Черкасы и Казаки.
Столицей черноклобукского союза Поросья был город Торческ (Торцкь, Торцьскъ).

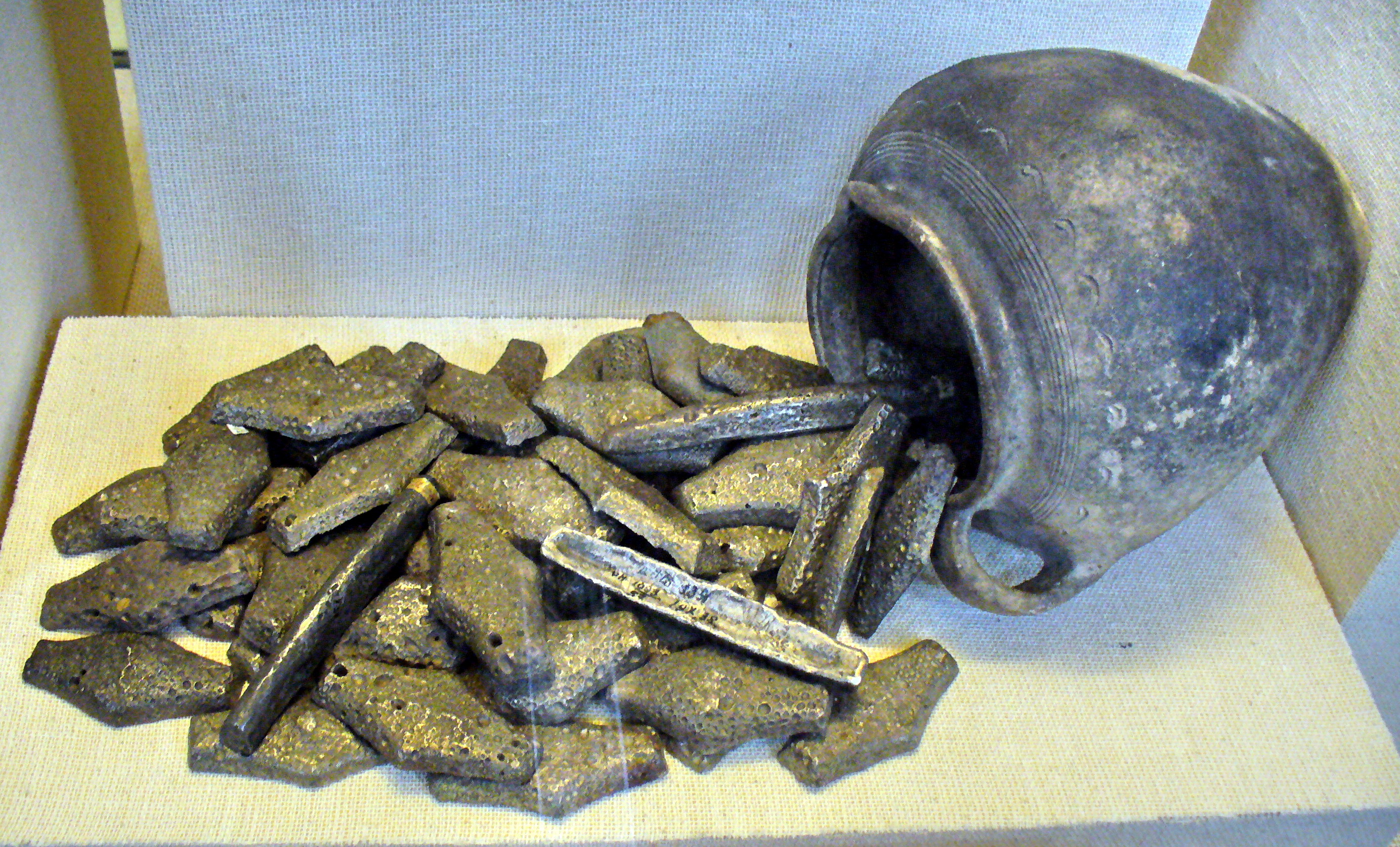
Киевские и новгородские гривны XII—XIII веков из киевского клада

### Происхождение слова «кацап»

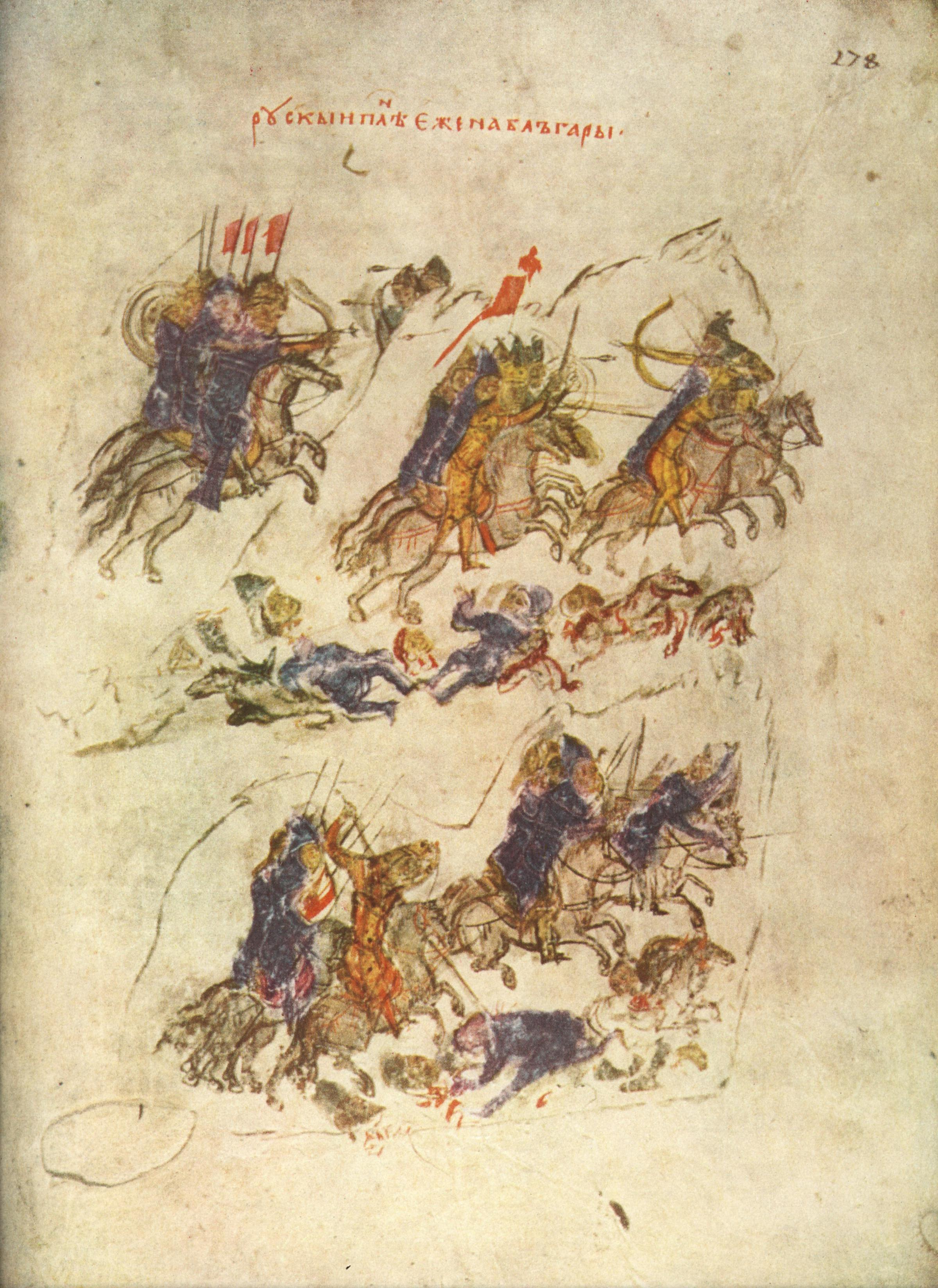
Святослав вторгается в Болгарию с печенежскими союзниками (из Хроники Константина Манасса)

Чёрные клобуки (печенеги) вероятно[уточнить] называли киевлян (в том числе возможно[уточнить] и бердичевлян) «кацапами», или «касапами». Д. И. Яворницкий пишет:
Работая в Архиве Министерства юстиции в Москве, я нашёл несколько украинских документов середины XVIII ст., в которых слово «кацап» писалось не с буквой «ц», а с буквой «с», то есть, не «кацап», а «касап» . Обратившись потом от архивных документов к языку туземцев Средней Азии, я узнал, что у сартов (то есть узбеков) есть слово «кассаб», «касап», что в буквальном смысле значит «мясник» и в переносном «гицель» (живодёр) . Отсюда я и делаю вывод, что нынешнее слово «кацап» вовсе не русского, а восточного, правдоподобно — татарского происхождения.

### Болоховская земля
Из всех летописей одна только Галицко-Волынская летопись содержит несколько упоминаний, из которых самое первое находится под 1150 г., когда Владимирко, кн. галицкий, шёл из Галича в Киев через Болохово: «и приде Изяславу весть, еже Володимирко перешед Болохово, идеть мимо Мунарева к Володареву».
Древняя Болоховская земля по мнению Н. П. Дашкевича граничила на юге по верховьям Бога (Южный Буг) и по притокам обеих его сторон до поворота его на юг, на севере по верхнему течению Случи до впадения в неё Хоморы (Полонное) и по верховьям Тетерева и его притоков не далее Гниломета (Гнилопяти) на востоке.
Болоховская земля входила в состав Киевского княжества (возможно в качестве федерации, как и Поросье), а в момент её независимости на сегодняшний день считается, что её восточная граница проходила по р. Гнилопять. Райковецкое городище, расположенное на левом берегу Гнилопяти, входило в состав Болоховской земли, туда также мог входить и Жедечев. Но границы болоховцев расширялись и возможно граница была намного восточнее. Столицей болоховцев считается г. Любар (Болохов) Житомирской области.

Русь в 1237 году

При распаде Древнерусского государства в середине XII века на Руси образовалось около 15 относительно территориально устойчивых княжеств (в свою очередь, делившихся на уделы). Наиболее могущественными княжескими династиями являлись черниговские Ольговичи, смоленские Ростиславичи, волынские Изяславичи и суздальские Юрьевичи. В период раздроблённости Руси политическая власть из рук князя и младшей дружины частично перешла к усилившемуся боярству. Киевское княжество фактически перешло под протекцию галицко-волынского князя Данила Романовича. Даниил вёл борьбу с боярской олигархией и её ставленниками, стремясь укрепить великокняжескую власть и с 1231 г. Болоховская земля выступает с явными признаками отдельного и независимого существования.
Под 1231 г. впервые упоминаются в летописи Болоховские князья. В том же году впервые воевали против Данила Романовича.
Для большего успеха жители Болохова, соединились с татарами, помогшими им окончательно стать в независимое положение от князей дома Владимира (татары ограничились данью и не вмешивались во внутреннее управление и религию).
Болоховцы занимались сельским хозяйством, «орють (пашут и сеют) пшеницю и проса».
На небольших «степных» укреплениях Болоховской земли (Изяславль, Дорогобуж и Губин) встречено аномально высокое количество драгоценных кладов с вещами столичного уровня, параллели которым Ю. Ю. Моргунов видит в аналогичных кладах из Поросья.

## Золотая Орда, Улус Джучи

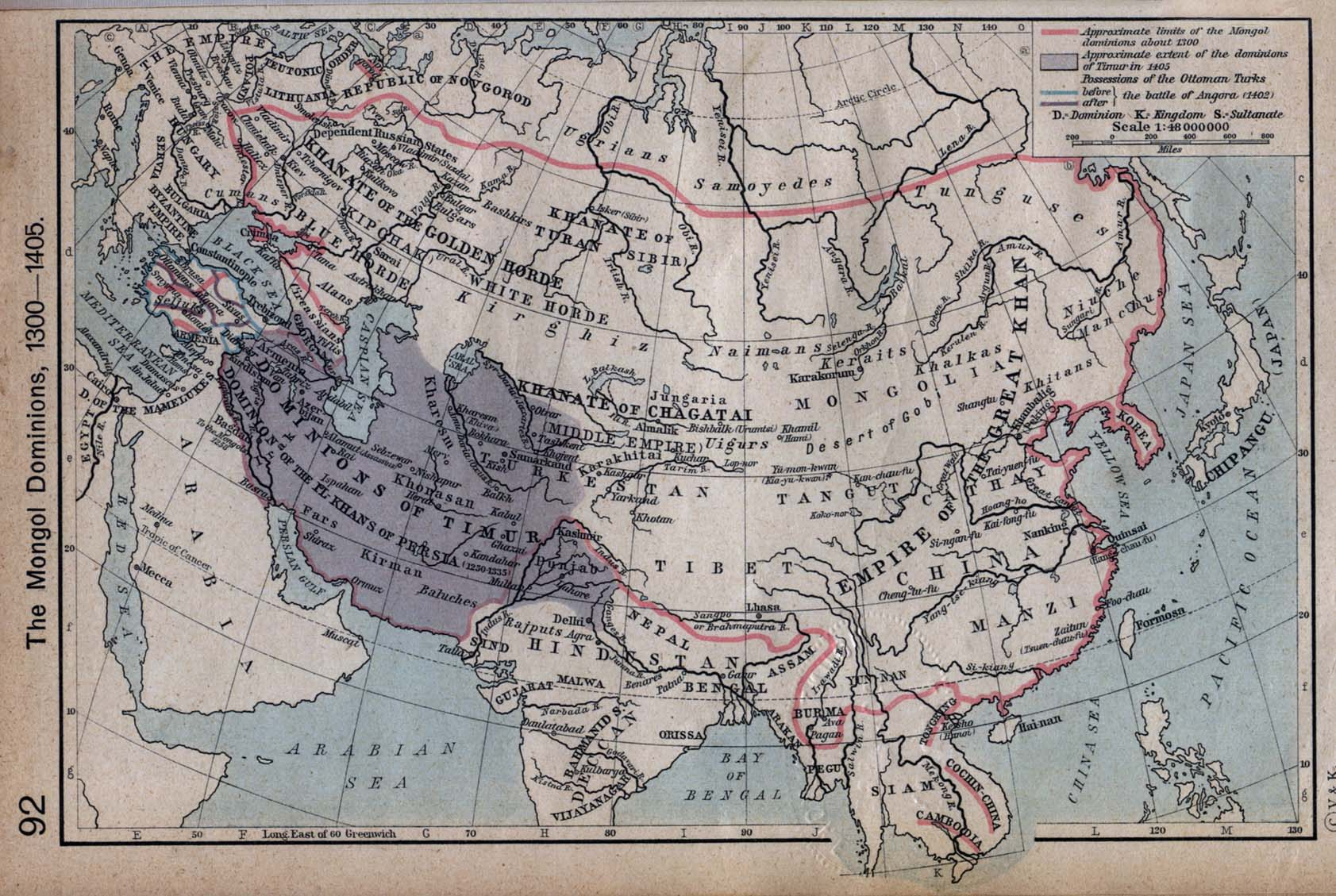
Имперские доминионы (1300—1405)

Осенью 1240 г. Батый, внук Чингисхана, начал поход на южную Русь. Своё наступление золотоордынцы начали с Поросья, после чего покорили Киев.
Болоховцы соединились с татарами, они приняли на себя обязательство ежегодного взноса пшеницы и проса в количестве, какое укажут татары, ограничивавшиеся одною только этою данью и совершенно не вмешивавшиеся во внутреннее управление. «оставили бо их татарове, да и орють (пашут и сеют) пшеницю и проса».

Сум (татарская гривна)

Болоховская земля, а также Подолье и Поросье вошли в непосредственные владения Джучидов.

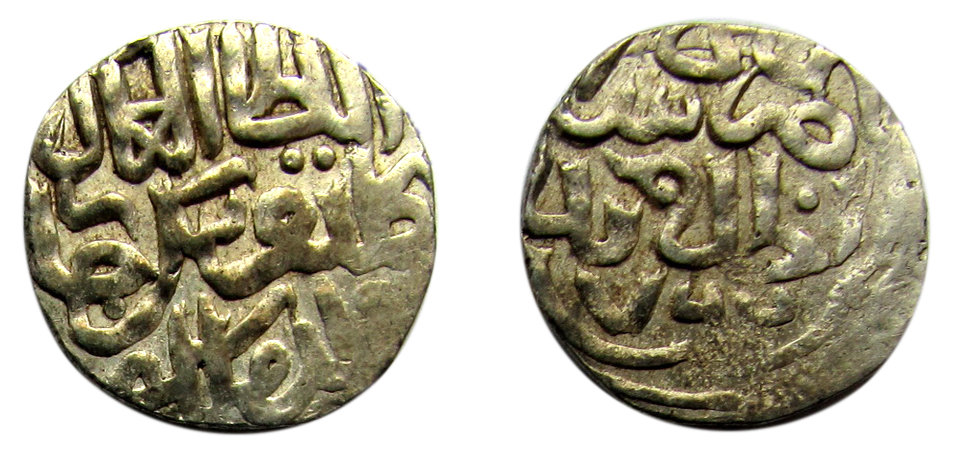
Татарский дирхем

Часть чёрных клобуков была включена в военно-аристократическую структуру улуса Джучи и переселена в Поволжье и Молдавию. Однако полуоседлая и оседлая часть чёрных клобуков осталась в Поросье.
В конце 1250-х годов к болоховцам присоединяются на западе межибожцы, на севере возвягляне, на востоке жители Городка, Семоця и других местностей, бывших между Болоховым и Тетеревом, на юге обитатели побожья, а также белобережцы и чернятинцы.
В 1256 г., в связи со сменой власти в Золотой Орде, Данила Галицкий решается воспользоваться ситуацией. Он двинулся на Куремсу, и в 1256-57 гг. занял Болоховские земли, часть Подолья и Поросье, угрожая Киеву, которым по ярлыку владел Александр Невский (с 1249 по 1263 год).
Даниил, который «на не большую вражду (держа), яко от Татар болшую надежду имьяху», «грады их огневи предаст и гребля (укрепления) их раскопа… пленив землю Болоховскую и пожёг… не оста ничтоже во граде их, еже бысть не пленено».
Данила Галицкий уничтожил города болоховцев- Деревич, Губин, Кобудь, Кудин, Божский, Дядьков (возможно и Райковецкое городище, прежнее название не выявлено). Часть болоховцев ушла в леса, часть в другие земли, часть захваченных Даниил расселил в своих владениях. Поэтому местности с похожими названиями болоховских городов встречаются от Киева до Польши и Молдавии.
Кампания Куремсы в 1258 году против Даниила осталась безуспешна. Даниил Романович Галицкий взял инициативу в свои руки, «воздвиже рать противу татаром» и отвоевал (сжёг) ряд городов, находившихся под их властью: Межибожье, Болохов (Любар), Побожье, Городок, Семоч, Городеч, Возвязгль (Новоград-Волынский), Жедечев (возможно с. Радянское Бердичевского района). За фактически проигранную военную кампанию против князя Данилы Романовича Куремса был отстранён от управления войском.
В 1259 г. на смену Куремсе был назначен Бурундай. Прибыв к Галичу, он немедленно принудил Даниила к полной покорности и восстановил положение 40-х годов. Для предотвращения возможности дальнейших выступлений против Орды, Бурундай заставил Данилу и Василька Романовичей срыть все городские укрепления в их землях. После чего Галиция и Волынь восстаний уже не поднимали.

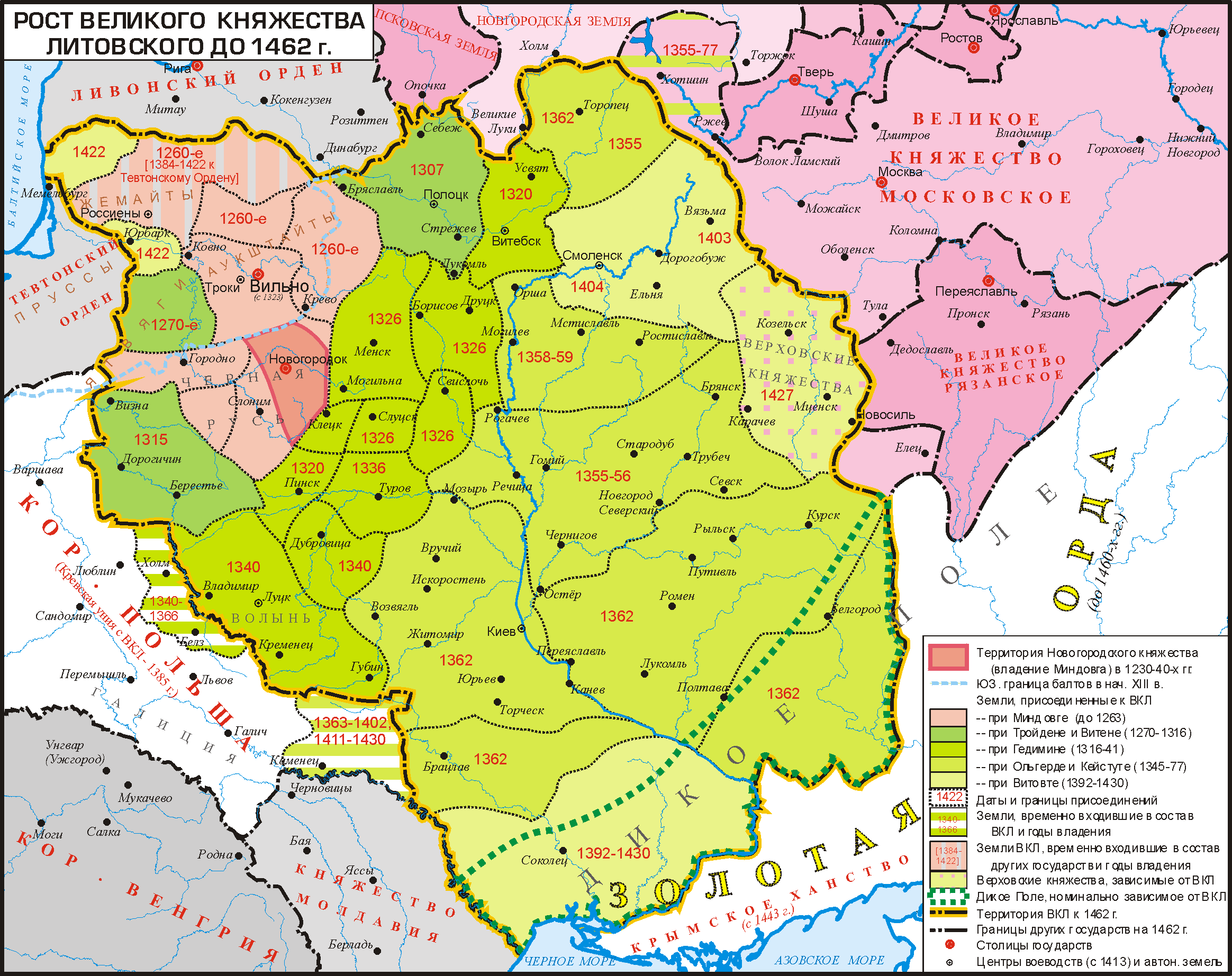
Рост Великого Княжества Литовского до 1462 года

В конце весны 1324 года Великий князь литовский Гедимин двинулся в Киевскую землю. Взяв крепость Овруч, он подошёл к Житомиру, который также пал после непродолжительной осады. После этого литовское войско двинулось на Киев, «грабя и сжигая» всё на своём пути. Русское войско под предводительством Станислава и союзных ему князей не выдвинулось на помощь Житомиру, а встретило литовцев в поле близ реки Ирпень, где было разбито.
Князь Любарт отстраивает Болохов, называет его в честь своего имени — Любартов (Любар) и княжит в этом же городе с 1323 по 1340 год.

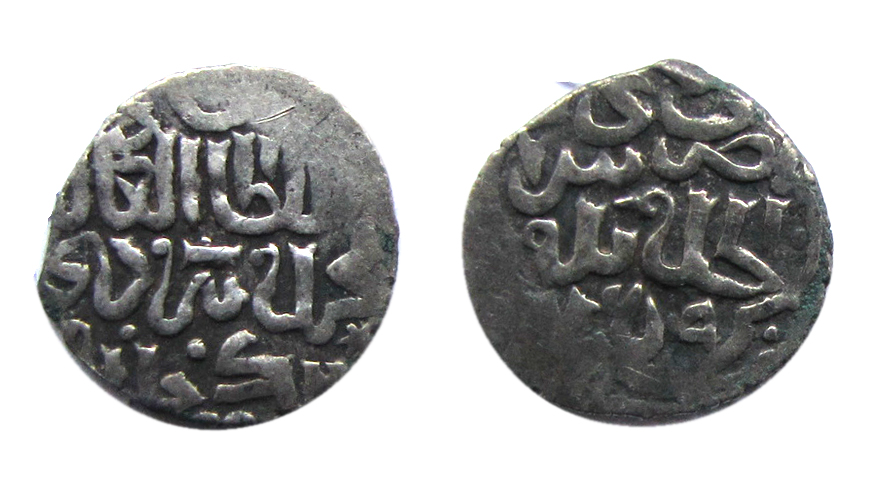
Данг Бердибека. Чекан Сарай ал-Джадид 759 г. х.

Береньдичев же возможно около 1320—1330 годов отстраивает ордынский царевич Бердыч (Берды-бек), сына царя Озбяка. По данным Т. Нарбута, название города происходит от его имени. Возможно в это время снова происходит смена названия города и он становится Бердычевым-Бердичевым (Возможно речь шла о Бердибеке, сыне и преемнике Джанибека, внуке Озбяка. Приход Бердибека к власти показан в фильме «Орда»).
Никоновская летопись сообщает об удачном походе татар на Литву уже в 1324 году. В последующие годы в Киеве отмечается баскачество вплоть до битвы при Синих Водах в 1362 году, когда в результате литовской победы над татарами южнорусские земли окончательно вошли в состав Великого княжества Литовского.

## Великое княжество Литовское, Русское и Жемойтское (Чёрная Русь)

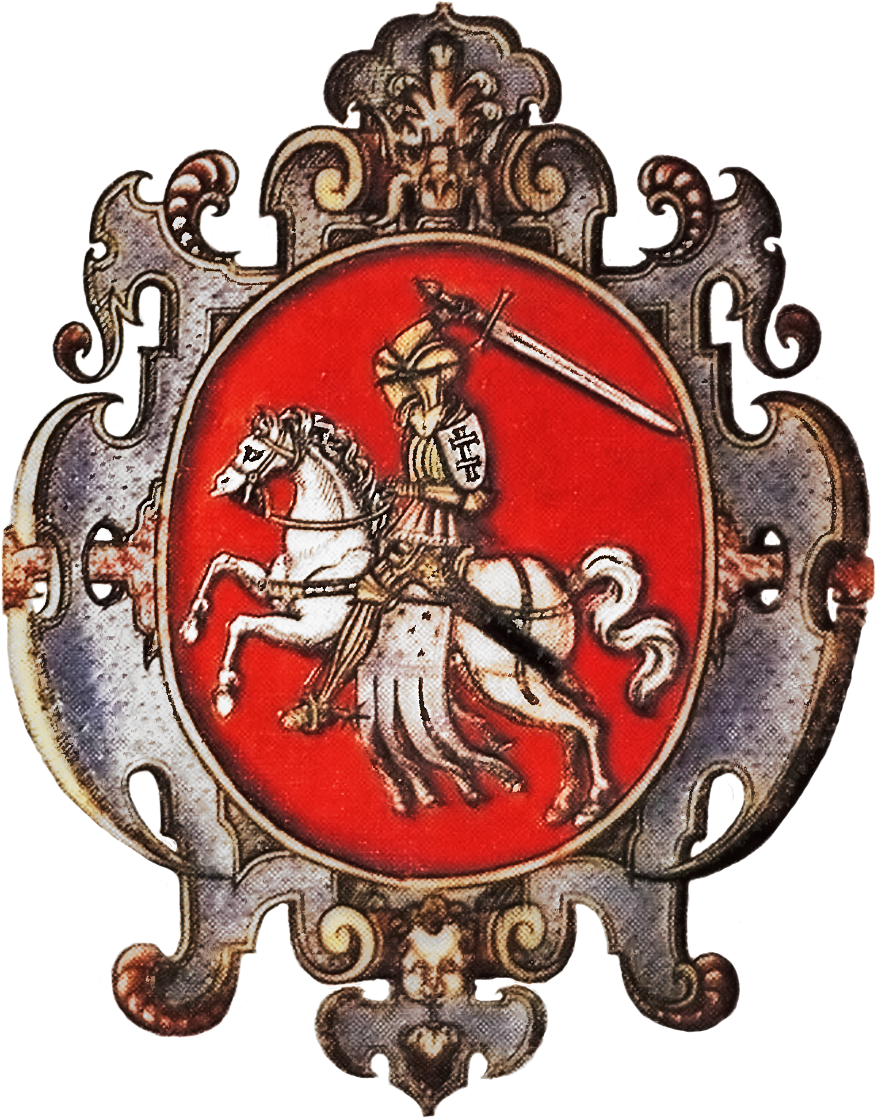
Герб Великого княжества Литовского «Погоня»

Во время правления Джанибека на Золотую Орду обрушилась эпидемия чумы, источником которой были степные грызуны, жившие в юго-восточных частях государства и пустыне Гоби — природном очаге болезни. В 1346 году чума появилась в низовьях Дона и Волги, опустошив столицу золотоордынских ханов Сарай и близлежащие города. В 1352 году чума пришла в Псков, в 1353 году — в Москву, где от болезни даже умер великий князь Симеон Гордый.
С 1359 по 1380 год, после убийства в результате переворота Бердибека, на золотоордынском престоле сменилось более 25 ханов, а многие улусы попытались стать независимыми. Это время в русских источниках получило название «Великая замятня».
В 1362 году, в битве на реке Синие Воды литовские князья одержали победу над татарским войском. Территорией юга Житомирщины начал править Владимир — сын Великого князя Литовского Ольгерда. Во время правления которого (возможно и раньше) был возведён укреплённый замок, остатки укрепляющих валов которого были найдены во время раскопок на старом еврейском кладбище (в настоящее время территория парка им. Т. Г. Шевченко) археологом Ф. Н. Молчановским.

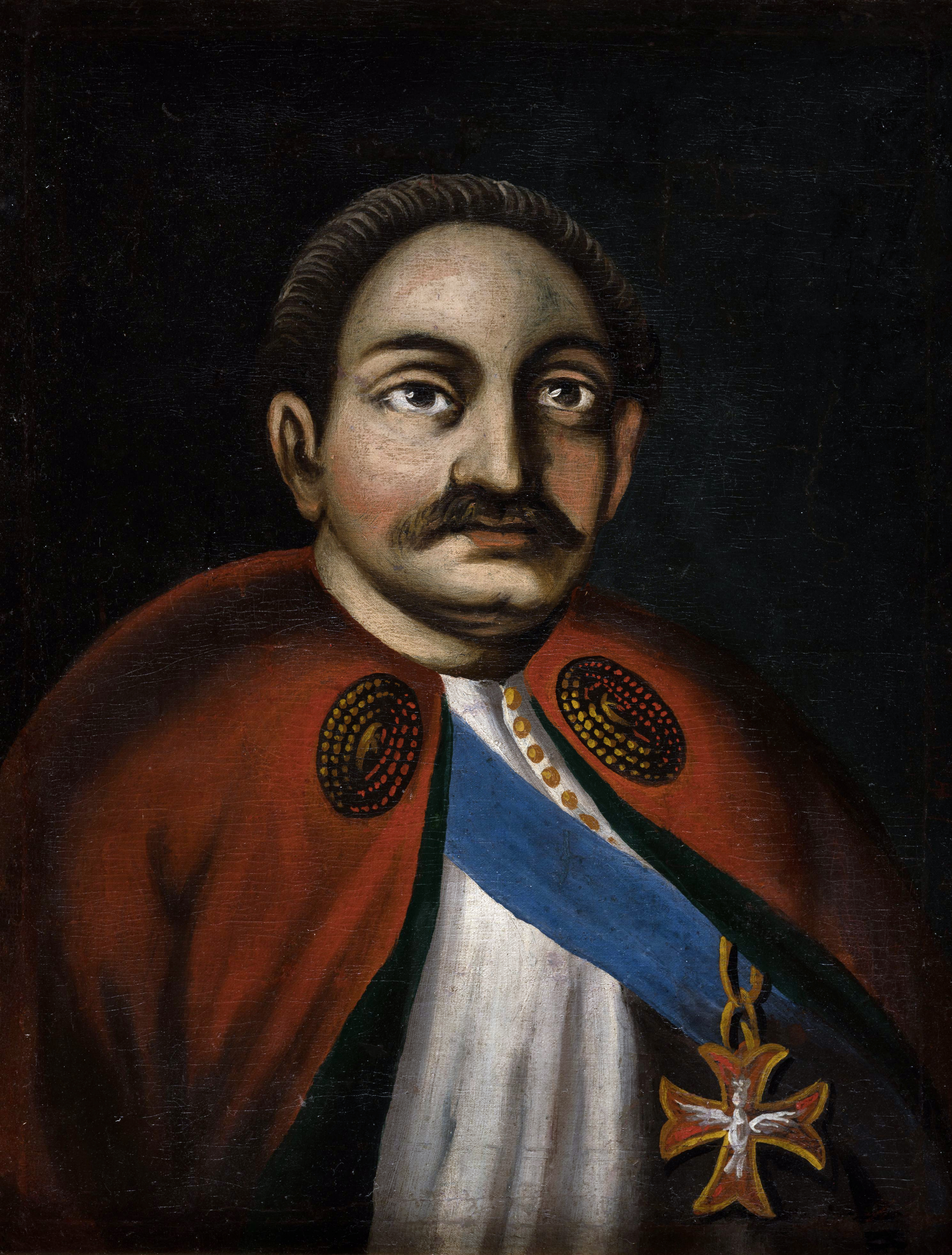
Фёдор Кориатович, портрет работы неизвестного художника XVIII века

М. Владимирский-Буданов писал: «Замки были укреплениями незначительными по объёму и не всегда достаточно крепкими, они, пользуясь удобствами местности, отчасти укреплялись земляными валами, на которых стояли деревянные стены, пересекаемые башнями. Постоянное немногочисленное население замков состояло из служилых лиц, которые считались лишь десятками; но зато лиц закалённых военными опасностями. Вокруг замков и под защитой их селились люди промышленные, впоследствии именовавшиеся мещанами, хотя это также было полувоенное население, содержавшее стражу в поле и на стенах своих укреплений. Поселение вокруг замка окружалось острогом».
Следует отметить, что государственным языком был русский (язык Руси) и что Великое княжество Литовское считалось славянским не только по языку и культуре, но и по преобладанию славянского населения.
Первое задокументированное упоминание о Бердичеве встречается в дарственной грамоте подольского князя Фёдора Кориатовича: «Мы, князь Фёдор Кориатович, Божьею милостью князь и господарь Подольской земли… дарим… за верную службу земли Крапивны долов Буга недалеко от Бердичева… княжий писарь Андрей Морхина, город Смотрич, 20 июня 1391 года…»

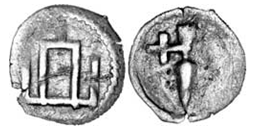
Пенязь (литовский денарий)

В 1441 году при поддержке Великого княжества Литовского в Крыму избран ханом и возведён на престол основатель династии Гераев Хаджи I Герай. Образовывается Крымское ханство, Хаджи I Герай объявляет независимость ханства от Золотой Орды, Золотая Орда распадается. 29 мая 1453 года после осады турками-османами пал Константинополь (С 1930 г. Стамбул). Прекращает своё существование и Византийская империя. По словам Константина из Островицы в «Записках янычара», которые хранились в Бердичевском замке, без помощи сербов византийская столица не была бы взята. По возвращении из похода Константин поселился в Косово, где был захвачен в плен турками. В 1478 году Османской империей было захвачено и Крымское ханство. С 1480 года начинаются набеги крымских татар на земли Великого княжества Литовского.

### Набеги крымских татар

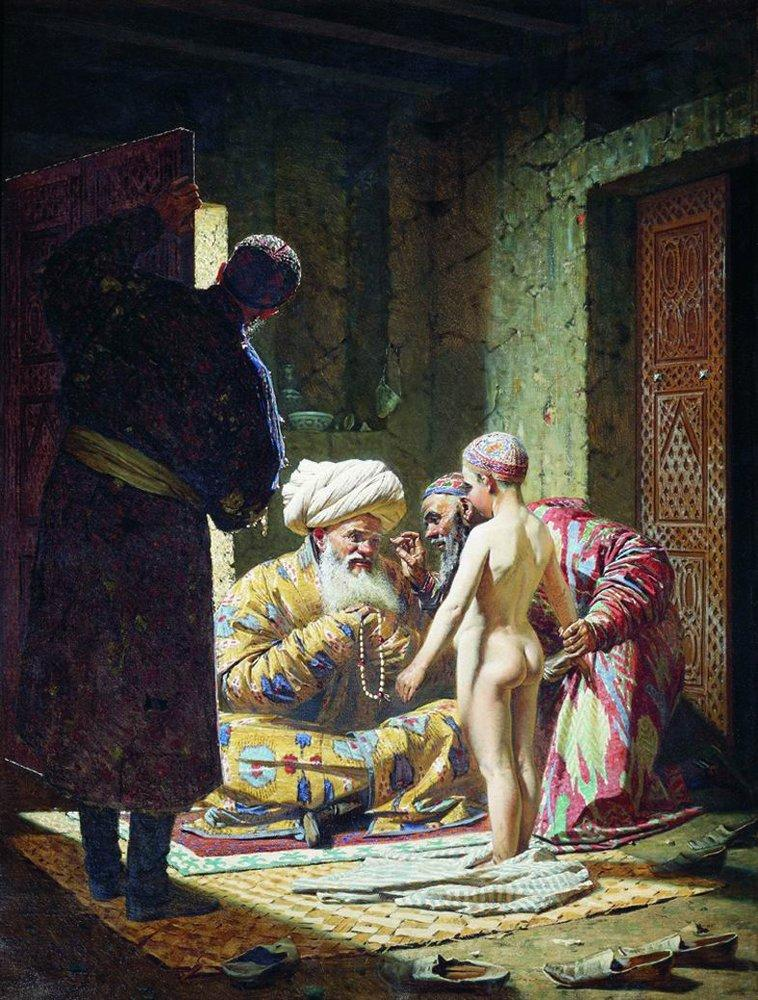
Продажа ребёнка-невольника. Василий Верещагин, 1872

В 1483 году Бердичев сжигают крымские татары, часто и активно атакующие Киевщину и Брацлавщину. Поход возглавляет лично хан Менгли I Герай, литовско-русинские войска не в состоянии остановить их нашествие, и Бердичев, так же как все другие города края, кроме Житомира, оказывается полностью разрушенным, а население уведено в рабство.
В то время через современные бердичевские земли проходила одна из частей так называемого Чёрного пути (старый торговый путь), которым двигались татарские отряды, опустошая набегами земли.

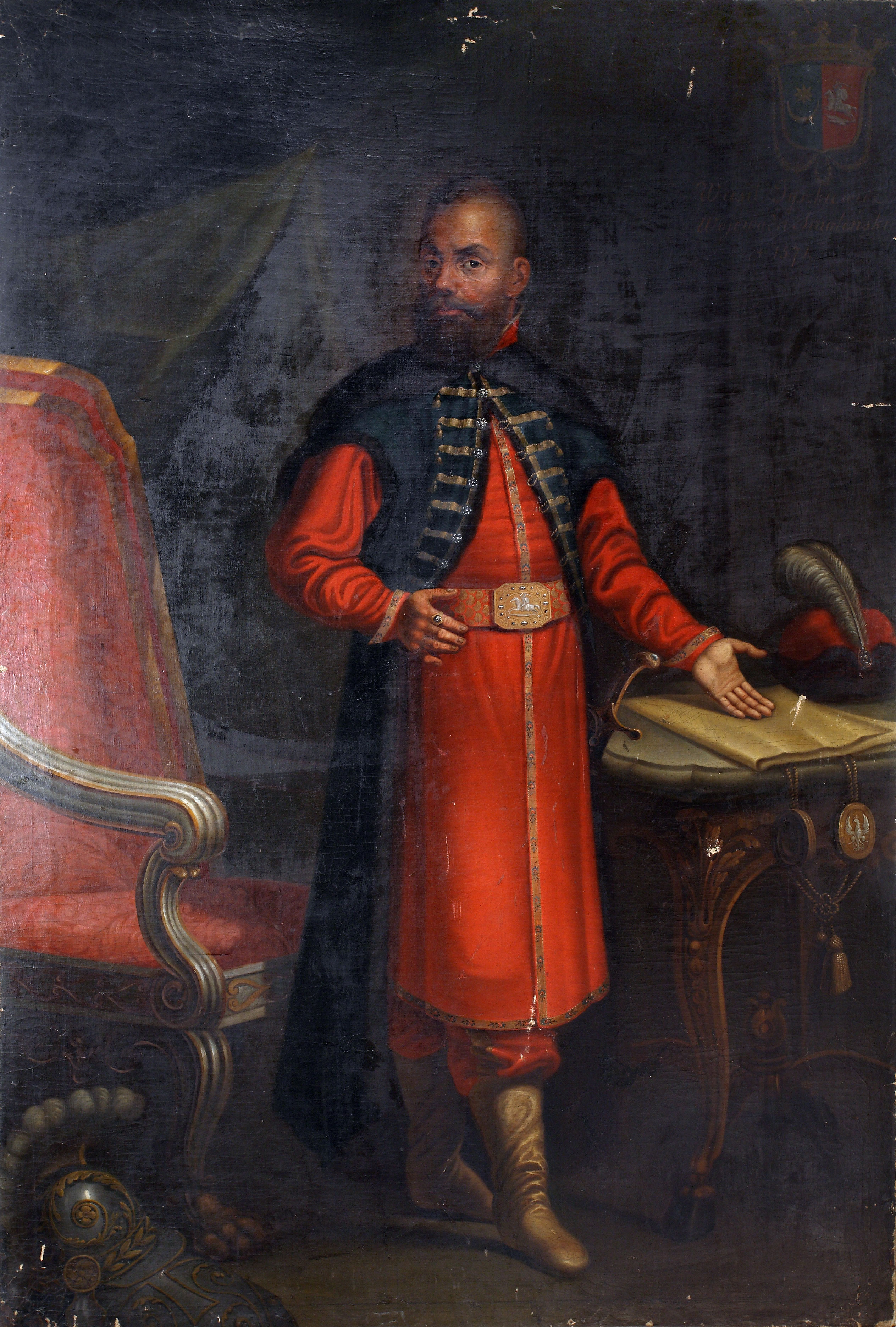
Василий Тышкевич

Набеги татар на соседние страны не были военными действиями, происходили без предупреждения и объявления войны. Это были просто грабительские нашествия.
Обыкновенно татары забирали пленных на обратном пути и в конце похода делили добычу; десятая часть, в том числе лучшие, отборные пленники, доставались хану, а другие делились между мурзами и простыми татарами. «Самое жестокое сердце тронулось бы, говорит Боплан, при виде, как татары разлучают мужа с женой, мать с дочерью, без надежды когда-нибудь им увидеться; самый хладнокровный человек пришёл бы в содрогание, слыша дикое веселье татар, плач и вой несчастных русских».
«Особенно часто татарским нашествиям подвергалась Киевщина и Брацлавщина, хоть не щадили татары и Подолье, Волынь, Галичину. В конце XVI — начале XVII в. от них совсем житья не стало. Так, если с 1450 по 1586 г. документально засвидетельствовано 86 набегов, то только с 1600 по 1647 г. — 70. И после каждого такого набега татары угоняли с собой в Крым в среднем 3 тыс. человек, а иногда могли угнать и 30 тыс. Так или иначе, ущерб, нанесённый Украине татарами был весьма серьёзен: только на Подолье между 1578 и 1583 годами каждое третье село было опустошено или разрушено непрошенными гостями»..

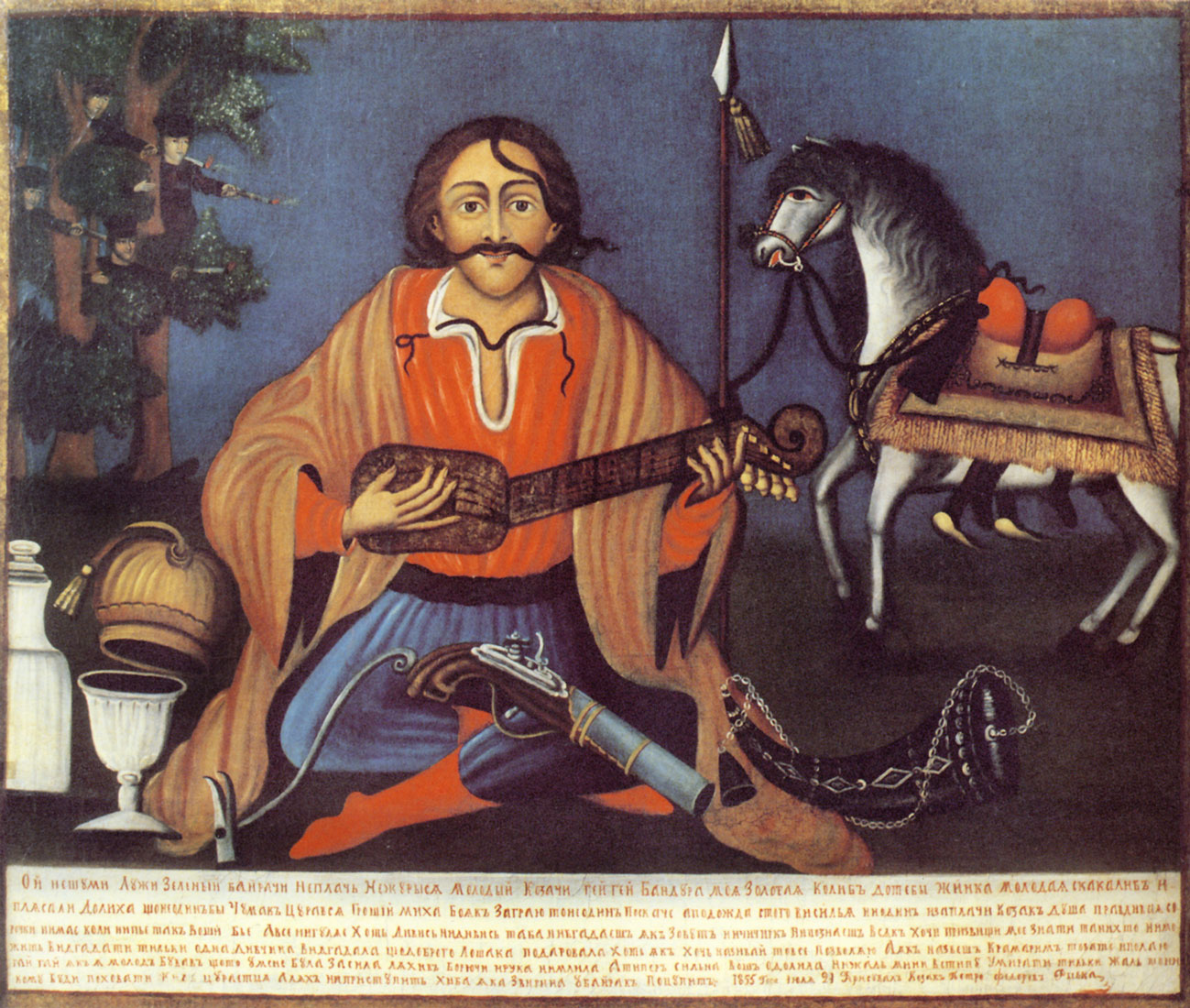
Казак Мамай — идеализированный персонифицированный образ мудреца, воина, странника, сказочника и характерника

В переписи населённых пунктов (люстрации) в 1545 году город значится как собственность Василия Тышкевича (Тишкевич, от отца Тишка-Тимофея Калениковича, местного боярина), который в 1569 году получил от великого князя Сигизмунда Августа титул графа «на Логойске и Бердичеве».
Около 1546 года Василий Тышкевич (по версии Л. Похилевича) построил храм во имя святого Архангела Михаила (Михайловская церковь; при Василии уже был и замок).

## Речь Посполита

Герб Речи Посполитой

В 1569 году в Люблине была подписана уния между Королевством Польским и Великим княжеством Литовским. В результате чего Подляское, Волынское, Киевское и Брацлавское воеводства отошли к Польскому королевству в состав Малопольской провинции.
Юрий Васильевич Тышкевич Логойский, владелец Бердичева, был одним из «подписантов» Люблинской унии.
В 1591—1593 гг. (Восстание Косинского), 1594—1596 гг. (Восстание Наливайко), 1625 г. (Восстание Жмайло), 1630 г. (Восстание Фёдоровича) Бердичев переходит под власть повстанцев (запорожские казаки, мелкое дворянство и крестьяне), боровшихся против польского господства.

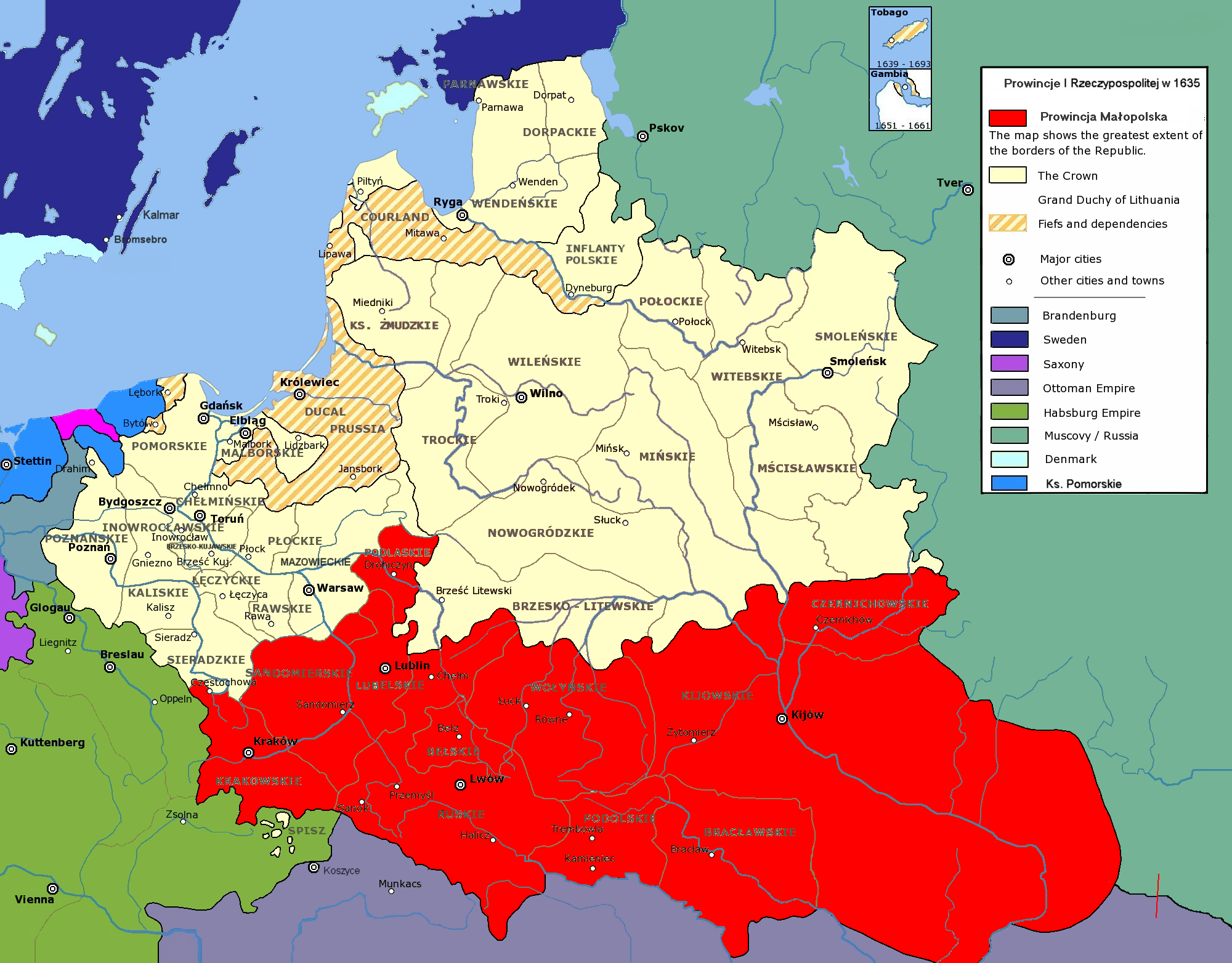
Малопольская провинция (красная) в составе Речи Посполитой в 1569—1667 годах

В 1593 году «Город новооседлый Бердичев, находящийся на реке Большая Пята (Пятка Великая), в котором повинностей никаких нет, ибо дана ему воля этим летом. В том местечке замок на городище, в котором построены: спереди над вратами башня, в стене 4 светлички и 6 домиков, на горке зал построен большой, пекарня, сени, коморы, напротив сеней начали строительство башни. Городище стенами обставлено, вокруг замка пригород. Возле замка гребля, став, млын с четырьмя колёсами, который орендует до 1599 года за 100 коп в год еврей».

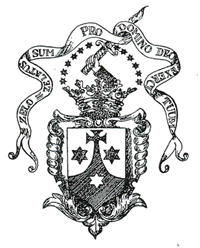
Герб Ордена босых братьев Пресвятой Девы Марии с горы Кармель

В 1611 г. Фёдор Тышкевич отдаёт Бердичев в трёхгодичную аренду Григорию Чернику.
В 1611 г. на территории современной Соборной площади была построена деревянная Успенская церковь. Над её входом была надпись: «Сия церковь сооружена в 1611 году».

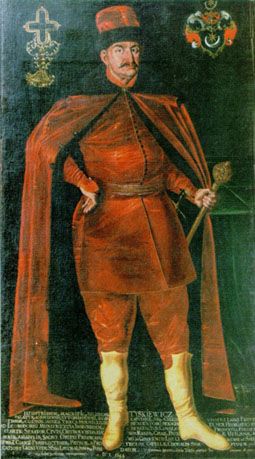
Януш Тышкевич. Неизвестный художник, XVII век

В 1620 г. во время польско-турецкой войны (по сказанию в 1627 году во время похода на татар) Януш Тышкевич попал в плен. Вдруг во сне он увидел неизвестных ему монахов, просящих Матерь Божью о его освобождении. Позже, после побега из плена он увидел монахов из сна в одном из польских костёлов. В благодарность, в 1630 году Тышкевич подписал документы о передаче замка в Бердичеве и села Скраглевки монахам ордена Босых Кармелитов. В грамоте на учреждение монастыря селение названо местечком.
В 1634 г. монахи заложили на территории бывшего замка подземный Мариинский костёл, торговые склепы, хозяйственные здания, расширили стены крепости.
В 1642 г. состоялось торжественное открытие монастыря Босых Кармелитов.

### Чудотворная икона Божией Матери Бердичевской (воинская святыня)
По преданию, икона явилась православному казаку Тышку, в его хуторе, на месте будущего города Бердичева. Новоявленная икона поначалу была помещена в часовне, затем в выстроенном Тышком храме во имя святого Архангела Михаила(Архангел Михаил изображён на гербе Киева).
По версии Л. Похилевича Михайловскую церковь построил Василий Тышкевич, сын Тишка и подарил икону этой церкви. Л. Похилевич, который видел Образ в 1880-х годах своими глазами, писал, что на нём проступают церковнославянские буквы, и упоминал, что православные верующие по старой памяти приходят к монастырю поклониться Образу.

Лелива, герб Тышкевичей

Возможно в это время, поляки, намереваясь похитить икону из Михайловской церкви, устроили пожар и, завладев образом, перенесли его в кармелитский монастырь. По версии кармелитов, икону, как и замок, подарил им Януш Тышкевич.
Во время войн икона возможно неоднократно уничтожалась, делались копии, которые тоже исчезали. Новый образ написан в 1991 году в Кракове Б. Муха-Совинской (краткий извод) по образцу Божией Матери Снежной из римской церкви Санта Мария Маджоре. Художница не придерживалась оригинала. Она в собственной интерпретации использовала основу образа, украсив его многофигурными композициями ангелов вокруг голов Мадонны и Ребёнка Иисуса, и увенчав его глазом Божьего Провидения в треугольнике.. (При этом, копии иконы Божией Матери Снежной из римской церкви Санта Мария Маджоре распространялись в XVII—XVIII вв. Тышко же, по преданию которому явилась икона, жил за 200 лет до этого).
Монастырь практически сразу становится важным экономическим центром, фактически «золотой жилой» города: увеличивается численность населения, развивается ремесленничество и торговля. Монастырь также получает значительную поддержку польских властей, вкладывающих немалые средства в усиление его обороноспособности.
В то же время среди местных жителей вызревает жёсткий протест против стремительного развития польской святыни и постоянного увеличения её значимости. Монастырь быстро становится объектом ненависти для местных православных жителей. Вся эта ненависть вылилась на обитель во время освободительной войны украинского народа против польского властвования.

### Восстание Хмельницкого

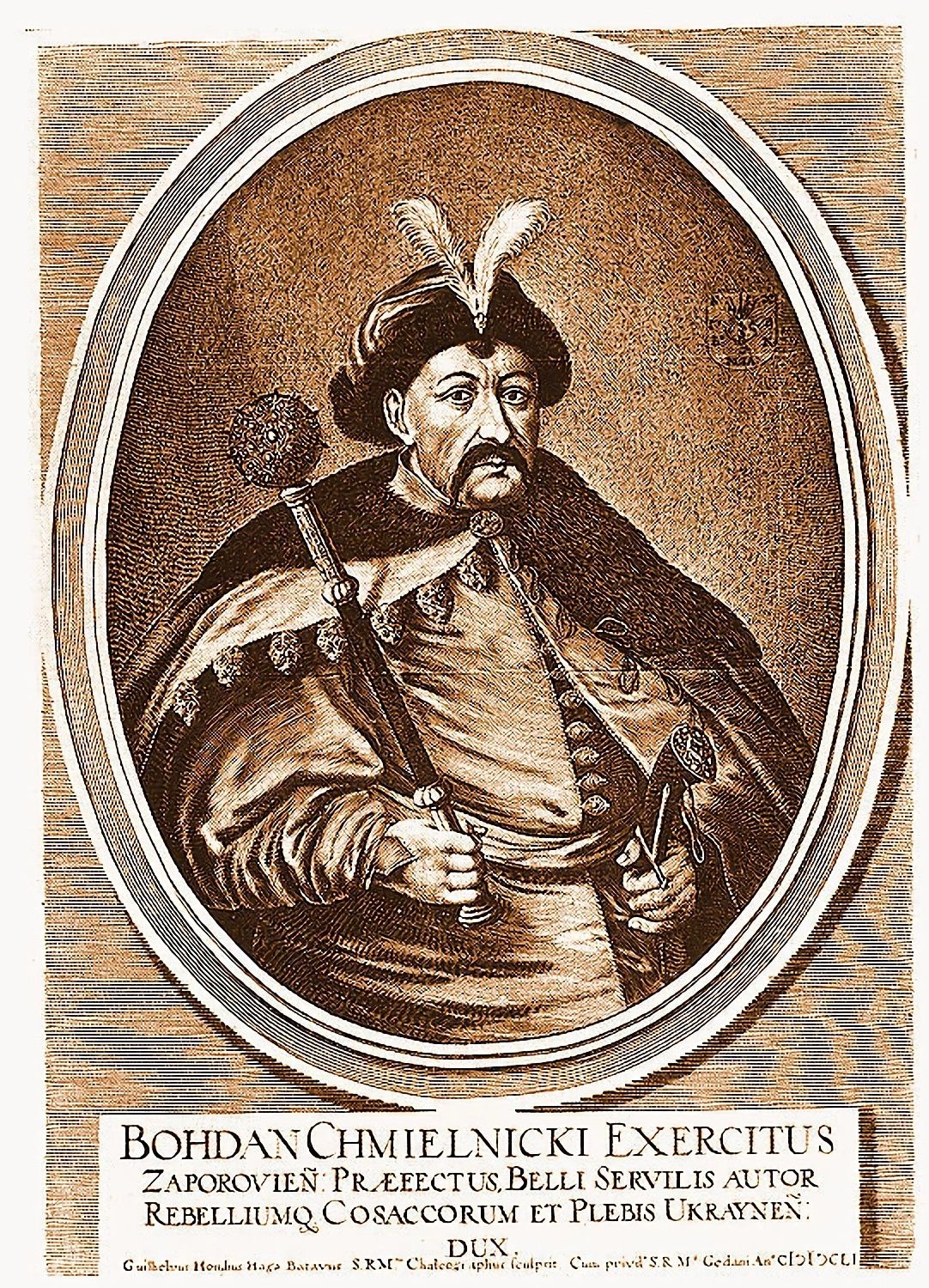
Богдан Хмельницкий

В период восстания Хмельницкого, в 1648 году крестьянско-казацкие отряды во главе с Максимом Кривоносом разгромили войско воеводы Тышкевича возле местечка Пятка и штурмом взяли крепость. Монастырь был практически полностью разрушен. Кривонос перебил в городе всю шляхту и еврейское население. Бердичев вошёл в состав Киевского полка.

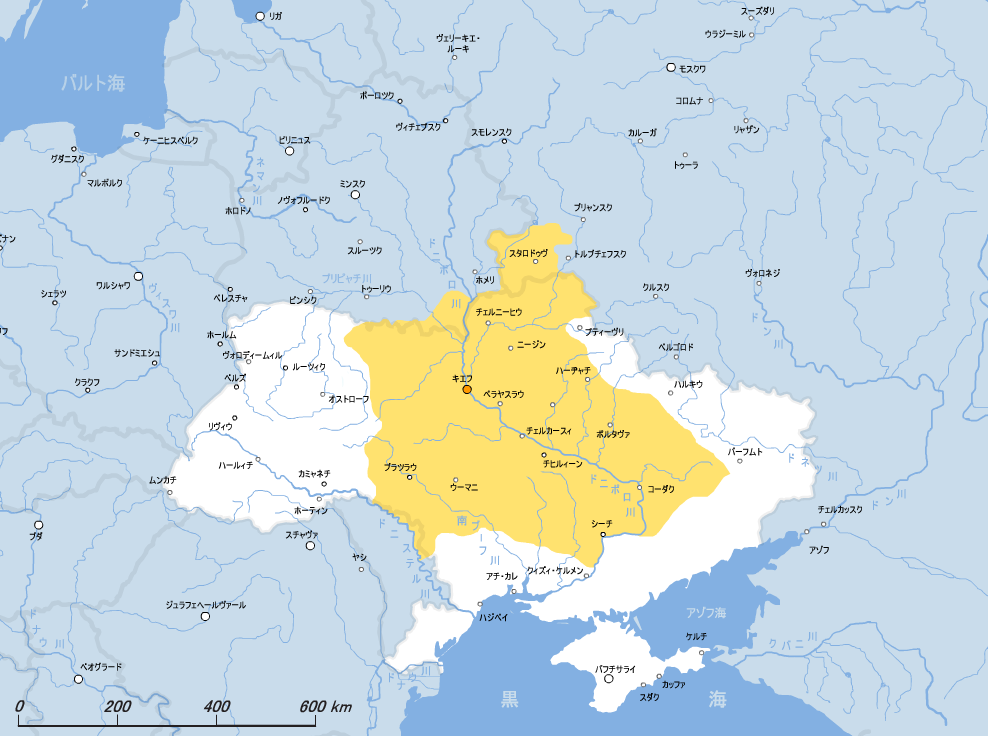
Территория Гетманщины в 1649−1657 гг.

В течение 1648—1653 года город несколько раз переходит из рук в руки, в результате постоянных боевых действий край чрезвычайно опустошается. В летописи Самуила Величко отмечено: «Того же 1653 года, весной, Хмельницкий услышал, что в каменном замке Бедрикове, или Бердичеве, скрывается много польской шляхты с многочисленными сокровищами. Он направился туда с небольшим войском и, хотя замок был крепкий, с небольшой затратой силы взял его, выдавил из него, как медведь пчёл, несчастную шляхту, а их сокровища забрал себе и своему войску. После этого он вернулся назад, заодно предав полной разрухе и разорению ещё и каменный замок Чолганский».
В Бердичеве голод, вспыхивает эпидемия чумы.
В 1654 году на Переяславской раде — собрании представителей запорожского казачества во главе с гетманом Богданом Хмельницким было всенародно принято решение об объединении территории Украины, находящейся под властью запорожских гетманов (Гетманщина), с Русским Царством. Это привело к войне между Речью Посполитой и Русским Царством.

### Русско-польская война (1654—1686), Руина

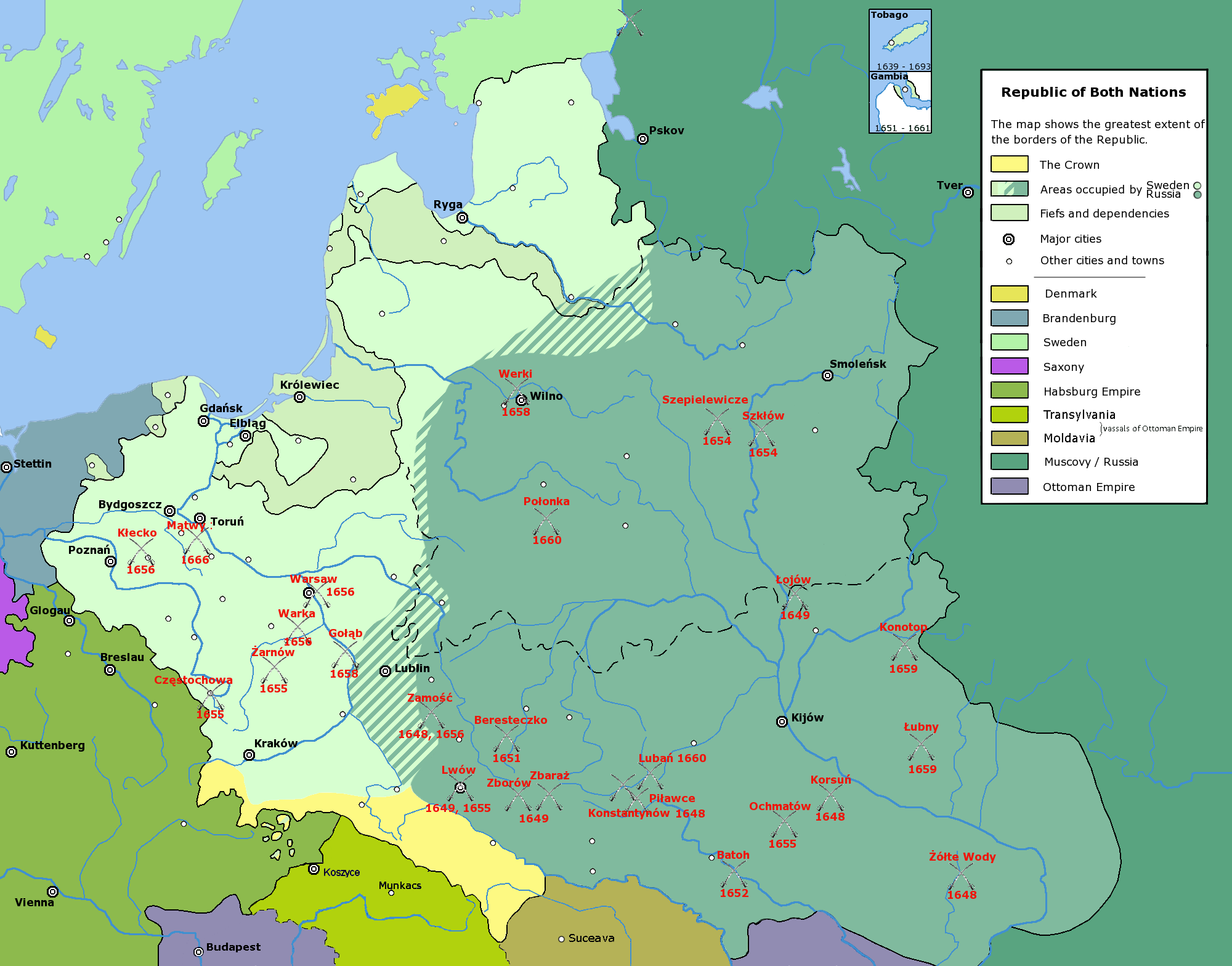
Территория Речи Посполитой, занятая Швецией и Россией в ноябре 1655 года

В 1654 году русский боярин Андрей Бутурлин в письме к царю пишет: «6 сентября мы пришли в пустой городок Бердичев и стояли до 15 числа …»
В 1655 году несколькими магнатами в Великом княжестве Литовском была сделана попытка разрыва польско-литовского союза и выделить из Речи Посполитой Великое княжество Литовское, управляемое Радзивиллами.
Во время войны в окрестностях Бердичева, который был расположен на главном пути движения войск, неоднократно бывал Богдан Хмельницкий. Потому существует легенда, согласно которой название Богдановского леса в Бердичевском районе происходит от расположенной в то время там ставки гетмана.

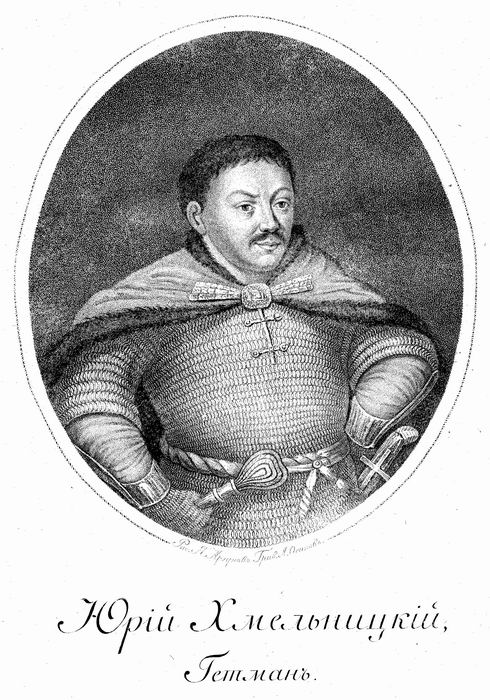
Ю. Хмельницкий

В августе в 1659 г. под Слободищем стоял с войсками гетман Юрий Хмельницкий. Юрий Хмельницкий (19 лет) должен был соединиться с русским войском боярина Василия Борисовича Шереметева, но не сделал этого, поляки с татарами двинулись против гетмана и осадили его под Слободищем. После неудачных боёв Юрий Хмельницкий подписал Слободищенский трактат, по условиям которого Гетманщина возвращалась в состав Речи Посполитой. Полки Левобережной Украины не приняли Слободищенский трактат, что привело к расколу Гетманщины, закреплённому позже Андрусовским перемирием и разделению Гетманщины на Правобережную и Левобережную Украину.
До 1663 г. Бердичев был сотенным городом казацкого государства, где находилась казацкая залога.
Кармелиты пытались вернуться в Бердичев и отстроить монастырь, однако несколько раз были изгнаны из города. Иноки возвратились сюда только в 1663 г. и завели процесс с новым владельцем местечка, не допускавшим их к владению прежним имуществом.
В 1667 году, после заключения Андрусовского перемирия, по условиям которого Киевская Украина была поделена между Русским царством и Речью Посполитой, Брацлавщина, как и вся Правобережная Украина, отошла Польше.

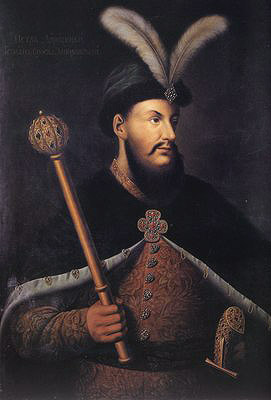
П. Д. Дорошенко

С 1665 года гетманом Правобережной Украины был избран Дорошенко, который был против разделения Гетманщины («государи на части разорвали Украину»). Борясь и против Речи Посполитой и против царской власти на Левобережной Украине, из-за малых сил, в 1669 году перешёл в подданство турецкого султана. По договору 1669 года, заключённому Дорошенко с султаном Мехмедом IV, правобережная Подолия переходила под власть Османской империи.
В декабре 1671 года, войско Речи Посполитой стало отвоёвывать у Дорошенко города. Весной 1672 года султан Мехмед IV с громадной армией, подкреплённой крымским ханом и казацкими отрядами Дорошенко, вторгся в Подольское воеводство и Галичину. Речь Посполитая была вынуждена заключить с султаном Бучацкий договор, по которому отказывалась от Правобережной Украины.
Население Правобережья, разоряемое крымскими татарами и турками, массами переходило на Левобережье, которое отошло Русскому царству, и край, подчинённый Дорошенко, со дня на день пустел.
Так, например в 1672 году казаками переселенцами с Белополья (находилось позже в Бердичевском уезде) во главе с сотником С. Фоменко было основано Белополье на Сумщине.

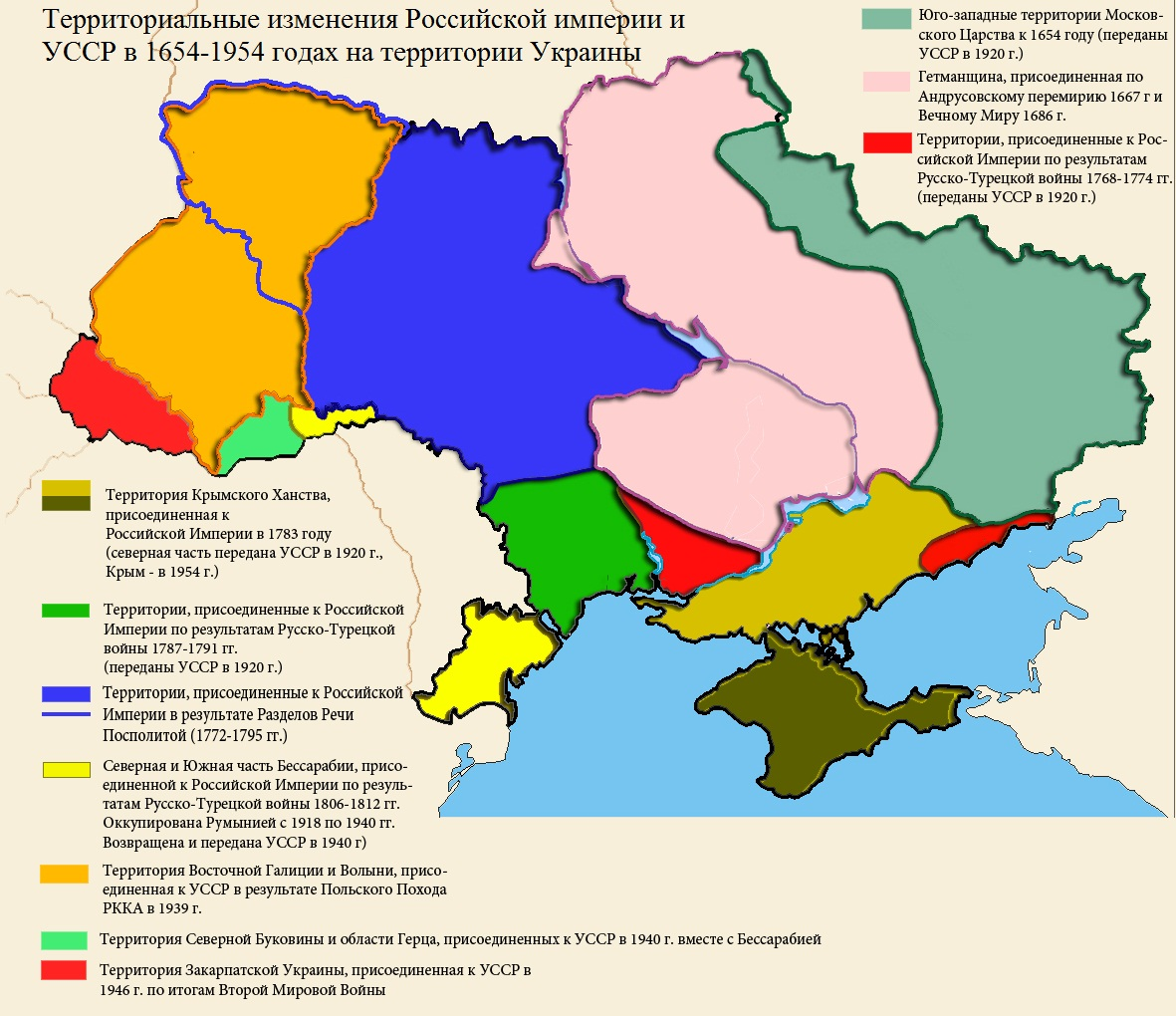
Территориальные изменения, происходившие с 1654 по 1954 гг. в границах Украины на 1991 год.

Бучацкий договор освободил русское правительство от обязательств, налагавшихся на него Андрусовским трактатом и новый гетман левобережной Украины Самойлович переправился в 1674 году через Днепр. Правобережные полки все почти передались на его сторону и Самойлович провозглашён был гетманом обеих сторон Днепра. Осенью 1676 года, лишившись поддержки казачества, гетман Дорошенко сдался и был отправлен в Москву.
Согласно переписи 1683 года, в Бердичеве насчитывается лишь 6 облагаемых домохозяйств.
В 1686 году между Русским царством и Речью Посполитой был заключён Вечный мир. Вопрос о Правобережной Украине остался открытым; временно край этот отошёл к Польше, но с условием не заселять его.

### Крестьянско-казацкие восстания

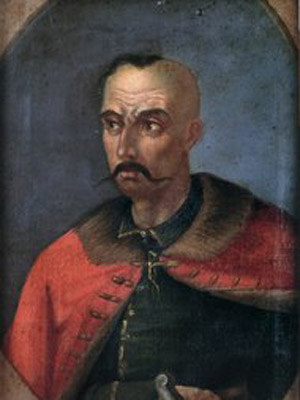
Семён Палий

Польский король Ян Собеский для борьбы с турками решил возродить на Правобережье казачество.
К 1686 г. единого командования у правобережных казаков не было, а значительная часть Правобережья оказалась под властью самозваных казацких полковников. Наибольшую известность среди них приобрели Семён Филиппович Гурко, получивший прозвище Палий и Самусь.
В 1687 году дочь Владислава Тышкевича — Тереза выходит замуж за Кшиштофа Завишу. Бердичев переходит в собственность Завишей. В том же году отбирают у кармелитов замок.
В 1688 г. Палий обратился в Москву с просьбой о принятии его в подданство. Но правительница царевна Софья не желала войны с ляхами, и Палию было рекомендовано вместе с казаками перебраться в Запорожье.

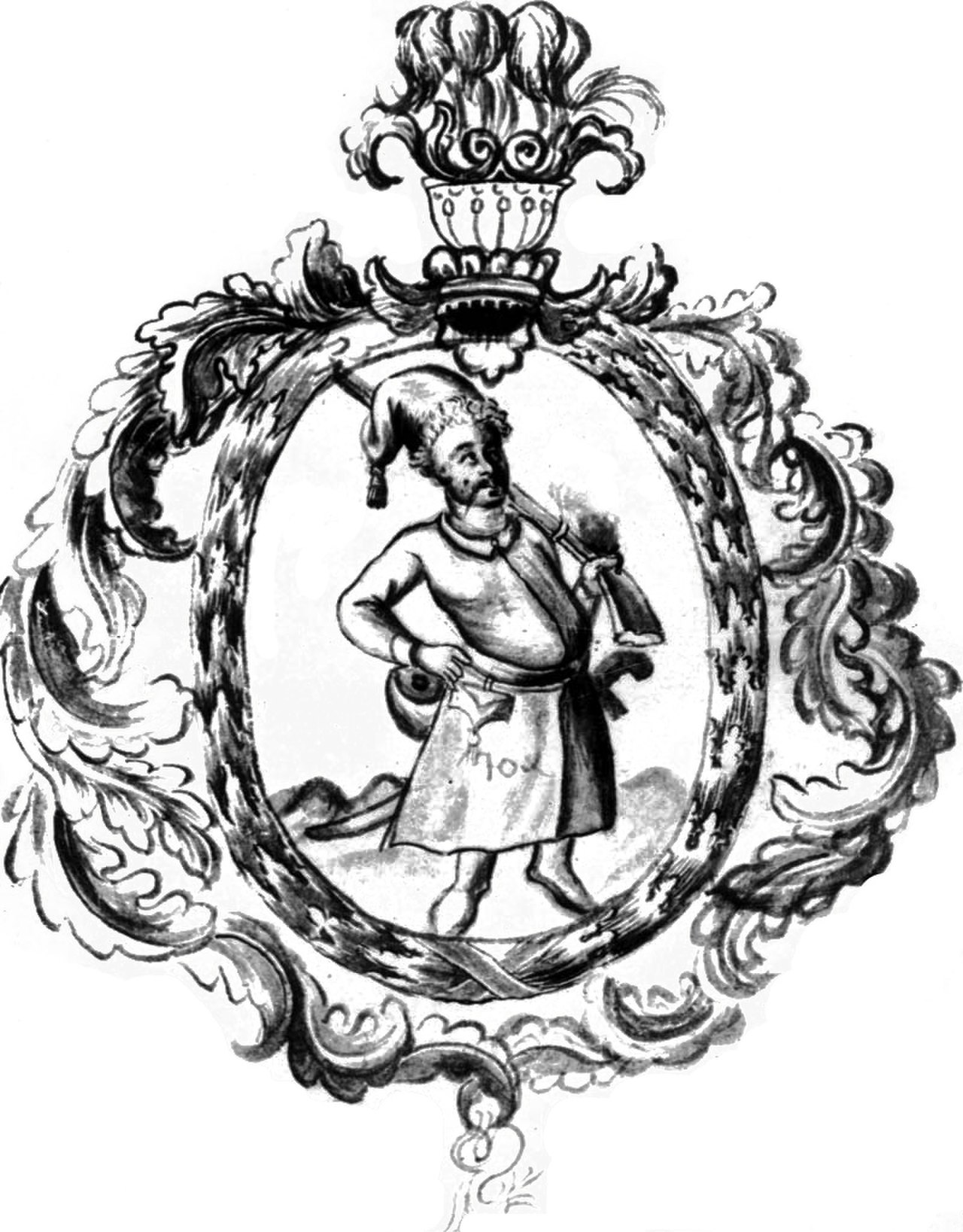
Герб Войска Запорожского

В 1695 году Бердичев опять сжигают крымские татары.
В 1701 г. поляки направили в Правобережье большие силы, в основном состоявшие из частных армий. Полковник Самусь отправил Мазепе грамоту с просьбой о помощи и осведомлялся о возможности ухода на левый берег в случае полной победы ляхов. Мазепа отвечал: «Помочи тебе не подам и без царского указа тебя не прийму. Без моего ведома ты начал и кончай, как знаешь, по своей воле».
16 (26) октября 1702 г. казаки Самуся ворвались в Бердичев и учинили там резню ляхов, Потоцкий и Рущиц бежали с небольшой частью своего воинства.
Пётр I отправил к Палию генерала Паткуля уговорить его передать захваченные территории королю Августу. Палий фиктивно согласился, но делать ничего не стал.

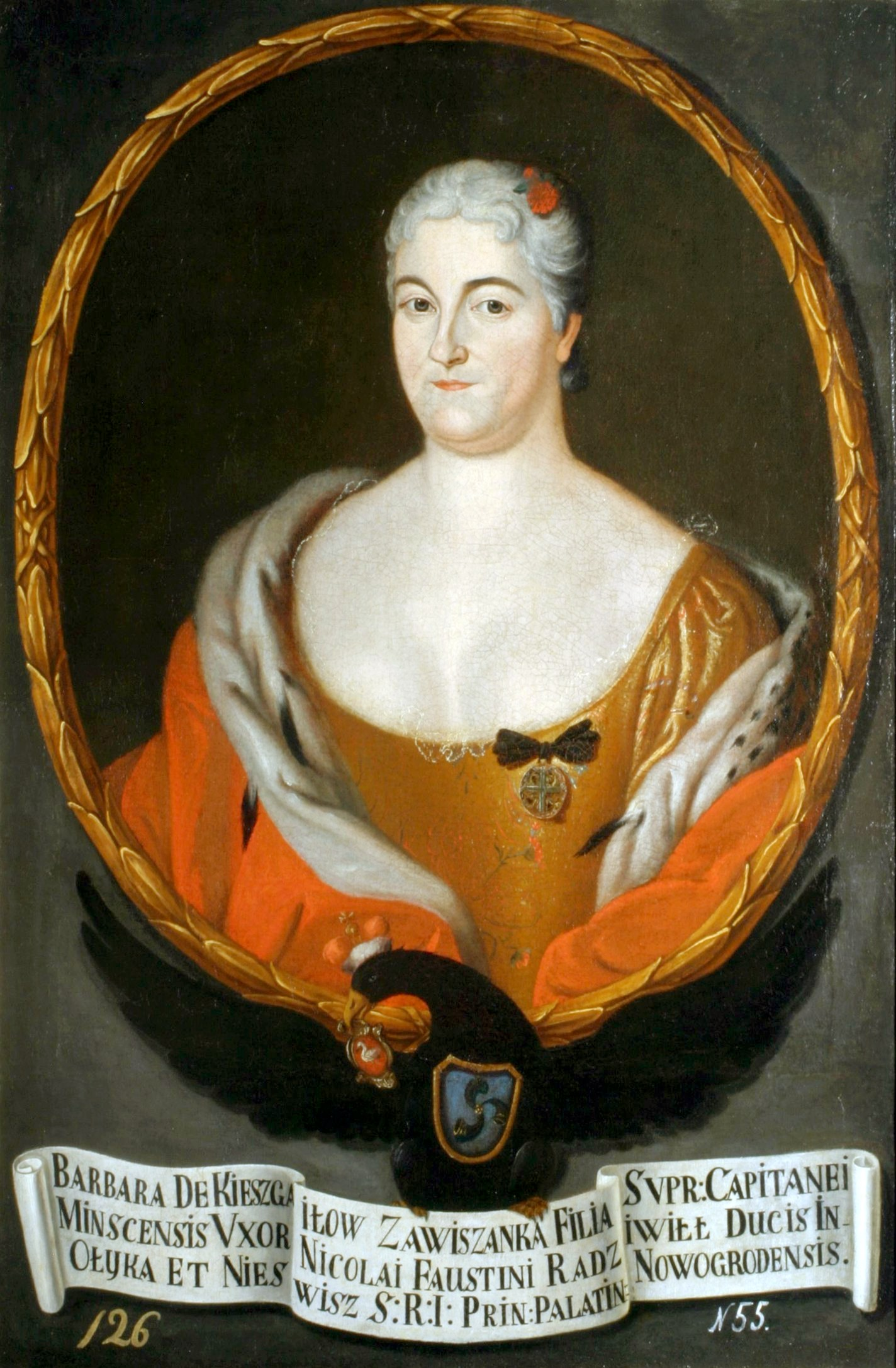
Варвара Завиш

В апреле 1704 г. Пётр I приказал гетману Мазепе двинуть малороссийское войско на правый берег «чинить промысел над нерасположенными к королю Августу панами, нещадно опустошая огнём и мечом их маетности». В мае 1704 года в Бердичев входит левобережная казацкая армия во главе с гетманом Иваном Мазепой. 15 июля к войску Мазепы подошёл отряд Палия. Гетман радушно принял полковника и обильно угостил его горилкой. 1 августа Мазепа арестовал Палия и отправил в заключенье в Батуринский замок.
На Правобережье полково-сотенный уклад просуществовал до 1714 года.
После восстаний Бердичев остаётся под властью Польши. Как писал В. Антонович: «… поляки стали полными и единственными обладателями плодоносной пустыни».

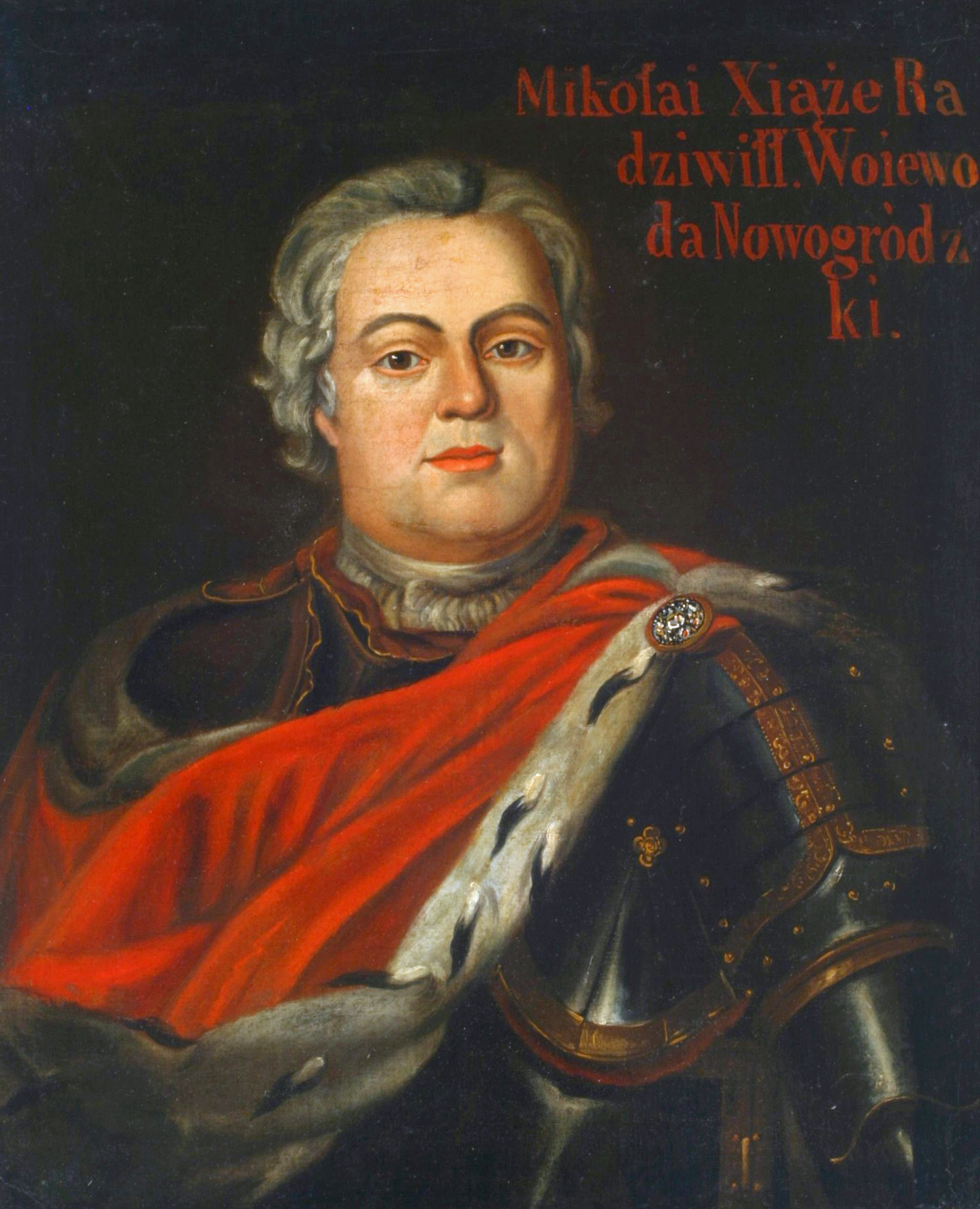
Н. Ф. Радзивилл

Между потомками Януша Тышкевича, Завишами и орденом кармелитов до 1717 года шла борьба за замок. Процесс выиграли монахи, которые начали восстанавливать замок, укрепили стены, увеличили количество пушек.
С 1710—1721 года новым владельцем поместья в Бердичеве становится полесский шляхтич из рода Радзивиллов, главнокомандующий войск Великого княжества Литовского князь Николай Фаустин Радзивилл (В июле 1710 года женился на Барбаре из Завишей, которой в приданое был дан Бердичев).
В 1712—1721 году первое упоминание о еврейской общине.
В 1721—1759 годах на другой стороне Большой Пяты, в районе Загребелья, Николаем Радзивиллом строится деревянная Свято-Троицкая церковь.

### Гайдамацкие восстания

«Трубы», родовой герб Радзивиллов

В 1734 году Бердичевский викариат повышается до приората.
В 1734 году гайдамаки захватили Бердичев. В начале 1735 года восстание охватило всю территорию украинских воеводств. Тем не менее, до середины 1735 года польским правительственным войскам удалось подавить восстание и восстановить прежние порядки.
После Русско-турецкой войны (1735—1739) набеги крымских татар на южнорусские земли практически прекращаются, а в 1783 году Крымское ханство было аннексировано Российской империей.

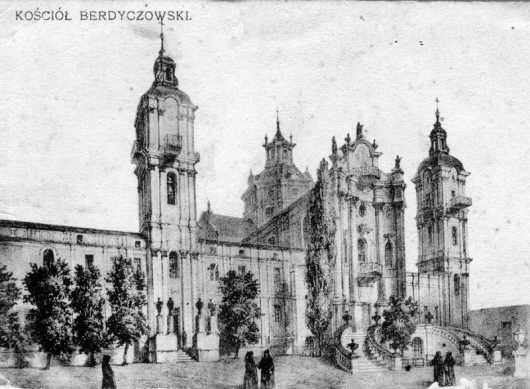
Надземный костёл

В 1736—1754 гг., над подземной церковью (криптой) в монастыре строится новый — надземный костёл (Проект строительства был разработан архитектором Яном де Витте в 1744 году). По замыслу клерикалов, он должен был символизировать укрепление власти католической церкви на украинской земле. Римский папа Бенедикт XIV не пожалел средств для его украшения. Внутри костёл был украшен роскошной лепкой, резьбой и позолотой. Храм регулярно получал дорогие, инкрустированные золотом и бриллиантами подарки от папы. Современники сравнивали это сооружение с собором Св. Петра в Риме. Бердичев вновь становится одним из центров католического влияния на Правобережной Украине.
9 июня 1750 года гайдамаки снова атакуют Бердичев — взять крепость им не удалось, однако повстанцы грабят сам городок, убивают многих шляхтичей, католических священников и евреев, уничтожают городской костёл и документы.

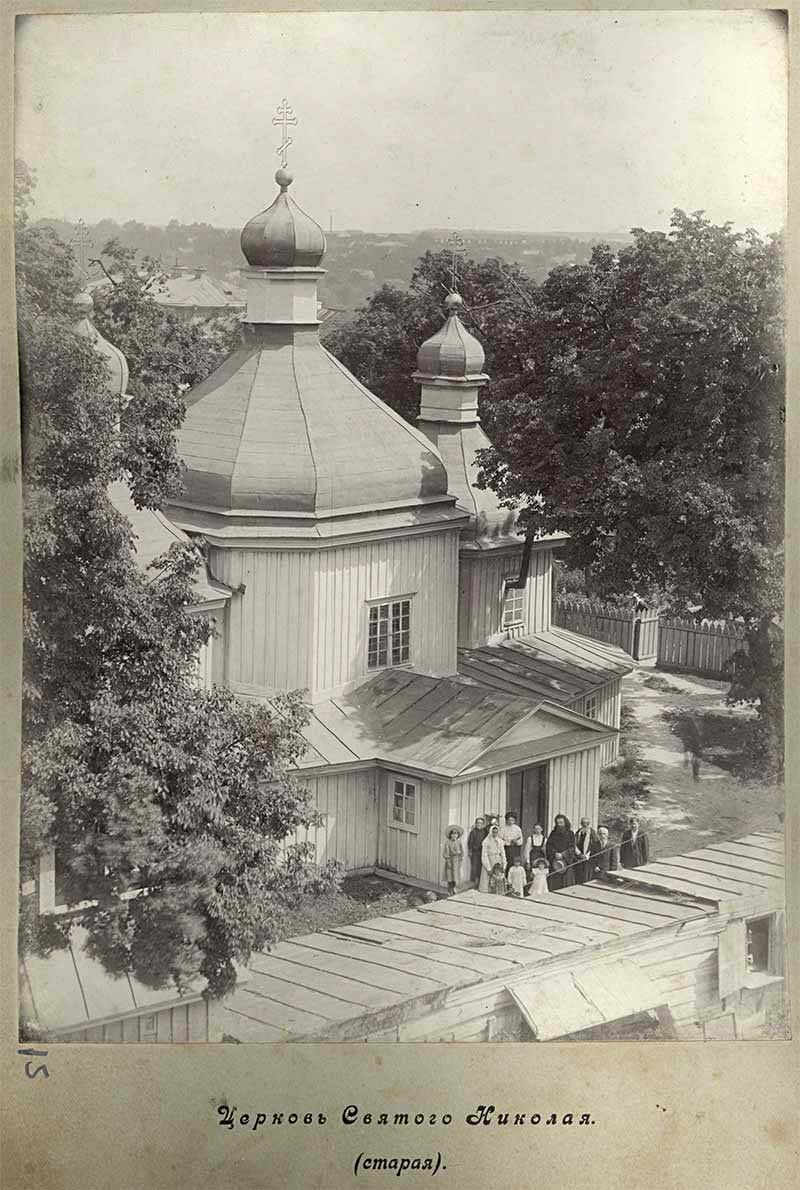
Свято-Никольская церковь

В 1748—1751 году, после смерти Николая Радзивилла в 1746 году, княгиня Варвара строит из дубового сруба Свято-Никольскую церковь, которая стала родовым храмом Радзивиллов.
Строительство костёла Босых кармелитов продолжается, и вскоре новая постройка становится настоящим украшением всего края, а орга́н Бердичевского костёла по своим качествам признаётся одним из лучших во всей Европе (аналогичный был только в Праге). В 1754 г. надземный костёл освятили.
В 1756 году образ чудотворной иконы Бердичевской Богородицы короновал римский папа
Бенедикт XIV (до 1756 года было официально подтверждено и задокументировано 263 чуда).
В 1756—1782 годах в честь коронации иконы Бердичевской Богородицы княгиня Варвара строит деревянную часовню, а затем церковь Святой Варвары.

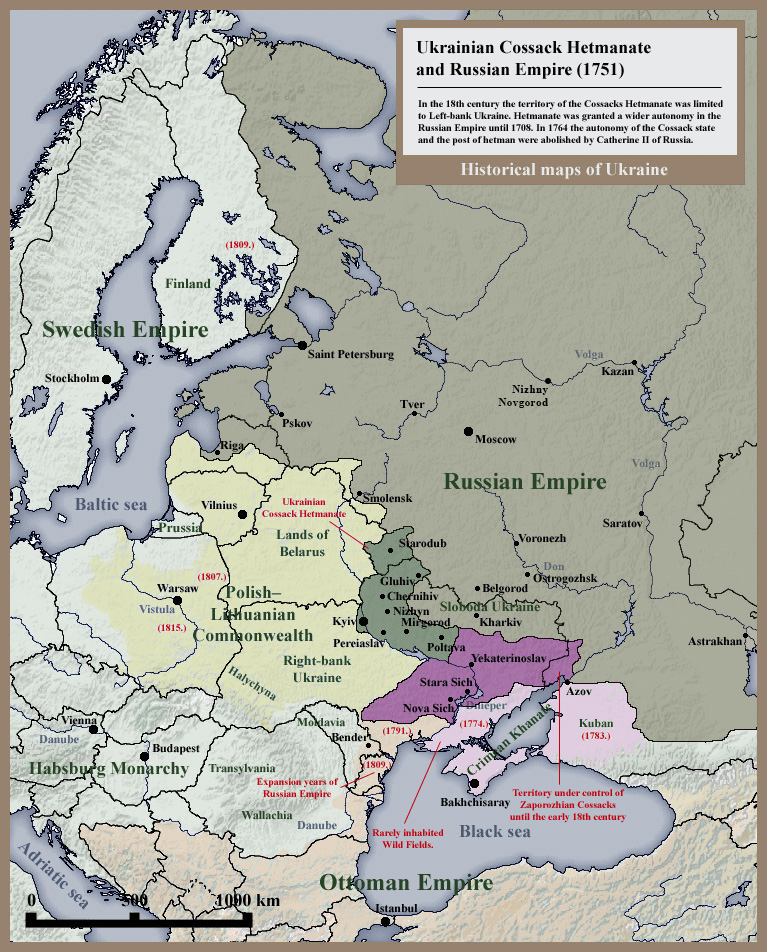
Восточная Европа в 1751 году

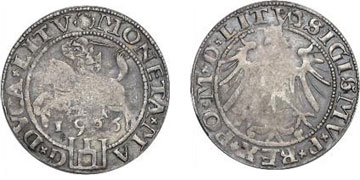
Польско-Литовский грош 1536 года

В 1758 году кармелиты получили разрешение короля Августа ІІІ на открытие собственной типографии. Было куплено и привезено оборудование из Австрии. Типография стала называться «типографией крепости Пр. Девы Марии», старейшее из изданий которой относится к 1760 г. Между гравёрами типографии выдающееся место занимал Феодор Раковецкий, отец известного филолога и археолога Игнатия Раковецкого. Бердичевская типография становится крупнейшей в Киевском воеводстве и выпускает более 700 книг (Хотя в 1667 году на основе Андрусовского перемирия Речь Посполитая потеряла большую часть воеводства и его столицу, его название не было изменено, центром воеводства стал Житомир). Особым спросом среди паломников из Подолья, Галичины, Полесья, Приднепровья и других краёв пользуются высококачественные бердичевские календари, которые выходили сорокатысячными тиражами. Они славились точными прогнозами погоды. В монастыре помещалась школа и библиотека, богатая редкими рукописями и книгами; здесь, между прочим, находились так называемые «Записки янычара» (Pamiętniki Janczara Polaka), написанные в 1490—1516 г. -одно из первых произведений на польском языке и вместе с тем первое сербское историческое сочинение.

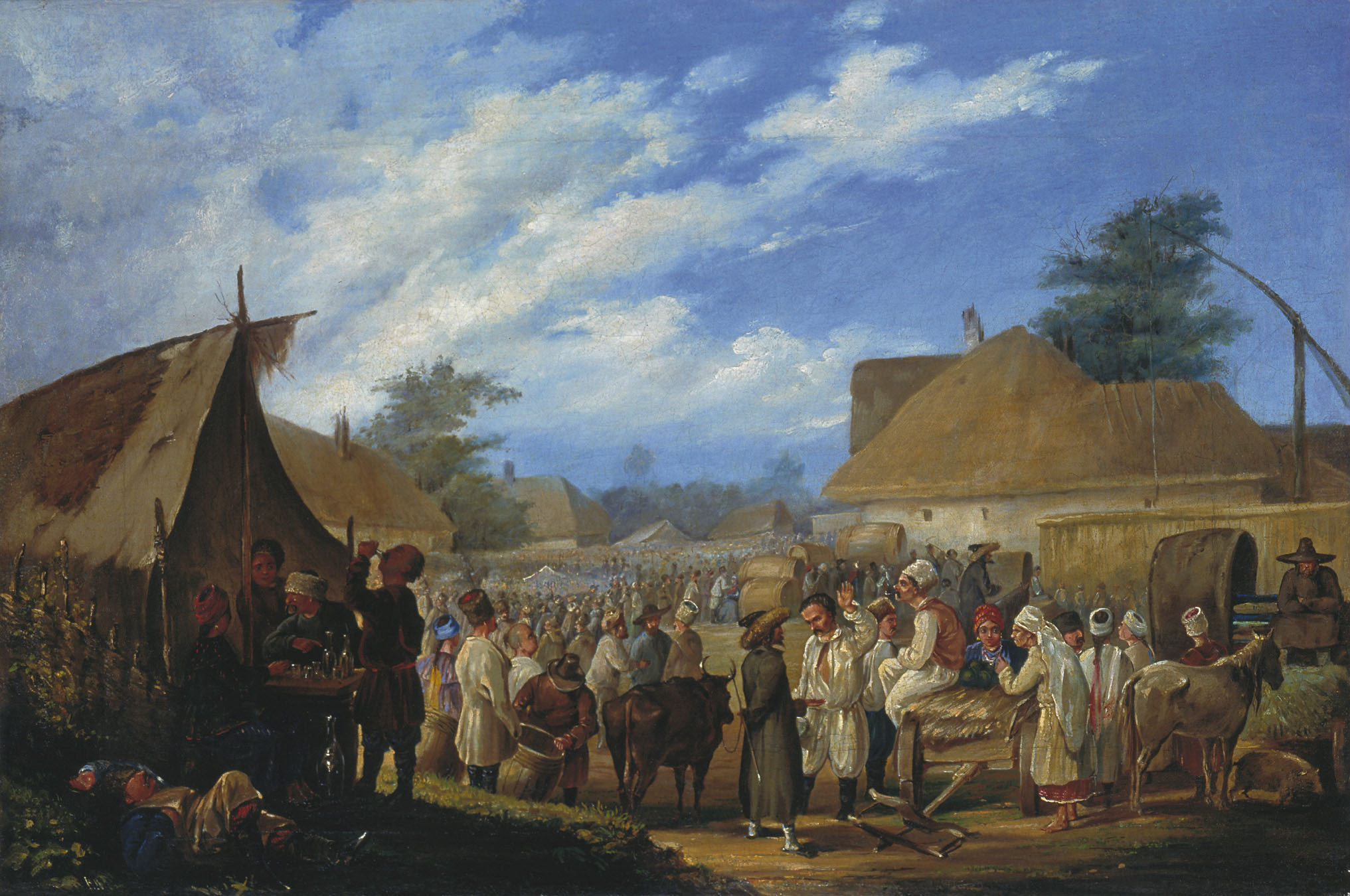
В. И. Штернберг. Ярмарка в Украине

В 1765 г. Станислав Август по просьбе Радзивиллов учредил здесь ежегодно 10 больших ярмарок, после чего Бердичев стал приобретать торговую известность. Вместе с тем, значительное распространение в Бердичеве приобретает контрабанда, чему способствуют многочисленные подземные ходы, в которых купцы устраивают свои склады без уплаты надлежащей пошлины.
Вероятно, в то время в г. Бердичеве поселились старообрядцы. Обосновались они на двух улицах, получивших затем народное название — Пилипоновских. Через Безымянный переулок они соединяли Мало-Иудейскую и Муромскую улицы..

### Барская конфедерация, Колиивщина

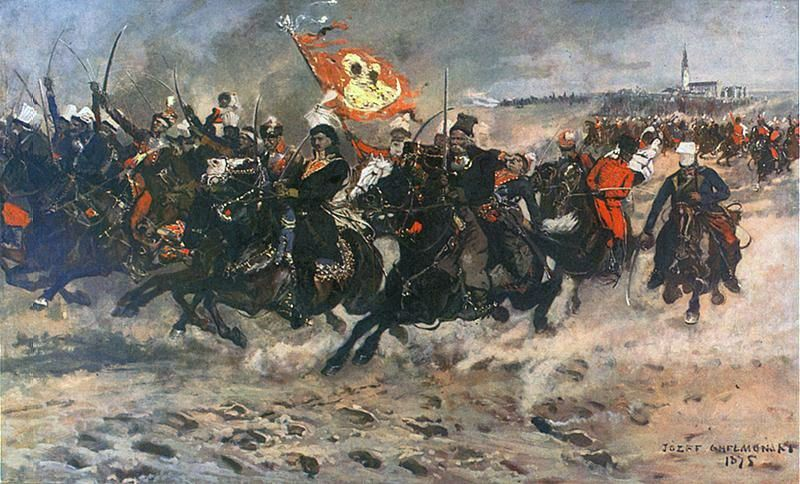
Казимеж Пулаский под Ченстоховой — картина Юзефа Хелмоньского, 1875

Сейм 1767 г. постановил уравнять в правах римо-католиков и православных, униатов (греко-католиков), других диссидентов, которые до этого подвергались гонениям. Это вызвало недовольство консервативных римокатолических кругов страны.
Поляки убивали православных и греко-католических священников, евреев, разрушали храмы. Это стало причиной крестьянско-казацкого восстания- Колиивщины.

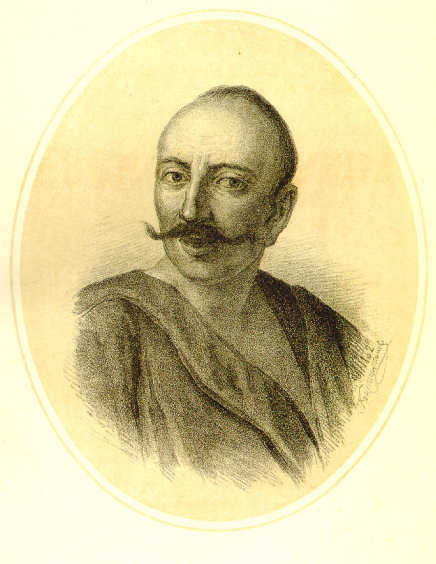
Иван Гонта, один из предводителей гайдамаков

Во время Барской конфедерации Михайловская церковь была сожжена (по одной из версий священнослужители стали требовать у кармелитов вернуть образ чудотворной иконы и поляки сожгли церковь).
26 марта 1768 года Король Станислав Август Понятовский обратился к Екатерине II с просьбой о помощи. Тотчас же на подавление восстания были двинуты крупные контингенты русских войск. Гетман Францишек Ксаверий Браницкий с польским войском и генералы Апраксин и Кречетников двинулись против конфедератов.

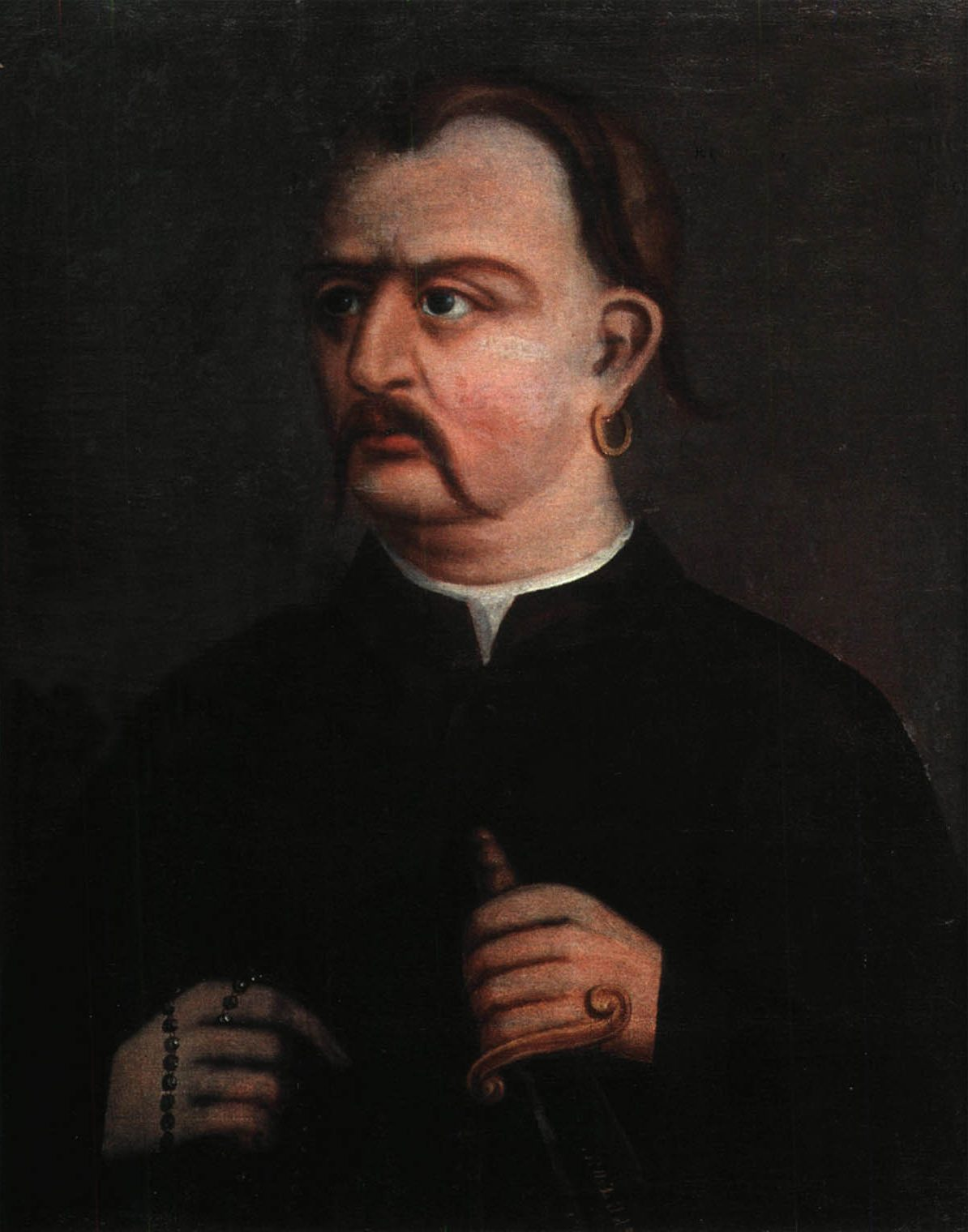
Максим Железняк, один из предводителей гайдамаков

Казимир Пулавский, стоявший во главе 700 барских конфедератов, заперся в Бердичевской крепости. 18 мая к Бердичеву подошли русские войска во главе с Петром Кречетниковым. Кречетников приказывает начать непрерывный обстрел монастыря — в течение 3-х недель осады по Бердичевскому замку было выпущено 711 гранат, 84 зажигательные бомбы, 1569 железных ядер (одно из которых и сегодня можно увидеть на фасаде монастыря). 13 июня, после трёхнедельной осады, лишённый амуниции и жизненных припасов и узнав о поражении шедшего ему на помощь Ортынского при Верхнем Городке, Казимир Пулавский сдался, выговорив себе право удалиться со всем своим отрядом, отвергаясь от конфедерации. Генерал Кречетников захватил у кармелитов казну монастыря и 48 пушек, оставив лишь железные, которые до сих пор стоят у монастырских ворот.
Далее Кречетников выдвинулся на Умань уже для подавления крестьянско-казацкого восстания. Не имея достаточно сил, чтобы победить Гонту и Железняка в открытом бою, он решается на хитрость. Кречетников предложил гайдамакам вместе захватить Бердичев. 16 июня 1768 года, в честь заключения союза был устроен банкет. После того, как гайдамаки напились, их связали. 4 сентября 1768 года Кречетников покинул Бердичев.
Гонта и другие польские подданные были выданы польскому правительству, Гонта подвергся мучительной казни. В городе Кодня поляками были казнены свыше 3000 повстанцев. Железняк, как российский подданный, был сослан в Сибирь.
«Я родился в селе Гальчинце, волынской губ. житомирского уезда, в кодненском приходе, в 13 верстах от Бердичева, этого торгового Иерусалима израиля, в приднепровской Руси, в 9 верстах от „святой“ Кодни, где карали гайдамаков Гонты и Железняка мечем, колом и виселицей во славу короля польского и Речи Посполитой. Такой страх был наведён тогда на украинский люд, что до сего дня этот люд, произнося угрозу или проклятие, повторяет: „Щоб тебе свята Кодня не минула!“»М. Чайковский.
В 1770—1772 годах Бердичев охватывает страшная эпидемия чумы, множество умерших жителей хоронят в братских могилах.

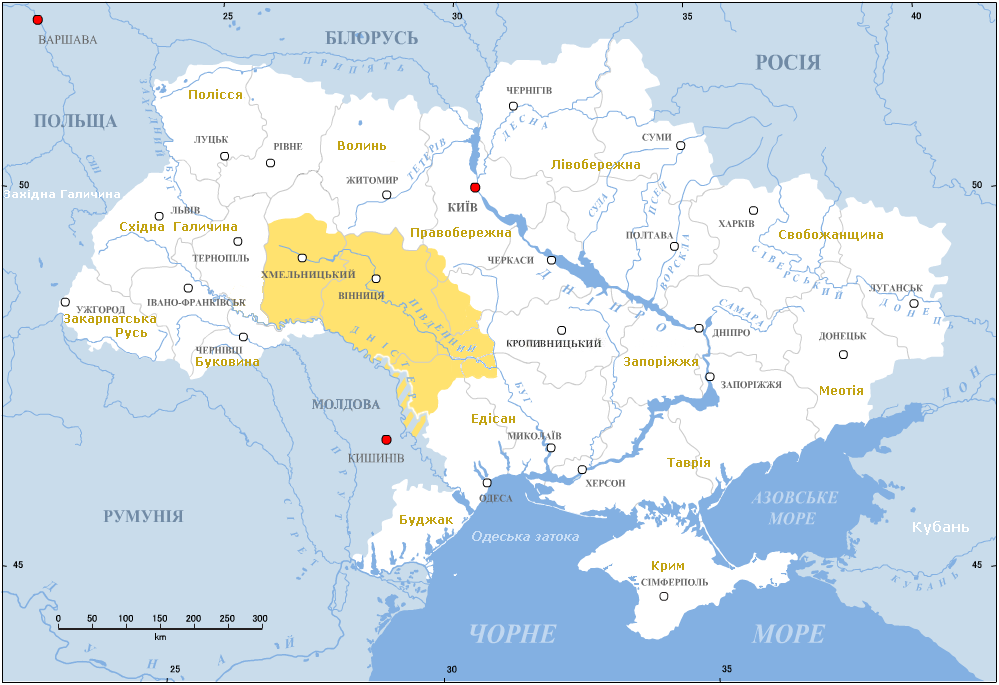
Подолье — родина хасидизма

Действия конфедератов привели к восстаниям гайдамаков и к ликвидации государственности Речи Посполитой. В 1772 году происходит первый раздел Речи Посполитой.
В 1781 году, 28 октября, владелица города, кн. Элеонора Радзивилл, принимала в нём великого князя Павла Петровича с августейшей супругой, путешествовавших под именем гр. дю Норд.
21 ноября 1781 г. посещает Бердичев Король Станислав Август.

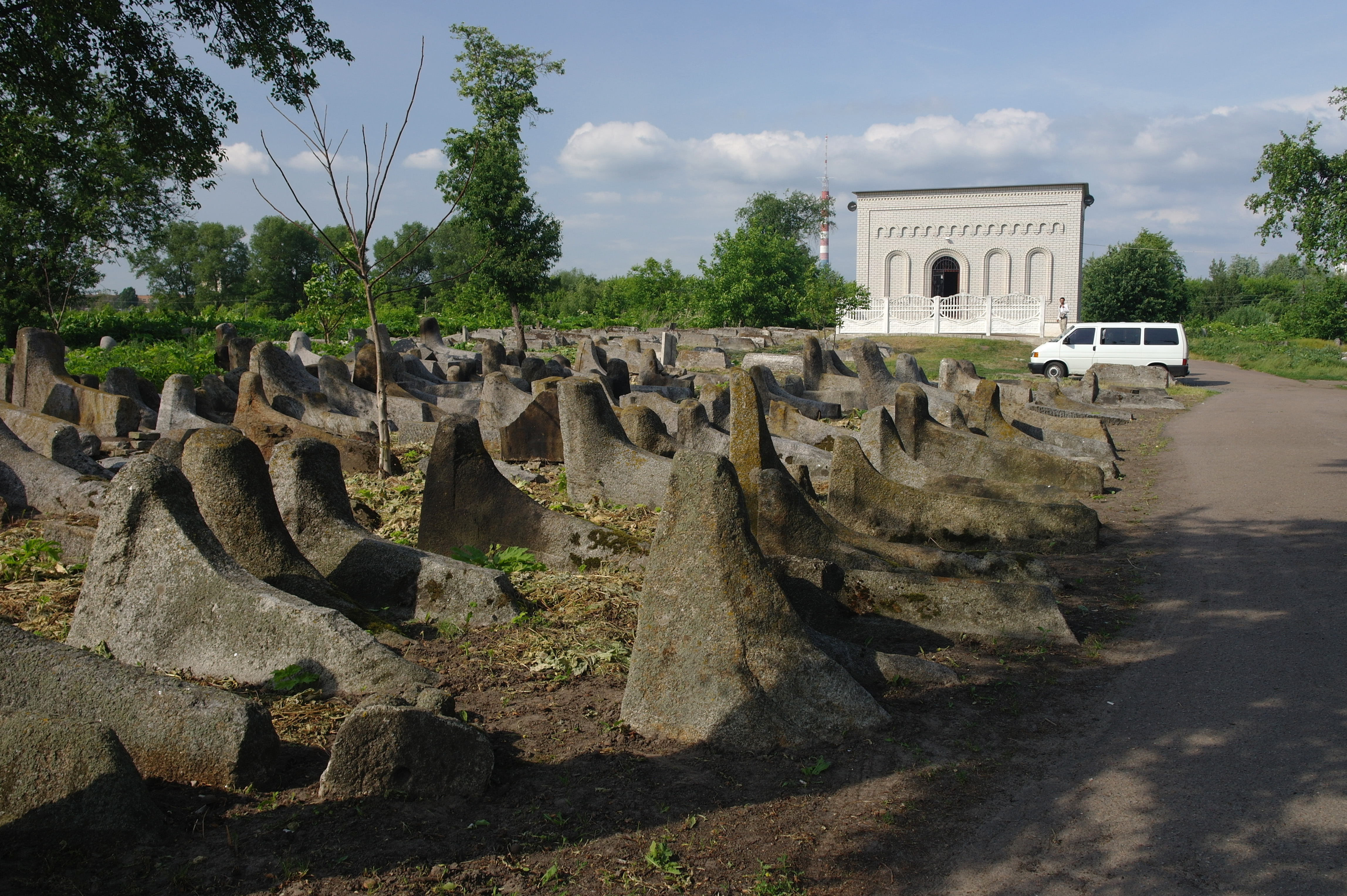
Еврейское кладбище

Приблизительно в 1785 г. в Бердичеве поселился и был избран на пост городского раввина известный глава волынских хасидов, философ и праведник (цадик), рав Леви Ицхак бен-Меир (Леви Ицхак Бердичевский), и его долговременное пребывание (ум. в 1810 г.) способствовало тому, что город считался одним из центров хасидского движения в Восточной Европе (один из основных принципов хасидизма — любовь к ближнему). На старом еврейском кладбище было похоронено много известных раввинов и цадиков, реб Либер из Быстрика, его отец реб-Ашкенази, талмудист Моисей и другие.
18 марта 1787(4) г. Король Станислав Август второй раз посещает Бердичев.

## Российская Империя

Герб Российской империи

Вследствие второго раздела Речи Посполитой 12 января 1793 года г. Бердичев (в качестве местечка Брацлавского воеводства в рамках Малопольской провинции Речи Посполитой), как и большая часть Правобережной Украины, стали частью Российской империи.
В 1793 г. сюда переместилась из Тульчина Тарговицкая конфедерация для установления Киевской воеводской комиссии.
В 1793 году директором придворного театра Потоцкого Антонием Змеевским был основан театр в Бердичеве (постоянно действовал до 1800 г.).

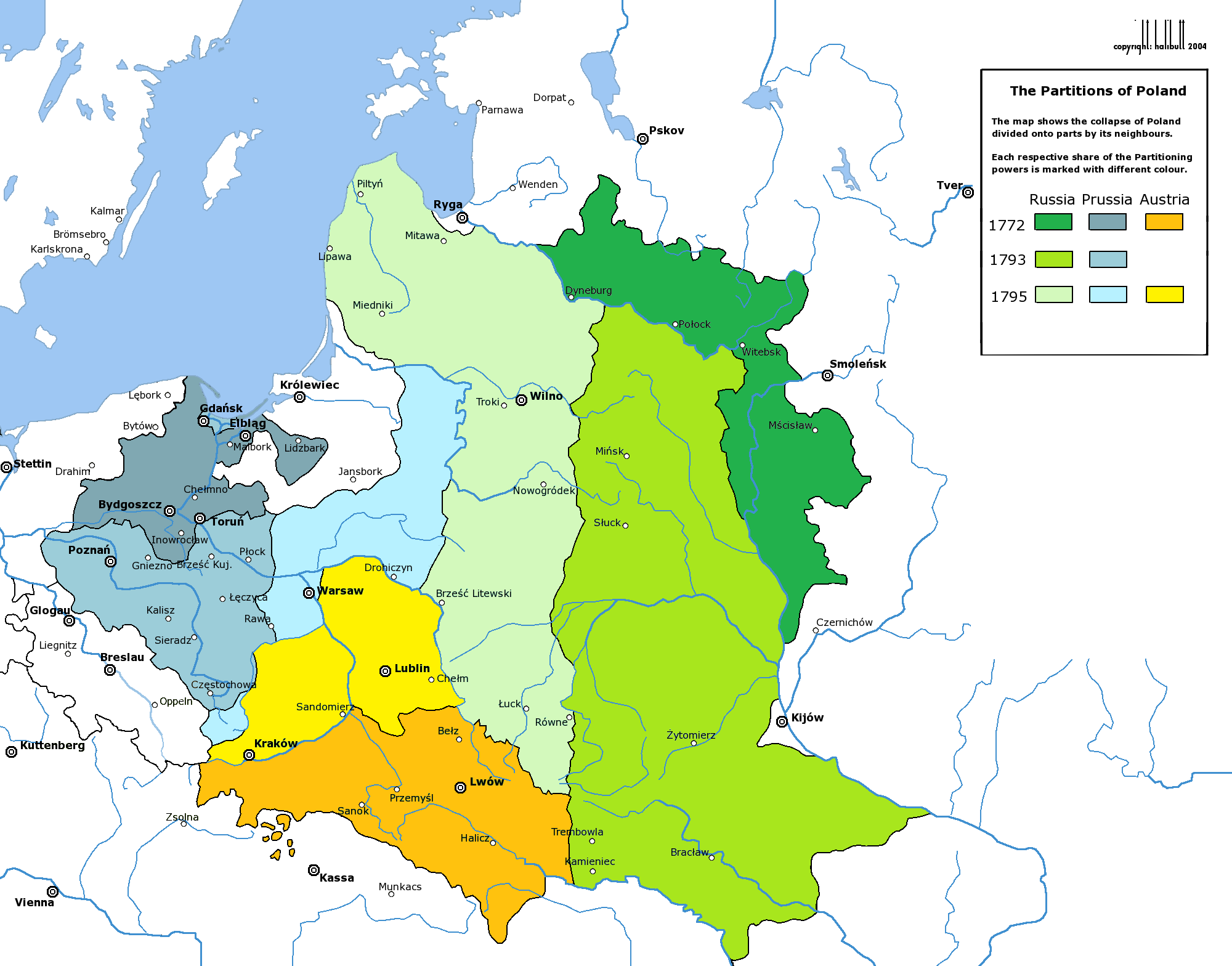
Разделы Речи Посполитой

С разделами Речи Посполитой, из земель, отошедших Пруссии и Австрии, евреи были изгнаны -право на постоянное место жительства признавали только самым зажиточным. Евреи хлынули в Российскую империю. Это побудило отвести им для поселения точно обозначенные регионы (так называемая черта постоянной еврейской оседлости). Бердичев становится Волынским Иерусалимом (С 1787 года начинается и колонизация области немцами и чехами).
Возможно в то время река Большая Пята меняет своё название на Гнилопуть, затем на Гнилопять, Гнилопядь, Гнилотеть, Гниломет.
Наплыв евреев послужил поводом пересмотреть и крестьянский, и еврейский вопрос: с одной стороны, выдвигались требования ограничить хозяйственную деятельность евреев и подчинить или даже изгнать их; с другой, под влиянием просвещённой шляхты — ограничить олигархию кагалов, изменить характер профессиональной деятельности евреев (вместо торговли занятость в мануфактурах и в сельском хозяйстве), ассимилировать и интегрировать их в буржуазное сословие. Но, по сути, ни одно из этих требований не могло быть выполнено на всей территории расселения евреев. Так, евреям, взявшим для возделывания пустопорожние земли, были предоставлены льготы при уплате налогов, однако до буржуазного сословия их не допустили.
В 1794 г. Матвей Радзивилл приказывает местным евреям избрать для себя независимо от раввина особый суд, а в 1795 разрешается некоторым купцам-евреям иметь в городе суконные лавки.

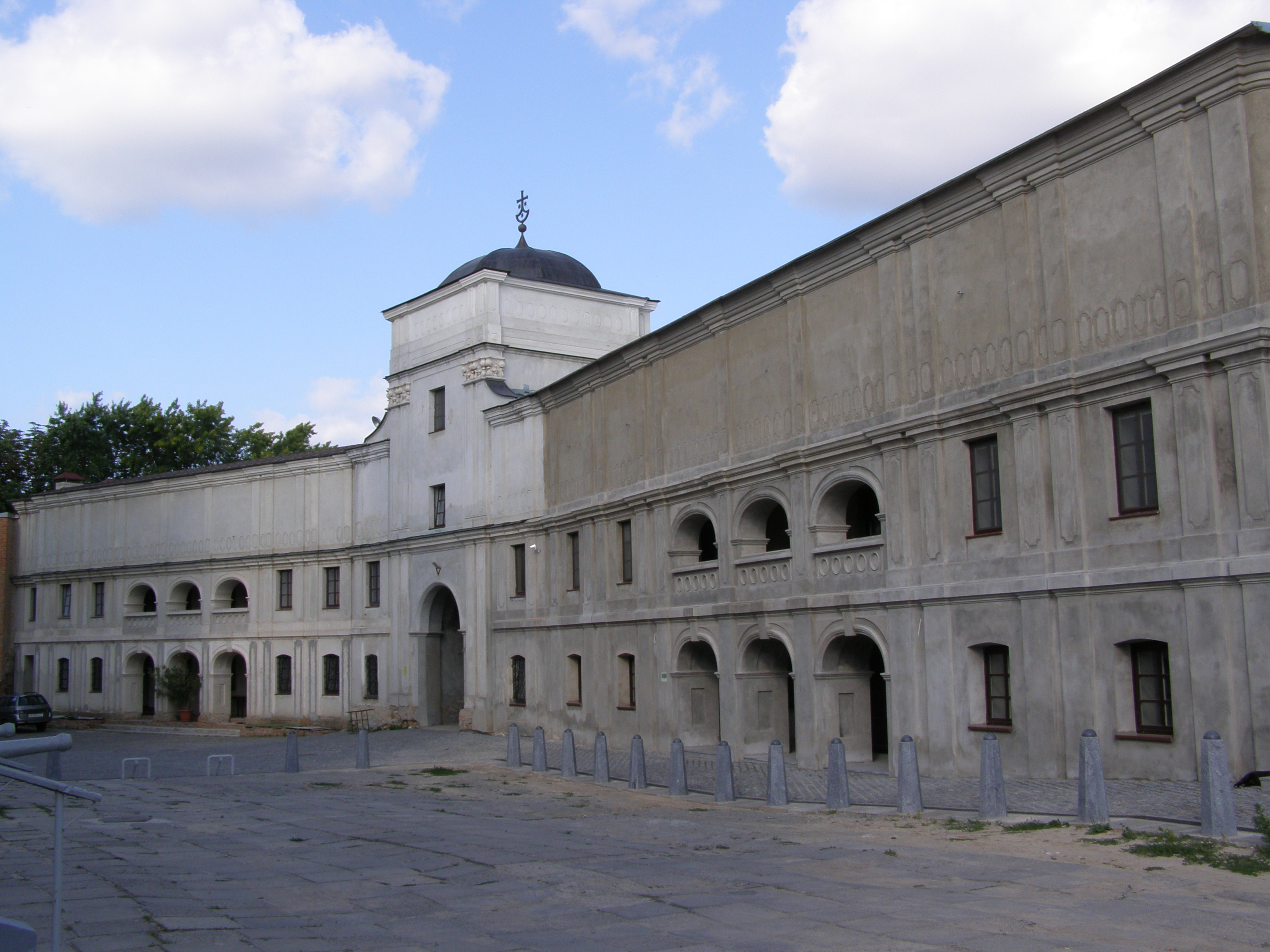
Прибрамный корпус монастыря

С 1794 до 1832 г. (до польского восстания) при кляшторе (монастыре) ордена Босых Кармелитов действует кармелитская школа, которая славилась высоким уровнем образования и качеством знаний. В ней преимущественно обучались дворяне. Из её стен вышли многие известные люди, такие как Бенедикт Раковецкий, Генрих Ржевуский, Францишек Духинский и другие. Преподавали в школе также известные люди той эпохи — астроном Кисловский, литератор П. Гулак-Артемовський (проживал в Бердичеве с 1814 по 1817 г.), поэт Т. Падура, танцор из балета короля Станислава Курц.
В 1794 году православный епископ Виктор Садковский разослал обращения с призывом к греко-католикам переходить «в правую веру», которые зачитывались в городах и сёлах как государственные акты. Если появлялись желающие перейти в православие, то власти записывали их в книги, выплачивали им денежное пособие и присылали священника с отрядом солдат, которые изымали церковь у греко-католиков и передавали православным, а греко-католических священников высылали вместе с семьями. Греко-католические епархии за исключением Полоцкой были упразднены.
В 1795 г. после третьего раздела Речи Посполитой путём переименования Изяславского наместничества и присоединения западной части Волыни было образовано Волынское наместничество в составе 13 уездов. Бердичев находится в Чудновском уезде (В 1800 году уезд упразднён).

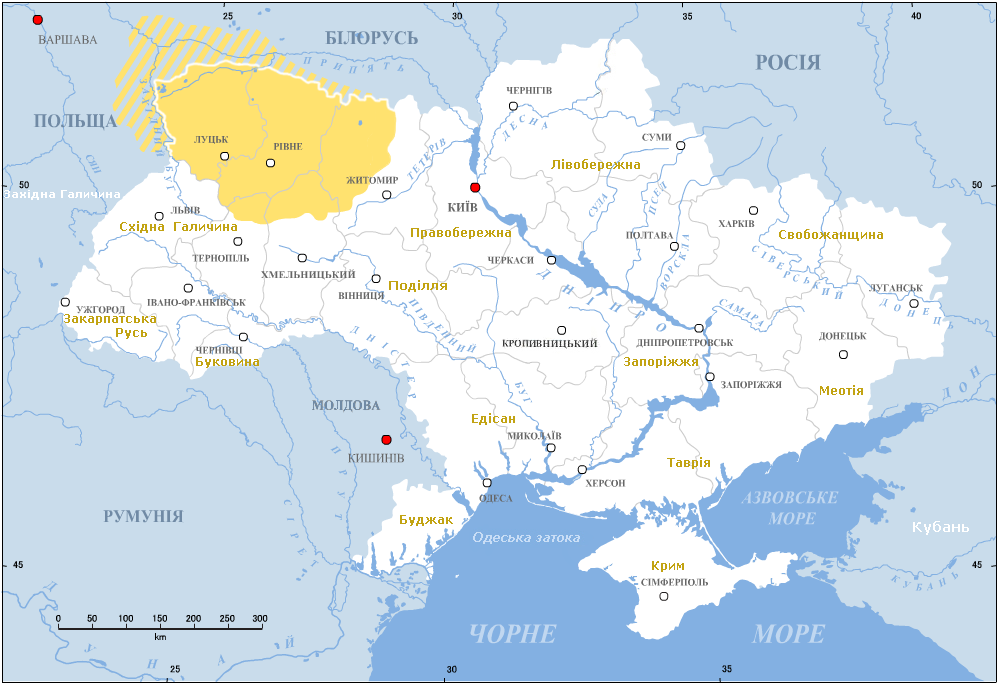
Волынь на карте Украины

5 июля 1795 года после ликвидации наместничеств в Российской империи была образована Волынская губерния. На территории Волынской губернии отменены польско-литовский статут и Магдебургское право.
В 1795 году в Бердичеве, который становится и еврейским культурным и религиозным центром, основывается еврейская типография.(закрыта в 1836 году, снова начинает деятельность в 1885 г.).
В 1797 году князь Радзивилл предоставил евреям исключительное право на торговлю сукном в Бердичеве.
В 1798 году в Бердичеве насчитывалось 864 дома и проживало 4820 человек (в Киеве по переписи 1782 года 18 848 жителей). В городе действовали две шёлковые фабрики, кожзавод, кирпичный завод, пивоварня и две мельницы.
В 1800 году Павел I запретил насильственные методы обращения в православие, он вернул большинство сосланных грекокатолических священников из Сибири, вернул грекокатоликам часть храмов и василианских монастырей. Было разрешено существовать 3 грекокатолическим епархиям: Полоцкой, Луцкой и Брестской. Павел I также вернул почти всех изгнанных из Волыни поляков, возвратил им их имения, и восстановил в значительной степени права и привилегии как польского дворянства, так и духовенства.

### Торговля

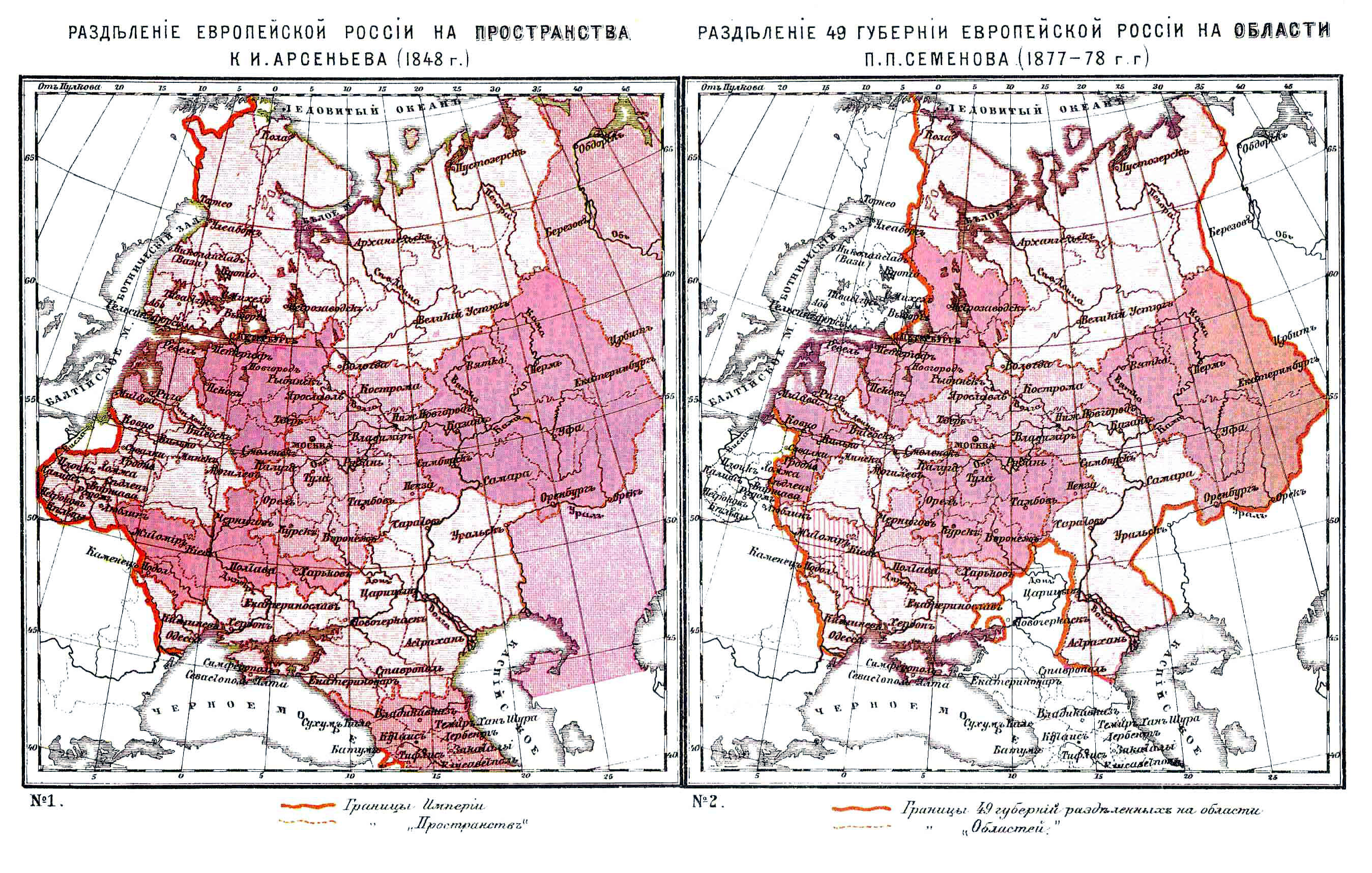
Экономическое районирование Российской империи по К. И. Арсеньеву (1848, слева) и П. П. Семёнову (1877-78, справа)

Во 2-й половине XVIII века торговля Балтийских портов была ещё очень слаба. Черноморские и Азовские порты были только что присоединены. Новороссийский край был ещё пустыней. Вся торговля России с чужими краями производилась, кроме Архангельска, через Украину и через Польшу. Бердичев был одним из «главных двигателей» этой торговли.

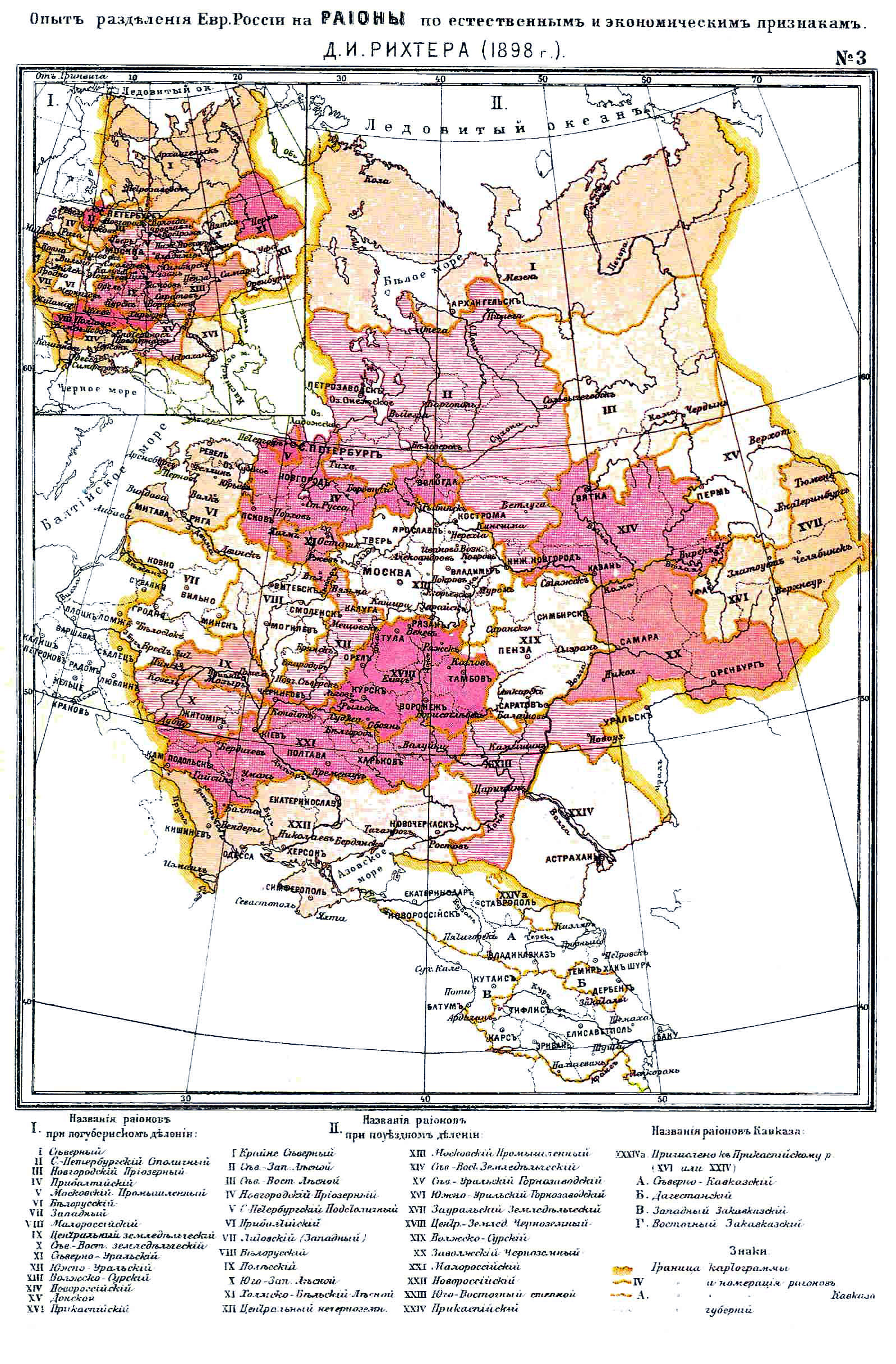
Экономическое районирование Российской империи по Д. И. Рихтеру (1898)

Способствовало этому удобное географическое расположение на торговом пути из Европы в Россию и из России в Крым, а также расположению на пересечении Киевской, Волынской и Подольской губерний, что обусловило появление главной таможни правобережья. Не последнюю роль сыграли также многочисленные ярмарки, большие торги два раза в неделю, паломники к монастырю, ну и конечно то, что большинство населения были евреи.
Бердичев становится также крупным центром по оптовой и посреднической торговле сельскохозяйственными продуктами, которой занимались почти исключительно евреи.
Бердичевские купцы деятельно посредничали между отдалёнными местностями, имели отделения во многих других городах еврейского края и даже агентов во многих городах внутри России за «чертою еврейской оседлости».
Наиболее значительное влияние на развитие региональной торговли в первой половине XIX в. оказывала Онуфриевская ярмарка (с 12 июня по 23 июля), которая славилась лошадьми, которых тысячными табунами сюда пригоняли крымские татары, калмыки, буджакские степняки.
Из Записок графа Е. Ф. Комаровского: «Мы ездили на славную бердичевскую ярмарку, где бывает большой съезд купцов с товарами из-за границы, и поляки приезжают из всех губерний, принадлежавших прежде Польше; особливо сия ярмарка знаменита великим множеством лошадей, на оную приводимых со всех наших южных губерний, и ремонтёры не только русские, но австрийские, прусские и других государств приезжают покупать сюда лошадей» (ремонтом или ремонтёрством в дореволюционной русской армии называлась командировка офицеров для закупки лошадей).
«Ремонтёрство — пресоблазнительное поручение для кавалериста: подорожная на все четыре стороны пики — в Бердичев.» А. Вельтман.
Как писал М. Чайковский, вся петербургская гвардия ездила на лошадях, купленных в Бердичеве. Лошади естественно не были единственным товаром, которым велась торговля. Торговали всем, что можно было продать.
«Можно сказать, что в Бердичеве торгуют решительно всем и продадут даже птичье молоко, лишь бы был куртаж комиссионеру.
Это разнообразие видно, например, из того, что сюда недавно было прислано из Кременчуга 15 пудов ювелирной пыли, то есть пыли, подметённой в ювелирных заведениях; эта пыль здесь тщательно очищается, и из неё извлекаются микроскопические ценности». А. П. Субботин
Из докладной записки о торговле и ярмарке в г. Бердичеве чиновника особых поручений, штабс-капитана Гролоки на имя киевского генерал-губернатора И. И. Васильчикова 13 декабря 1852 г. видно, что она приобрела местный характер, не имея ничего общего со всероссийской ярмарочной торговлей. В Бердичев приезжали не продавать, а покупать товары. Она служила для всего Юго-Западного края постоянным сосредоточением торговли, и благодаря своему постоянству практически не нуждалась в привозных иногородних товарах, исключение составляли разве что армяне с бухарскими товарами, татары с конской сбруей и москвичи с серебром.
На ярмарки съезжались купцы, богатые знатоки-лошадники, конокрады, шулера, представительницы древнейшей профессии, балаганные актёры.
«В многочисленных больших и малых магазинах можно было получить всё, чем довольствуется умеренная нужда земледельца и чем удовлетворяются безграничные требования утончённейшей роскоши вельможи. Этот постоянно многолюдный город во время ярмарки учетверяет своё население». Л. Похилевич.
«Толпы покупателей и праздных зрителей переходили из одного магазина в другой, мужчины и женщины, старики и молодые, дамы в изысканных нарядах, сопровождаемые элегантной молодёжью, паны и простые шляхтичи осаждали магазины или сами служили для них сильным гарнизоном. По улицам, среди невообразимой толкотни, непрестанно раздавались крики кучеров: „Налево держи! Направо!“ Молодёжь по большей части красовалась на своих аргамаках. Все продавали, покупали, а иные плутовали без конца. По пути, с трудом протискиваясь меж толпой, мы бегло осматривали блестящие магазины — французские, немецкие, итальянские, русские, греческие, болгарские, а широкой улицей, обстроенной каменными домами, в которых помещались еврейские лавки, текла бесконечная река покупателей.» Ф. Ковальский.
М. Чайковский писал: «…а смолы и дёгтю столько, что, кажется, хватило бы на всю Россию, а что касается до товаров, женских уборов и украшений, золотых и серебряных изделий, то голова шла кругом. Были гастрономические учреждения, которые сделали бы честь Парижу, Вене, Лондону, и о которых Стамбулу не снилось; были кондитерские, был театр, где давали комедии, трагедии, мелодрамы, был и цирк. Бердичев с Гнилопятью был всё равно, что Стамбул с Босфором: кто в нём побывал, тот о нём не забывал, а кто бывал на ярмарках, тот непременно хотел вернуться туда.».
«Торговое значение Бердичева ясно уже при одном беглом обзоре его торговой площади, всей местности вокруг Успенского Собора, кляштора и прилегающих к ним улиц; только в самых больших губернских городах можно встретить такое обилие торговых заведений: на пространстве около километра тянутся сплошные каменные постройки, нижние этажи которых заняты лавками, а верхние — транспортными, банкирскими, нотариальными, комиссионными и другими конторами.» А. П. Субботин
В 1801 году Сенат признал Бердичев «коммерческим в Европе местом» (Бердичев один из главных финансовых центров Российской Империи в те времена).

### Контрабанда
Бердичев стал также и одним из главных центров контрабанды в Восточной Европе. Способствовала этому и сложная разветвлённая система подземных ходов и хранилищ.
М. Чайковский писал: «Был район бердичевские Пески, заслонённый вот людских глаз каменными домами еврейских богачей. Это были кучи деревянных домиков, теснившихся друг возле вторая, перерезанные неправильными улочками в разных направлениях. При мельницами Пески соприкасались с болотистой частью Гнилопяти. На улицах была в дождливое время такая грязь, что доходила коню к брюха. Смрад был такой, что, пройдя несколько шагов, всякий чувствовал головокружение. Там жили одни евреи, с бледными, жёлтыми лицами, с подслеповатыми гноящимися глазами, а под домами были подземные помещения, где находилось множество лошадей и несчётное количество контрабандных товаров».
О масштабах контрабанды служит тот факт, что лионский француз мсье Шодуар, осевший в Бердичеве в середине XIX века, через пять лет обзавёлся восьмимиллионным состоянием. «Огромная карточная игра, там происходившая, также служила целью приезда.» Д. Г. Бибиков
Всё это не могло не сказаться на преступности. «Бандитизм в городе был невероятный. Губерния не успевала присылать нового полицмейстера, как его покупали — ещё по дороге. Не все полицмейстеры соглашались, но это плохо кончалось. Одного полицмейстера придушили, другого зарезали прямо на ярмарке. Проще было найти запах прошлогоднего одеколона, чем виновников.»
«Были в городе, конечно, и торговцы, и ремесленники, портные, сапожники, ювелиры, мебельщики, парикмахеры, жестянщики. Но это были счастливчики. Остальные — крутились, кто как мог. Голодные дети, жёны и старики хотели кушать. Большие деньги на нелегальном бизнесе делали немногие — те, кто держал в руках нити. Остальные получали гроши, нищенствовали.»
«Бердичев имел типографию с первоклассным австрийским оборудованием. Тут делались какие угодно бланки и печати. Захотел бы кто-нибудь стать любимым племянником английской королевы — никаких проблем. Стал бы. От клиентуры не было отбоя.» Ройтблат, Б. М.
В 1809 году основана Елизаветинская больница (госпиталь).
Во время Отечественной войны 1812 года русская армия сорвала план прорыва французских войск на Украину и заставила врага отступать по разорённой им Старой Смоленской дороге. Земли не были разорены и из-за голода и
дороговизны хлеба после войны, бердичевские купцы сильно разбогатели. В бердичевском госпитале работала сестра одного из командиров партизанского движения во время Отечественной войны 1812 года- Дениса Давыдова.
В начале XIX ст. «В царствование Александра I в Волынской губернии православных приходских церквей было 1580, тогда как униатских только 154. Но православное духовенство не пользовалось теми льготами, какие даны были духовенству латинскому, и не владело обширными населёнными имениями, а православные храмы ветхие, деревянные, часто не имели даже и вида церквей…» "Даже в Житомире собор в то время находился в «деревянном покосившемся от ветхости здании почтовой станции или в заезжем дворе» (Бердичевскому монастырю принадлежали целые селения).

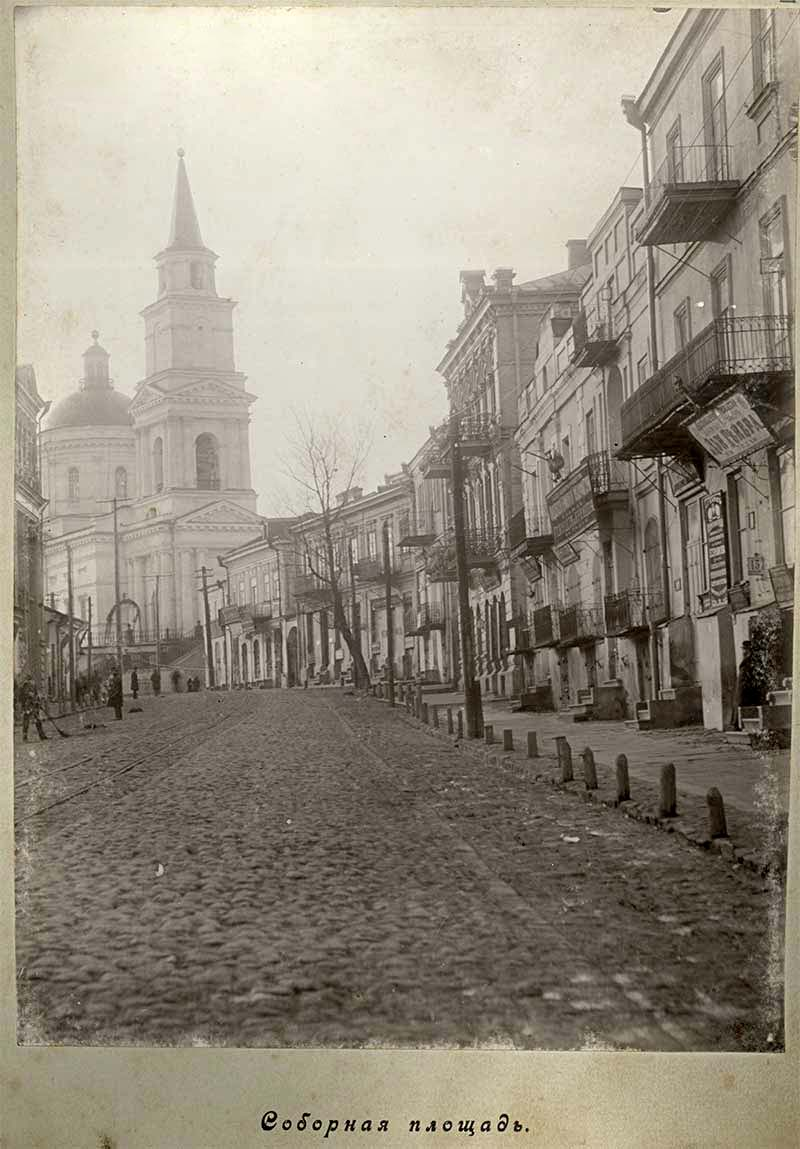
Успенский собор

На протяжении 1815—1837 гг. на месте старой деревянной церкви русскими купцами был построен каменный Успенский собор «с престолом во имя Преподобного Онуфрия Великого» (Во время строительства старая церковь находилась внутри и снесена в 1827 г.). В нём хранился служебник с надписью: «Во имя Отца и Сына и Святаго Духа, Святой Живоначальной Троицы. Мы казаки, обыватели города Медведовки, казаки войска Запорожского: Матиаш, Сидоренко, Данило Андриевич, Корний Яцкович, сию книгу, рекомую Служебник, которую спасли из рук неверных татарских, за гетманства пана Богдана Хмельницкого, за его счастливым рыцарством, …надали честному господину отцу Григорию Максимову, служителю храма Успения Пречистой Богородицы у города Бердичева, за которую он должен просить Господа Бога за отпущение грехов наших, так он Григорий пока жив есть, а по смерти его кому останется». Л. Похилевич писал, что в церкви был крест, отлитый из серебряного блюда, на котором в 1816 г. бердичевские купцы подносили хлеб императору Александру I, который побывал в городе, возвращаясь из Парижа.
В 1816 году основана полотняная мануфактура, где работало по найму 8 человек. Широкое развитие получили в городе ремесла, особенно после 1812 года, когда происходило интенсивное заселение Бердичева ремесленниками-евреями.
В 1819 году при Свято-Никольском храме открывается духовное училище. Через четыре года училище переводят к Свято-Троицкому храму.
В 20-х гг. XIX ст. в Бердичеве при дворе Радзивилов пребывал будущий великий композитор Фредерик Шопен. Здесь он играл в костёле св. Варвары на установленном при его участии органе и обучался игре на струнных инструментах у профессора Живного. В Бердичеве проживали польские писатели М. Чайковский, М. Грабовский, А. Корженёвский (отец Джозефа Конрада), Т. Бобровский. Часто посещали Бердичев Я. Падура, С. Конопацкий, Ю. Грудзинский, С. Гощинский, , С. Букарь и Т. Букарь, Г. Ржевуский, братья А. Гроза и С. Гроза, Ю. Словацкий, Ю. Крашевский. В 1823 году в католическом монастыре в Бердичеве польским литературоведом А. Галензовским были открыты «Записки янычара» Константина Михайловича из Островицы, серба по происхождению. В Бердичеве был обнаружен так называемый список С, который относят к XVII веку, сейчас он хранится в Краковском национальном музее. В 1825 году на Бердичевской ярмарке должна была состояться встреча Г. Ржевуского с А. Грибоедовым.
В 1820—1823 годах в Бердичеве работал педагог «и блестящий знаток еврейской традиции с безупречными моральными качествами» Ицхак Бер Левинзон. Еврейский историк Израиль (Сергей) Цинберг в статье «Исаак Бер Левинзон и его время» писал, что этот просветитель считал «долгом своей совести защищать еврейскую религию от всяких нападок». Когда в 1833 году некий крещёный еврей из Витебска, "убедившись в истинах христианства и желая просветить своих собратьев, написал сочинение «Путь к познанию истинной веры», Левинзон «не задумался открыто выступить против этой книги, изобличая автора… в невежестве, клевете и злонамеренном искажении фактов».

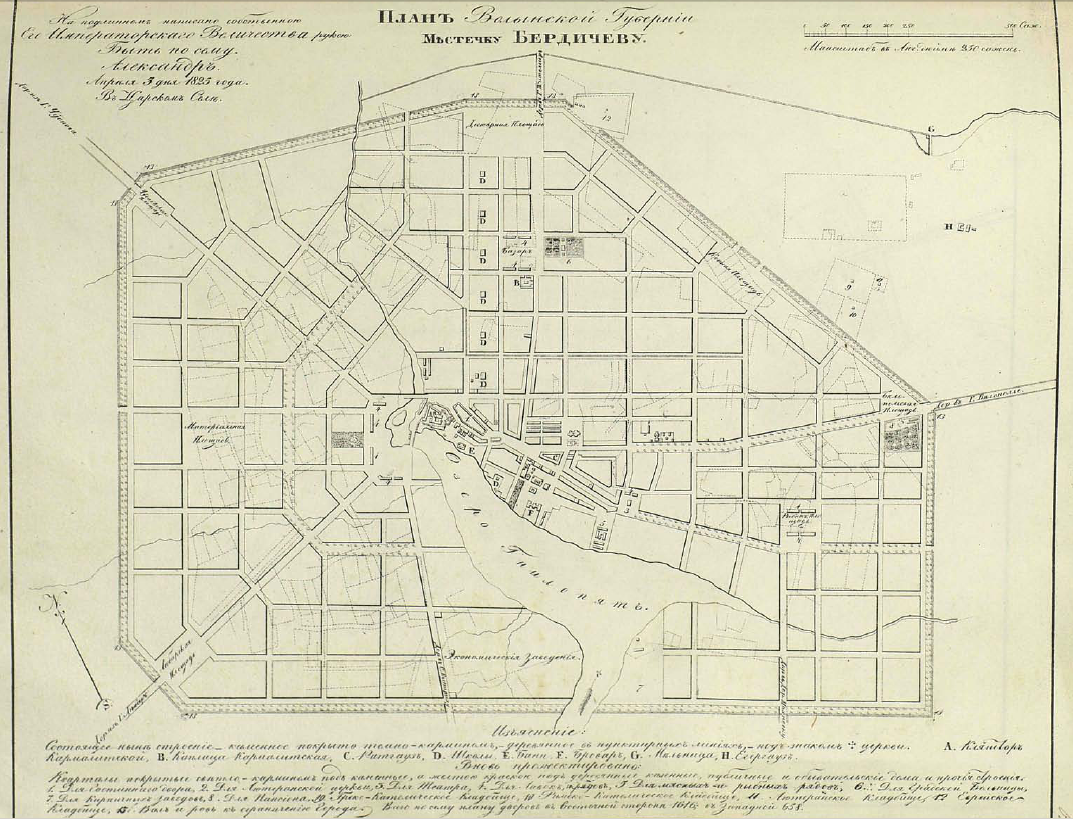
План местечку Бердичеву, Царское село, 1825 года

В 1825 (1814) году в городе основан лицей Вольсея. «…Вольсей, происходивший из знатного английского рода, в награду за преподавание великим князьям Николаю и Михаилу, братьям императора Александра, назначен был директором Ришельевского лицея в Одессе…(второй по времени создания лицей в Российской империи после Царскосельского) По поводу пустячного недоразумения между новороссийским генерал-губернатором князем Воронцовым и Вольсеем гордый англичанин вышел в отставку и переехал в Бердичев, где Матвей Радзивилл предоставил ему большой дом с прекрасным парком и сумму в 300 т. польских злотых, для открытия лицея. Три четверти учеников и почти все учителя переехали из Одессы в Бердичев….»

…Профессора были прекрасные, между прочим, Артёмовский, который был впоследствии профессором польской литературы в Петербургском университете и ректором этого университета; двое Антоновичей, один математик, другой естественник; Максимович, давший Украине сборник народных песен; Кистовский, издатель бердичевского календаря о. о. босых кармелитов, астроном Бердичевской обсерватории; генерал граф де-Синьи, французский эмигрант; Курк, знаменитый балетмейстер балета короля Станислава, и Черни, музыкант и композитор, известный в музыкальном мире, полковник Ободыньский преподавал верховую езду из любви к искусству. Преподавание велось настолько хорошо, что, после ревизии графа Платера и посещения фельдмаршала Гудовича, главного попечителя всех учебных заведений России и обеих Украин, лицей Вольсея получил все права и привилегии губернского лицея. Я должен сознаться, что, когда, после смерти Вольсея, я покинул Бердичев и перешёл в лицей отцов пиаров (Монашеский орден) в Мендзиржец, то здесь преподавали в старших классах всё то, что у Вольсея проходили в третьем классе. Отчасти можно то же сказать и про Варшавский университет. Учеников было 180. Главный контингент составляли поляки и казаки различных общественных классов. Было также много русских, как, например, Козлов, впоследствии известный поэт; Лавров — беллетрист; трое братьев Игнатьевых, Александр, Константин и Сергей; несколько братьев Игельстромов. Из поляков: Баневский, Проскура, Краевские и многие другие. Из казаков: Иловайские, Дмитров, Чернозубов, несколько Орловых-Денисовых, Платов и два брата Гизая из Крыма.
Это была мозаика из славян, но преобладал казацкий дух и казацкие традиции, так как профессора были завзятыми украинофилами, а также потому, что в том бердичевском кружке культивировались: «Старина Запорожья», «Золотая дума о гетманах Украины», песни казацкие и малороссийские и многие другие произведения, который позднее увидели свет в Харькове, так как все более выдающееся профессора, после смерти Вольсея, перешли преподавателями в Харьковский университет. Они создали украинскую школу, которая позднее перешла на Приднепровье и дала многих знаменитых польских писателей-украинофилов. Достойно внимания то обстоятельство, что почти все эти писатели были родом из окрестностей Махнувки-Мурованой, находящейся в нынешнем Бердичевском уезде…
Учебное заведение Вольсея просуществовало только три года. Этот знаменитый человек умер, и вместе с ним прекратил существование его лицей, несмотря на официальное признание его правительственным лицеем Киевского генерал-губернаторства. Конечно, среди множества людей науки, которыми изобиловала в то время русская земля, можно было найти заместителя Вольсею, но возникли недоразумения научного и политического характера, между графом Платером, главным инспектором трёх губерний, входивших в составь Виленского учебного округа, и фельдмаршалом Гудовичем, попечителем этого учебного округа… Граф Платер был ревностным католиком; однако его не столько тревожило кременецкое вольтерьянство, сколько бердичевское казачество, которое напоминало ему тяжёлые годины, пережитые Польшей и Литвой… Он желал, чтобы после смерти Вольсея был назначен директором католический ксёндз. Князь Матвей Радзивилл отказывался субсидировать лицей в случае назначения его директором ксендза: он был в дурных отношениях с католическим духовенством… М. Чайковский. Лицей был закрыт.

### Быт горожан
«Если смотреть издали на массу здешних домов, то всё имеет грязный серый колорит; вечером же постройки на краю города представляются чем-то вроде тёмных навозных куч. Даже ясный солнечный день не в силах скрасить унылой физиономии города. В центре почти все каменные здания выкрашены в голубой, зелёный, розовые цвета, что придаёт им своеобразный оттенок.

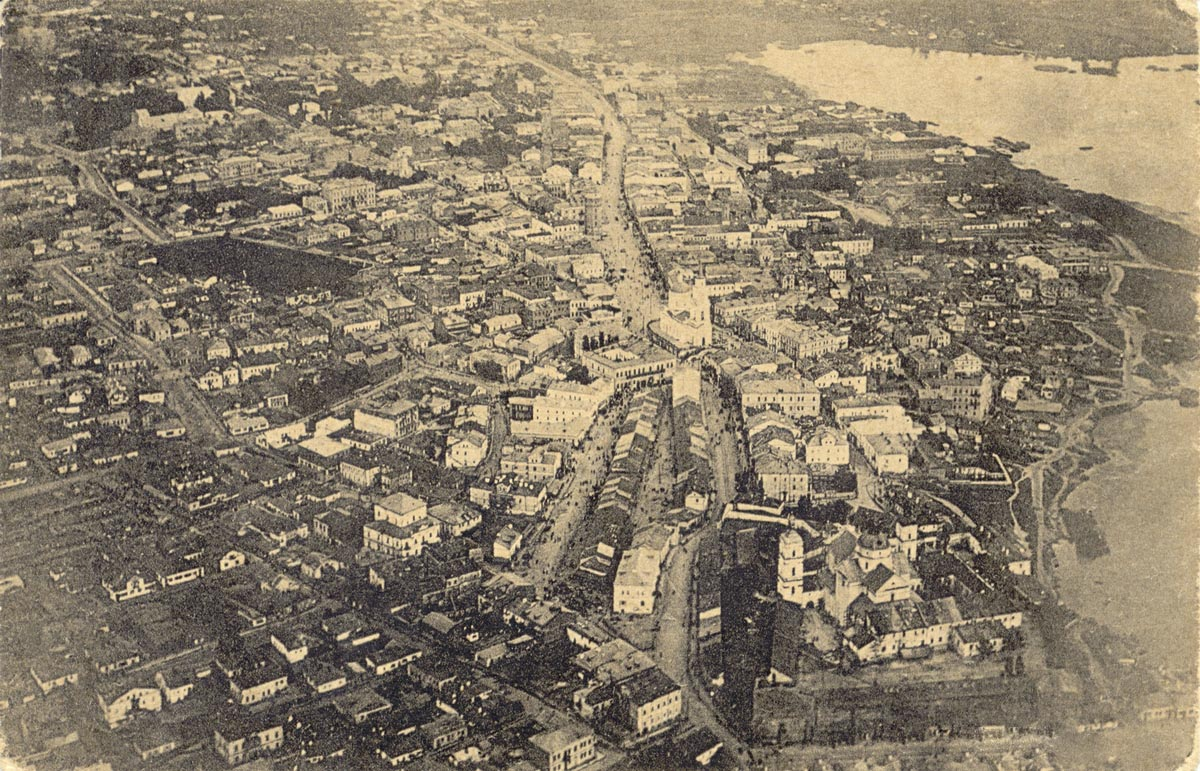
Вид города с дирижабля

В нецентральных частях города дома больше одноэтажные в 3-4 окна, многие покосившиеся, с выбитыми окнами; на окраинах и в предместье, особенно на Песках и Качановке, жалкие мазанки, не заслуживающие названия жилищ человеческих; да и значительное число их вовсе не пригодно для жилья, и только еврей-фаталист решается их нанять, нередко рискуя быть погребённым под развалинами своей хибары…
Главные улицы вымощены крупным булыжником, и езда по них для людей слабонервных сопряжена с довольно неприятными ощущениями. Остальные улицы и переулки в остальное время года представляют собою обширные топкие пространства, так что невольно дивишься, как справляются с этими пространствами здешние еврейчики в их плохой сквозной обуви. Улицы эти созданы не для соединения обывателей, а скорее для разобщения их; потому-то народонаселение и толпится более в центральных частях, где мостовая даёт возможность для сношений. Тротуаров в городе можно сказать не существует; только в торговых частях есть некоторый намёк на них, да около лавок узкие полоски; в остальных частях города только около некоторых домов набросаны плиты и крупные камни, представляющие немалую опасность в тёмное время для ног обывателей, так что в этой части города если и существуют тротуары, то не для того, чтобы по ним ходить, а чтобы их обходить. Освещение существует только на главных улицах в виде тусклых фонарей; большая часть города погружена во мрак. Это зависит и оттого, что освещение не на главных улицах возлагается на самих домохозяев в виде особой натуральной повинности; при оскудении же домохозяев повинность эта не выполняется. Город лежит при болотистой реке Гнилопяти, одно название которой даёт неутешительное представление о её санитарных свойствах; при городе река эта запружена, и обширный пруд служит главным рассадником заразы; в него сваливаются нечистоты, мусор, трупы животных; в нём стирают бельё, поят и купают скот, в этой же желтоватой жиже купаются и люди, принимая её за воду. Каждую весну пруд заполняется трупами незаконнорождённых младенцев.
Местная муниципалия не имеет средств для наведения санитарного порядка. Антисанитарные условия более всего заметны на низменных окраинах города, где гнездится беднота, усиливающая вред ещё и своей неряшливостью. Большинство домов здесь не имеет дворов, и всякие остатки и отбросы сваливаются около домов и на улицу. Роль санитаров отчасти исполняют здесь свиньи, которые сами ищут себе корм. Количество смертей и болезней уменьшается благодаря тому, что город находится на открытой, хорошо продуваемой ветрами местности, и с другой стороны, население большую часть дня проводит на улице». А. Суботин.

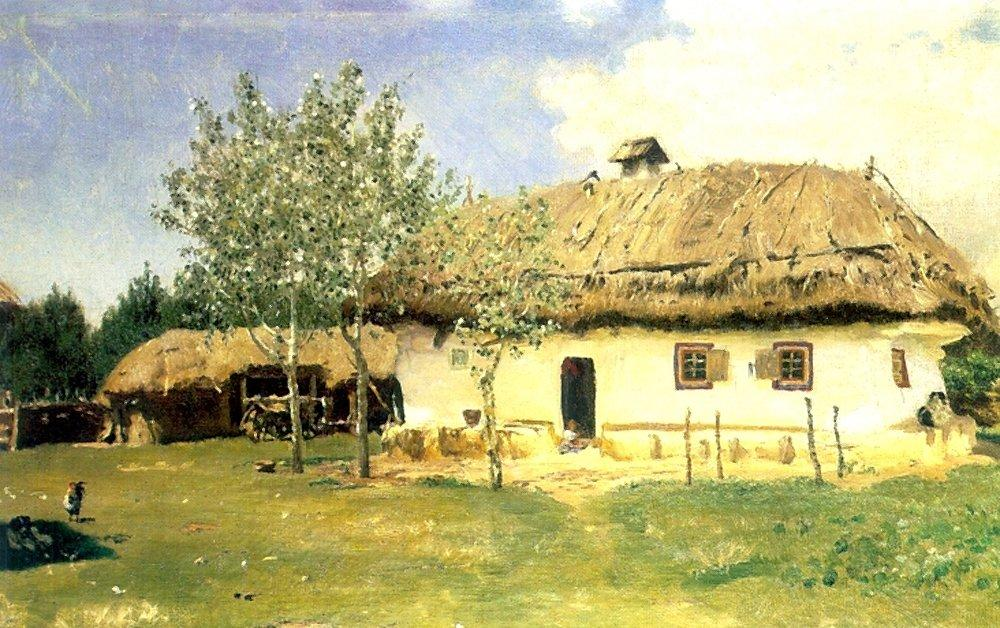
Украинская хата. Картина работы И. Репина (1880)

На околицах города, где жили малороссы, положение было приятнее. Тот же М. Чайковский описывал малороссов таким образом: «Малороссы народ трудолюбивый, добросовестно исполняет свои обязанности, не гуляки, не пьяницы, не требуют больших денег, и не копят их, но стремятся к домашней жизни, любят семью, соловья, цветы. Крестьянские хаты в окрестностях Бердичева были очень опрятны, там было множество садов, обилие воды, народ был бойкий, необыкновенно смышлёный, привязанный к справедливым и добрым панам, козацкий дух сохранился здесь быть может более, чем где бы то ни было на Украине.»
«Польской шляхте в Киеве было не по себе, тогда как в дрянном Бердичеве, в грязи, среди евреев царила свобода и разгул, шляхта чувствовала себя как дома и предавалась полётам высокой фантазии.» «Воздух этой Бердичевской округи был наполнен духом высокой фантазии, вследствие плодородия почвы или, может быть, вследствие еврейских штук.» «Молодёжь стала охотиться, разъезжать на ярмарках, вести точно на масленице разгульную кочевую жизнь, и как прежде переседать с коней на экипажи, так теперь опять садилась на коней. За несколько лет перед этим на 20 миль кругом едва можно было найти пару борзых, а теперь все хлопотали о борзых и верховых лошадях. Экипажи—фи! Они нужны только для стариков и больных. Юноше шляхтичу нужен осёдланный конь. Изменился свет, изменились люди!»"Шляхта и холопы гуляли в Бердичеве каждый по-своему, но всегда по-козацки!" «Когда парубок хотел погулять на всю ивановскую, в пятницу под вечер, когда евреи прекращают торговлю, и готовясь к шабашу, снуют по улице, как муравьи, молодец седлал своего коня перед махновской, белопольской или житомирской рогаткой, и вскочив на коня, мчался по улице, поворачивал направо, налево и колотил евреев нагайкой; подымалась суматоха, крик, визг… все толпятся, падают друг на друга, сбиваются в кучу, как саранча, и если он так поедет за Гнилопять, то считается молодцом.» М. Чайковский.

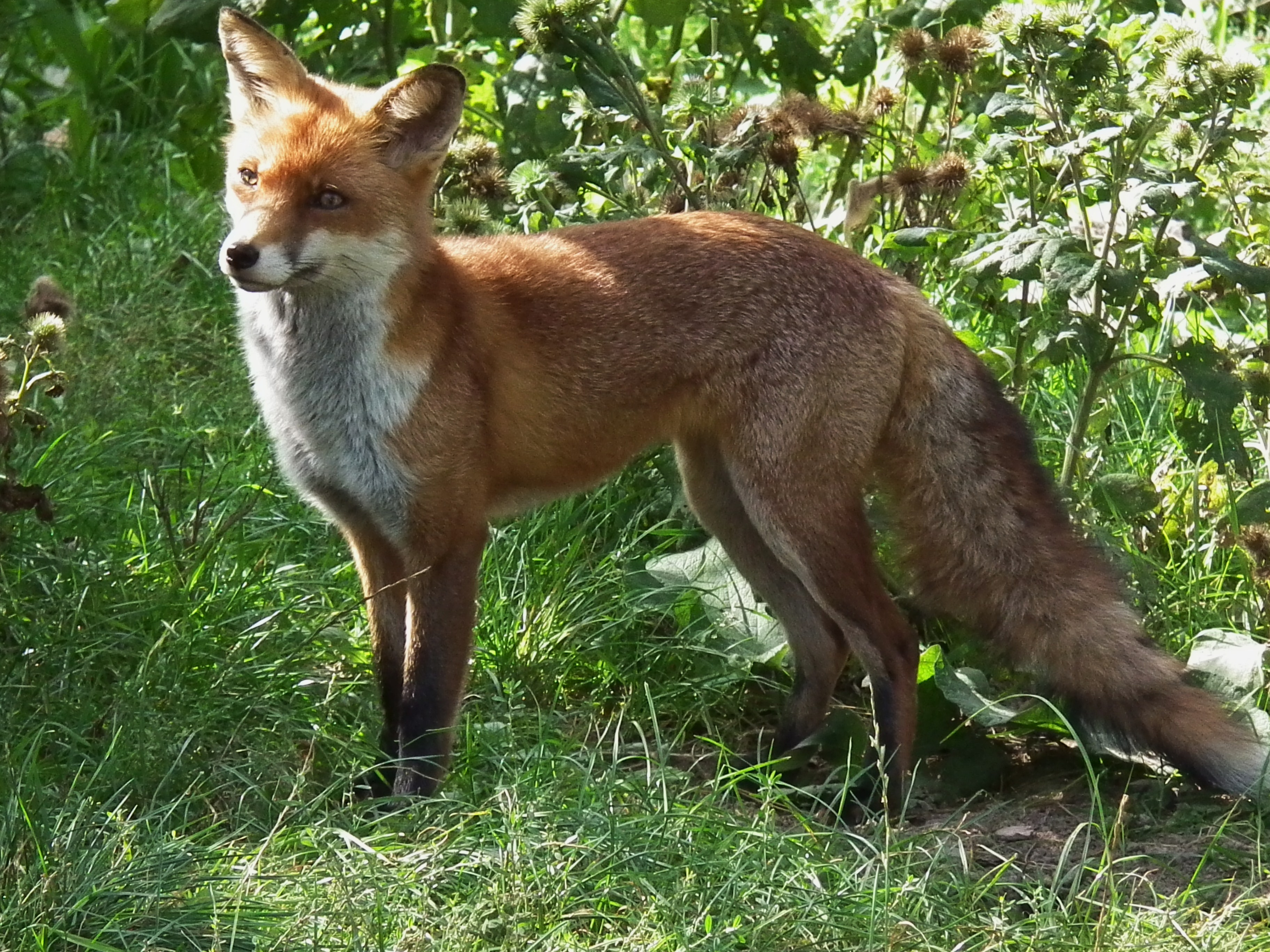
Лисица

«В бердичевской округе были босые кармелиты, но с туго набитыми карманами; гречкосеи и волопасы, они хозяйничали в Скраглёвке и в Скоморохах, имели большие мельницы на Гнилопяти и на Гуйве, погреба под костёлом и лавки возле него, где и торговали, а вся их духовная мощь, весь их разум заключался в бердичевских календарях и в астрономических предсказаниях математика Кисловского, не кармелита и не босого. Мы охотились на лисиц в камышах отцов-кармелитов и отдавали им лисьи шкурки на шубы, занимали у ксендза Даниеля полновесные червонцы и елизаветинские рубли под проценты и под залог, пили шампанское с ксендзом-провинциалом Романовским, но между нами не было иных отношений, как между добрыми соседями».
М. Чайковский.
"Был Бердичев и общепризнанной столицей «Общества балагуров», в который входили сторонники демократизации общества, что высказывали протест против проявления аристократизма и французомании, часто в очень циничной форме. Одевались они в стиле бердичевских еврейских возничих (рубаха с грубого полотна, подпоясанная черкасским поясом, кожаные штаны, картуз, а зимой — баранья шапка). Балагуры демонстративно проявляли неуважение к существующим общественным нормам и правилам, насмехались над образованием и хвастались физической силой. Любимыми развлечениями у них были охота на волков (один на один), соревнование на конях и громкие гулянки. «Не проходит ныне ни одной ярмарки без какого-либо особого происшествия: то прибьют полицмейстера, кого-нибудь обыграют, или сделают какие-либо буйства», — писал про них М. Чайковский.

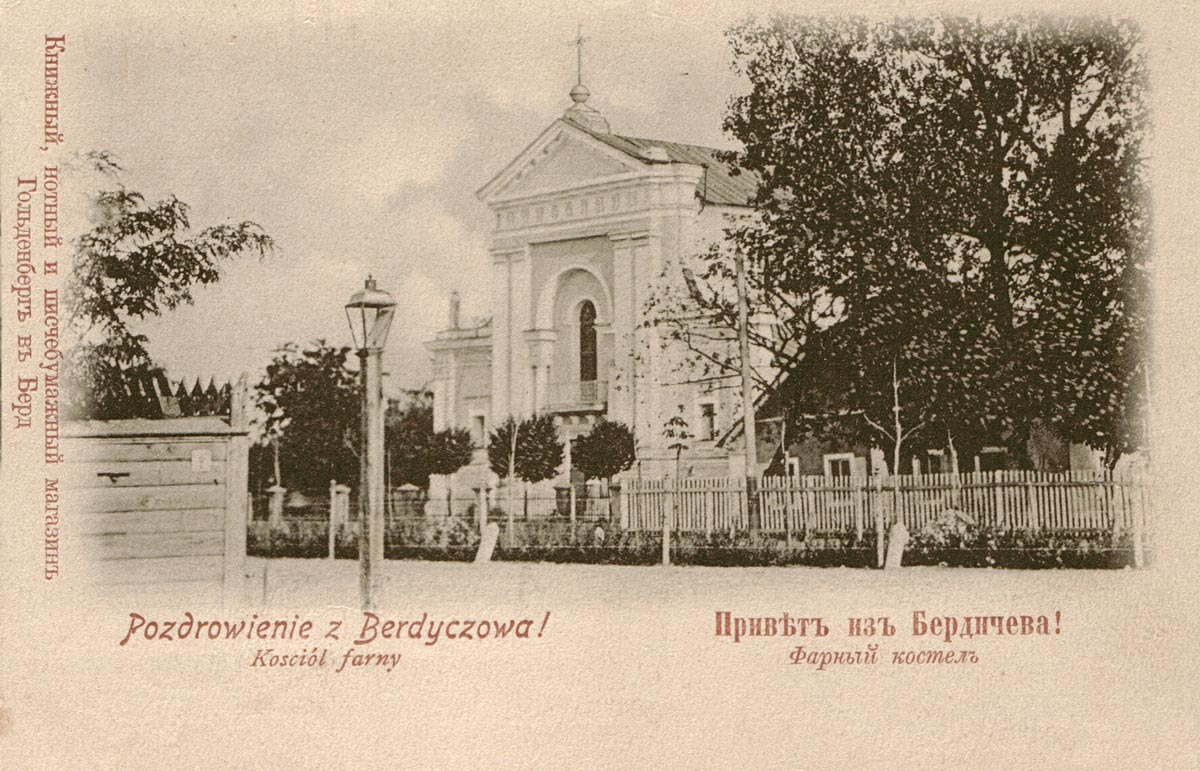
Костёл Святой Варвары

С Бердичевым связаны имена декабристов П. И. Пестеля и С. И. Муравьева-Апостола, которые привлекали в тайное общество других, готовили их к мятежу и цареубийству. В 1825 году на бердичевской ярмарке состоялась тайная встреча князя Волконского С. Г., представителя Южного общества, с Мошинским П. С., представителем польского Патриотического общества. В Бердичеве в штабе начальника 3 гусарской дивизии Ф. В. Ридигера в 1825 году был арестован и приговорён на вечные каторжные работы А. З. Муравьёв.
В 1826 году, рядом с витебским католическим кладбищем вместо обветшавшего деревянного храма (сначала исполнял роль кладбищенского храма, затем стал приходским), был построен каменный костёл Святой Варвары.

### Польское восстание (1830), холерные бунты

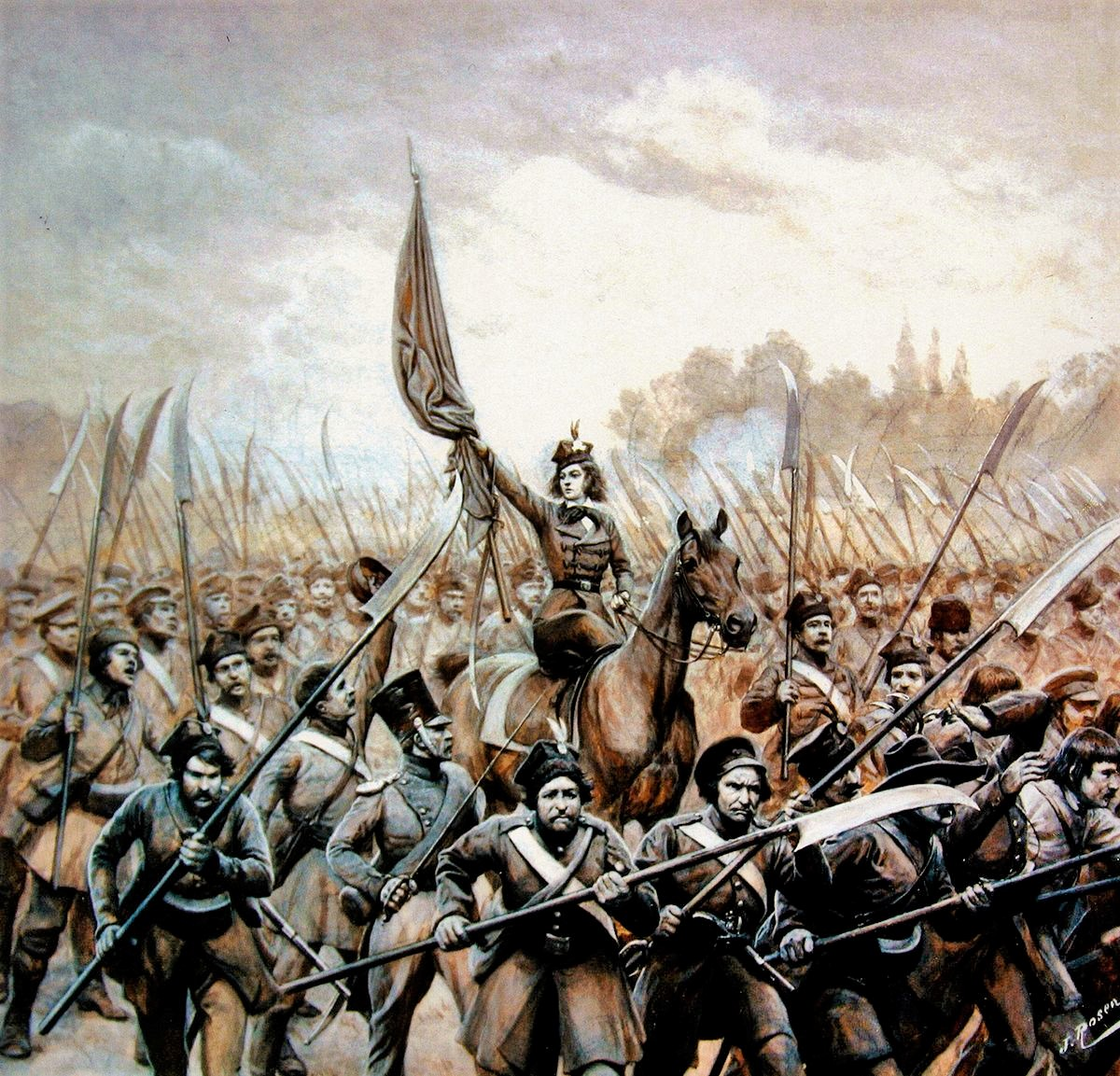
Партизанский отряд Эмилии Плятер, 1831 года

После наполеоновских войн по решению Венского конгресса было создано Царство Польское — государство в статусе королевства, находившееся в личной унии с Россией.
29 ноября 1830 года под лозунгом восстановления независимой «исторической Речи Посполитой» началось польское восстание, продолжавшееся до 21 октября 1831 года.
Польское восстание происходило одновременно с так называемыми «холерными бунтами» в центральной России. Во время эпидемии холеры царское правительство было вынуждено пойти на введение карантинов, вооружённых кордонов, запреты передвижений. Под влиянием слухов о намеренном отравлении правительственными чиновниками и лекарями простых людей возникли городские, крестьянские и солдатские антикрепостнические волнения. Возбуждённые толпы громили полицейские управления и казённые больницы, убивали чиновников, офицеров, дворян-помещиков.
По другой версии народ взбунтовался из-за возросших цен на водку и против евреев, которые её продавали. Евреи покупали право продажи водки у польских помещиков, в связи с чем поляки за них заступились.(Цена водки за ведро до 1812 года — 50 коп., после 1812 года — 1 руб., после 1815—1819 годов — 7 рублей).
Пожар 1830 года принёс серьёзный ущерб Свято-Николаевской церкви.
Польское восстание как и холерные бунты были жестоко подавлены царским правительством.
После подавления восстания проводилась политика по принудительному присоединению греко-католиков к православию.
В результате польских событий начался кризис Бердичевской (Онуфриевской) ярмарки. Была уничтожена складская торговля г. Бердичева. Следующий удар был нанесён конфискацией помещичьих имений лиц польской национальности, замешанных в восстании 1831 г.
В 1831—1832 г. закрыта здешняя кармелитская школа.
Упадок также связан с переориентацией торговых путей. Так, крымскую шерсть стали отвозить в Одесский порт (торговцы находили этот путь более выгодным), а московские купцы, братья Симоновы, Касаткины, Борисовы, Гричишкины, Логиновы, Елчинские, Соколовы, Протопоповы, калужские Золотарёвы, Балибины, Меликовы и другие перестали приезжать в Бердичев по причине потери городом центра складской таможни с западными государствами. Наоборот, некоторые бердичевские купцы нашли выгодным отовариваться в Москве. Значительно сократилась торговля скотом и лошадьми, которых пригоняли татары из крымских степей. Она объясняется потерей интереса к этому товару в Австрии и Пруссии.
Николай I (1825—1855) ещё более ужесточил меры по «улучшению» евреев.
Согласно изданному им декрету о кантонистах, евреи должны были отбывать 25-летнюю рекрутскую натуральную повинность — эта мера была направлена на насаждение среди евреев христианства.
25 июля в 1831 г. — одно из самых скандальных событий года в городе. Согласно записи в метрической книге бердичевской Свято-Николаевской церкви 35 членов семейства бердичевского купца Рувена Рубинштейна перешли в православную веру. Роман Рубинштейн, был одним из самых богатых купцов города и учредил поселение евреев-хлеборобов (Романовка). Дед известных музыкантов Антона и Николая Рубинштейнов, первый из которых основал консерваторию в Петербурге, а второй — консерваторию в Москве. В 1813 году бердичевскому купцу 1-й гильдии Рувиму Рубинштейну была вручена золотая медаль за щедрые пожертвования для российской армии.

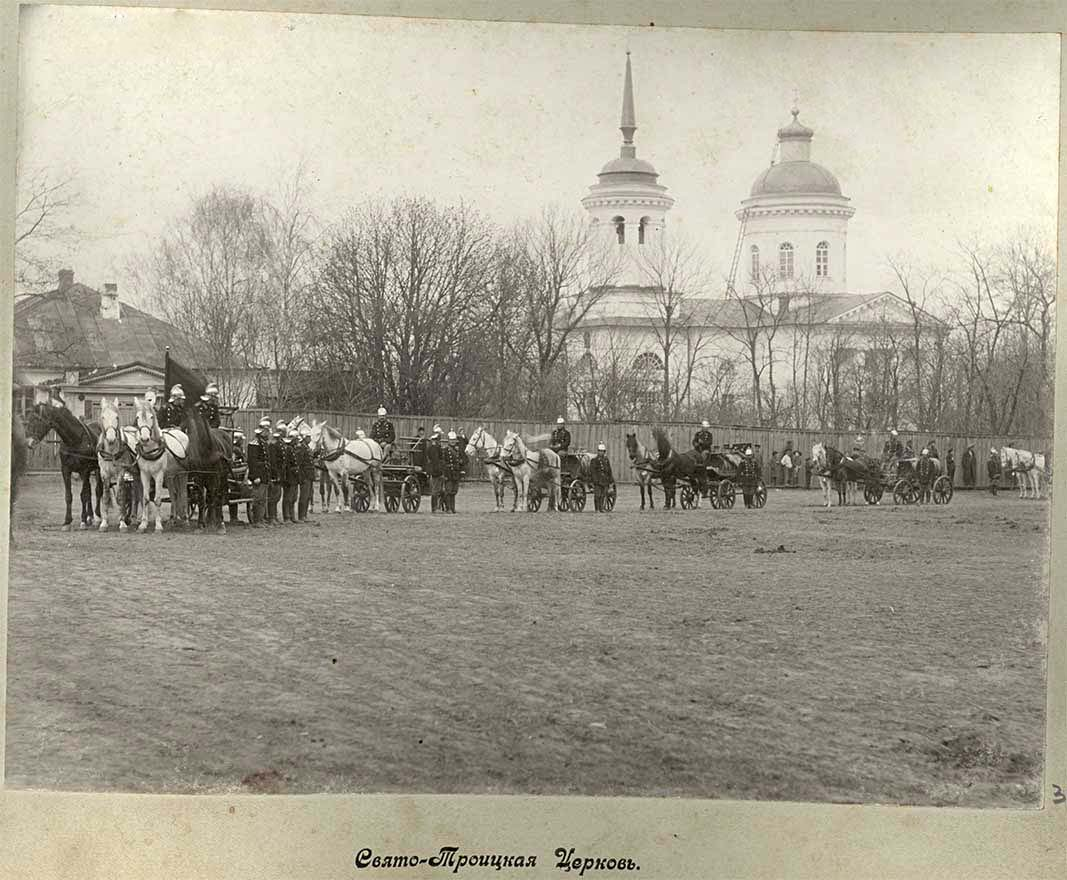
Свято-Троицкая церковь

В 1834—1836 году в районе Загребелья, на месте старой деревянной церкви, была построена каменная Свято-Троицкая церковь с духовным училищем (с 1823 г. по 1845 г.). Николай I, захваченный идеей крещения российских евреев, чуть было не перевёл богослужение в ней на идиш. К этой церкви было приписано с. Радзивиловка (современное с. Подгородное).
В 1835 году был создан комитет по очистке униатского обряда, который потребовал продать все органы, либо разобрать их на запчасти. Прихожане оказывали сопротивление этой политике. Так, в Речицкой церкви Пинского уезда Минской губернии крестьяне разобрали не орган, а создаваемый иконостас. (Бердичевские органы продолжали существовать и после революции).
8 бердичевских банкирских домов (Манзон, Эфрусси, Горвиц, Френкель, Трахтенберг и пр., впоследствии перенёсшие свою деятельность в другие города, преимущественно в Одессу), расположенных на Золотой улице, для участия в киевских контрактовых ярмарках построили в Киеве здание, в котором разместилась «Бердичевская коммерческая контора», которая действовала от Варшавского банка. Финансовые потоки шли на запад и в 1839 году в противовес этой конторе открывается Киевская контора Петербургского коммерческого банка, которая в 1860 году становится конторой Государственного банка. Вместо этого здания в 1902 году по соседству начато строительство нового здания, в котором сегодня находится Национальный банк Украины. (Бердичевским купцом 1-й гильдии Ефимом (Иоахимом) Айзиковичем Эфрусси был основан Банкирский дом Эфрусси. В 1855 г. в Бердичевском уезде, вместе с Бердичевым, насчитывалось 39 купцов I гильдии. По указу императора Александра I от 1824 г. купцы 1-й гильдии имели право приезда к Императорскому (Высочайшему) Двору).
Хотя в 40-х годах XIX века чуть ли не половина еврейского населения Бердичева едва перебивалась со дня в день, в общем бердичевские евреи однако не испытывали нужды в такой мере, как их соплеменники, например, на Литве; и это сравнительное благосостояние вместе с известным культурным уровнем более богатого класса, сосредоточием хасидизма создали Бердичеву имя и положение «еврейской столицы» Юго-Западного края.
С 1811 года, в соответствии с Высочайшим указом Александра I, 80 % сумм штрафов за контрабанду и реализованной стоимости конфискатов предназначалось в награду. В тот период развивалось законодательство о контрабанде. «… в городе стало поспокойнее. Властям кое-как удалось прикрыть контрабандный промысел. Тут же началось другое: Бердичев начал торговать новостями, указами, приказами, запретами, разрешениями, которые поступали в губернию из Петербурга. Бердичевляне скупили губернских чиновников — на корню.

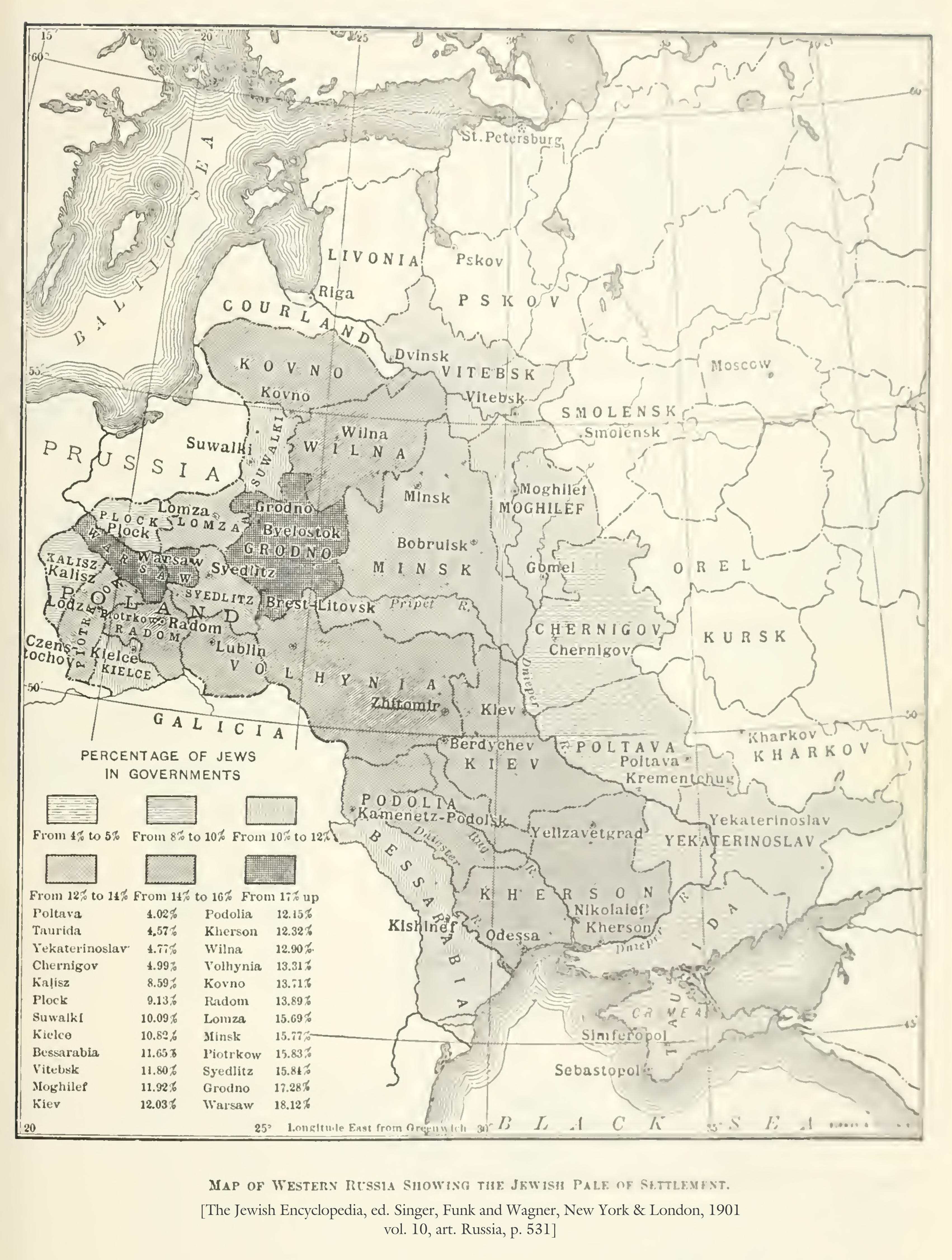
Карта черты оседлости (красная линия)

Суть этого бизнеса была такая. Как только фельдъегерь доставлял из столицы бумагу, которая имела значение для торговых людей, это сразу попадало в руки бердичевских профессионалов. Они день и ночь стояли у дверей губернского правления. Пока копии документа готовились к рассылке по уездам, его содержание уже продавалось по всей Волыни. Всегда без обмана. Это был чисто бердичевский промысел. Конкурентов не имелось. Решиться на конкуренцию с бердичевскими профессионалами мог только сумасшедший.» Ройтблат, Б. М.
Путешествуя по черте оседлости в 1842 г. с целью подготовить еврейское общество к предпринятой правительством широкой просветительной реформе, известный деятель по просвещению Макс Лилиенталь писал министру народного просвещения Уварову: «Удача в Бердичеве знаменует собой успех в Подолии, Волыни, Бессарабии, Киеве, Херсоне и Одессе; неудача в Бердичеве попортила бы всё дело».
В 1843 г. местные именитые хозяева ходатайствовали ο переименовании Бердичева в город. В частности в обращении они писали: «В числе естественных богатств полагается природный ум жителей. Он большими своими успехами принесёт пользу государству и честным людям немалую».
Другого мнения о городе был киевский генерал-губернатор Д. Бибиков. Он писал: «Бердичев был средоточием контрабандного промысла в том обширном, в правильные формы приведённом виде, в котором едва ли встречался где и когда — либо. Тогда обращались в Бердичеве миллионные капиталы, похищенные утайкой казённых пошлин, и совершались все роды преступлений безнаказательно и безгласно, за взятки в Бердичеве делали всё, что хотели. Бердичев был могуществом, спасавшим от суда всякое преступление. Огромные ярмарки соединяли в нём, по несколько раз в год, едва ли не большую часть поляков Галиции, Познани, Царства Польского и западных губерний. Они ехали туда, как по долгу. Бердичев в то время представлял им своими беспорядками и потворством властей подобие самых буйных, беспорядочных польских сеймов, возможностью делать всё, предаваться всем порокам и преступлениям, без всякой осторожности. Огромная карточная игра, там происходившая, также служила целью приезда. Поляки проигрывали и утешали себя мечтами в каком-нибудь тайном политическом обществе»
«Киевский генерал-губернатор Бибиков … пошёл на открытый скандал с гражданскими властями Волыни- он направил докладную записку императору Николаю с решительной просьбой передать Бердичев Киевской губернии, так как житомирская администрация, находясь на жаловании у Бердичева, предоставляет полный простор организованной контрабанде и всяким вообще преступлениям (между прочим, политическим замыслам поляков)». Ройтблат, Б. М.

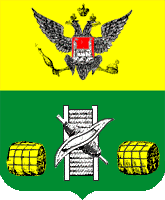
Герб г. Бердичева

В 1844 г. местечко было прирезано к Махновскому уезду Киевской губернии «под непосредственный и ближайший надзор генерал-губернатора».
В 1844 перенесена в Житомир кармелитская типография, которая с основания своего напечатала 714 сочинений (молитвенников, книг духовного, исторического и сельскохозяйственного содержания, повестей, стихотворений, паломнических брошюр, речей, проповедей и календарей).

Административное деление Киевской губернии

В декабре 1845 года царским указом Бердичеву был присвоен статус города. Одновременно город становится центром Бердичевского уезда, сформированного на основе бывшего Махновского уезда. До 1917 года в Бердичеве использовался старый герб Махновки (утв.1796) с изображением бёрда, челнока, цевки и двух тюков товара в зелёном поле.
В 1846 году в Бердичеве проживала 41 тыс. жителей (в Киеве в то время 50 тыс.). В одном из наибольших городов Украины тогда были 4 площади, 11 улиц, 80 переулков, и 2000 домов.
Он делился на Новый и Старый город, возникали новые городские районы: Пески, Качановка, Загребелля, Центральный район, Новостройки (Карниловка).
Наиболее (абсолютно) высокие точки в Киевской губернии находились на западной границе Бердичевского уезда (село Туча 1055 футов абсолютной высоты, село Богудзенка 1051 фут, Немиринцы 964 фута, Соменовка 925 футов). В Киевском, Бердичевском, Звенигородском и др. уездах ещё сохранялись насыпные валы.
Осенью 1846 года в составе Временной комиссии для рассмотрения старинных актов в поисках древностей и народных переводов, в Бердичеве побывал Тарас Григорьевич Шевченко. Здесь он зарисовывал исторические памятники, записал несколько народных песен. К 100-летию со дня его смерти у главного входа в городской парк культуры и отдыха, носящий имя Т, Г. Шевченко, открыт памятник Великому Кобзарю.
С последним разделом Польши, а потом с присоединением Бессарабии, русская сухопутная граница отодвинулась; Петербург, Рига, Одесса и Таганрог перетянули к себе всю внешнюю торговлю России. И с конца 40-х годов Бердичев, как торговый пункт, начал быстро падать. Вместе с возраставшей бедностью стали редеть интеллигентные круги; крупные еврейские фирмы покинули город, и Бердичев совершенно потерял былое значение.

Портной-еврей спрашивает у незнакомца:
— Не скажет ли пан, где он пошил себе такой сюртук?
— В Париже.
— А далеко это?
— 2000 вёрст.
— Скажите пожалуйста! Такая глушь, а шьют-то не хуже, чем в Бердичеве!
Обладателем парижского сюртука был Оноре де Бальзак.

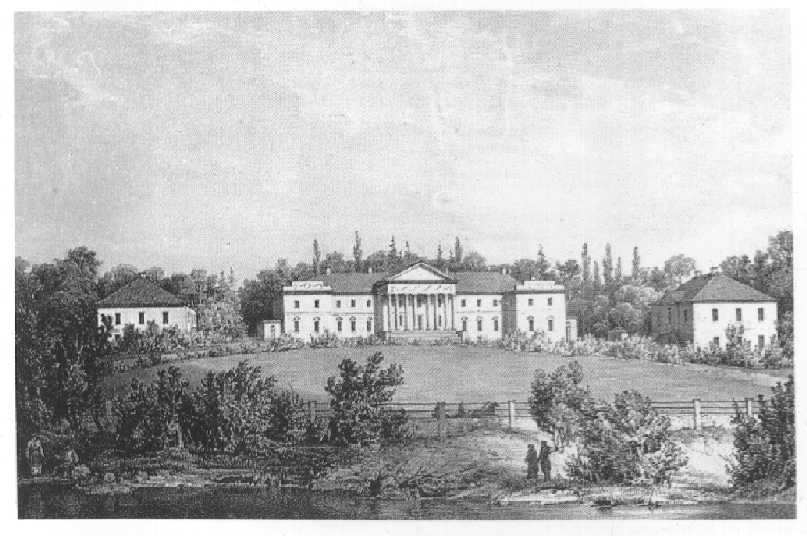
Усадьба Ганских в Верховне, рисунок Н. Орды

В сентябре 1847 года, по дороге в поместье Верховня, где жила Э. Ганская, в Бердичеве побывал великий французский писатель Оноре де Бальзак.
Это средоточие, писал Бальзак в путевых заметках, «было переполнено евреями, совершенно запрудившими улицы. При виде Бердичева даже спрашиваешь себя, находится ли кто-нибудь в этих домиках, из которых каждый может быть унесён без труда тремя парижскими рассыльными. Толпа была столь густа, что мой экипаж, запряжённый шестёркой лошадей, несмотря на дикие крики моего возницы, с трудом продвигался вперёд…».
«Что такое Бердичев, Бальзак в некоторой мере испытал на себе. На это ему хватило пары часов пребывания в городе. В Бердичеве, на почтовой станции, он должен был сменить лошадей. Это было заранее оплачено. Однако станционный чиновник отказал Бальзаку. С него потребовали ещё шесть рублей доплаты, деньги по тем временам не пустячные. Бальзак возмутился. В дело вмешался полицейский, который стал объяснять Бальзаку, что его подорожная кончается в Бердичеве. Тут неожиданно объявился француз Равель — портной, который работал тогда в Бердичеве. Равель нашёл другой вариант — не за шесть рублей, а за три. Тоже неплохо. Бальзак описывает это так: „Сторговались с евреями, которые вдвое дешевле, чем почта, взялись быстро доставить меня в Верховню. Благодаря заботам Равеля, этого самодержца жилетов и законодателя мод на Украине, я выехал в два часа в еврейской бричке.“. Сколько получили с этих трёх рублей неумолимый: чиновник и честный полицейский, трудно сказать. Наверное, по полтиннику. Впрочем, до Верховни уже было рукой подать, и все остались довольны. В том числе и Бальзак». Ройтблат, Б. М.
В 1847 году в Бердичеве выступал Ференц Лист.

В Бердичеве на одной улице четыре портняжные лавки. На первой надпись: «Лучший портной в России». На второй: «Лучший портной в Европе». На третьей: «Лучший портной в мире». На четвёртой: «Лучший портной на этой улице».

В 1848 году в Бердичеве насчитывалось 468 магазинов и лавок. В середине века в городе имелось 1785 домов, в том числе 85 каменных, проживало более 41 тысячи жителей, в том числе 736 личных и потомственных дворян (вместе с членами семейства), 4700 купцов, 33 500 мещан. Заводы (мыловаренные, свечные, маслобойные, кирпичные, другие) и мастерские производили товары и изделия на сумму до 50 тысяч рублей серебром в год.
По мнению Чернышёва Бердичев середины XIX ст. по своей торговой, банковской и промышленной деятельности занимает первое место в Киевской губернии.

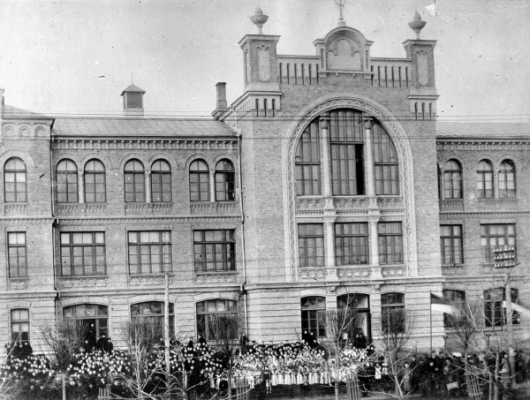
Коммерческое училище

В 1850 году в Бердичеве было открыто первое, а в 1860 году второе казённое еврейское училище 1-го разряда, к которым затем добавилось несколько частных училищ.

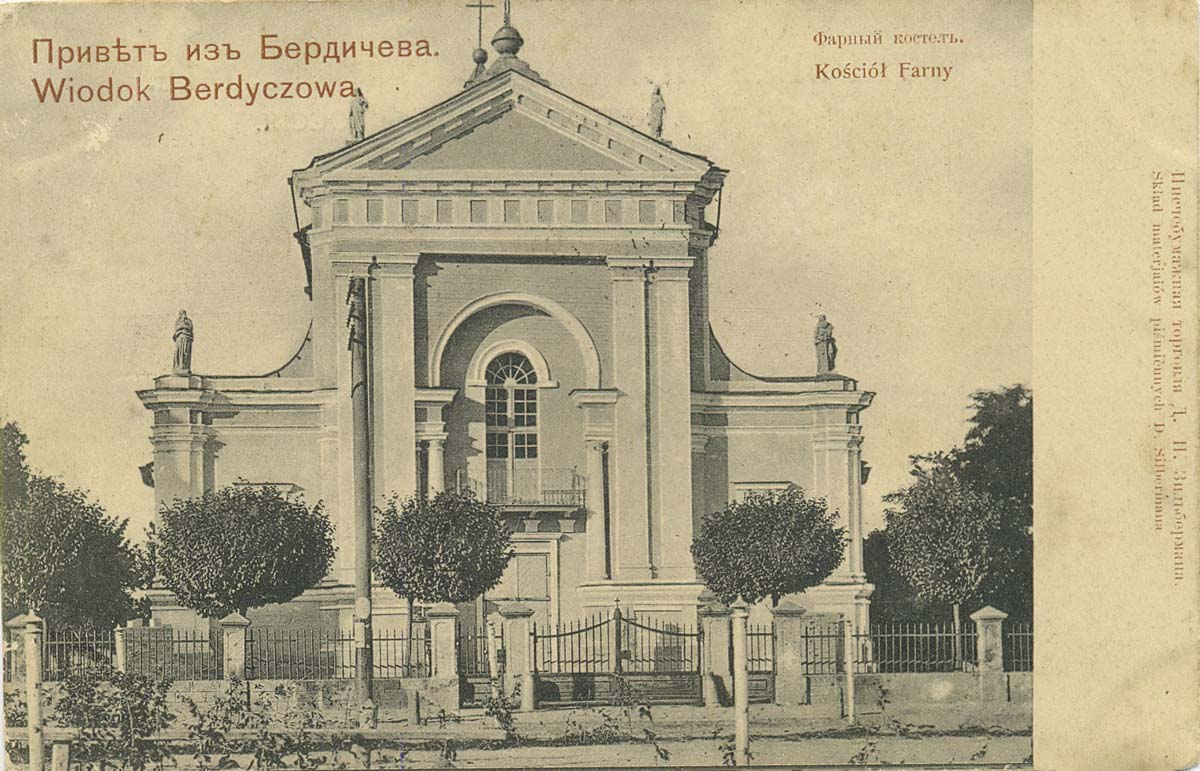
Костёл Святой Варвары

2 марта 1850 года в костёле Святой Варвары венчался с графиней Эвелиной Ганской Оноре де Бальзак.

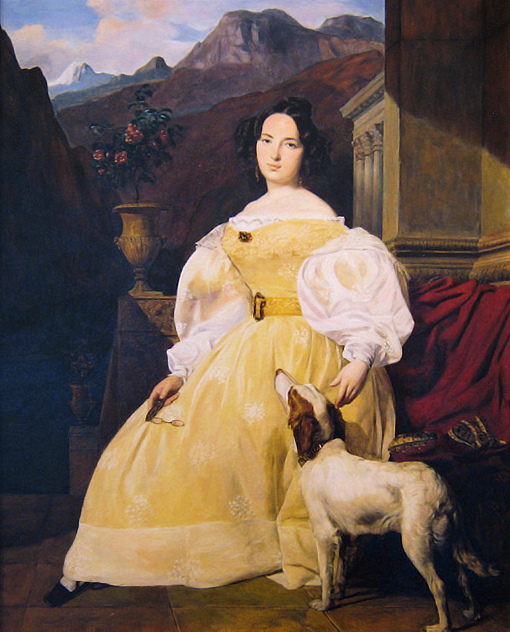
Эвелина Ганская (Сестра Каролины Собаньской, в которую в своё время был влюблён Пушкин).

«Почему в Бердичев, а не в более солидный Житомир? Была серьёзная причина. Бальзак боялся, что дамы житомирского света — жены чиновников, помещиков, офицеров, словом, его довольно истерические поклонницы, устроят при венчании что-то громкое и душераздирающее. Бальзаку — пятьдесят. Бальзак был уже тяжело болен. Графиня тоже хворала.
Поэтому выбрали Бердичев. Решили венчаться в скромном костёле святой Варвары. Место и дату венчания держали в секрете. В Бердичев прибыли на рассвете второго марта по старому стилю. С ними были дочь Ганской Анна и муж Анны — граф Юрий Мнишек (шафером был граф Густав Олизар). Заснеженный город ещё спал. Бальзак и Ганская устали от ночной дороги. Они вышли из кареты. У костёла их ждали только несколько человек — доверенные люди. Новобрачных обвенчал прелат духовной коллегии граф Виктор Эммануил Ожаровский. Об этом была сделана запись номер десять в метрической книге костёла. После этого Бальзак и Ганская отправились обратно в поместье. В спящем городе их даже не заметили, так быстро всё было устроено. Вскоре они уехали в Париж, и летом того же года Бальзак умер. Болезнь сделала своё дело. Но тогда, в Бердичеве, в тот рассветный час, в костёле святой Варвары он был всё-таки счастлив. Случилось, то, о чём он мечтал почти двадцать лет — Ганская стала его женой». Ройтблат, Б. М.
Рассказывают, что после венчания Бальзак сказал: «Ура! я сделал то что не смог Бонапарт!… В твоей особе я покорил Россию»".
В дорожных заметках он писал о городе: «Здесь с удивлением увидел я домики, которые танцевали польку, то есть сильно склонённые, один направо, другой налево, третий вперёд, некоторые изуродованы, много их было меньшего размера, чем наши ярмарочные балаганы,… я увидел настоящую степь, потому что Украина начинается в Бердичеве. Всё, что я видел до этого, ничего не стоит. Это царство хлеба. Здесь начинается украинский чернозём, который идёт вглубь на пять футов ниже чем где-либо, который никогда не удобряют и всегда засевают под хлеба. Этот пейзаж навеял на меня глубокое спокойствие, я впал в глубокий сон….».

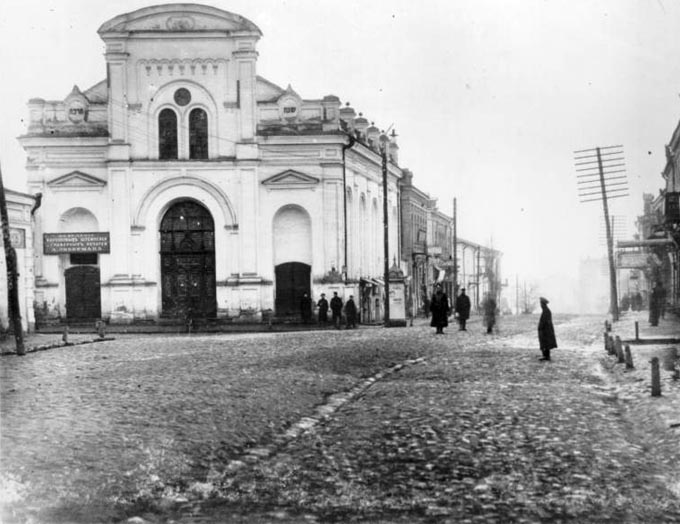
Большая Хоральная Синагога

В 1850 г. в Бердичеве была построена Большая Хоральная Синагога, одна из первых в Российской империи (в Москве построена в 1891 году). Хоральная синагога имела образцовый хор, из которого вышли многие оперные артисты и великие канторы. Здесь пел Ни́се Бе́лцер, среди его хористов были Сирота Гершон-Ицхок, певец Сибиряков, Кипнис Менахем и многие другие.
Существенный урон бердичевским капиталистам из евреев был нанесён распоряжением российского правительства, запрещающего употреблять в виде залога еврейский национальный головной убор, т. н. «мушки». В результате евреи, обладавшие полными сундуками этих мушек, обанкротились. (Комитет для определения мер коренного преобразования евреев издал запрет на ношение еврейской одежды с 1 января 1851 г.)
Это стало ещё одной причиной упадка Онуфриевской ярмарки. Нехватка наличных привела к снижению скупки практически в 2 раза, а также продукции винокуренных (водочных) заводов, соответственно доходов помещиков, упадку винокуренной промышленности и разорению помещичьих хозяйств. В свою очередь это привело к цепной реакции: переставшие платить долги помещики вызвали банкротство бердичевских купцов.
В 1851 г. (с 1828 г.) недалеко от белопольской заставы, за городом, на общем кладбище, построили небольшую кладбищенскую церковь Всех Святых, возле которой, как писал Л. Похилевич, были похоронены князь Дмитрий Цицианов, генерал Зиман, граф Подгречиани и знаменитые анатолийские греки.
В начале 50-х гг. XIX в. вследствие пожара, происшедшего в городе, выгорело до 50 % Бердичева. После пожара началось заболевание холерой.
В 1856(1854)-м году (к столетию со дня коронации) икону Божией Матери Бердичевской повторно короновал римский папа Пий IX (Прежняя корона была украдена во время польского восстания в 1831 году и заменена дубликатом в 1844 году, изготовленным на средства местной шляхты, впоследствии также похищенным). Папа Пий IX преподнёс в дар иконе золотую ризу, венец и корону с бриллиантами.

Карта Киевской губернии

С 50-х годов XIX века роль Бердичева как торгового центра падает, в известной мере перехватывается Киевом. В 1856—1860 году самая крупная ярмарка — «Онуфриевская» была переведена в Киев.
В 1857 году в том же костёле Святой Варвары был крещён Теодор Юзеф Конрад Корженёвский, будущий английский писатель Джозеф Конрад, классик английской литературы, последователем стиля которого стал Эрнест Хемингуэй.
С 1858 г. по 1868 г. в районе нынешней Качановки, обитал «дедушка» литературы на идиш Мендель Мойхер-Сфорим (Ш. Абрамович). Он отметился своими скандальными произведениями, но настоящий скандал вызвала повесть «Такса, или банда городских благодетелей», когда в героях богатеи узнали себя. В связи с этим писатель вынужден был переехать в Житомир.
В 60-х годах ХІХ ст. в Бердичеве было две еврейские типографии, книги которых расходились по всей Европе. В одной из них, которая принадлежала купцу Якову Шефтелю, были напечатаны знаменитые сборники «Еврейская народная библиотека».
Бердичев считают одним из прообразов литературной Касриловки Шолом-Алейхема. В 1855 году в Бердичеве родился революционер Г. Д. Гольденберг, в 1867 году Борис Сайдис, отец Уильяма Сайдиса, коэффициент умственного развития (IQ) которого оценивался около 250—300 (самый высокий зафиксированный IQ за всю историю). В 1868 году в Бердичеве родился публицист Гурлянд, Илья Яковлевич, в 1883 году художник Фраерман, Теофил Борисович, в 1884 году писатель Дер Нистер, в 1892 году композитор Файнтух, Яков Самойлович, в 1899 году Файнтух, Соломон Евсеевич, в 1896 году архитектор Корнфельд, Яков Абрамович.

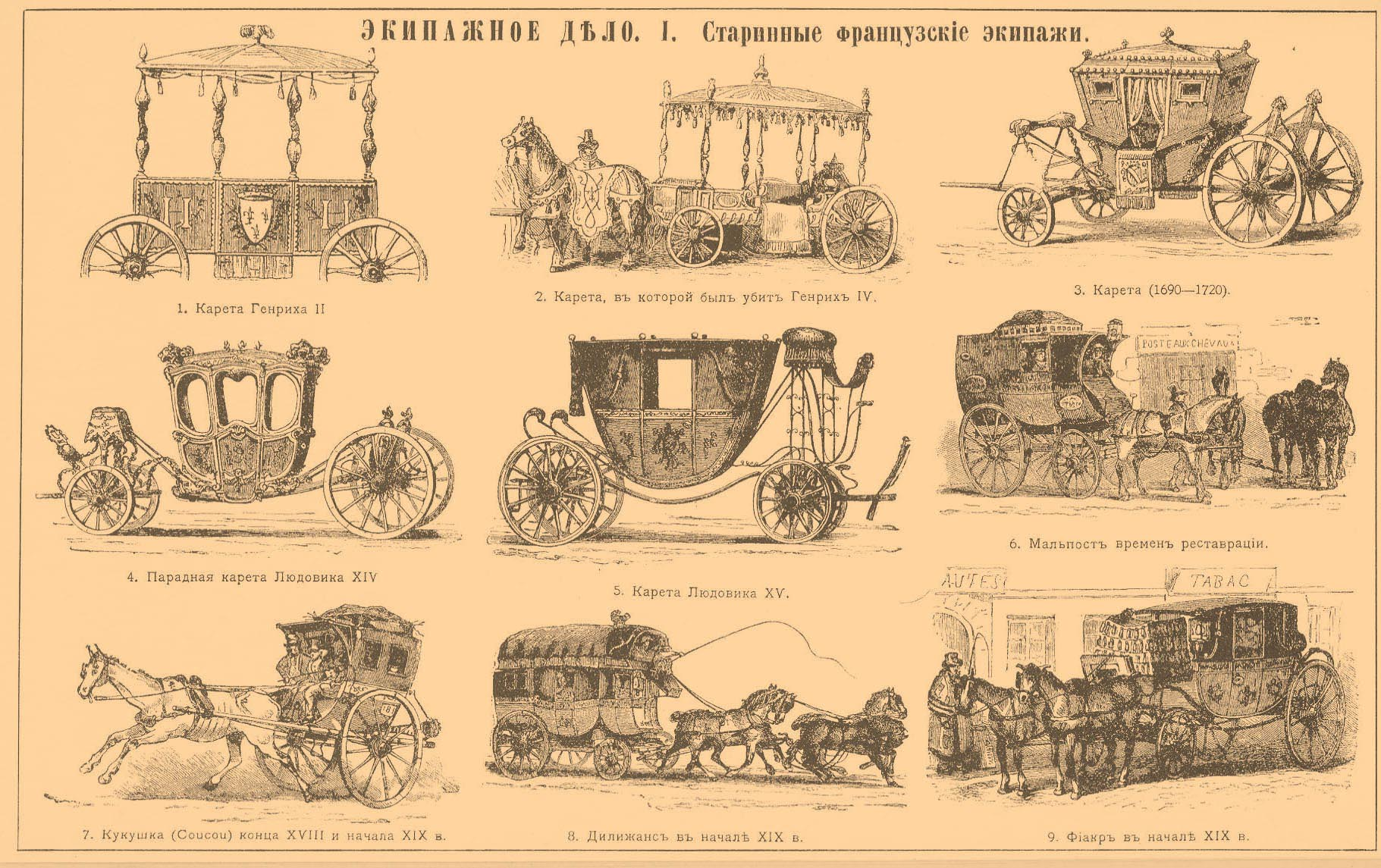
Развитие карет.

В городе действовало 104 цеха, в которых работали 4 тыс. ремесленников разных специальностей, 68 швейных мастерских, 6 шляпных, обувные мастерские Львовского, Айзенберга, Зильберга, которые впоследствии стали большими фабрикантами, каретная мастерская, три кирпичных завода (по 6-8 чел. рабочих), завод венской мебели Геллина (116 рабочих), два других (по 10-8 рабочих). Местное значение имели свечно-сальный завод, маслобойный, мыловаренные, фабрика по производству конфет, табачная, мельницы и другие.

Из статьи Н. С. Лескова: "НЕСКОЛЬКО СЛОВ О БЕРДИЧЕВСКОЙ ОНУФРИЕВСКОЙ ЯРМАРКЕ 1860 ГОДА
«Из 4-х Бердичевских ярмарок Онуфриевская, начинающаяся 5 июня и кончающаяся 12, считается важнейшею. В прежние времена сюда съезжались и купцы из Галиции, Варшавы, не говоря уже о купцах каменецких, одесских и житомирских, татар с табунами лошадей из Крыму; но в настоящем году, вследствие шаткости кредита, безденежья, а в особенности вследствие открытия в Киеве дворянских выборов 1 июня, куда главные покупатели — помещики отправились, Бердичевская ярмарка была очень ничтожна.
Несколько купцов житомирских и каменецких, немного помещиков, множество факторов из разных местечек и городов, несколько австрийских или галицийских немцев— вот и весь торговый люд, или, как в Западной Руси говорят, ярмарковичи (iarmarkowiczj). Хотя, судя по теперешнему началу лета, урожай будет прекрасен, но цены на хлеб довольно высоки. Так, на ярмарке четверть ржи была от 3 руб. 50 коп. до 4 руб., пшеницы от 4 р. 50 к. до 5 р., овса от 1 р. 25 к. до 1 р. 50 к., гречихи от 3 р. 50 к. до 4 р. Цена сена очень упала: пуд у евреев стоил 25 к. серебром, а у крестьян можно было достать и за 20 к. Разница очень большая, ещё в мае в Бердичеве пуд сена стоил 45 коп. серебром.»

### Антиалкогольный бунт 1858—1860 годов, Трезвенное движение, Польское восстание 1863 года

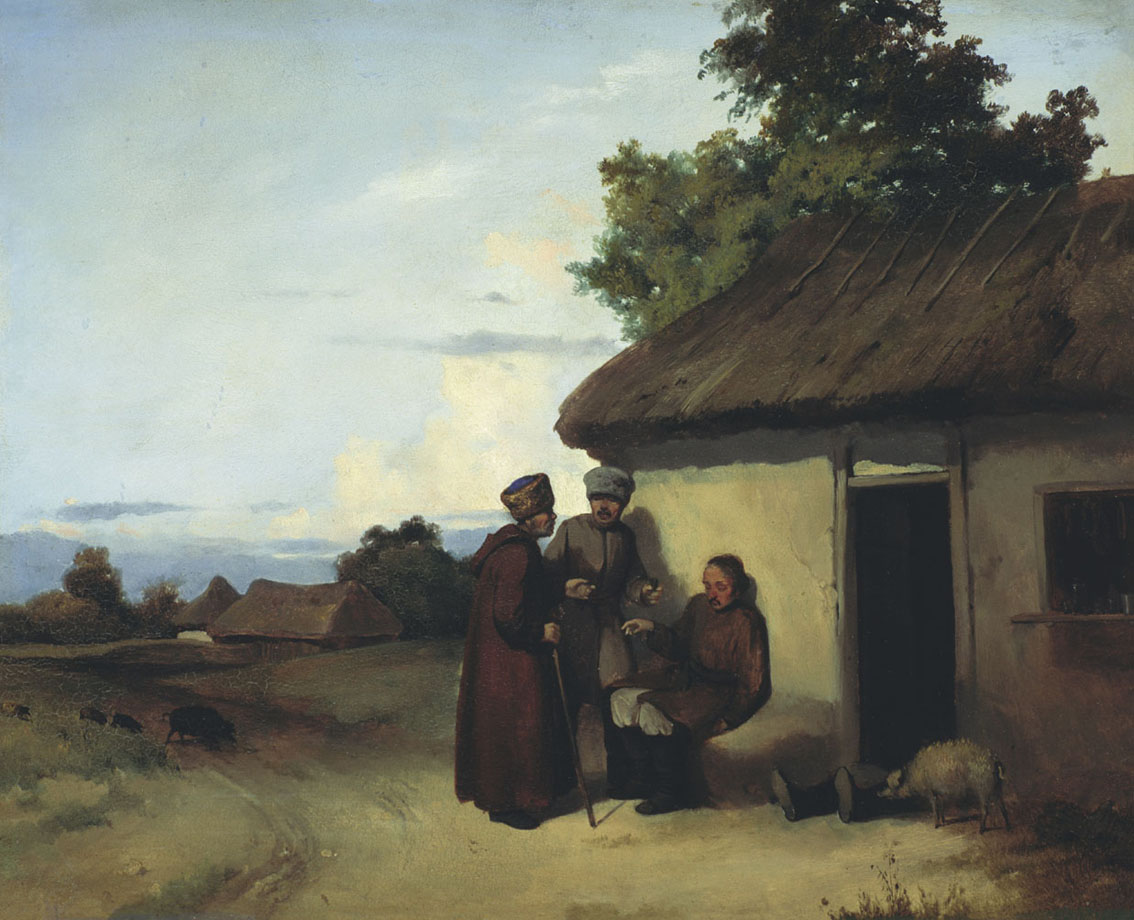
Штернберг В. И. «Малороссийский шинок», 1837.

Из-за Крымской войны (1853—1856 гг.) для финансирования военных расходов правительству пришлось прибегнуть к печатанию необеспеченных кредитных билетов, что привело более чем к двукратному обесцениванию рубля.
В результате чего по отчётам Министерства внутренних дел цена на водку в некоторых местах Российской империи составляла от двенадцати до двадцати рублей серебром за ведро.

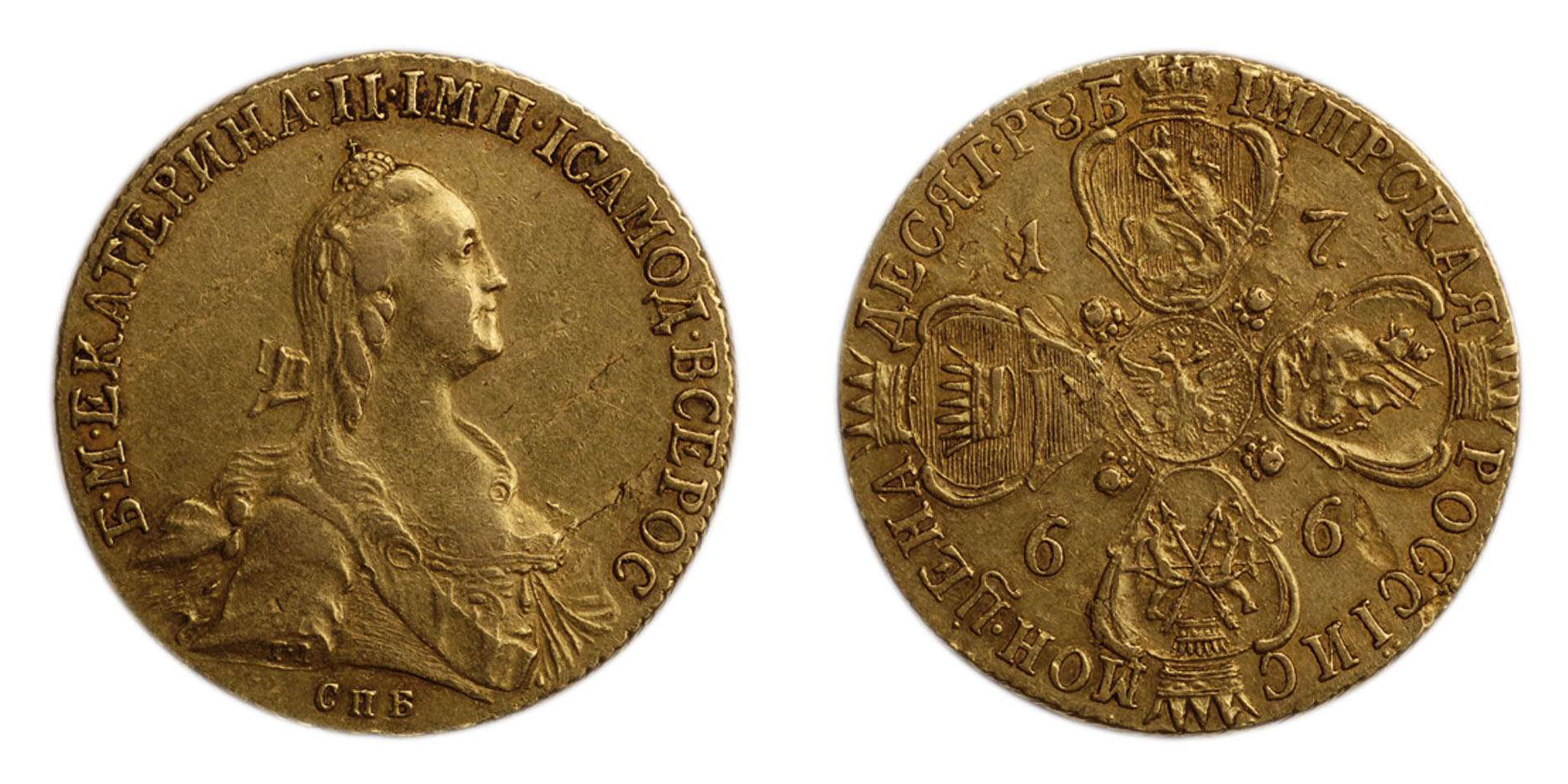
Имперская российская монета 10 рублей времён Екатерины II, 1766 год

«Дело дошло до того, что крепостному крестьянину выпить в праздник стало не на что. Приходилось выбирать: либо чарка, либо лошадь останется неподкованной…
И вот, в 1858 году, в кабаке неизвестный для истории мужик, возмущённый стоимостью вина (точнее, просил в долг чарку — не дали), метнул оловянный стакан в кабатчика. Завязалась драка, по ходу которой кабак сгорел. И — понеслось! Накопленное недовольство вырвалось наружу. Бунт покатился по стране. Народ громил питейные заведения, избивал до полусмерти винных откупщиков и заступавшихся за них полицейских…»
Разбои и грабежи кабаков были и в предыдущие годы, но не носили массовый характер.
Трезвенное движение началось с возникновения в августе 1858 в Виленской и Ковенской губерниях обществ трезвости, которые к лету 1859 распространились на 32 губернии Российской империи.
Главными участниками Трезвенного движения были крестьяне. К ним присоединились городские низы, отставные солдаты и др. В результате трезвенного движения было разорено около трёх тысяч кабатчиков.
Бунт усмиряли войска, получившие приказ стрелять в восставших. В тюрьму и на каторгу отправили 11 тысяч человек.
«… Пробовали заставить откупщиков понизить цену, но оказалось, что тягаться с откупом опасно. И вот … народ сам собою перестаёт пить вино.»
Для надзора за трезвостью в каждом селении выбирали старшину. В других местах не составлялось никаких обществ, а просто народ собирался на сходки, толковал между собою и клал зарок не пить. В редких случаях, когда без вина нельзя было обойтись, покупали виноградное вино. Меньше всего было трезвости вблизи столиц, больше всего вдали от них. Последствия этого были самые благодатные: пили только тогда, когда нужно, пьяных не было, цена жизненным припасам понижалась, повинности уплачивались исправно.
Сначала все утешали себя тем, что трезвость долго не продержится. «Опять запьют!» — говорили благодетели. Но как назло, обеты соблюдались строго.
В Виленской губернии стали продавать вино по восемь грошей за кварту вместо прежних четырнадцати; потом вино подешевело в шесть раз, наконец, стали выставлять перед корчмами даровое вино, — и никто не пил.
При таком положении дел откупщики стали задабривать народ благочестием, стали жертвовать на храмы и так далее, но должны были убедиться, что с народом ничего не сделаешь.
В апреле 1859 года виленский акцизный откупщик ходатайствовал у министра внутренних дел, чтоб обязать ксендзов объявить публично, что данные народом обеты относятся только к пьянству, а умеренное употребление вина необходимо; но министр нашёл такое требование неуместным. В июле того же года откупщики жаловались министру внутренних дел и на православных священников, удерживающих народ от пьянства.
Государственный бюджет (как и откупщики) потерпел огромные убытки из-за того, что люди перестали пить (питейный доход составлял основу финансирования Российской империи).
Министр финансов сделал распоряжение, чтоб приговоры городских и сельских обществ о воздержании уничтожить и впредь городских собраний и сельских сходок для сей цели нигде не допускать.
По просьбе правительства, Священный Синод рекомендовал священникам временно воздержаться от обличения пьянства в проповедях.
В результате Трезвенного движения на спиртные напитки решили ввести акциз, после чего всякий желающий мог производить и продавать вино, заплатив налог в казну (до этого за самогоноварение отправляли в Сибирь). По плану реформаторов, акциз должен был понизить цену спиртного, доступность алкоголя − увеличить его потребление (делалась ставка на количество, а не на качество).

Борис Кустодиев. «Освобождение крестьян (Чтение манифеста)». Картина 1907 года.

Трезвенное движение повлияло и на отмену крепостного права. 17 марта (после опубликования 19 февраля Манифеста об отмене крепостного права) 1861 года в Малороссии отменено крепостное право.
Ещё с XVIII века поляки сделались настоящими владельцами крестьян и городов. В Польше до последнего времени сохранялись феодальные обычаи, и из 452 городов 238 принадлежали частным лицам. Кроме разных доходов с имений, владетели их пользовались ещё правом пропинации. Это право поляки перенесли и в Малороссию. Рядом узаконений с 1783 по 1846 год за помещиками привилегированных губерний было утверждено пропинационное право, то есть право одним им курить и продавать питья (производить и продавать водку в том числе). Едва лишь приступлено было к составлению нового положения об акцизе, как тотчас же явились и ходатаи о сохранении за помещиками права пропинации. Отставной полковник Злотницкий в докладной записке 8 марта 1861 года, ссылаясь на постановления королей литовских и польских и государей: Екатерины, Павла, Александра, Николая, говорил: «В Западном крае находятся поместья, а особенно местечки, как, например, в Подольской, Волынской и Киевской губерниях: Бердичев, Белая Церковь, Тульчин, Немиров, Острог, Дубно и другие, которые по расположению на больших дорогах, по средоточию больших оборотов, по населению в них по большей части промышленников, мастеровых и разночинцев, и по отсутствию тем самым преобладания хлебопашества, составляют главную и, можно сказать, непосредственную отрасль дохода из пропинации, и не менее как от 25 до 1 000 000 рублей ежегодно». — «Это, — продолжал он, — факт, не подлежащий никакому сомнению. Лишить собственников подобных поместий такого дохода, основанного на правах родной наследственной собственности, значит убить их материальное существование». (Стоимость винного завода в последней четверти XIX века около 25 тыс. руб.).

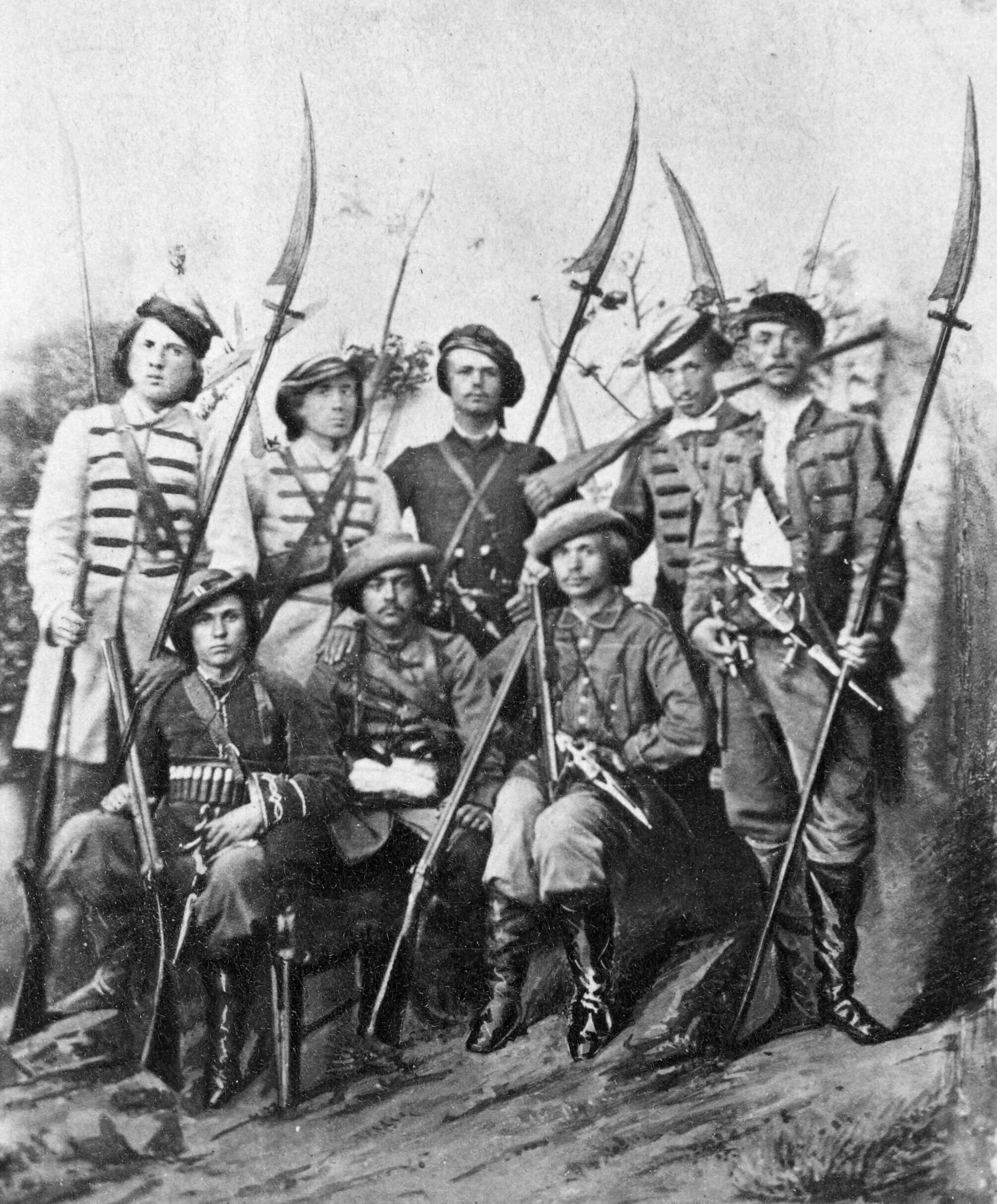
Польские «косиньеры» — партизаны, вооружённые косами.

Помещики потеряли миллионные доходы и в 1863 году, после начала действия акцизной системы, вспыхивает Польское восстание. Штаб повстанцев на Правобережье был в Бердичеве.
После поражения польского восстания 1863 многие поляки-помещики выехали в Польшу.
В 1864-66 гг. кармелитский монастырь был упразднён и постройки его отданы под судебные учреждения. Земельные владения и промышленные предприятия кармелитов конфискованы. В 1878 г. была ликвидирована библиотека монастыря, книги (6 тыс. томов) передали библиотеке Киевского университета.
Откупная система продажи алкоголя к 1870 году, несмотря на сильнейшее сопротивление откупщиков, полностью отменяется и её место занимает акцизная система. «Народ был счастлив, что дешева водка, столь для него необходимая, и, собравшись перед домом одного откупщика, пропел ему анафему, а своему государю возгласил многолетие».
После смерти Левинзона в 1860 году среди бердичевских «просвещенцев», которые публично нарушали национальные традиции, стали возобладать экстремистские тенденции. Объектом травли, организованной ими в городе, стал коммерсант и филантроп, купец первой гильдии Иосиф Гальперин. Им удалось подорвать доверие ведущих финансистов Европы к известнейшему банкирскому дому «Гальперин и сын». После серии судебных исков Иосиф Гальперин оказался в тюрьме, где он и умер. Деятельность «просвещенцев» в Бердичеве привела к тому, что город покинули многие состоятельные купцы и предприниматели.
В 1861 году чешским колонистом Станиславом Эммануиловичем Чепом был основан Бердичевский пивзавод.
В 1864 году австриец Мартин Цилер открывает на окраине города первый кожевенный завод.

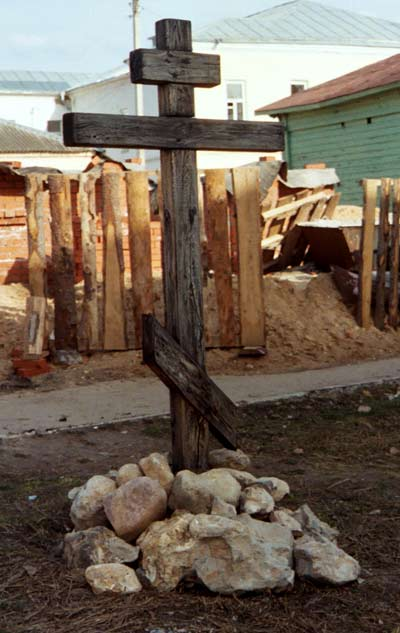
Старообрядческий крест

В 1865 году император Александр II разрешил обратившимся к правительству бердичевским старообрядцам совершать богослужения в частном доме. Это решение было вызвано не столько желанием уступить местным староверам, сколько смягчить обострившуюся внутриполитическую ситуацию, сложившуюся после подавления польского восстания. Несмотря на то, что киевский генерал-губернатор Безак высказывался против открытия общественного молитвенного дома в городе Бердичеве, он всё же был открыт (В Российской империи был запрет на служение старообрядческого священства).
По официальным данным в г. Бердичеве проживало в 1865 г. — 53 155 чел., евреев 46 914 чел., в том числе 6990 чел. купцов, католиков — 2923 чел., в том числе 30 чел. купцов, православных — 2825 чел., в том числе купцов 78 чел., староверов 410 чел., из них 52 чел. принадлежало к купеческому сословию, протестантов — 43 чел., в том числе 5 чел. купцов.
В 1866 г. — польский капиталист строит на бараньем острове кожзавод.
В 1867—1869 годах полиция обнаружила под городом грандиозную систему из 130 подземных ходов и 78 тайных складов. Тем не менее, на процветании контрабандных промыслов сие прискорбное открытие практически не отразилось. В 1881 году материалы исследования подземелий в Бердичеве использовались для исследования подземелий в Одессе, как схожих с бердичевскими.
В сборнике статей 1869 года по российской истории было указано: «Если молодой человек, окончив воспитание, не был в Бердичеве, то он сто процентов в большом свете теряет».

А поезд тихо ехал на Бердичев… Еврей едет в одном купе с иностранцем.
 — Скажите, любезный, а куда вы едете?
 — Я? В Баден-Баден. А вы?
 — Я? В Бердичев-Бердичев, — не растерялся еврей.

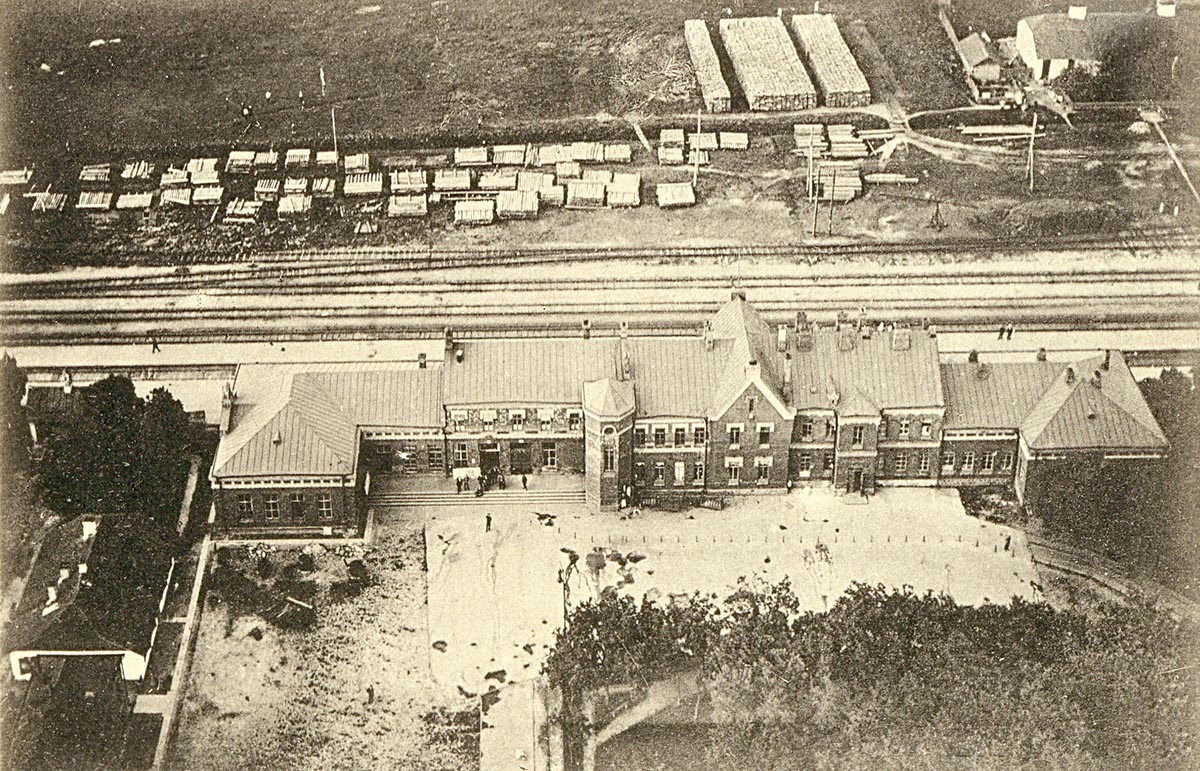
Вокзал (Построен в 1874 году).

В 1870 году в Бердичев пришла железная дорога, связавшая город с Казатином, позже — с Шепетовкой (1871), в конце века — c Житомиром (1896).
С 1870 года Бердичев был составляющей трассы всемирно известного телеграфа Калькутта-Лондон (действовала до 1931 года). Курсировали дилижансы Бердичев-Житомир, Бердичев-Ровно, железные дороги к Шепетовки, Здолбунову, Хмельнику, через город проходила магистраль Петербург-Варшава. Несмотря на это, на экономическое развитие города негативно повлиял рост сети железных дорог в регионе, поскольку он лежал в стороне основных их путей.

Два еврея едут в купе.
— Рабинович, скажите, куда вы едете? Рабинович думает: «Если я скажу, что еду в Бердичев, он поедет туда же и испортит мне торговлю. Если я скажу, что еду в Тулу, он поймёт, что я вру, поедет в Бердичев и испортит мне торговлю. Так я ему скажу, что еду в Бердичев, чтоб он подумал, что я еду в Тулу».
— Так куда вы едете, Рабинович?
— Я еду в Бердичев.
— Нет, вы врёте, вы едете в Бердичев.
С прокладкой железных дорог Киев-Одесса (1871) и Киев-Брест (1873) роль Бердичева как большой перевалочной базы стала падать, в первую очередь из-за того, что товары теперь могли поступать непосредственно к станциям назначения.
В 1875 году варшавский купец Карл Ян Шленкер строит кожевенный завод. Продукция завода покрывала пятую часть потребностей в кожаных изделиях Российской армии.

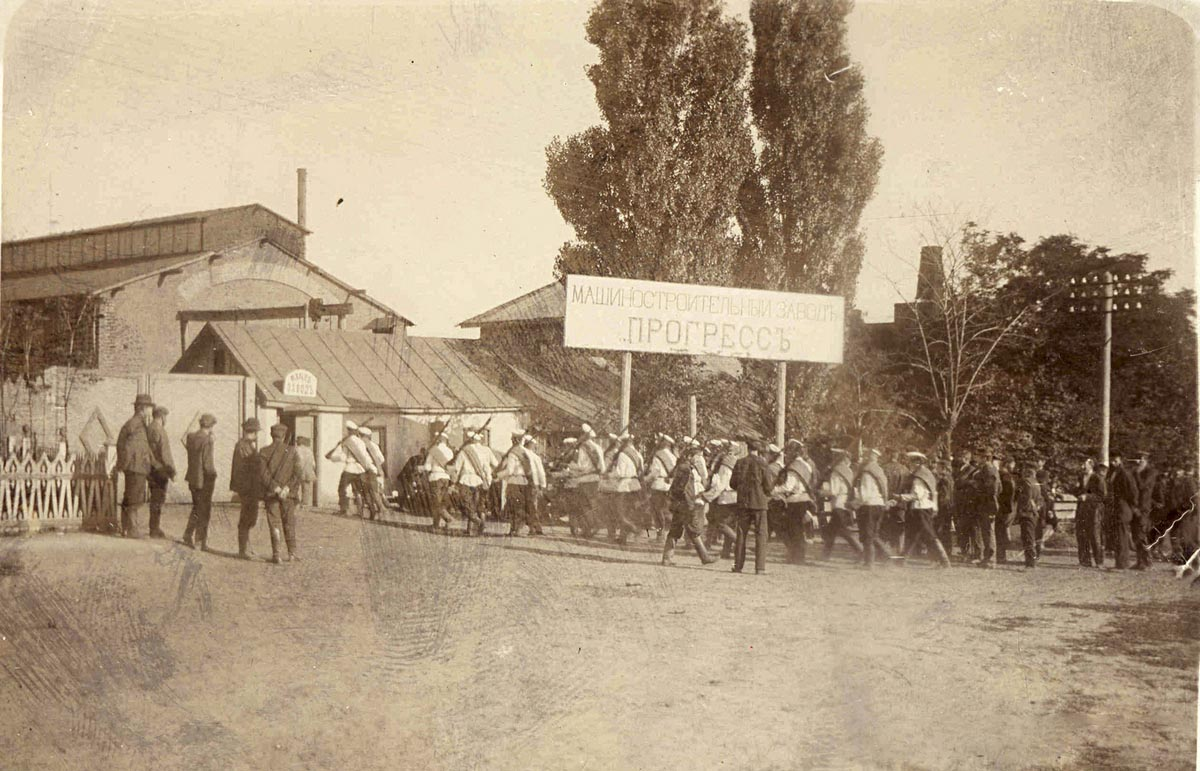
Завод «Прогресс», 10-й стрелковый батальон

В 1880 году Л. Плахецким был основан чугунолитейный завод, ремонтировавший и выпускавший сельскохозяйственный инвентарь. В конце века (1896) он стал собственностью бельгийского акционерного общества. На этом предприятии, которое теперь называлось машиностроительный завод «Прогресс», в 1913 году трудилось 265 рабочих. Кроме оборудования для сахарной, винокуренной и пивоваренной промышленности, здесь начали выпускать простые сельскохозяйственные машины и паровые котлы. В это время Бердичев становится вторым промышленным городом губернии после Киева.
По данным полковника Петракова, в 1881 году население Бердичева составляло 73 760 человек, в том числе свыше 7 тысяч украинцев и русских, более 64 тысяч евреев. К началу 80-х годов XIX века в городе насчитывалось до 43 заводов и предприятий мануфактурного типа, в том числе 4 мыловаренных, 3 кожевенных, 5 кирпичных. Тут производились шерстяные, бумажные товары, галантерея, сукно, мыло, кожа, металлические изделия, обувь, разнообразные пищевые продукты.
Убийство Александра II в 1881 г. вызвало всенародное смятение умов. Для простонародных, и особенно крестьянских, масс — как бы зашатались основы жизни. Опять же, как рассчитывали народовольцы, это не могло не отозваться каким-то взрывом. И — отозвалось. Но непредсказуемо: еврейскими погромами, в Польше, Малороссии и Новороссии.

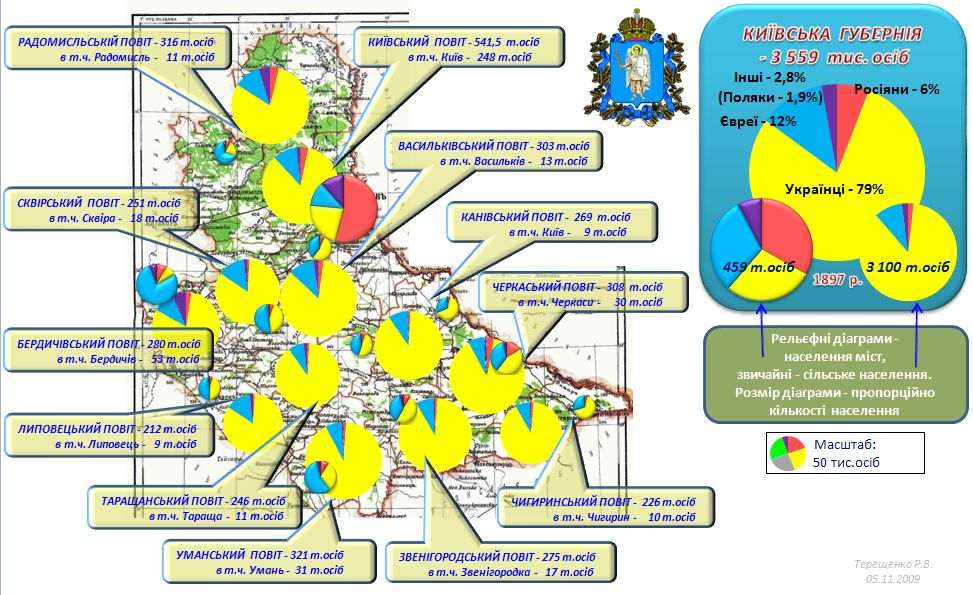
Население уездов Киевской губернии согласно переписи 1897 г.

Введённые в мае 1882 года «Временные Правила» запретили евреям проживать в сельской местности. Это лишило евреев-посредников по торговле с-х продукцией возможности скупать её в сёлах, в результате чего Бердичеву как центру по сбыту с-х продукции, был нанесён значительный ущерб. «…торговля измельчала, и многие солидные фирмы сократили, а другие и вовсе прекратили свои дела…» А. П. Субботин. Евреи переселялись из сёл в город, начинали заниматься торговлей, это ещё больше увеличивало конкуренцию. Население города сначала увеличилось, а затем значительно сократилось. По данным конца XIX в. 20 % еврейского населения Бердичева жило за счёт благотворительности.
1 января 1883 года в Бердичеве сгорел цирк Феррони. В огне погибло двести шестьдесят восемь человек. Пожар произошёл из-за искры фейерверка, упавшей на солому, которой для тепла были обиты стены цирка. В цирке Феррони открывалась всего одна дверь, все боковые двери в связи с зимними холодами оказались заколоченными. (В 1871 году пожар уничтожил кожзавод купцов Заскинда и Капника, в 1872 году организовывается государственная пожарная команда, в 1877 году огонь уничтожил табачную фабрику, в 1880 году конфетную фабрику, в 1887 году пивзавод Шенберга). Был ещё летний цирк Калашникова, в нём выступали Иван Поддубный, дрессировщик коней Труц, Анатолий Дуров. Во время первого посещения города Дуров ехал от вокзала к цирку на повозке, запряжённой свиньёй.

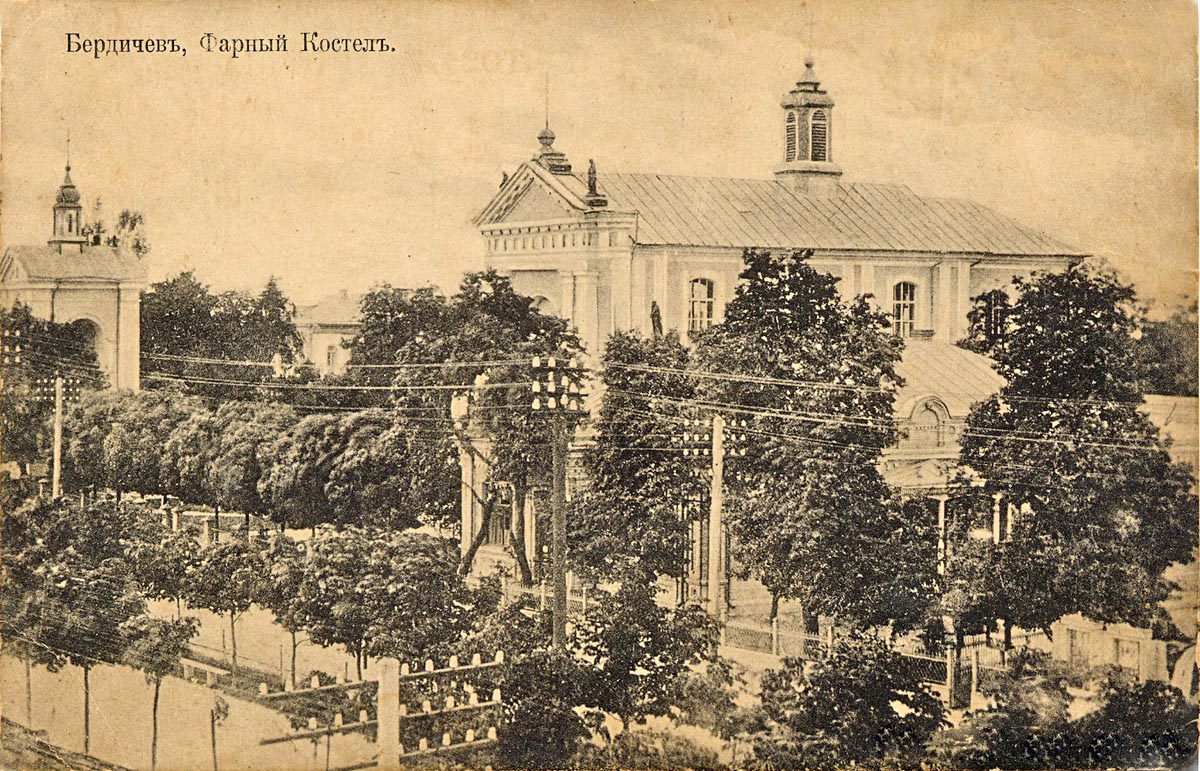
Фарный костёл

В 1884—1885 годах проходила перестройка Костёла Святой Варвары по причине того, что число прихожан храма выросло настолько, что здание перестало вмещать верующих (костёл монастыря был закрыт).
В 1884 (1888) году в городе проживало 77823 человек (состоянием на 1 января 1997 года — 92100). Из них 62366 — иудеи, 10777 — православные, 3298 — католики, 1031 — старообрядцы, 339 — протестанты, 12 — мусульмане.
В 1886 году строится мыловаренный завод. В 1890 году купец Зусман строит фарфоро—фаянсовый завод.
В 1891 году открывается телефонно-телеграфная станция на 100 абонентов.

— Вы знаете, я на прошлой неделе был в Бердичеве, так там в трамвае видел живого Карла Маркса.
— Ой, не может быть! Шо, в Бердичеве уже ходит трамвай?

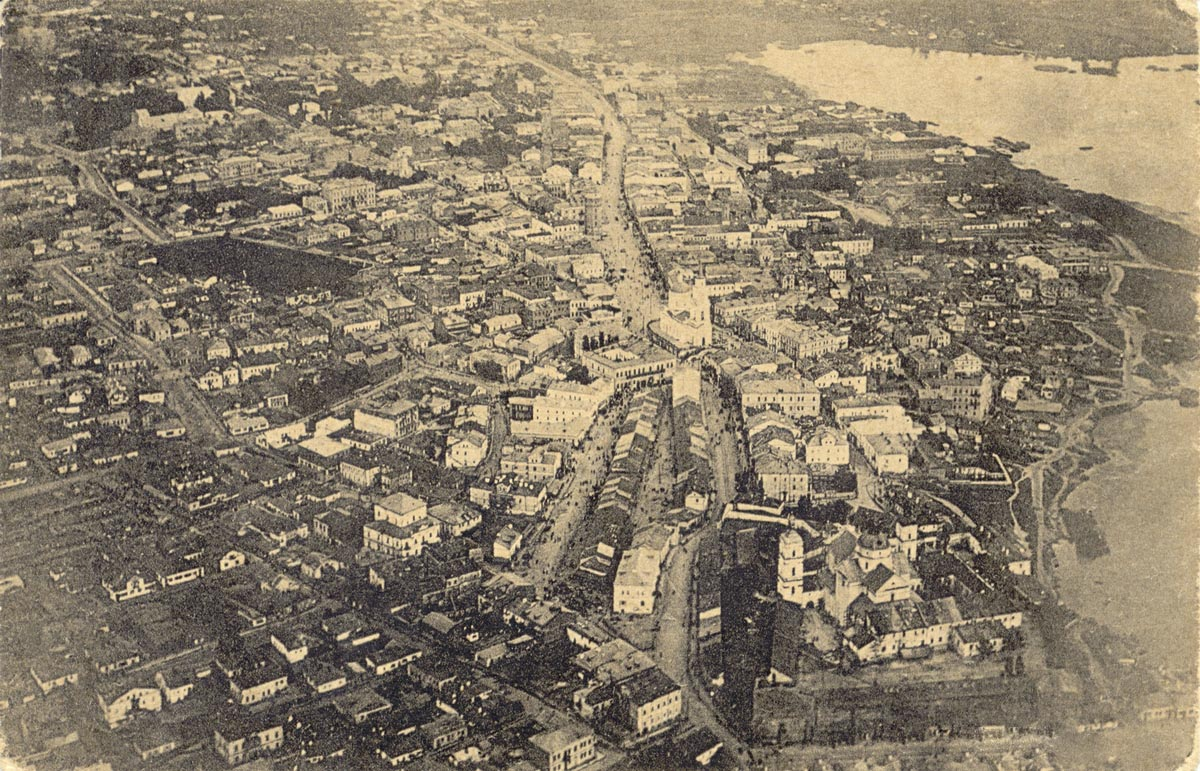
Вид города с дирижабля

В 1892 году в Бердичеве начато строительство конно-железной дороги (Конки). (В Санкт-Петербурге в 1863). В 1913 г. планировалось начать электрификацию линии (Трамвай), но этим планам помешала война. Линия электрифицирована не была. Окончательно система закрыта в 1921 году.
В 1898 году построен водопровод (водонапорная башня), но он обслуживал лишь центр города.
В то время Бердичев составлял собственность гр. Тышкевича (Михаил Тышкевич женился на Марии Радзивилл), о чём свидетельствовала при въезде в город доска с надписью названия города и имени владельца. Городская земля только арендовалась жителями (70 % принадлежало графине М. Тышкевич и князю А. Чарторыйскому, который в 1897 г. продал свои земли в городе братьям Рукавишниковым). Нужно отметить, что на развитии города негативно сказывалось то, что его земли принадлежали частным лицам. Конно-железная дорога построена так поздно потому, что долго не могли согласовать плату владельцу, железная дорога к Житомиру идёт зигзагами из-за того, что Корнилов был против, чтобы через его земли шла железная дорога.

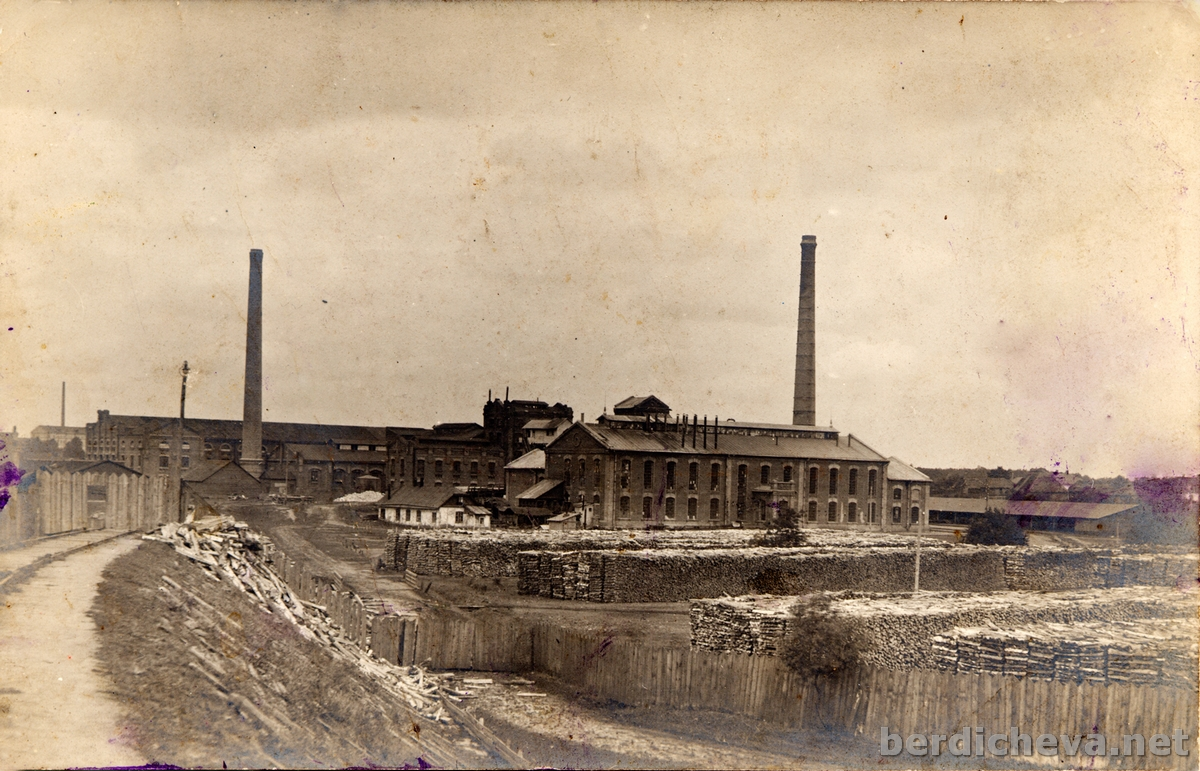
Сахарный завод

К началу XX в. в Бердичеве всё ещё переплетались успешная предпринимательская и контрабандная деятельность жителей. Точки зрения некоторых чиновников говорили о том, что и тогда в Бердичеве можно практически всё сделать за взятки, власть редко согласовывала свои действия с законом.

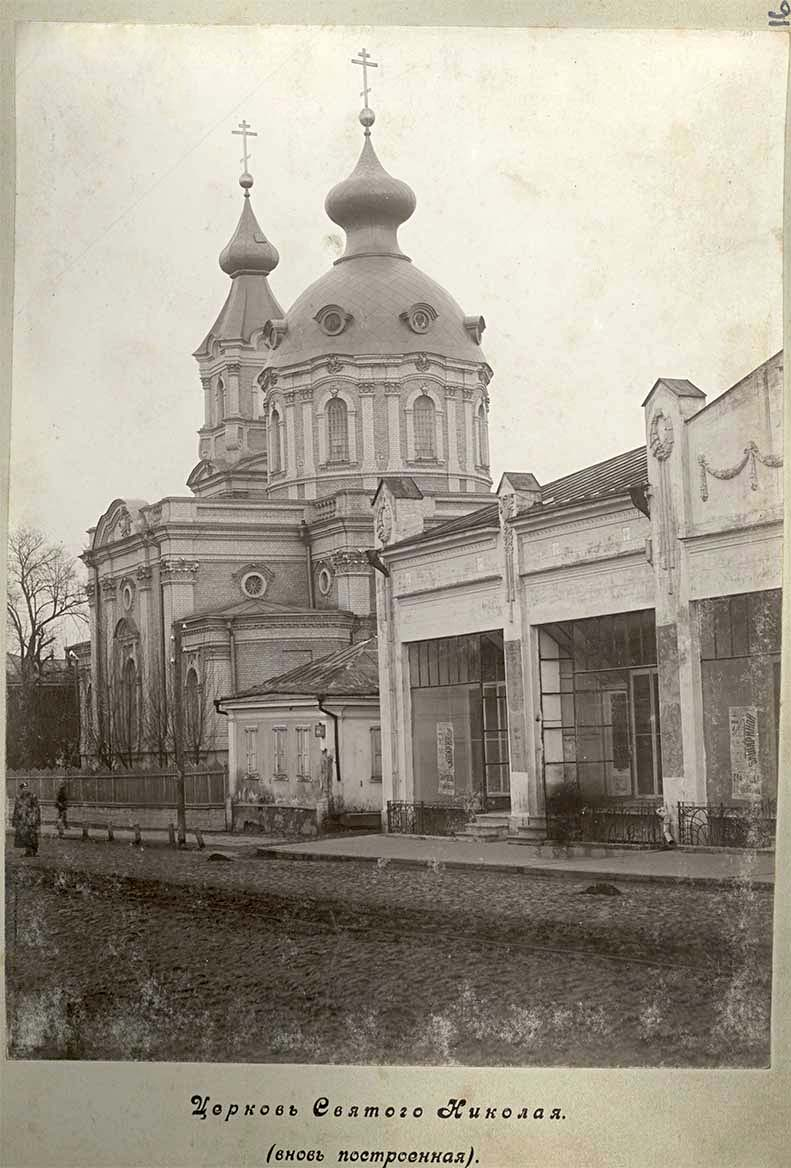
Церковь Святого Николая

«С именем „Бердичев“ в понятиях русского общества представляется что-то странное, анекдотическое. Сложились целые легенды об этом городе» А. Косич.
На 1 января 1899 г. из 62283 человек евреев было 50460; имелось 6 синагог и 72 еврейских молельных дома (1907 г.), 5 православных церквей, 4 католических, 1 раскольничья молельня.

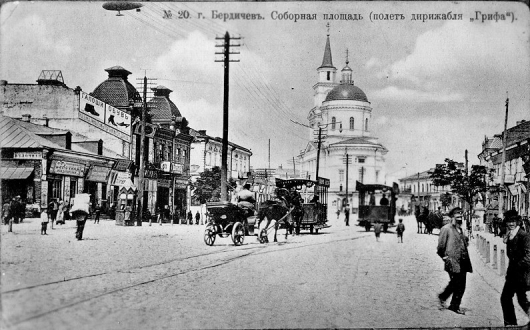
Успенский собор, дирижабль «Гриф»

В 1900 г. в г. Бердичеве функционировало четыре из десяти устроенных в XVIII в. ярмарок. На конец ХІХ ст. обороты капиталов на ярмарках составляли лишь треть предыдущих сумм, а сами ярмарки удовлетворяли в основном местный спрос. Если раньше на Онуфриевскую ярмарку пригоняли до 150 тыс. голов скота, то в конце столетия — 15 тыс. Но и при этом город оставался ещё значимым торговым центром. По данным профессора А. Ярошевича, в 1900 г. торговый оборот составлял 17 млн 900 тыс. руб., что превышало суммарный оборот капиталов Житомира, Проскурова, Умани, Белой Церкви, Черкасс и Винницы (общий оборот харьковских ярмарок в 1834 году достигал более 22 млн руб., в 1913 — около 36 млн руб.).
В 1900 году В Бердичеве построена первая электростанция.
В сентябре 1900 года в Бердичеве помещиком Фёдором Корниловым, которому принадлежали земли на окраине города и в Гришковцах (Корниловка), построен сахарный песочный завод. В 1907 году- рафинадный.

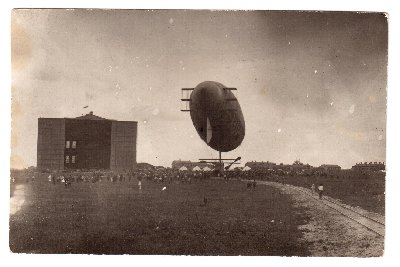
Эллинг в Бердичеве, дирижабль «Кондор»

В 1902 году в Бердичеве организуется социал-демократическая группа. Под её руководством проводились стачки, забастовки, антиправительственные демонстрации. В сентябре 1902 года в Бердичеве прошла V конференция Бунда.
В 1904 году, накануне революции 1905—1907 г. и указа о веротерпимости, киевским генерал-губернатором Клейгельсом было разрешено вернуть костёл монастыря верующим. С 1908 г. по 1915 г. проводятся реставрационные работы под руководством архитектора Жиллера.
В 1905 году проводятся демонстрации, митинги, массовые стачки, 18 октября с криками «Да здравствует республика!» начинается стрельба. Прибывшие казачьи сотни разогнали демонстрантов.

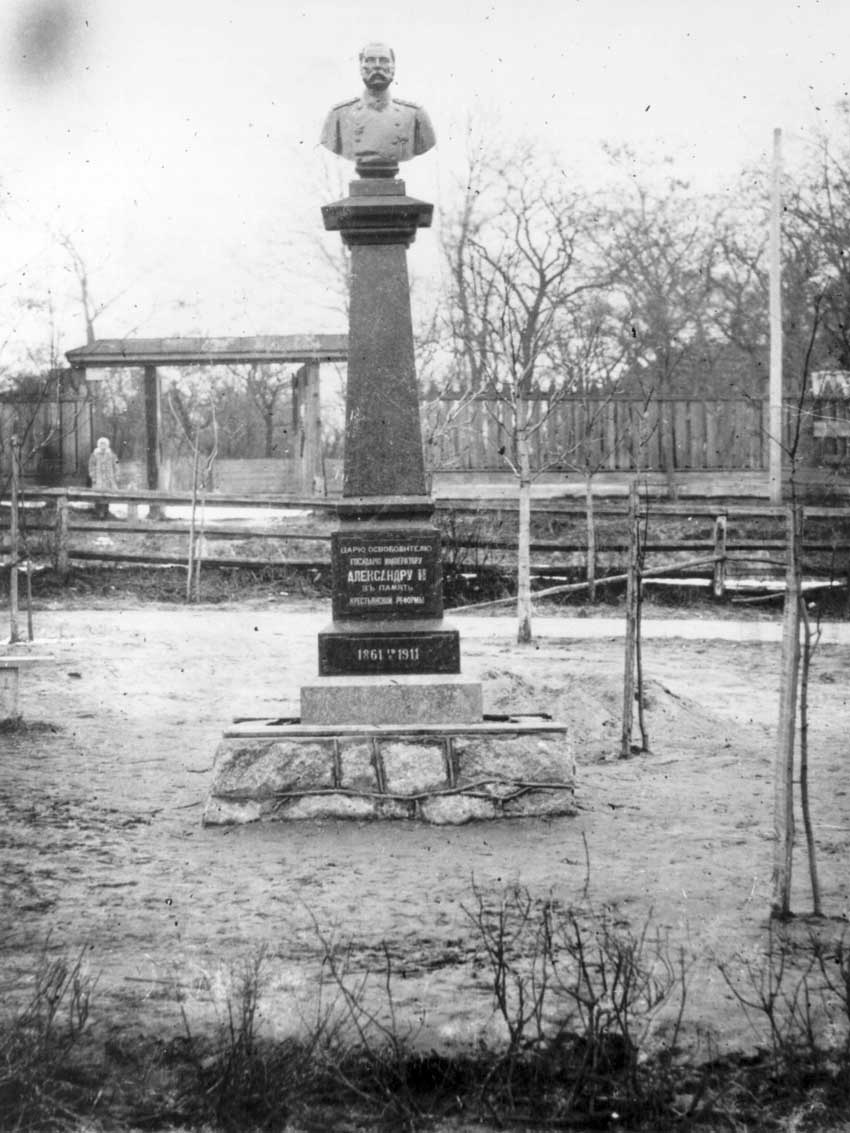
Памятник Александру II

В 1905—1908 году был воздвигнут и освящён на месте старой деревянной (сгоревшей) Никольской церкви новый Свято-Николаевский каменный храм, выполненный в стиле позднего барокко.
Канализации в дореволюционном Бердичеве не было. Ночью город освещали 220 электрических фонарей. Уровень здравоохранения и просвещения в городе, хотя и повысился по сравнению с 80-ми годами XIX века, по-прежнему совершенно не удовлетворял потребностей времени. Так, в 1910 году в городе имелись лишь две небольшие больницы на 168 коек и работало 30 врачей, из которых 9 состояло на государственной службе. В городе действовало 11 аптек.
В городе действовали 4 театра: Шерентиса (1911 г.), Загера (с 1898 г. здесь постоянно работала труппа Мишурата), театры кабаре и варьете, кинотеатры, фотографии Зильберга, Розенбауна, большой летний театр в саду «Эльдорадо», казино, кабаки, кафе-шантаны, рестораны.

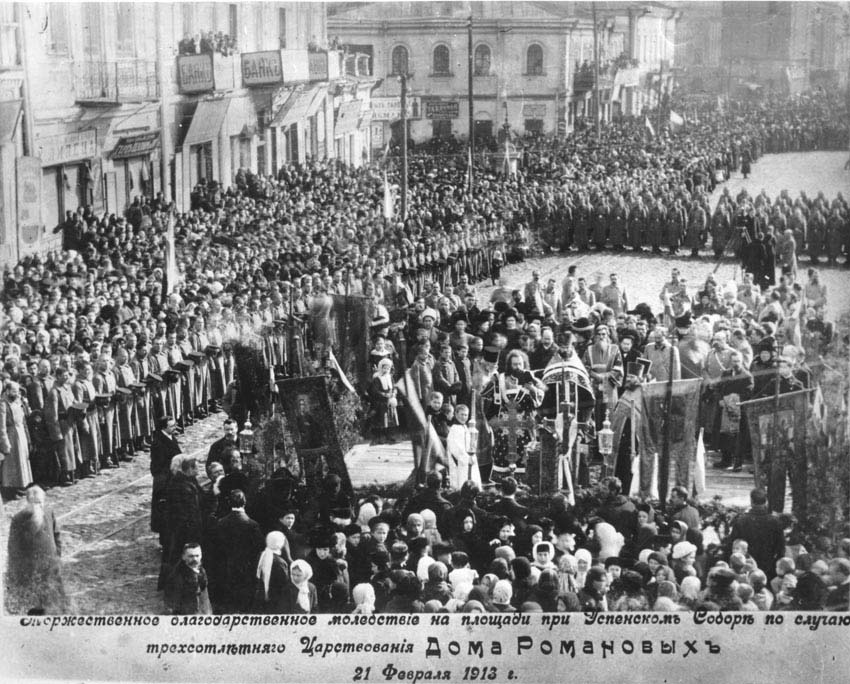
Молебствие в честь 300-летия дома Романовых

В 1911 году, в честь 50-летия отмены крепостного права был открыт памятник Александру II (переделан в памятник Фрунзе).
С 1910—1912 года по 1914 в эллинге в Бердичеве находится дирижабль «Гриф» (Parseval PL-7), с 1914 г. по 1915 г. «Буревестник» (Parseval PL-14; лучшие лётные данные из всех в России до 1915 года), в 1915 г. дирижабль «Кондор» («Клеман-Байяр»). В начале первой мировой войны у Российской империи было более 20 воздухоплавательных аппаратов. Они использовались в основном для разведки и бомбардировки, так как будучи огромными и неповоротливыми, они стали прекрасной целью для вооружённых аэропланов противника. Воздухоплавательные части расформированы в 1918 г.

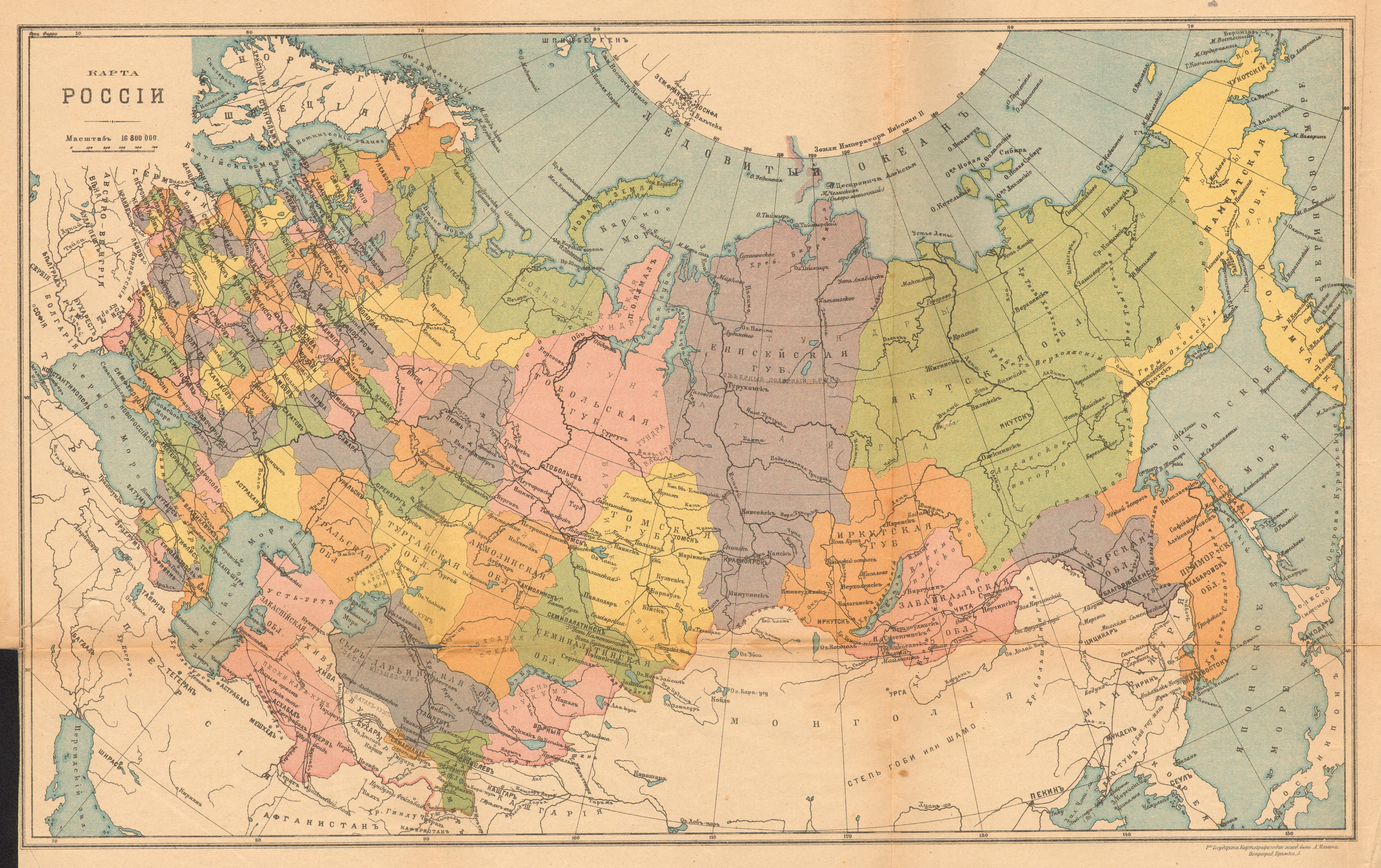
Российская империя в 1914 году.

В 1913 году по случаю 300-летия дома Романовых было совершено торжественное благодарственное молебствие, состоялся парад войск бердичевского гарнизона.
Перед первой мировой войной в Бердичеве насчитывалось 27 средних и крупных (по масштабам того времени) предприятий, на которых было занято более 2 тысяч рабочих и производилось продукции на 11 миллионов рублей в год; 21 учебное заведение, в том числе коммерческое училище им. Пушкина (с мужским и женским отделениями), три гимназии, высшее начальное училище, в которых обучалось 2186 учеников. В городе функционировали три небольших частных кинотеатра, несколько библиотек, клубы для состоятельных людей и музыкально-драматическое общество. В 1912—1914 годах выходила ежедневная газета «Южная молва».

### Первая мировая война

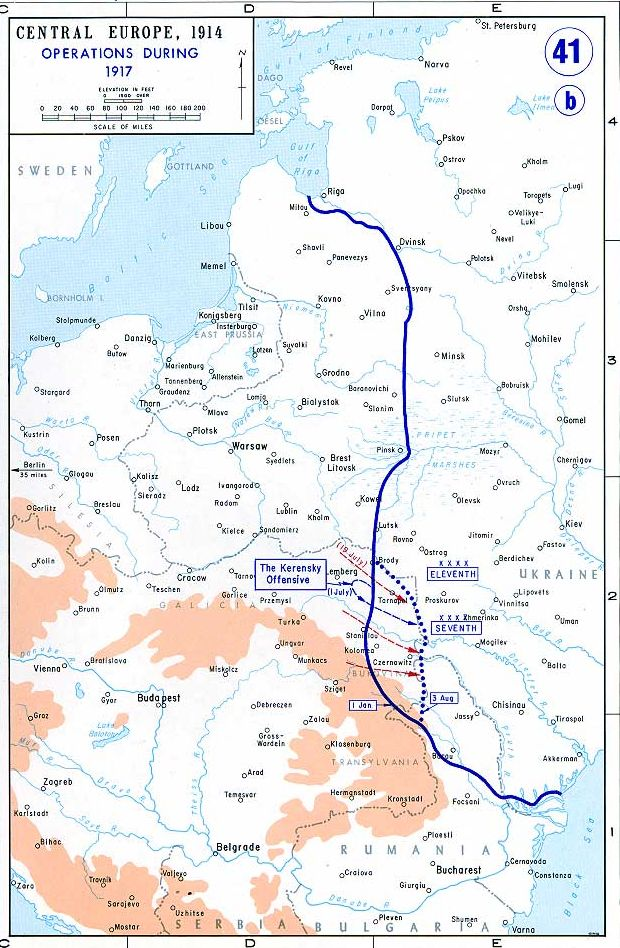
Восточный фронт (1 января — 1 сентября 1917)

1 августа 1914 года Германия объявила войну России, 6 августа войну России объявила Австро-Венгрия.
Против Германии, Австро-Венгрии, Османской империи, Болгарии (Центральные державы), Российская империя сражалась вместе с Францией и Великобританией (Антанта).
Дорожают продукты питания, большинство бердичевских предприятий переоборудуется для выпуска военной продукции. Завод «Прогресс» выпускает корпуса гранат и снарядов.
В 1915—1916 годах в Бердичеве располагается штаб Юго-Западного фронта Русской армии в Первой мировой войне.

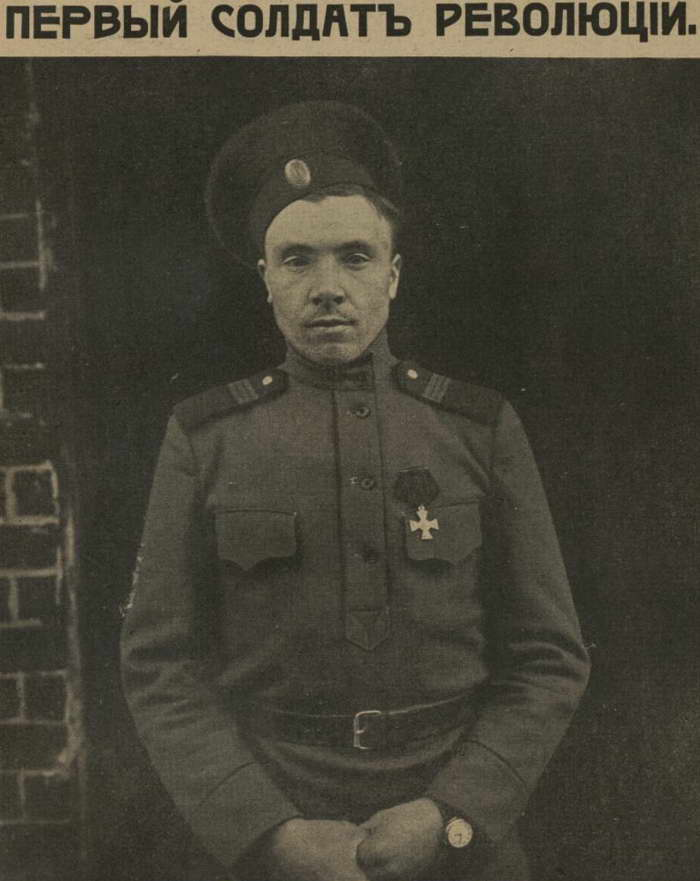
Фактически начавший Февральскую революцию унтер-офицер Волынского полка Кирпичников Т. И.

Хлебные бунты, антивоенные митинги, демонстрации, стачки на промышленных предприятиях в Петрограде наложились на недовольство и брожение среди многотысячного военного гарнизона, присоединившегося к вышедшим на улицы революционным массам. 27 февраля (12 марта) 1917 года всеобщая забастовка в Петрограде переросла в вооружённое восстание. Результатом Февральской революции стало отречение царя Николая II от престола 2 марта и формирование Временного правительства.
После Февральской революции, 4 (17) марта 1917 года была сформирована Украинская центральная рада. 7 (20) марта председателем Рады был избран М. С. Грушевский. 9 (22) марта Украинская центральная рада призвала поддержать Временное правительство.
11 марта 1917 года войска в Бердичеве присягнули на верность Временному правительству.

Корниловское выступление.

15 (28) июня 1917 года было сформировано украинское правительство — Генеральный секретариат. Председателем Генерального секретариата стал Владимир Винниченко. Генеральный секретариат объявлялся «органом Временного правительства», его состав утверждает Временное Правительство.

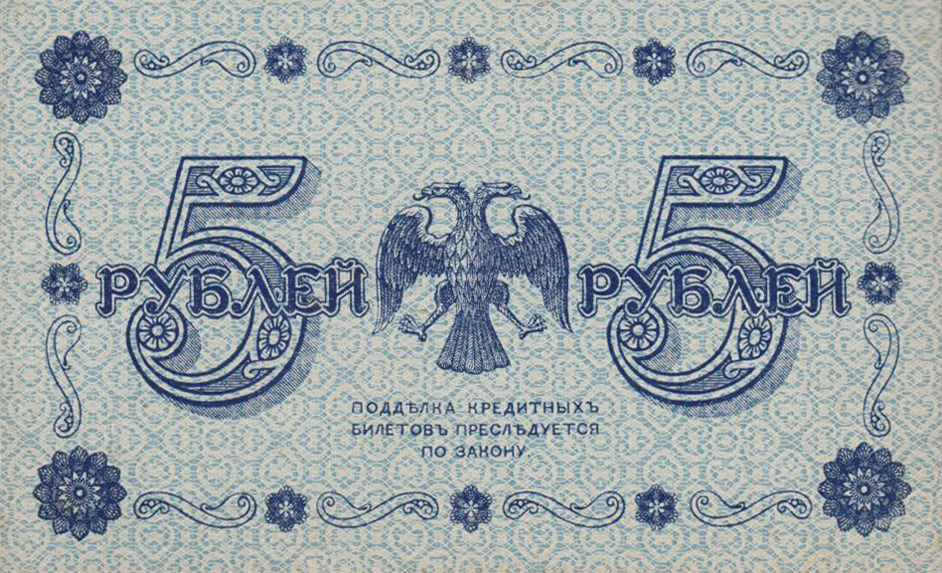
5 рублей 1918. Герб Временного правительства

2 августа 1917 года командующим Юго-Западным фронтом был назначен Деникин. После мятежа Корнилова, 27 августа Деникин выразил недоверие действиям Временного правительства, поддержав выступление генерала Корнилова.
Временное правительство во главе с Керенским отреагировало на эти действия приказом арестовать весь высший командный состав Юго-Западного фронта во главе с Деникиным и Марковым.
28 августа, «Из окна своего дома я наблюдал, как на Лысой горе собирались толпы солдат, как потом они выстроились в колонну, долго, часа два, митинговали, по-видимому, всё не решаясь. Наконец колонна, заключавшая в себя эскадрон ординарцев (бывших полевых жандармов), запасную сотню и ещё какие-то вооружённые команды, с массой красных флагов и в предшествии двух броневых автомобилей двинулись к городу» Деникин.
Вокруг дома Деникина расставили часовых, а членов штаба арестовали. Арестованных отправили на гауптвахту на Лысой (Красной) горе.

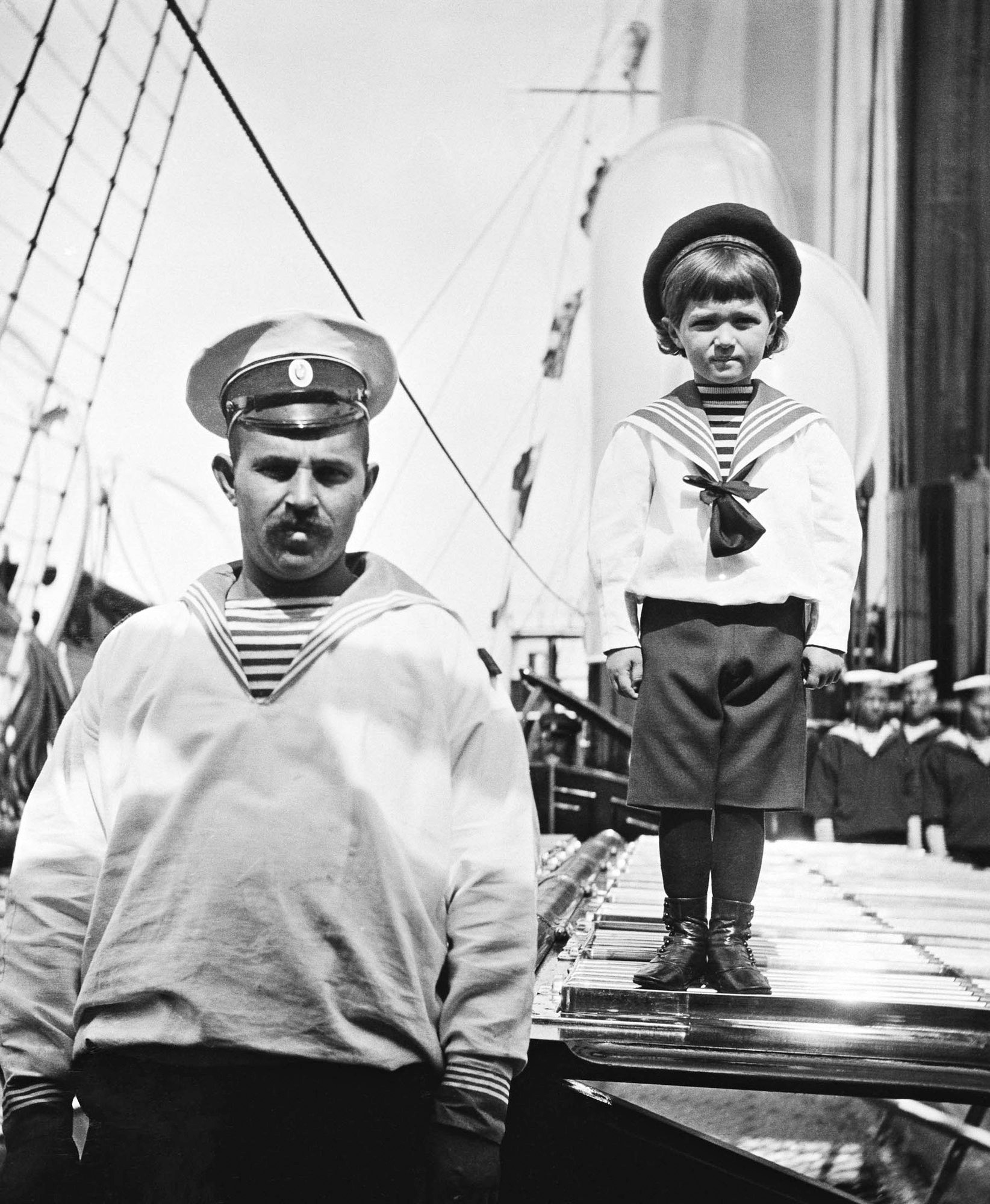
Цесаревич Алексей и его камердинер А. Е. Деревенько, родом с Житомирской области.

«…толпа не раз по разным поводам собиралась возле гауптвахты и дико ревела, угрожая самосудом. В доме наискось спешно собиралась в таких случаях дежурная рота, караульные юнкера готовили пулемёты… Впрочем, за исключением таких неприятных часов, жизнь в тюрьме шла размеренно, методично… физические стеснения тюремного режима — после тягот наших походов и в сравнении с перенесёнными нравственными испытаниями — сущие пустяки» Деникин.
27 сентября (10 октября) 1917 года было принято решение перевести арестованных генералов из Бердичева в Быхов к арестованной группе генералов во главе с Корниловым. Во время пешего конвоирования на вокзал, Деникин с другими генералами едва не стал жертвой самосуда солдатской толпы, от которой их спас возглавляющий конвойную команду штабс-капитан Бетлинг.
25—26 октября 1917 года временное правительство в Петрограде было свергнуто Военно-революционным комитетом Петроградского Совета.

## УНР, Война УНР против большевиков

Герб УНР

После Октябрьской революции Центральная рада в Киеве провозгласила 7 ноября 1917 года Украинскую народную республику с широкой автономией при сохранении федеративной связи с Россией (По результатам выборов на территории Украины во Всероссийское Учредительное собрание 12 (25) ноября 1917 года большевики получили 10 % голосов, все остальные партии социалистического направления — 75 %).
Военно-революционный комитет Юго-Западного фронта 26 ноября признал высшей властью Совет Народных Комиссаров (большевики). (В 1917 году была закрыта Свято-Троицкая церковь) Однако уже в ночь со 2 на 3 декабря войска Центральной рады (УНР) захватили власть.

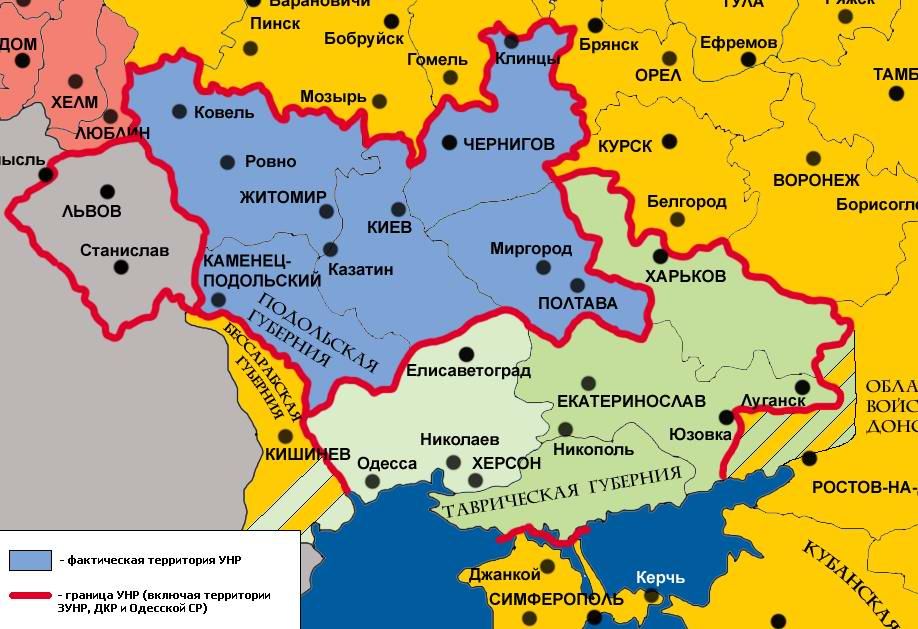
УНР в 1917 году

4 (17) декабря 1917 года правительство Советской России объявило Центральной раде ультиматум с требованием не пропускать казачьих частей (с фронта) на Дон и Урал, содействовать «революционным войскам» в борьбе с «кадетско-калединским восстанием» (с белыми), который УЦР отвергла. Большевистски настроенные депутаты Рады переехали в Харьков, где 12 (25) декабря 1917 г. создали своё собственное правительство.
12 (25) января 1918 года, после разгона большевиками Учредительного собрания (6 (18) января 1918 года), Центральная рада провозгласила независимость УНР от России.
16 (29)—22 января (4 февраля) 1918 года большевики предприняли попытку захвата власти в Киеве, но восстание было подавлено войсками Центральной рады.

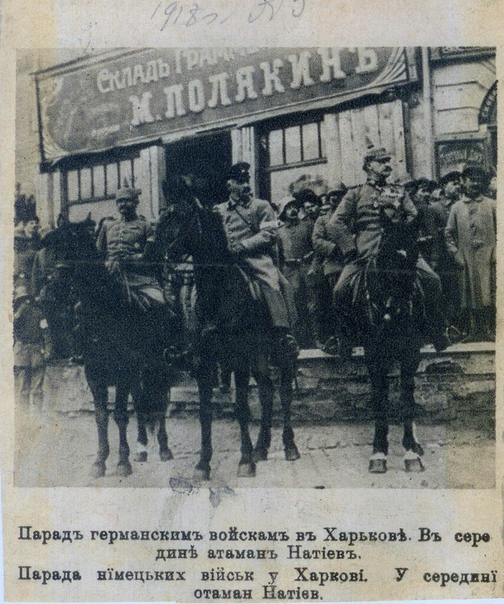
Кавалерист Запорожского корпуса с союзниками. 1918 год.

26 января (8 февраля) 1918 года большевистские части заняли Киев. Центральная рада переехала в Житомир. 27 января УНР вышла из Первой мировой войны по Брестскому миру и обратилась к Центральным державам с просьбой направить в УНР свои войска для защиты от большевиков. За военную поддержку УНР взяла на себя обязательство выплатить Германии и Австро-Венгрии контрибуцию продовольствием, сырьём, скотом.
15 февраля большевистский отряд под командованием В. Малаховского занял Бердичев. С Житомира на Бердичев выдвинулась Запорожская бригада УНР под командованием Присовского. Ей навстречу выдвинулся отряд под командованием Киквидзе. 17 февраля оба войска встретились, бой закончился безрезультатно. Киквидзе укрепляется в Бердичеве, Присовский в Житомире. В составе конной сотни второго Запорожского полка Запорожской дивизии, из которой в конце 1918 года был развёрнут дивизион Чёрных гайдамаков, служил А. П. Довженко.

Территория, оккупированная войсками Германии после заключения Брестского мира

26 февраля войска УНР заняли город, 28 февраля в город входят и союзные германские войска. 1 марта 1918 правительство Центральной Рады вернулось в Киев вместе с германскими и австро-венгерскими войсками.
В 1918 г. к своей обители вернулись кармелиты.
6 марта 1918 года Центральная рада УНР приняла «Закон об административно-территориальном делении Украины» (Административно-территориальное деление Украинской Народной Республики), где Бердичев входит в состав Болоховской земли.

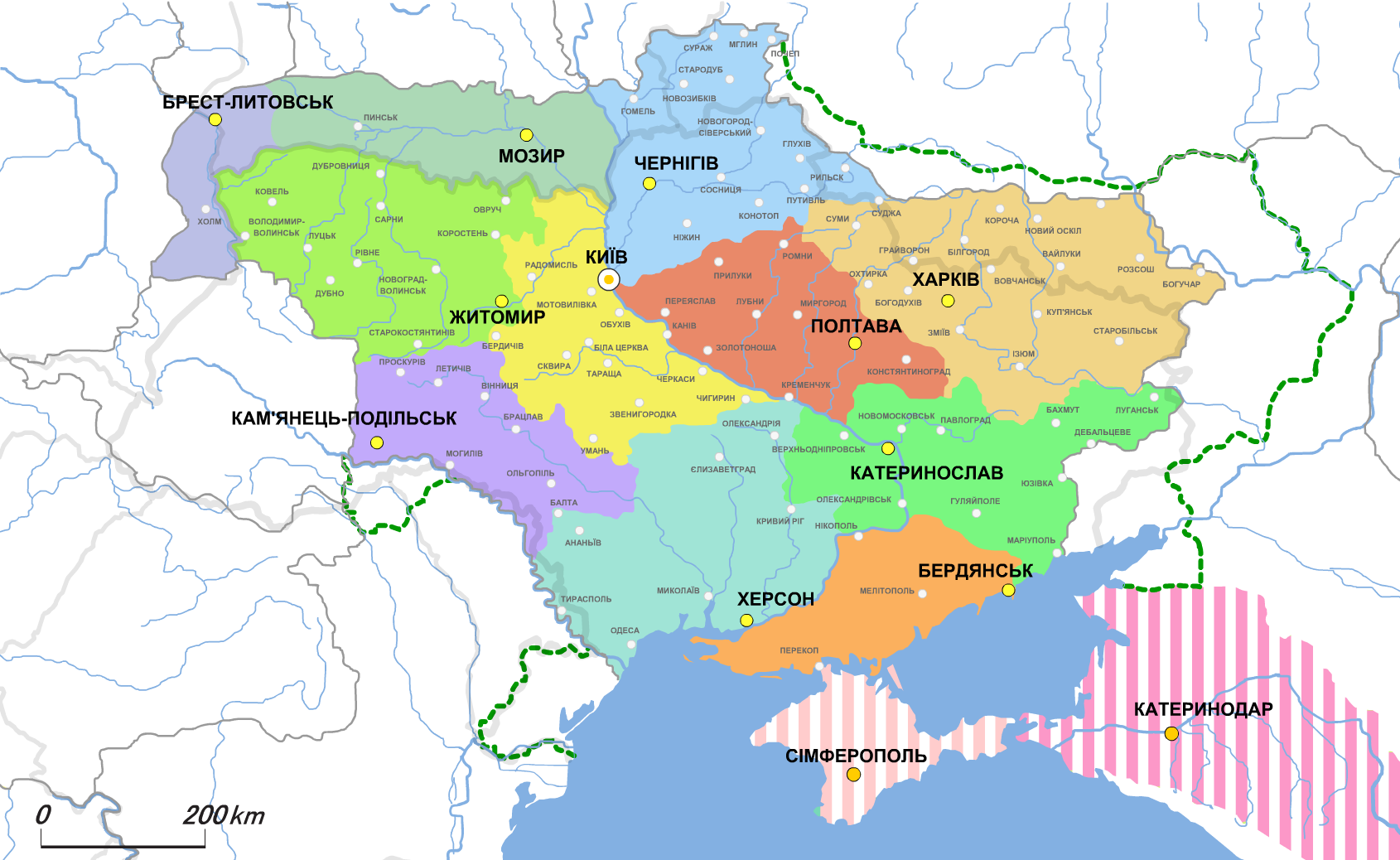
Административно-территориальное деление Украинской державы. Пунктирная линия — территориальные претензии.

28 апреля 1918 года во время вечернего заседания Центральная рада была разогнана германскими войсками. 29 апреля 1918 года была провозглашена Украинская держава во главе с гетманом Скоропадским— унитарное государство с марионеточным правительством. «Закон об административно-территориальном делении Украины» был отменён. Новые власти вернули деление государства на губернии.
Новая власть в городе у рабочих и интеллигенции не пользовалась популярностью. 1 мая на Соборной площади прошла массовая демонстрация. С 23 мая проходят аресты по обвинению в агитации против гетманской власти и германцев.
К осени 1918 г. территория УНР была охвачена восстаниями против оккупантов и гетманцев. 13 ноября 1918 года была сформирована Директория УНР во главе с Симоном Петлюрой и Владимиром Винниченко.
После ухода германских войск (3 ноября перемирие с Антантой заключила Австро-Венгрия, 11 ноября — Германия) Бердичев оказывается под властью Директории УНР. Еврейские социалисты Бердичева тоже приняли участие в антигетманском движении. Подразделения расквартированного в Бердичеве Черноморского коша 20 — 21 ноября прибывают под Киев, где берут участие в осаде города. 14 декабря 1918 года войска Директории захватили Киев.

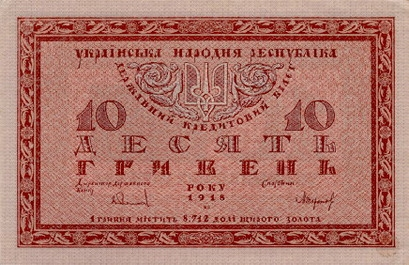
10 гривен УНР 1918

5 января 1919 года в городе были расклеены листовки, в которых сообщалось, что власть переходит в руки Совета рабочих депутатов. Власть Директории была проинформирована о готовящемся восстании и посылает в город Красный курень смерти. Подавление выступления большевиков перерастают в еврейский погром, который длился 6 дней. В результате 17 евреев было убито, 40 получили ранения, сотни ограблены. Директория осудила этот акт и выделила 1 миллион гривен пострадавшим семьям. Ушла в прошлое и черта оседлости (с 1915—1917 г.), что обусловило значительную миграцию евреев из Бердичева и уменьшению еврейского населения города.
16 января 1919 года Директория объявила войну Советской России. 22 января Директория УНР подписала с правительством Западной Украины (ЗУНР), включавшей украинские земли бывшей Австро-Венгрии, «Акт соединения» (Акт Злуки). Этот день отмечается в наши дни как День соборности Украины.
Большевистская организация в Бердичеве была достаточно численной (по данным самих большевиков в неё входило 12 тысяч человек), поэтому и далее готовила выступления и вела агитацию среди войск Директории УНР. 20 февраля в Бердичеве разоружён деморализованный 2-й полк Сечевых стрельцов. В результате 24 февраля город переходит под власть большевиков.
7 марта 1919 года город заняли войска Директории УНР.
9-19 марта войска Директории были разбиты 1-й Усд Щорса. В башне крепости находился его командный пункт.

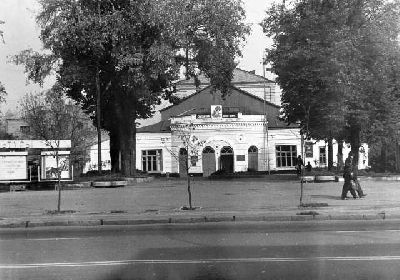
Дом культуры

До Октябрьской революции местный врач и предприниматель Д. М. Шеренцис построил в Бердичеве здание театра «Экспресс», в котором выступали гастролировавшие артисты и театральные труппы (В 1911 году перестроил закрытое помещение для катания на роликовых коньках, построенное в 1908 году). В мае 1919 года «Экспресс» был национализирован и получил название «Первый советский театр».
Воспользовавшись переходом войск Западно-Украинской народной республики на территорию УНР, войска Директории совместно с Галицкой армией перешли в контрнаступление. 24-29 марта 1919 года ведутся бои за Бердичев, но большевики удерживают контроль над городом.

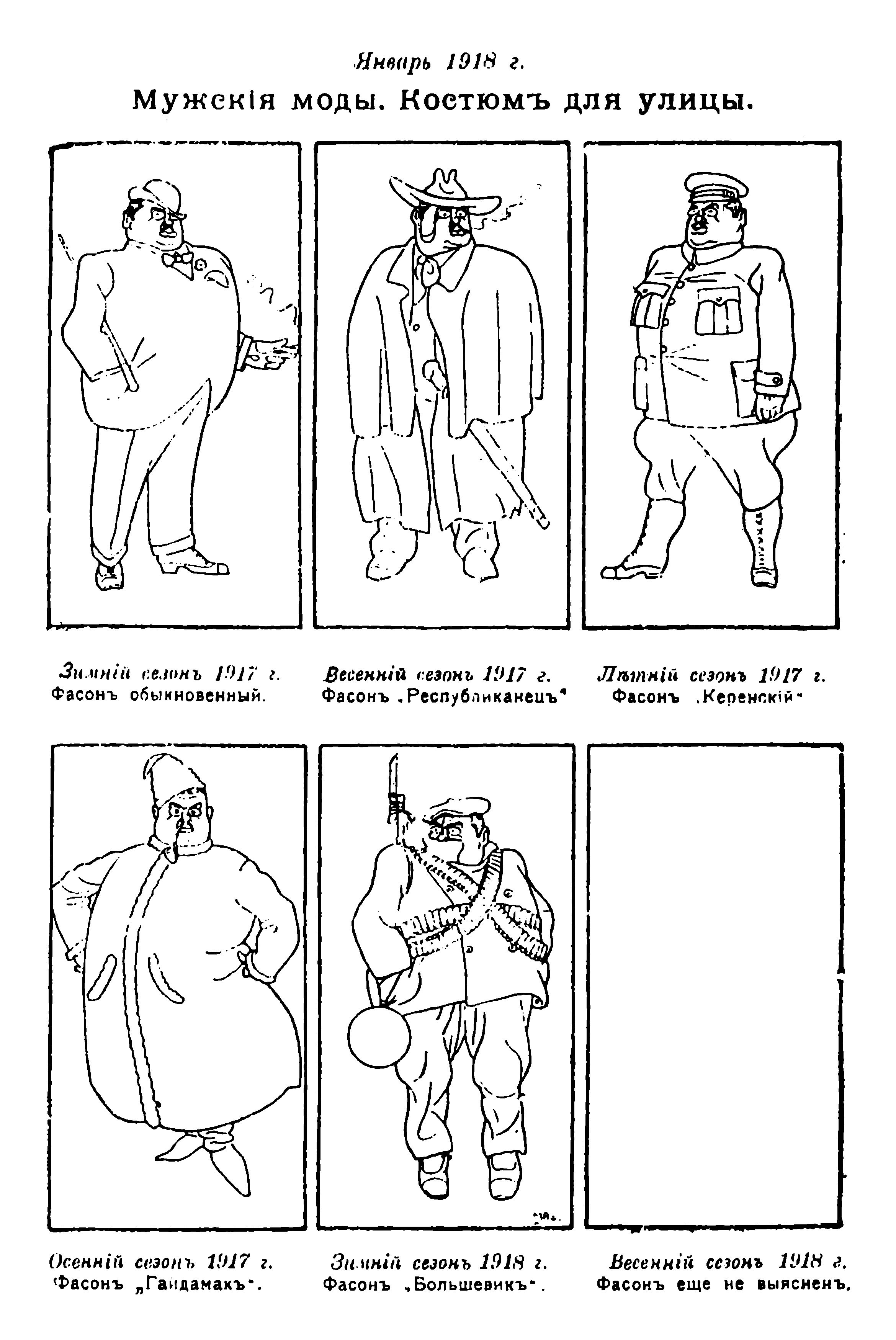
Мужския моды. Карикатура 1918 года

28 апреля 1919 года основана городская газета «Известия». На протяжении последующих лет название неоднократно менялось, пока с 1925 года не стала выходить под названием «Радянський шлях», а с 1992 года- «Земля Бердичівська».
В июне 1919 года начинается национализация предприятий. Национализируются кожзаводы «Апштейн», «М. И. Ваинсберг и с-вья», «Карла Шленкера». Станислав Чеп отдаёт новой власти пивзавод добровольно.
19 августа 1919 года объединённые войска УНР и ЗУНР под командованием М. Тарнавского занимают Бердичев. До 28 августа в Бердичеве нёс охрану города и выполнял гарнизонные функции «Еврейский ударный батальон I Корпуса Галицкой Армии».
Командование ВСЮР во главе с Деникиным отказалось вести переговоры с Петлюрой, и к октябрю 1919 года петлюровцы были разгромлены.
Осенью-зимой 1919/20 года деникинские войска, теснимые красными, оставили Украину. По тылам
деникинцев совершала поход бригада Котовского. 4 апреля 1920 года Деникин ушёл в отставку и покинул Россию. Остатки белых войск отошли в Крым и были преобразованы в Русскую Армию под командованием генерала барона П. Н. Врангеля.
28 октября 1919 года город попал под советскую власть.
Петлюра бежал в Варшаву, где от имени Директории 21 апреля 1920 года заключил договор с польским правительством о совместной войне против Советской России. В обмен на поддержку УНР согласилась на установление границы между Польшей и Украиной по реке Збруч, тем самым признав вхождение Галиции и Волыни в состав Польши (к средине июля 1919 года польская армия генерала Юзефа Халлера вытеснила Галицкую Армию за реку Збруч).
29 августа 1918 года В. И. Ленин подписал декрет Совета народных комиссаров РСФСР об отказе от договоров и актов, заключённых правительством бывшей Российской империи, о разделах Польши. Когда Польша как независимое государство была восстановлена, встал вопрос о её новых границах. Хотя польские политики и расходились во взглядах на то, какой именно статус должны иметь восточные территории бывшей Речи Посполитой в составе нового государства, они единогласно выступали за их возврат под польский контроль.

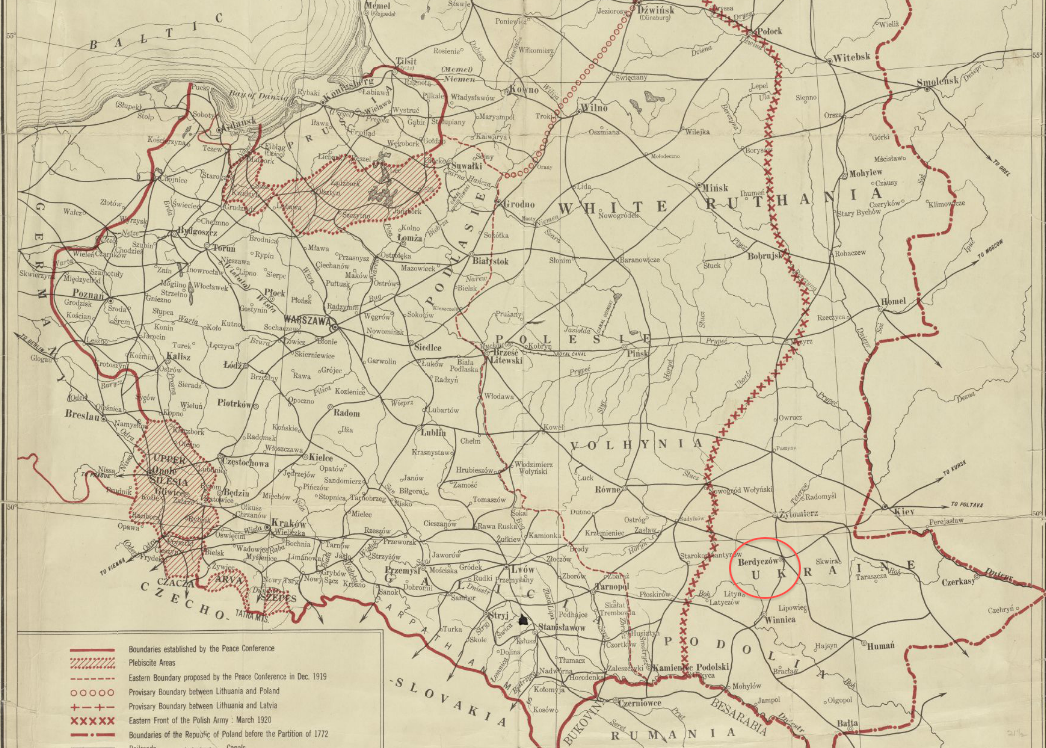
Март 1920 года

8 декабря 1919 года была оглашена Декларация о восточной границе Польши (Линия Керзона).
25 апреля 1920 года польско-украинские войска (20 тысяч польских и 15 тысяч украинских)
атаковали позиции Красной Армии по всей протяжённости украинской границы и к 28 апреля заняли линию Чернобыль — Казатин — Винница — румынская граница.
Помогали и американские пилоты (эскадрилья имени Костюшко). Их основная роль заключалась в разведке, но кроме разведки использовались и бомбардировки. Неоднократно налётам подвергались Чуднов, Житомир, Радомышль, Бердичев. Всего за период своей деятельности на советско-польском фронте американские пилоты совершили 127 боевых вылетов и сбросили 7700 кг бомб.

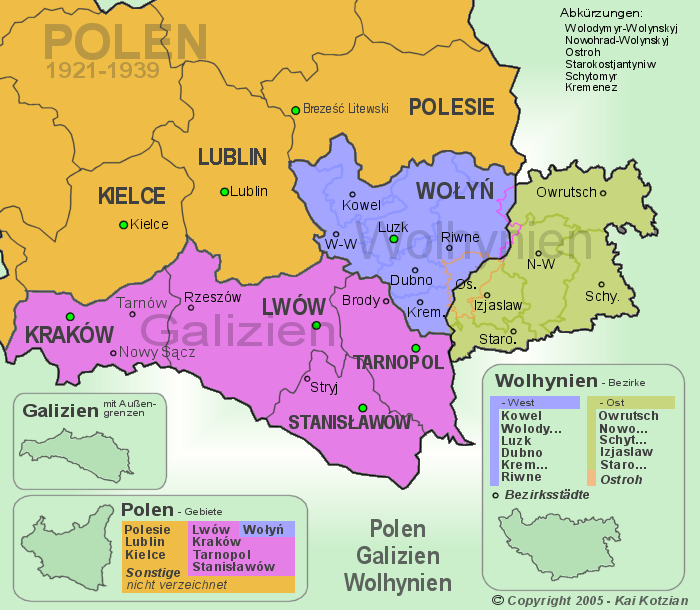
Юго-восток Польши и исторические области Волынь и Галичина (Галиция) в период между двумя Мировыми войнами

26 апреля в Житомире Юзеф Пилсудский выступил с обращением к украинскому народу, подтвердив его право на независимость и собственный выбор государственного устройства. Со своей стороны Семён Петлюра подчеркнул незыблемость польско-украинского союза.
С 27 апреля по 8 июня 1920 года во время советско-польской войны Бердичев находился под польской властью. 5 мая 1920 года в Бердичеве состоялась встреча Пилсудского с Петлюрой. За время пребывания польской армии в Бердичеве с промышленных предприятий города, в том числе и с завода «Прогресс» было вывезено немало ценного оборудования.
На Юго-Западном фронте ситуация была переломлена в советскую пользу со вводом в действие переброшенной с Кавказа 1-й Конной армии Будённого (16,7 тыс. сабель, 48 орудий, 6 бронепоездов и 12 самолётов). 5 июня Будённый, нащупав слабое место в польской обороне, прорвал фронт под Самогородком и вышел в тыл польским частям, наступая на Бердичев и Житомир.

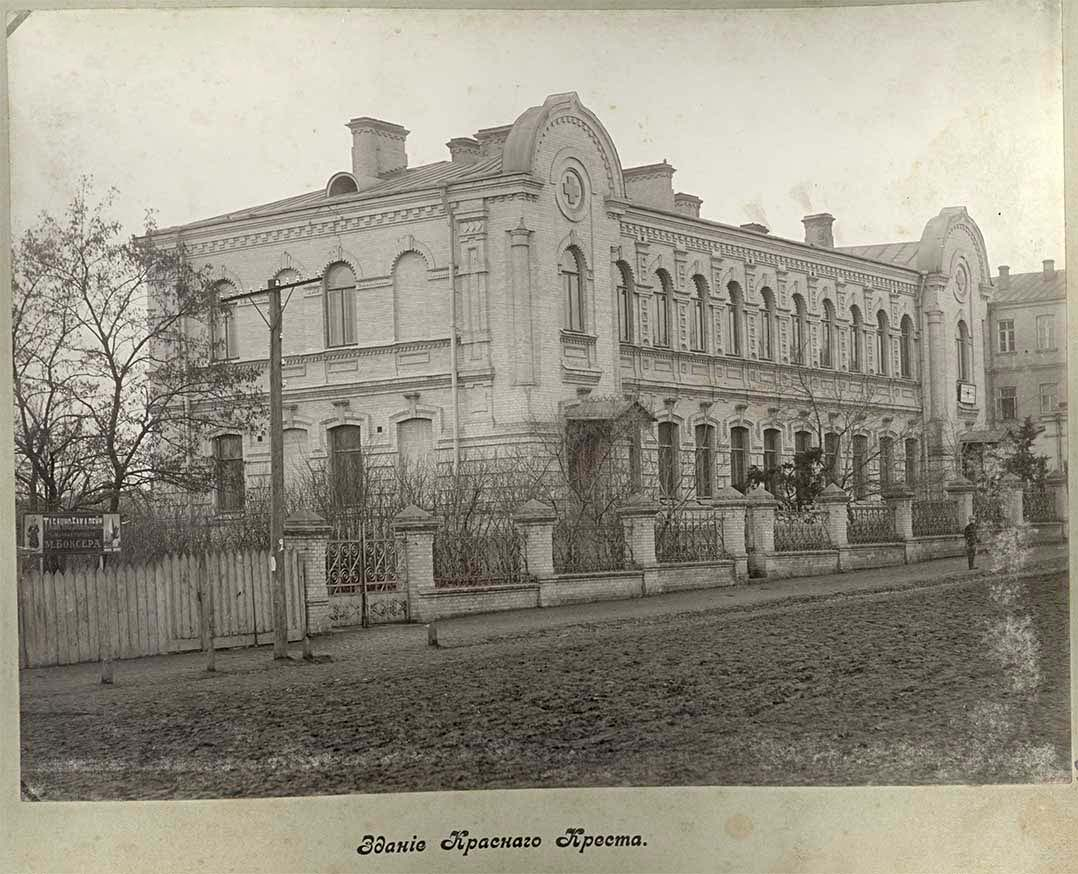
Здание Красного Креста

7 июня 1920 года 4-я дивизия Коротчаева ворвалась в Житомир. Грабежам и насилия не было конца, житомирский гарнизон, который охранял порядок в городе — был зверски казнён. В этот же день, после упорного уличного боя, 11-я дивизия Морозова ворвалась в Бердичев. В Бердичеве сожгли больницу Красного креста, вместе с больными, докторами и медсёстрами (Поляки расстреливали миссии Российского Красного Креста и всех сочувствующих советской власти). Разрушив проводную связь с Казатином, Житомиром и Шепетовкой, взорвав артсклады с запасом до миллиона снарядов и выведя из строя железнодорожные пути, 11-я дивизия Морозова вышла из города.
Особенно крупные погромы были произведены будённовцами в Барановке, Чуднове, Рогачёве, Любаре, Прилуках. После того, как 28 сентября при попытке остановить погром в местечке Полонное был убит комиссар 6-й дивизии армии Будённого Г. Г. Шепелев, дивизия была расформирована, а два комбрига и несколько сот рядовых бойцов отдано под суд и 157 расстреляно.
3 декабря 1920 года командующим вооружёнными силами Украины и Крыма назначен М. Фрунзе. Руководил разгромом Повстанческой армии Махно и отряда Ю. О. Тютюнника.
18 марта 1921 года в Риге между Польшей с одной стороны и РСФСР (делегация которой представляла также Белорусскую ССР) и Украинской ССР — с другой, был подписан Рижский мирный договор, подведший окончательную черту под Советско-польской войной (Западная Украина вошла в состав Польши). Правительство УНР (Директория) отправилось в эмиграцию, было образовано «правительство Украины в изгнании», которое находилось сначала в Польше, а после 1939−1940 — во Франции.

«Со всех сторон польются пехотные и конные части, по домам забегают пыльные, уставшие люди, добродушные, но способные к убийству хозяйственные мужики в синих шинелях, жадные до обывательских кур, полотенец и сапог. Все знали это, так как город четырнадцать раз переходил из рук в руки, и его занимали петлюровцы, деникинцы, большевики, галичане, поляки, банды Тютюника и Маруси, шальной „ничей“ девятый полк. И каждый раз это было, как в предыдущий» В. С. Гроссман.

За время гражданской войны численность населения города уменьшилась до 43 тысяч.

## СССР

Герб УССР с 1950 г.

До середины 1922 года в районе действуют банды крестьян и повстанческие формирования УНР под руководством атаманов Трейка, Карого, Кравченка-Пугача и других. 12 июня 1925 года был ликвидирован последний отряд во главе с Марусей Бессарабовой.
В 1920 году открыт механический техникум.
30.12.1922 года Украинская Социалистическая Советская Республика входит в состав Союза Советских Социалистических Республик.
В 1923 году открыт педагогический техникум.

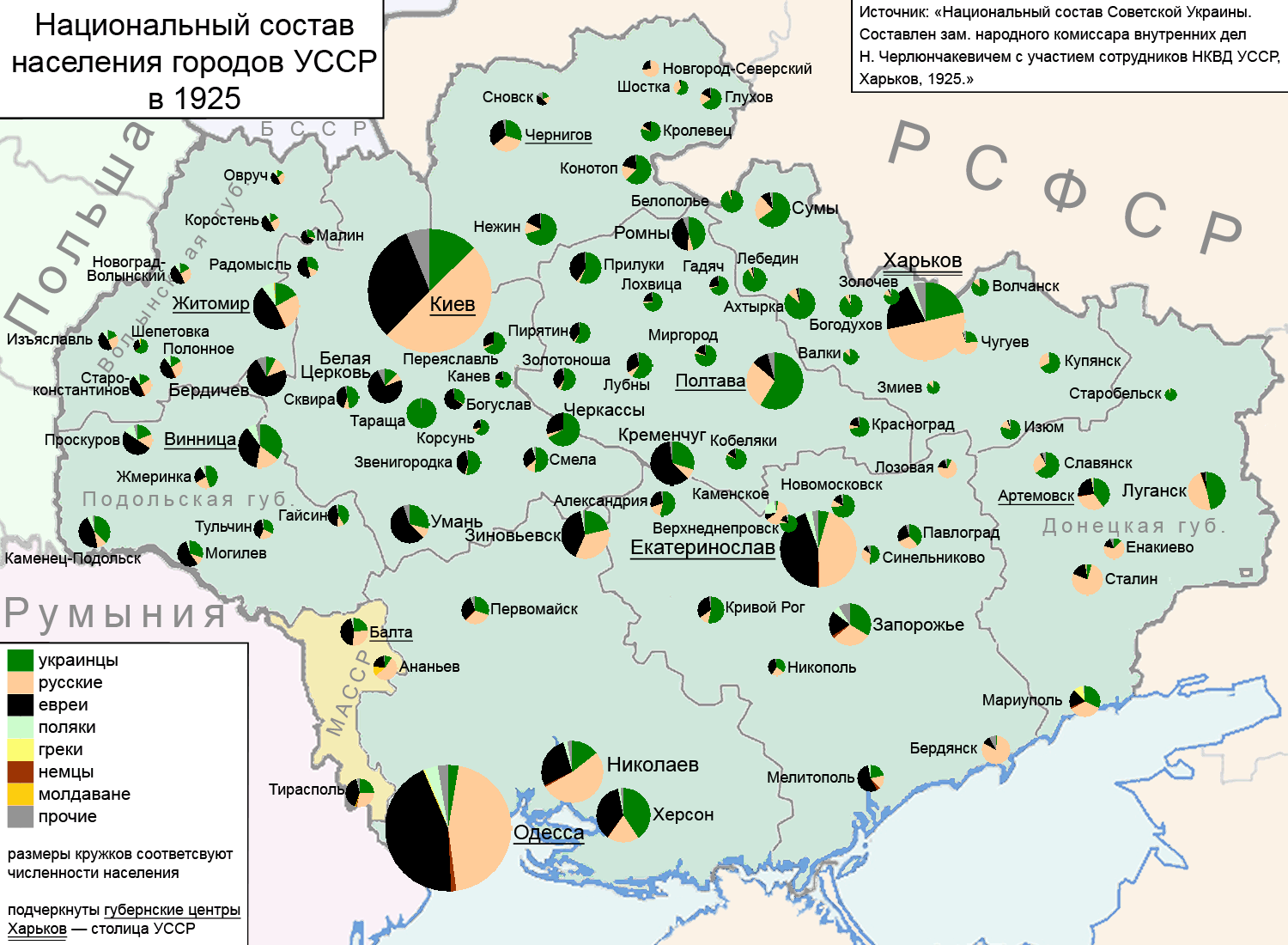
Национальный состав населения городов УССР в 1925

7.03.1923 года образован Бердичевский округ в составе Киевской губернии.
В очерке, посвящённом судьбе евреев особенно небезразличного Гроссману города, писатель отмечал: "В Бердичеве до войны жило 30 тысяч евреев — половина всего населения города. Хотя в юго-западных областях — бывшей черте оседлости — в большом количестве местечек и городов евреи составляли не меньше 60 процентов общего населения, именно Бердичев считался наиболее еврейским городом Украины. Ещё до революции антисемиты и черносотенцы называли его «еврейской столицей».

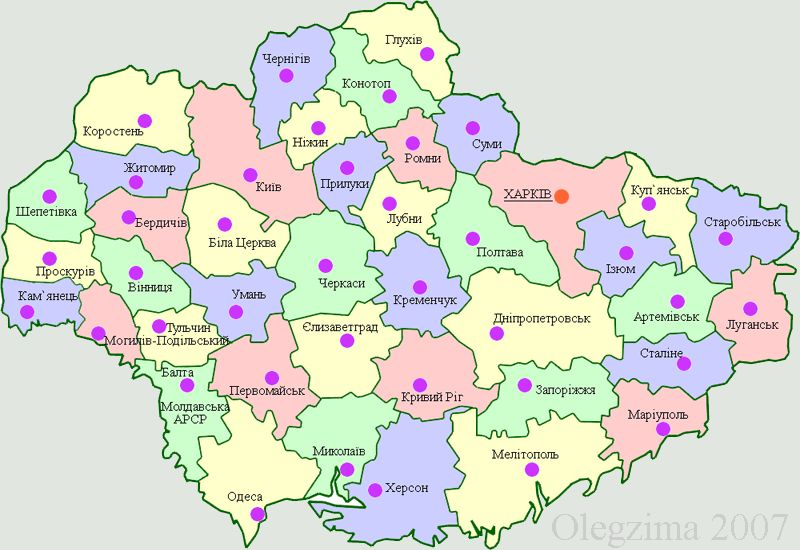
Округа УССР в 1925—1932 годах

В 1924 году в Бердичеве был создан первый в УССР суд, где делопроизводство велось на языке идиш. Наряду с украинским и русским языками, идиш был признан официальным языком в ряде других государственных учреждений.
До середины 1930-х годов в городе действовало несколько еврейских школ, выходила газета «Дер арбейтер» («Рабочий») с периодичностью 10 номеров в месяц.

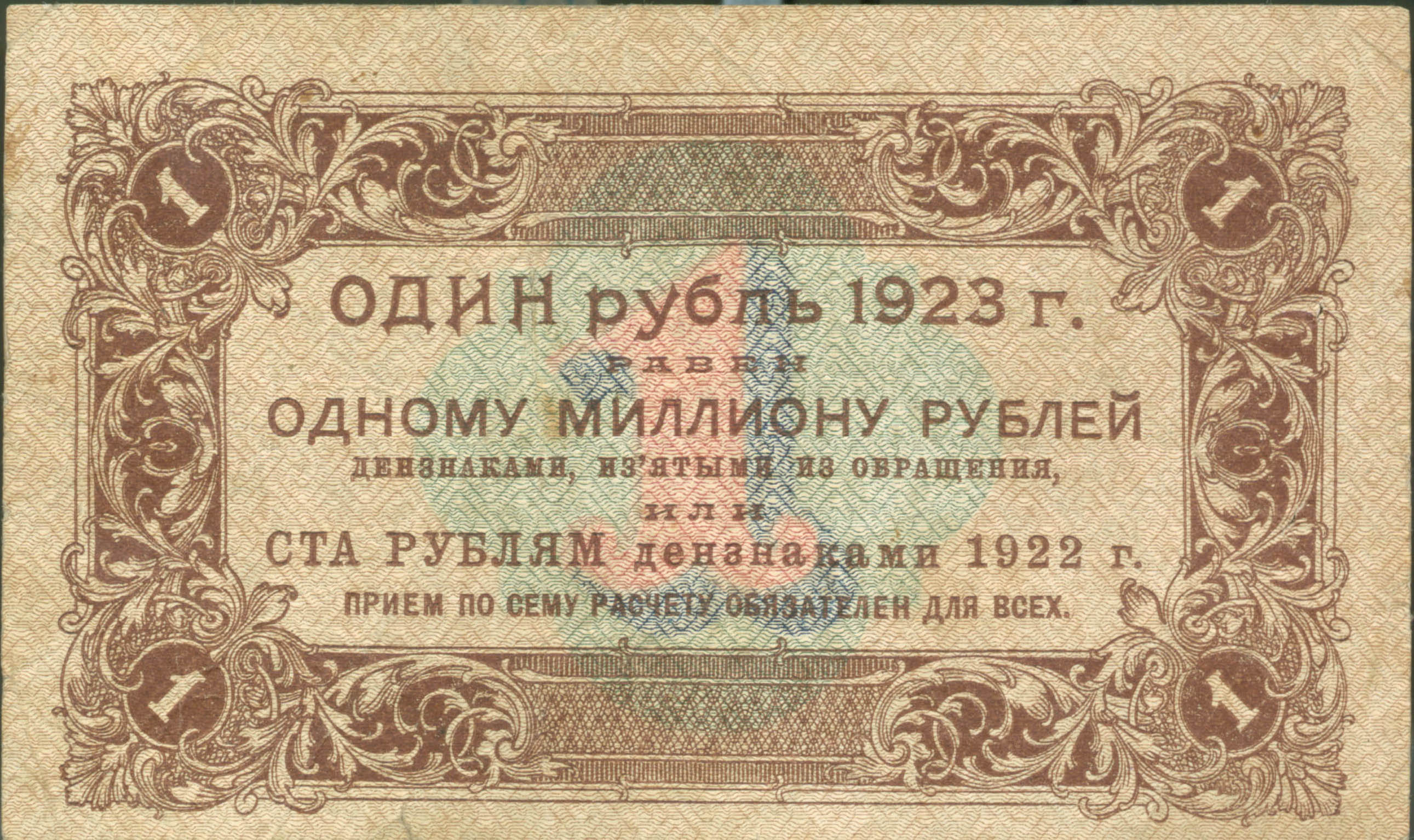
1 рубль СССР 1923

В 1925 году в городе действовало 10 библиотек, музей, кинотеатр, который разместился в здании бывшего казначейства, 14 школ, в которых обучалось 4752 ученика, на сцене театра (дома культуры) выступали Качалов, Бучма, Паторжинский, Собинов, Яхонтов, Клара Юнг, Эпельбаум, труппа Мейерхольда и Государственный еврейский театр Михоэлса, артисты Камерного театра Таирова.
В июне 1925 года губернии в УССР были упразднены и округ перешёл в прямое подчинение Украинской ССР.

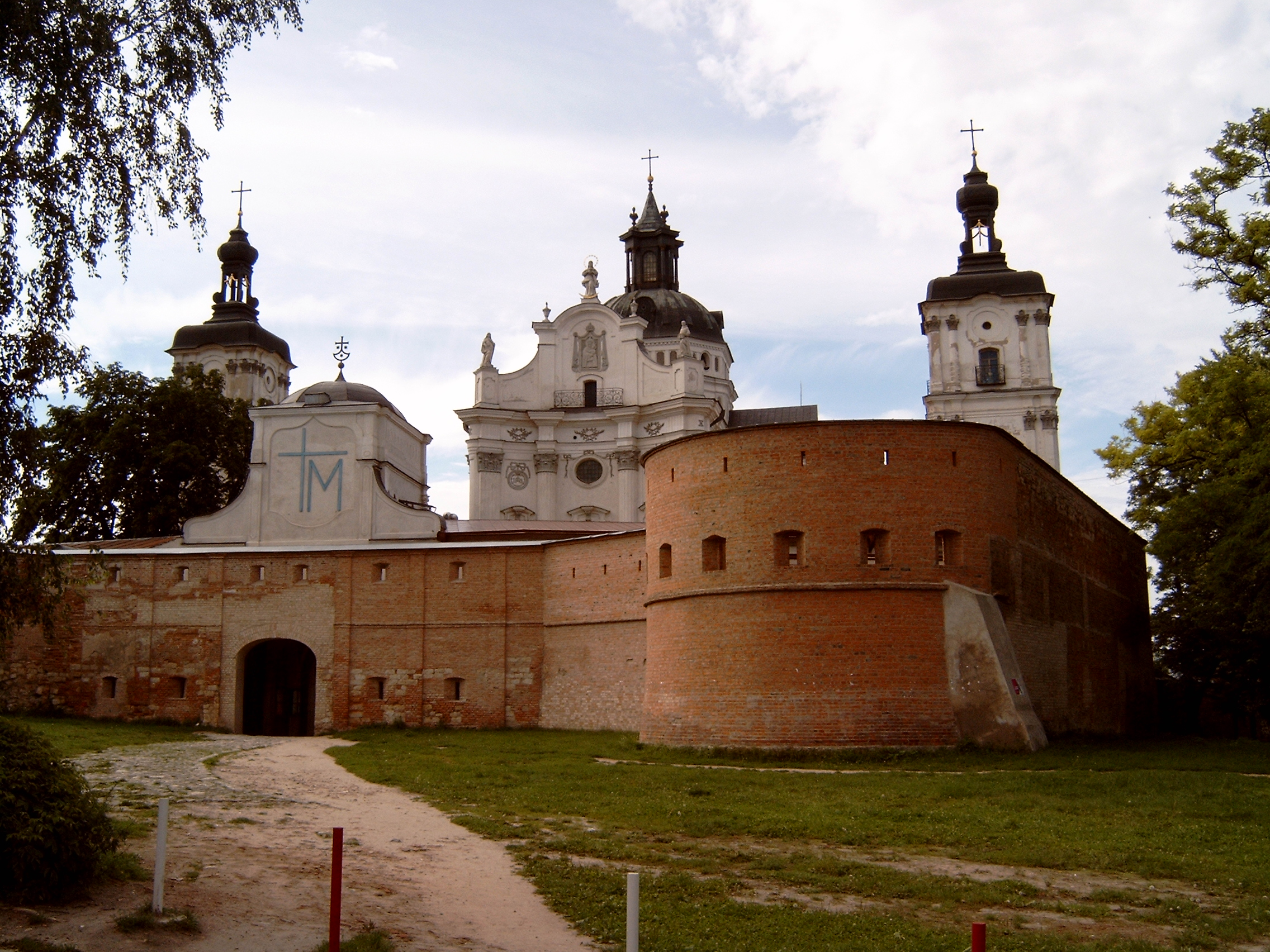
Монастырь Босых Кармелитов

В 1926 году после смерти отца Терезия Болеслава Штобрина и ареста отца Романа Янковского монастырь был переведён в государственную собственность. В верхнем костёле был организован Музей революции и Музей истории католицизма, в котором даже проводились концерты органной музыки, а нижний оборудован под кинотеатр.
В 1927 году на заседании окружного исполкома подымается вопрос о переименовании Бердичева в Сахарозаводск, но новое название не было принято.
В 1927—1928 году в городе начинают действовать первые автобусы.
В 1928 году Совет Народных Комиссаров УССР объявил бывший монастырь Босых кармелитов Государственным Историко-культурным заповедником. В нём открываются мемориальные комнаты Т. Г. Шевченко, Шолом-Алейхема и Бальзака.

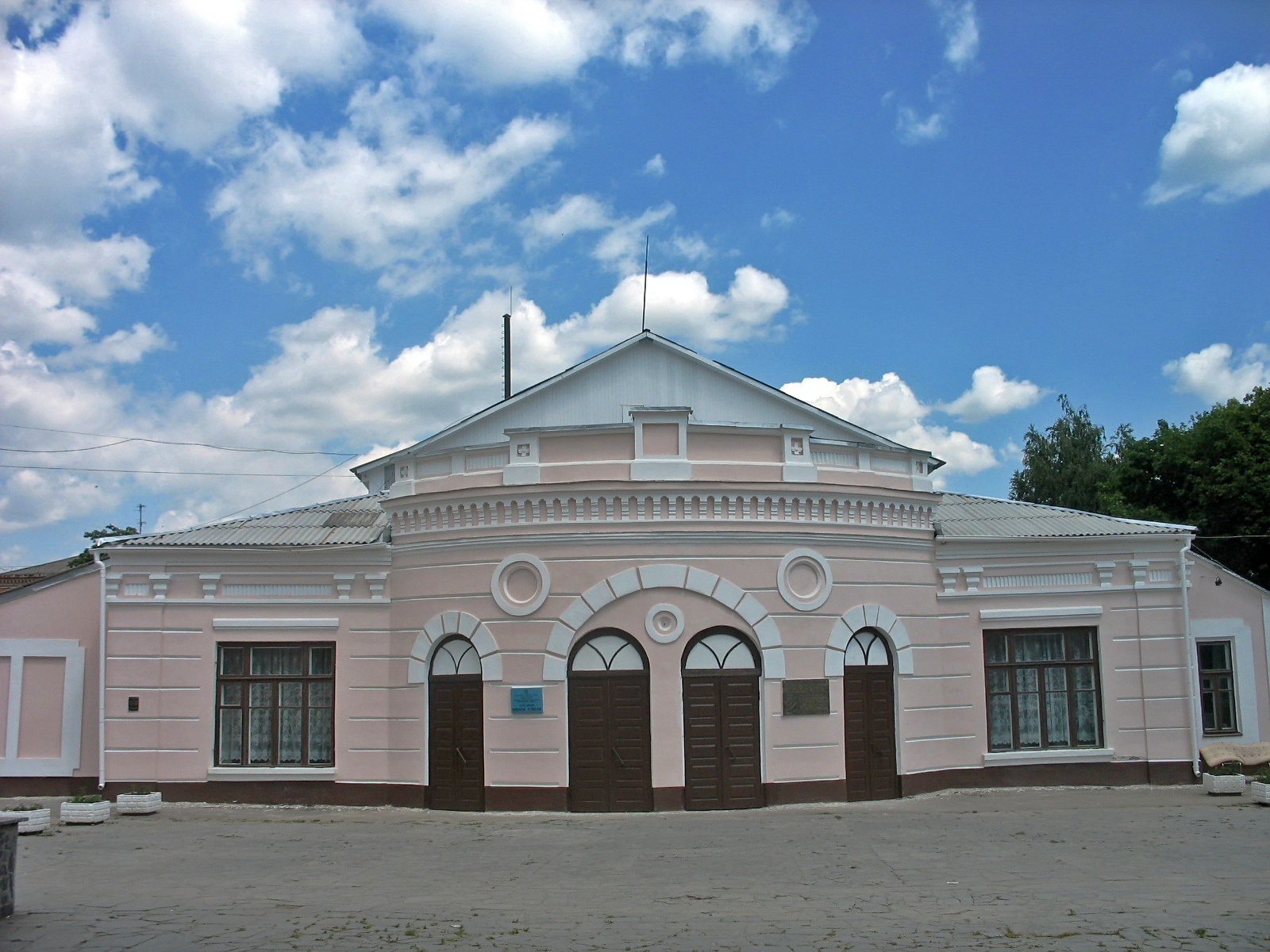
Дом культуры

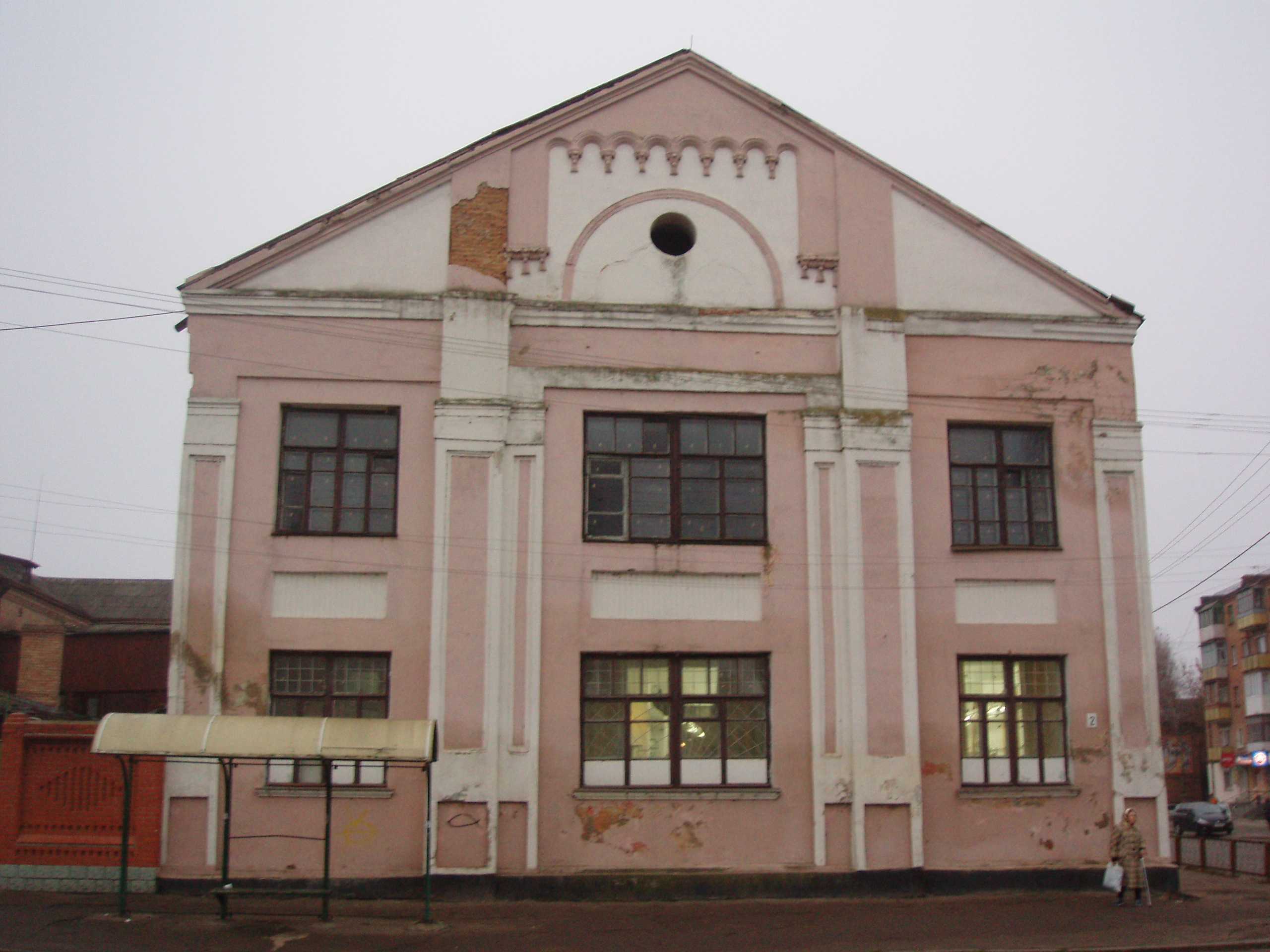
Здание хоральной синагоги

В 1928 году у дома культуры читал трудящимся свои стихи поэт Маяковский. История Бердичева в 20-30-е годы связана с жизнью и деятельностью композитора Г. И. Гершфельда, Д. Г. Гершфельда, еврейских советских писателей М. Д. Гарцмана, погибшего на фронте в 1943 году, А. Я. Кагана, русского советского писателя В. С. Гроссмана. В 1901 году в Бердичеве родился композитор Тартаковский, Семён Николаевич, в 1904 году Белый, Виктор Аркадьевич, в 1908 году поэт Котляр Иосиф Соломонович, в 1913 году шахматист Зак, Владимир Григорьевич, в 1915 году политик Йосеф Тамир, в 1920 году скульптор Криворуцкий, Пётр Моисеевич, в 1921 году художник Геннадий Гликман, в 1923 году Бух, Арон Фроимович. 30 января 1930 года в Бердичеве родился украинский советский детский писатель Всеволод Нестайко, 24 апреля 1933 года русский писатель-фантаст Рахманин Борис Леонидович.
В 1929 году Хоральная синагога была передана под клуб (По просьбе местных евреев, хотя верующие евреи были против). В 1964 году здание было отдано перчаточной фабрике. При преобразовании помещения для промышленных нужд оно капитально перестроено, первоначальный декор почти полностью утрачен.
С 1.10.1929 по 10.03.1930 гг. коллективизовано 90 % крестьянских дворов в Бердичевском округе.

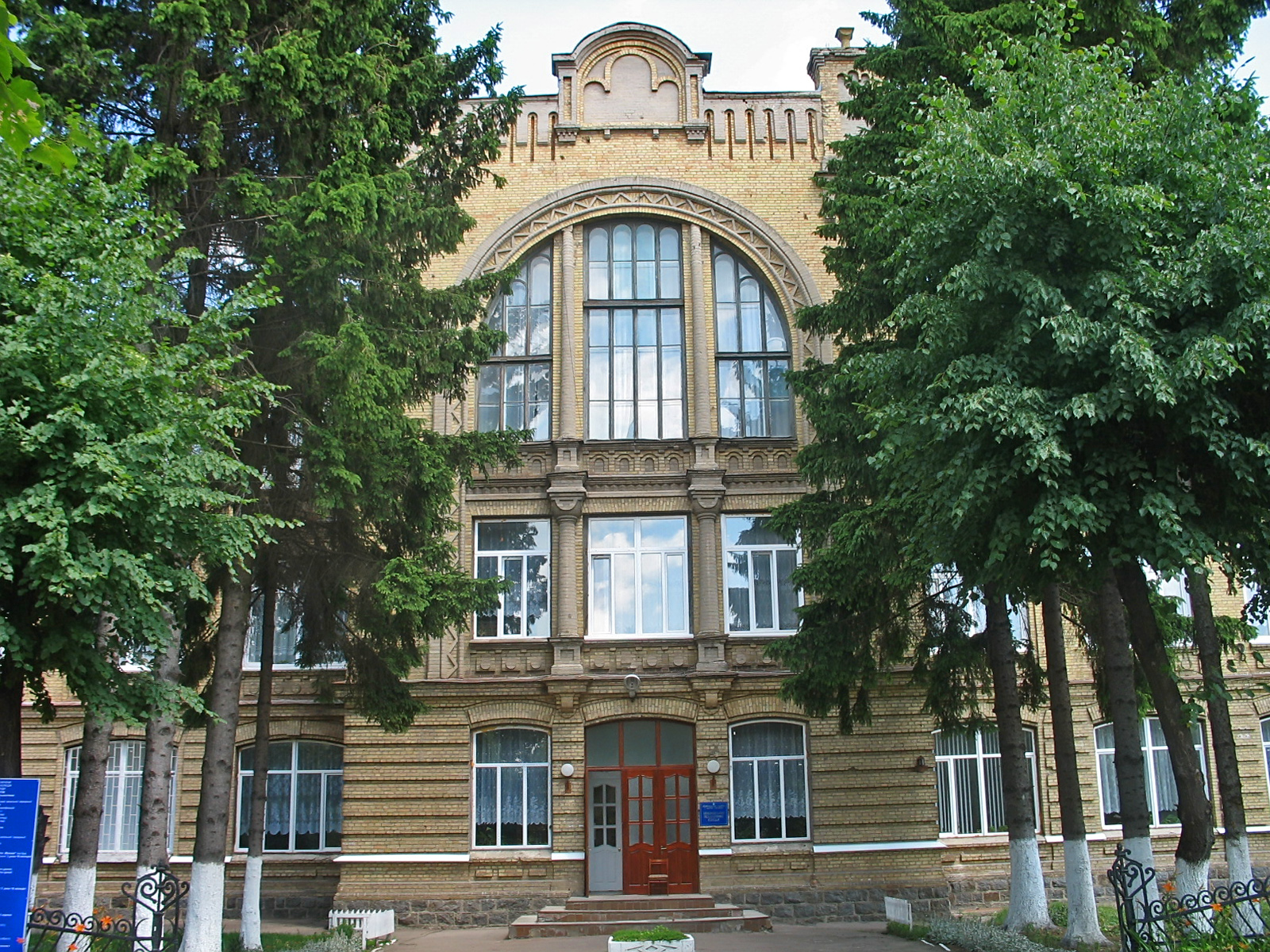
Педагогический колледж

Начинается голод, погромы сельсоветов, около 400 семей репрессировано в Сибирь.
| Расчёты населения УССР | Расчёты населения УССР | Расчёты населения УССР           | Расчёты населения УССР |
| Год                    | Рождаемость            | Смертность (без мертворождённых) | Природный прирост      |
| 1930                   | 1023                   | 536                              | 487                    |
| 1931                   | 975                    | 515                              | 460                    |
| 1932                   | 782                    | 668                              | 114                    |
| 1933                   | 564                    | 2104                             | -1540                  |
| 1934                   | 551                    | 462                              | 89                     |
| ---------------------- | ---------------------- | -------------------------------- | ---------------------- |

Округ упразднён в июле 1930, как и большинство округов СССР. Районы переданы в прямое подчинение Украинской ССР.
02.09.1930 г. ликвидируется Бердичевский район, город выделяется в отдельную административную единицу, подчинённую непосредственно столице УССР- Харькову.
В 1930 году в помещении коммерческого училища им. Пушкина основан институт социального воспитания, в 1933 году реорганизован в педагогический, а в 1936 году в учительский.
В ноябре 1930 года начинается снос надгробий на старом еврейском кладбище. На территории кладбища устраивается парк, которому со временем присваивают имя Т. Шевченко.
27 февраля 1932 года создаётся Винницкая область, в состав которой входит Бердичевский район.
17 февраля 1933 Сообщение Винницкого обкома КП(б)У:

…Исключительно тяжёлым является положение кустарей и деклассированной бедноты. Особенно поражёнными пунктами являются Тульчин, Могилёв, Бердичев.
Смертные случаи приходятся главным образом на детей до 3 лет и стариков старше 50 лет.
…Что касается города, то основными причинами, вызвавшими случаи голодания в городе, является то, что при полном отсутствии хлеба вообще в продаже, имеем за последнее время при очень урезанных планах снабжения в области вообще резкое снижение выдачи хлеба тем потребителям, которые находятся на госснабжении.

В 1936 году разрушен большевиками каменный Успенский собор.

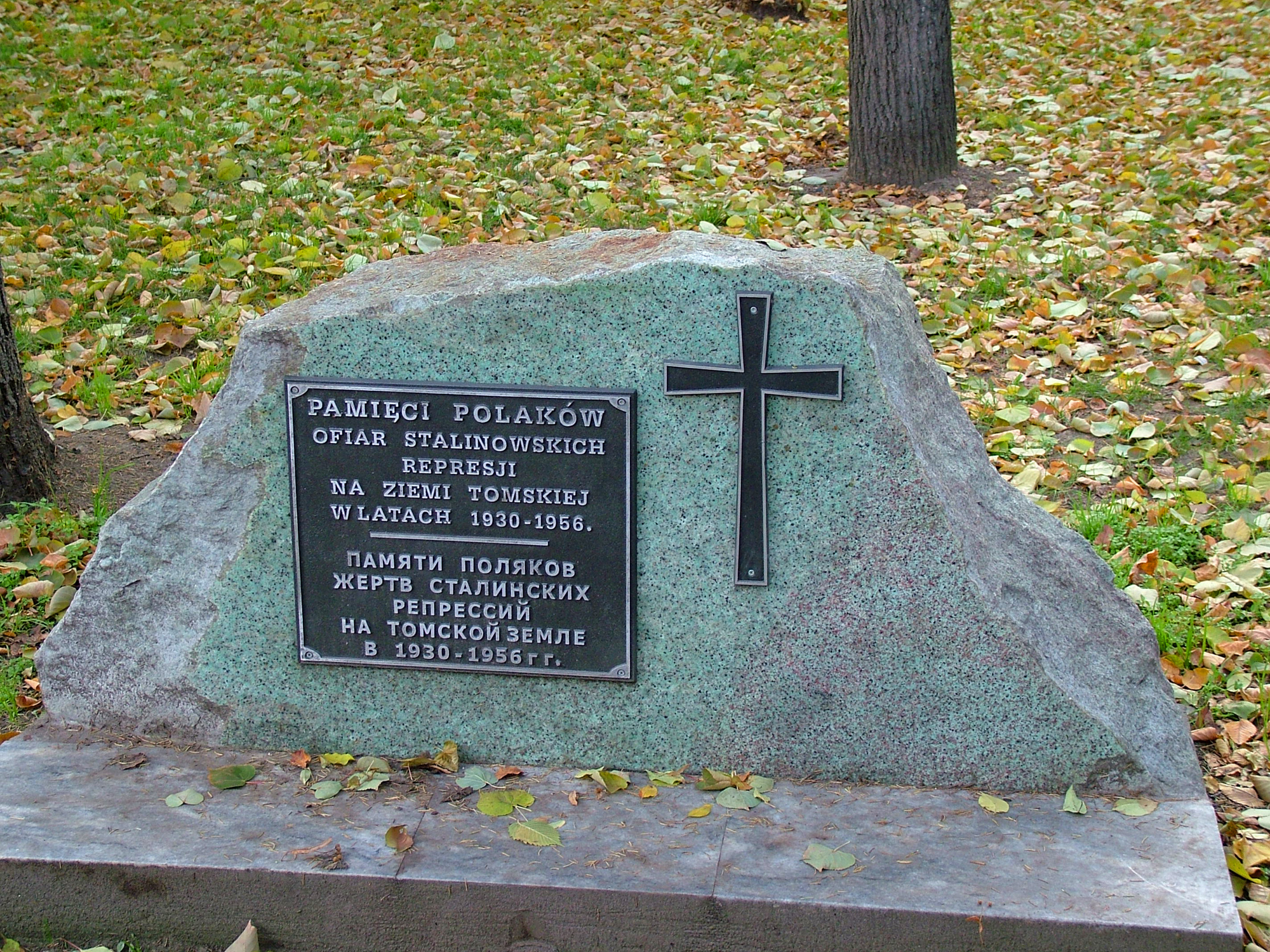
Мемориал памяти поляков — жертв сталинских репрессий на томской земле.

В 1936—1939 гг. сталинским режимом были репрессированы многие представители интеллигенции. Был арестован и расстрелян в 1937 году Давид Михайлович Шеренцис, который соорудил на свои средства театр (Дом культуры), Наум Исаевич Горенштейн, отец Фридриха Горенштейна. 28 апреля 1936 года вышло постановление Совнаркома о переселении из погранзоны Украины в Казахстан 70 тыс. поляков и немцев.
5.12.1936 года Украинская Социалистическая Советская Республика переименована в Украинскую Советскую Социалистическую Республику.
В 1937 году костёл св. Варвары был закрыт, здание использовалось в качестве склада.

Области УССР в 1937—1939 годах

С 22 сентября 1937 года Бердичевский район является частью созданной тогда же Житомирской области.
22 января 1937 года на месте кинотеатра «Заря» был построен новый звуковой кинотеатр имени Фрунзе.
В 1938 году советская власть закрыла Свято-Никольскую церковь. Храм в основном использовался как зернохранилище.

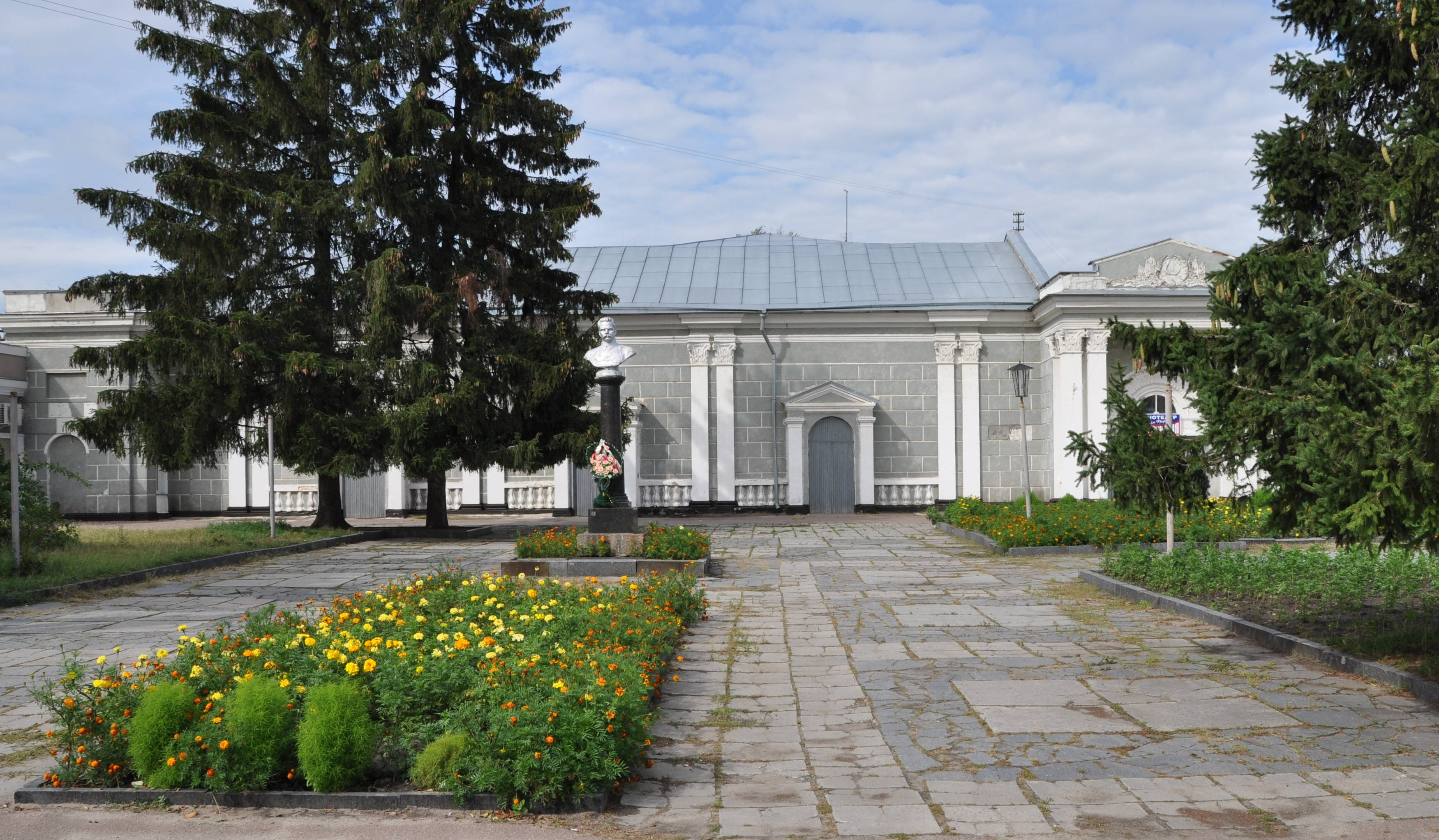
Кинотеатр им. Фрунзе

5.04.1938 года — 1.02.1940 года в городе находился 25-й танковый корпус Киевского военного округа. 26 июля 1938 года 25-й тк вошёл в состав Житомирской армейской группы Киевского Особого военного округа.
В 1939 году закрывается Дом молитвы евангельских христиан-баптистов.

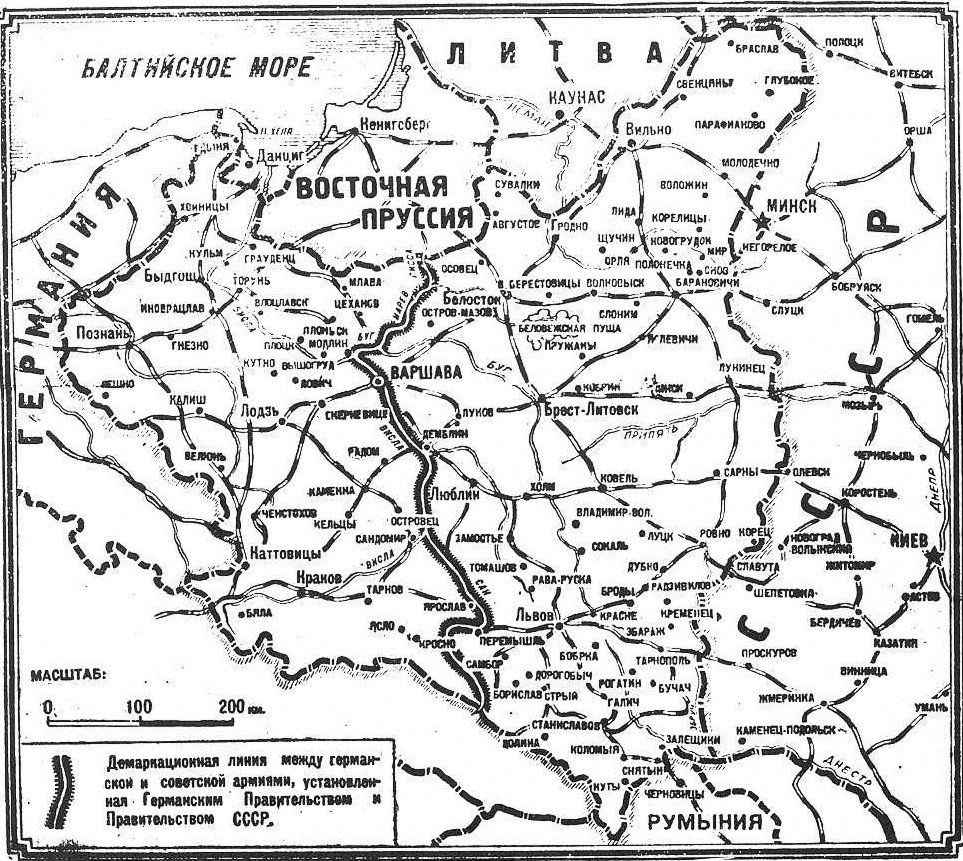
Демаркационная линия между германской и советской армиями, установленная 20 сентября 1939 года

28.06.1939 г. Бердичев переходит в подчинение областному центру- Житомиру.
17 сентября 1939 года 25-й тк в составе Каменец-Подольской армейской группы Украинского фронта начал военный поход в восточную Польшу — Западную Украину с целью освобождения рабочих и крестьян от гнёта (польских) капиталистов и помещиков. Войска корпуса в поход повёл командир корпуса полковник И. О. Яркин. На вновь присоединённые земли Западной Украины по распределению попадают и выпускники Бердичевского учительского института, которые будут расстреляны ОУН(б).
Накануне Второй мировой войны и, в особенности, после заключения пакта Молотова — Риббентропа, еврейская культурно-просветительская деятельность в городе была сведена практически к нулю. Единственным очагом национально-религиозной жизни евреев Бердичева в предвоенные годы была подпольная иешива хасидов ХАБАДа под руководством молодого раввина Э. Пинского (1914—1942).

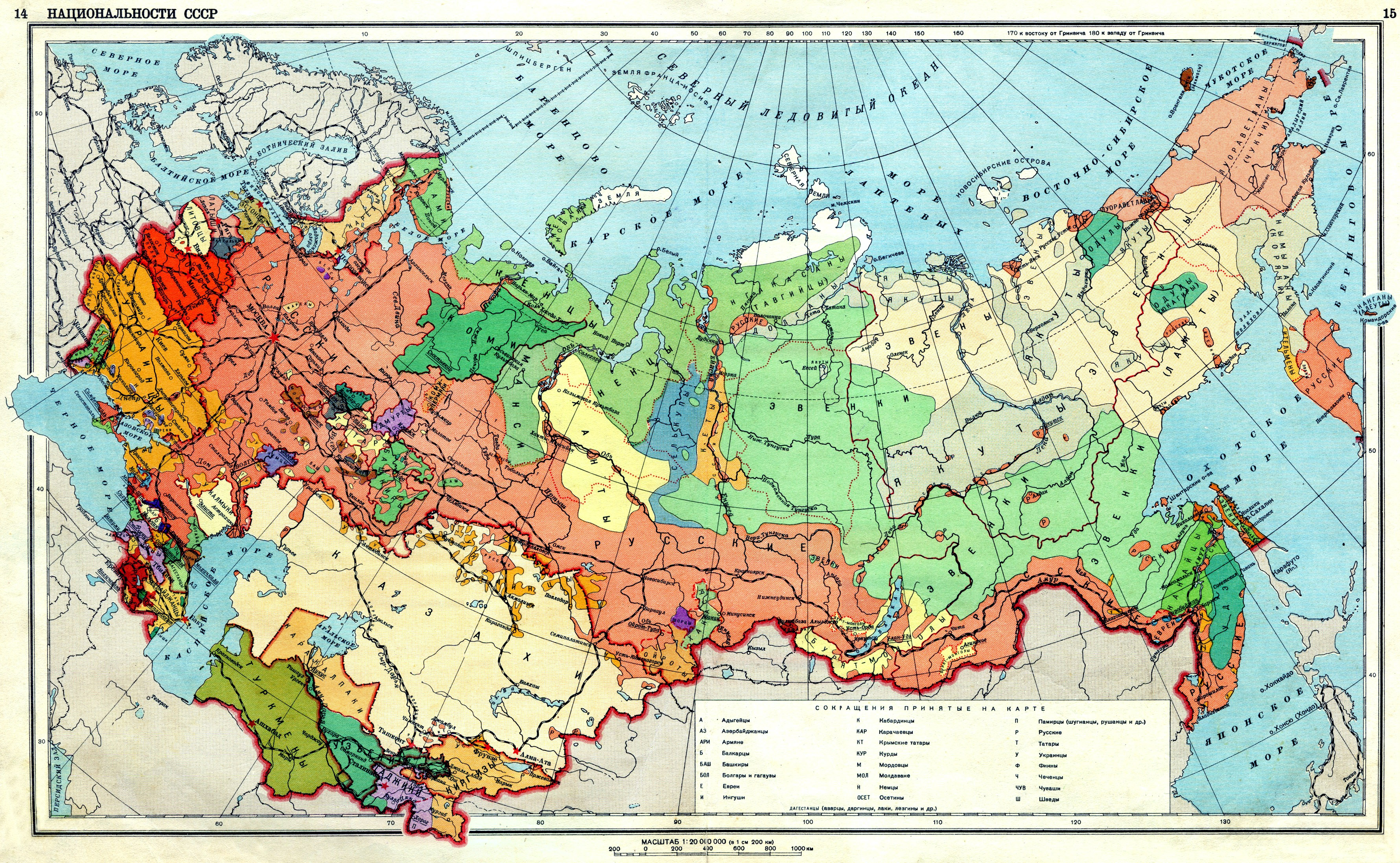
Национальности СССР в 1941 году

К началу 1941 года в Бердичеве было 39 промышленных предприятий, в том числе самый крупный в УССР кожзавод имени Ленина, 2 машиностроительных («Прогресс», «Комсомолец»), 2 сахарных завода, мясокомбинат, трикотажная, обувная, швейная фабрики и другие. Действовало 22 школы с 9600 учащимися, 17 медицинских учреждений. В городе проживало тогда 73 тысячи жителей (в Киеве тогда проживало уже 712 тысяч человек). Перед началом войны в 1941 году евреи составляли 50 % населения Бердичева, — более 36 тысяч человек (по другим данным 23 226 тысяч, 37 %, по переписи 1939 года).

### Вторая мировая война
22 июня 1941 года, Германия при поддержке своих союзников — Италии, Венгрии, Румынии, Финляндии и Словакии — без предупреждения напала на СССР.
В первые же дни войны в Бердичеве, как и по всей стране, была срочно проведена мобилизация в Красную Армию всех, подлежавших призыву. Почти все молодые мужчины из Бердичева были мобилизованы на фронт. Для борьбы с забрасываемыми вражескими диверсантами создан истребительный батальон в количестве 350 человек. Большое количество жителей работало на сооружении бомбоубежищ и демонтажа промышленного оборудования, которое вывозилось в восточные районы страны.
В последние дни июня 1941 года в Бердичев стали прибывать на подводах и пешком беженцы из Западной Украины, присоединённой к СССР в 1940 году согласно условиям Пакта Риббентропа — Молотова о разделе Польши. Часть из них остановилась на несколько дней передохнуть в городском парке возле Дворца пионеров.

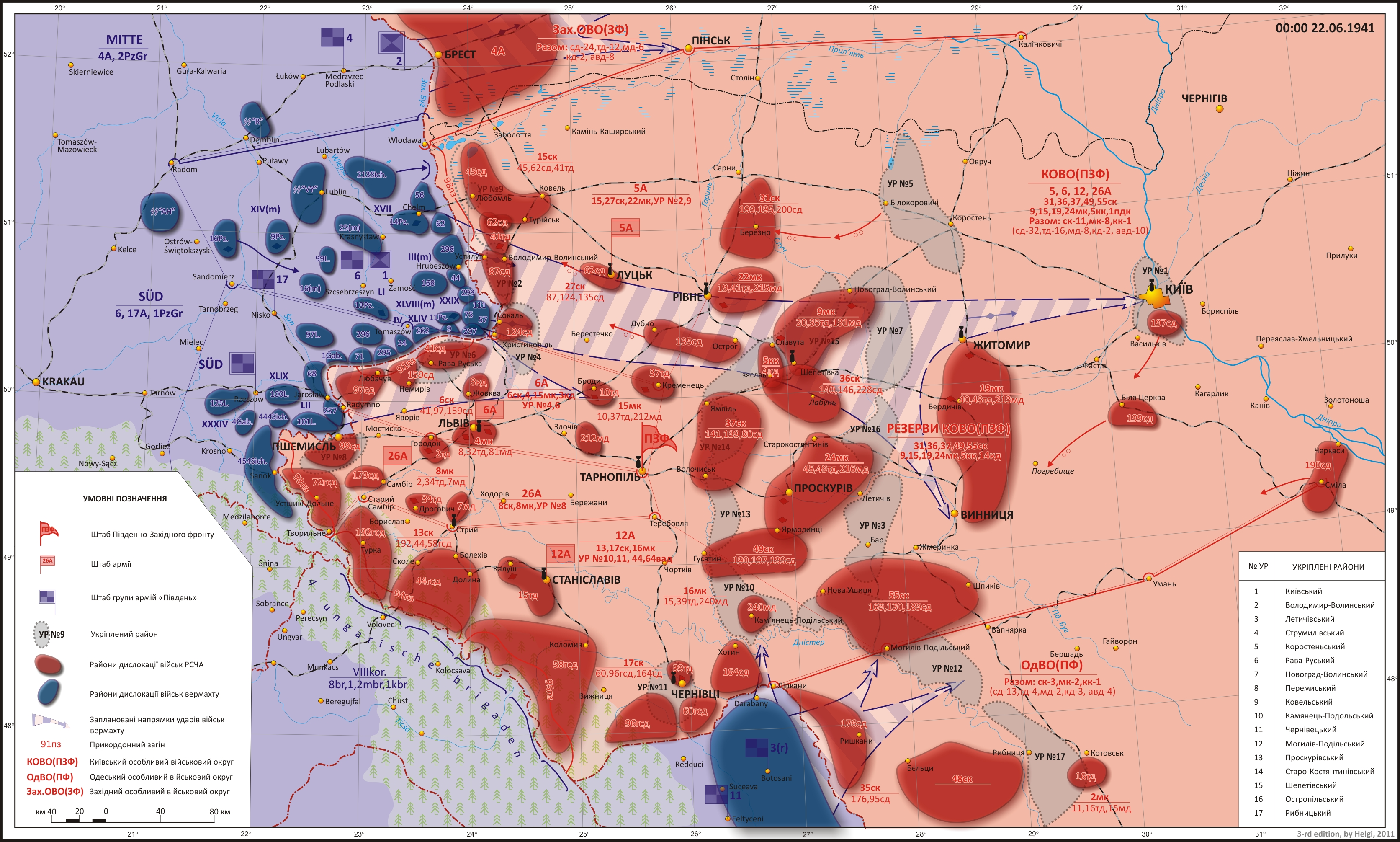
Конфигурация границы и дислокация войск противостоящих сторон на 22 июня 1941 года на Южном направлении.

Среди этих беженцев преобладали еврейские семьи, которые до начала второй мировой войны жили в Польше. Эти семьи бежали из Польши в Западную Украину в сентябре 1939 года после вторжения Германии в Польшу. Они не по рассказам знали, что несёт еврейскому населению немецкая оккупация. На идиш, на ломаном русском или украинском языке они предупреждали: «Герман — зверь! Евреев он не пощадит!»
Городские власти с начала войны пребывали в состоянии растерянности и бездеятельности. Не была организована эвакуация населения из города, к которому приближались немецкие войска.

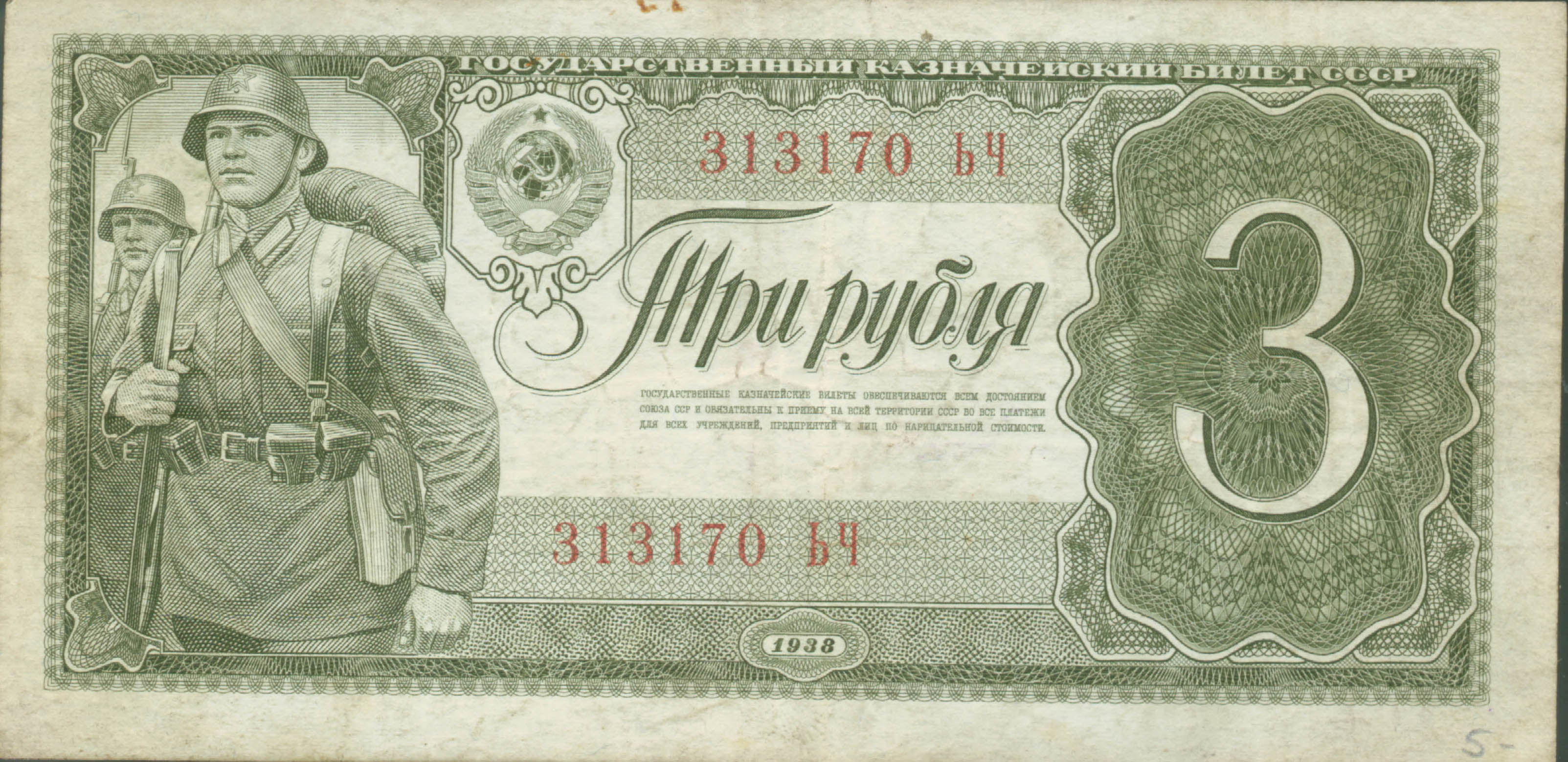
3 рубля СССР 1938

С 1 июля 1941 года втихую была осуществлена эвакуация семей ответственных партийных и советских работников и работников суда, прокуратуры, районного радиокомитета и редакции газеты «Радянський шлях».
3 июля на восток — на Казатин — ушли последние поезда и воинские эшелоны.

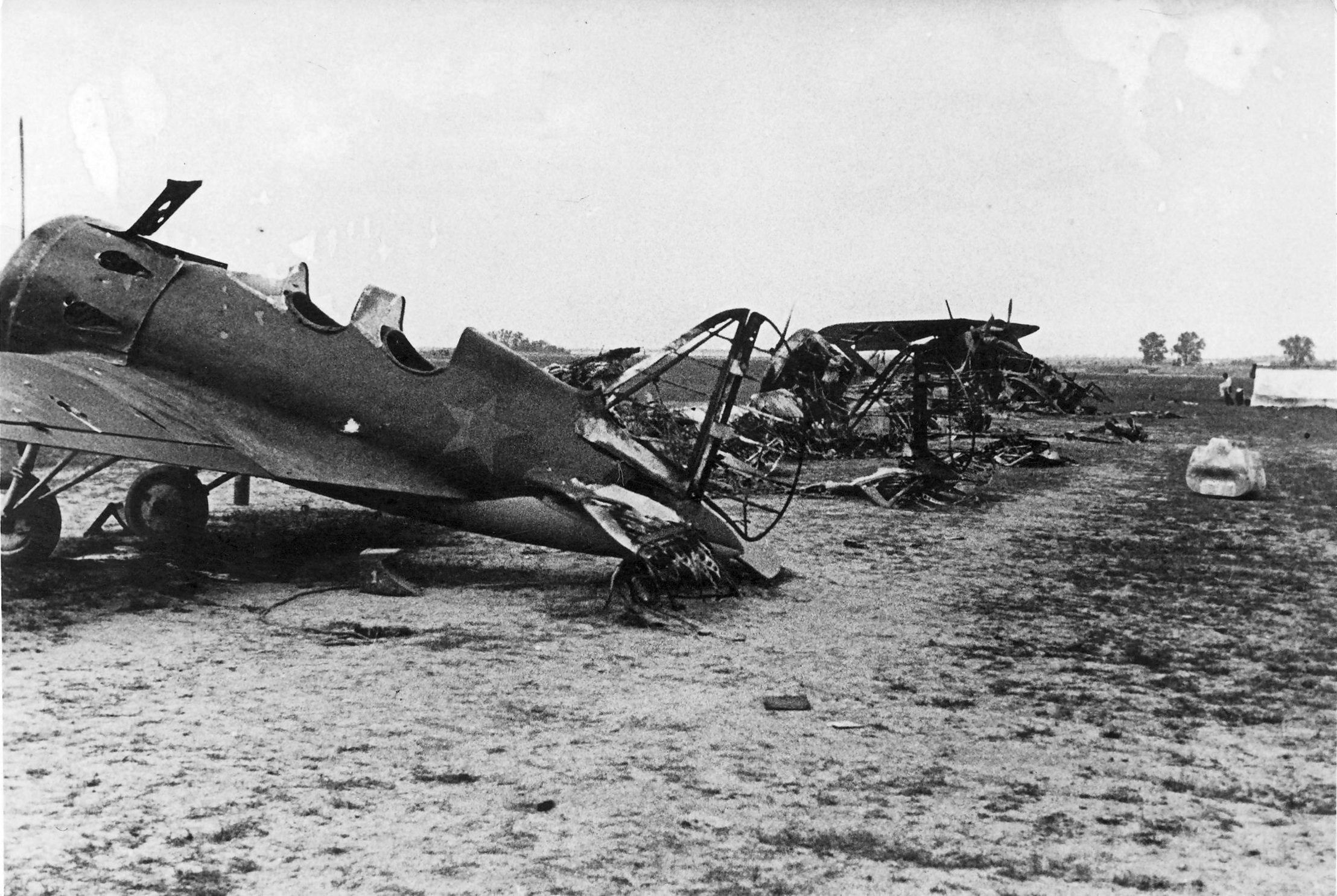
Советский аэродром после немецкого авианалёта

Весь автотранспорт городских организаций с началом войны был реквизирован на нужды армии. Поэтому желающие покинуть город должны были либо нанимать подорожавшие подводы, (лошадей ведь тоже частично реквизировали, как и автотранспорт), либо уходить пешком, прихватив с собой самое необходимое.
4 июля 1941 года около семи часов вечера Бердичев был подвергнут бомбардировке большой группой немецких самолётов. Полутонные бомбы разрушили несколько зданий. Были убитые и раненные. Из города потянулся на восток поток жителей — пеших и на подводах.

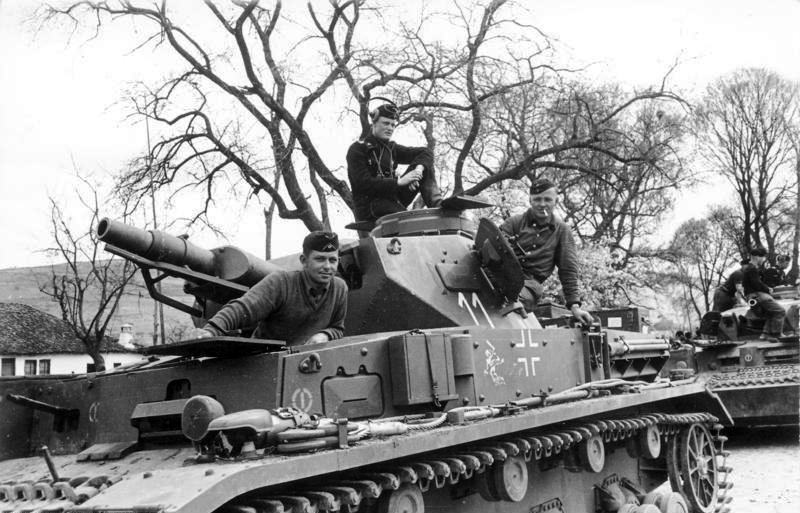
PzKpfw IV 11-й танковой дивизии

5 июля сапёры-подрывники отходивших войск взорвали мосты через речку Гнилопять и жители западной части Бердичева могли попасть в восточную часть города только на лодках.
Вечером 5 июля немецкие самолёты вновь бомбили Бердичев. Снова были разрушены несколько зданий, снова были убитые и раненные.
В воскресенье 6 июля поток беженцев уменьшился. Почти все уходили пешком.
7 июля 1941 года танки 15-го танкового полка 11-й танковой дивизии, вступили в зону видимости Бердичева.
К этому времени город покинули, предположительно, до 10 тысяч жителей, большинство из которых составляли еврейские семьи.

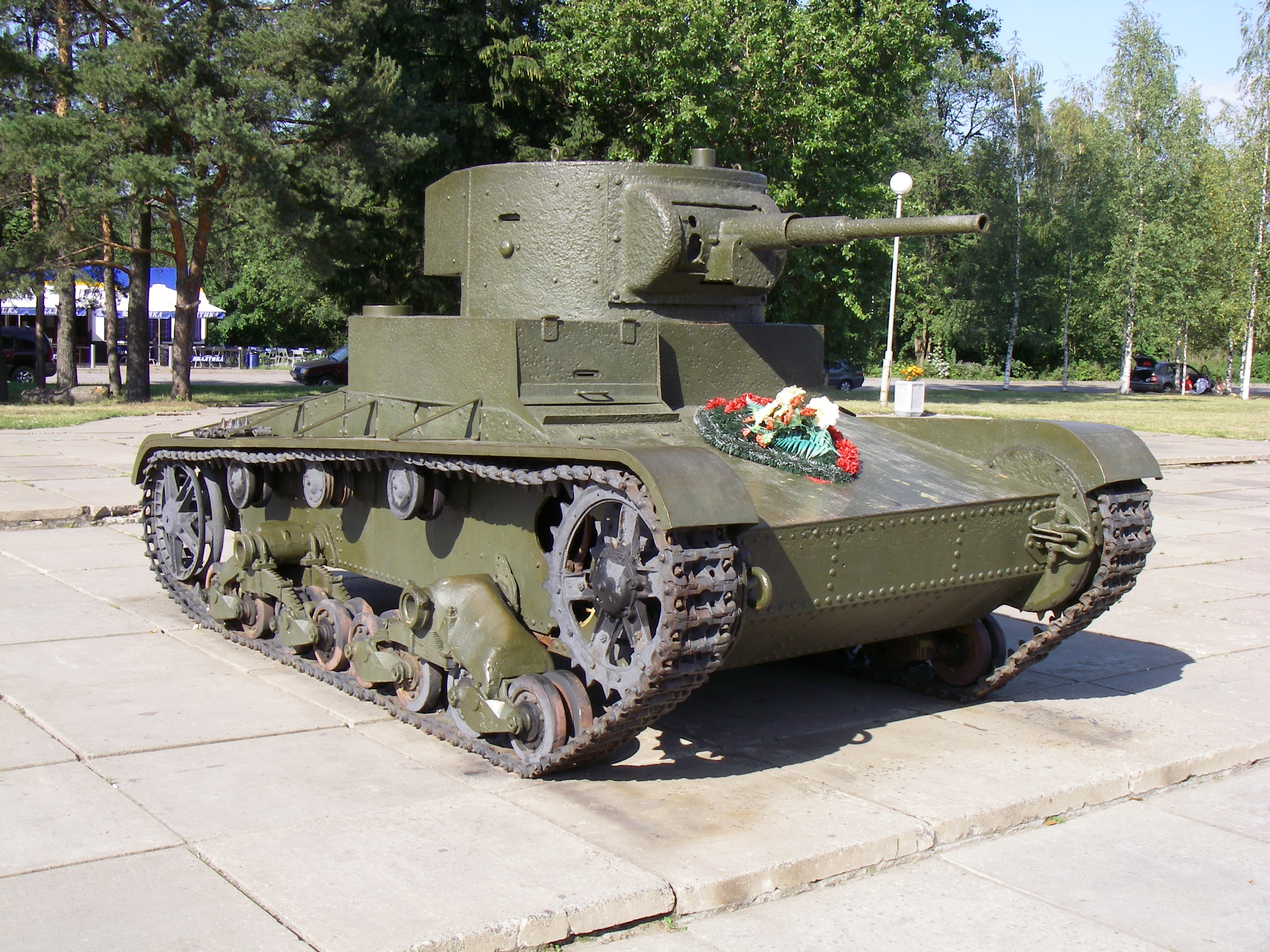
Т-26 обр. 1933 года

В 19:00 по местному времени первые немецкие танки появились на улицах города. 8 июля 1941 года, после ожесточённых боёв, Бердичев был занят немцами полностью. (в Бердичеве находился штаб 43-й танковой дивизии, в составе которой из 237 танков 230 были лёгкие танки Т-26, броневая защита которых была рассчитана максимум на противодействие винтовочным бронебойным пулям и осколкам снарядов. На 22 июня 1941 в РККА насчитывалось около 10 тысяч Т-26. Большинство танков было потеряно советской стороной в первые полгода войны).
Весь день 8 июля город продолжали заполнять войска оккупантов.
С целью срыва наступления вражеских танков в район Бердичева была переброшена из Острополя 3-я противотанковая бригада, оборудовавшая противотанковый рубеж южнее города. Одновременно Военный совет решил не только остановить, но и разгромить прорвавшуюся к Бердичеву группировку врага силами сводных отрядов 22-го и 15-го мехкорпусов. Однако 22-й корпус организовать наступление не смог, в нём оставалось лишь 20 лёгких танков и 14 орудий разных калибров. Поэтому 7 и 8 июля контрудары с юга в направлении Бердичева наносили лишь сильно ослабленные части 15-го корпуса, которым командовал теперь генерал Огурцов, в то время как другие соединения 6-й армии пытались наступать в районах Староконстантинов и Вербовка. Успеха эти удары не имели.

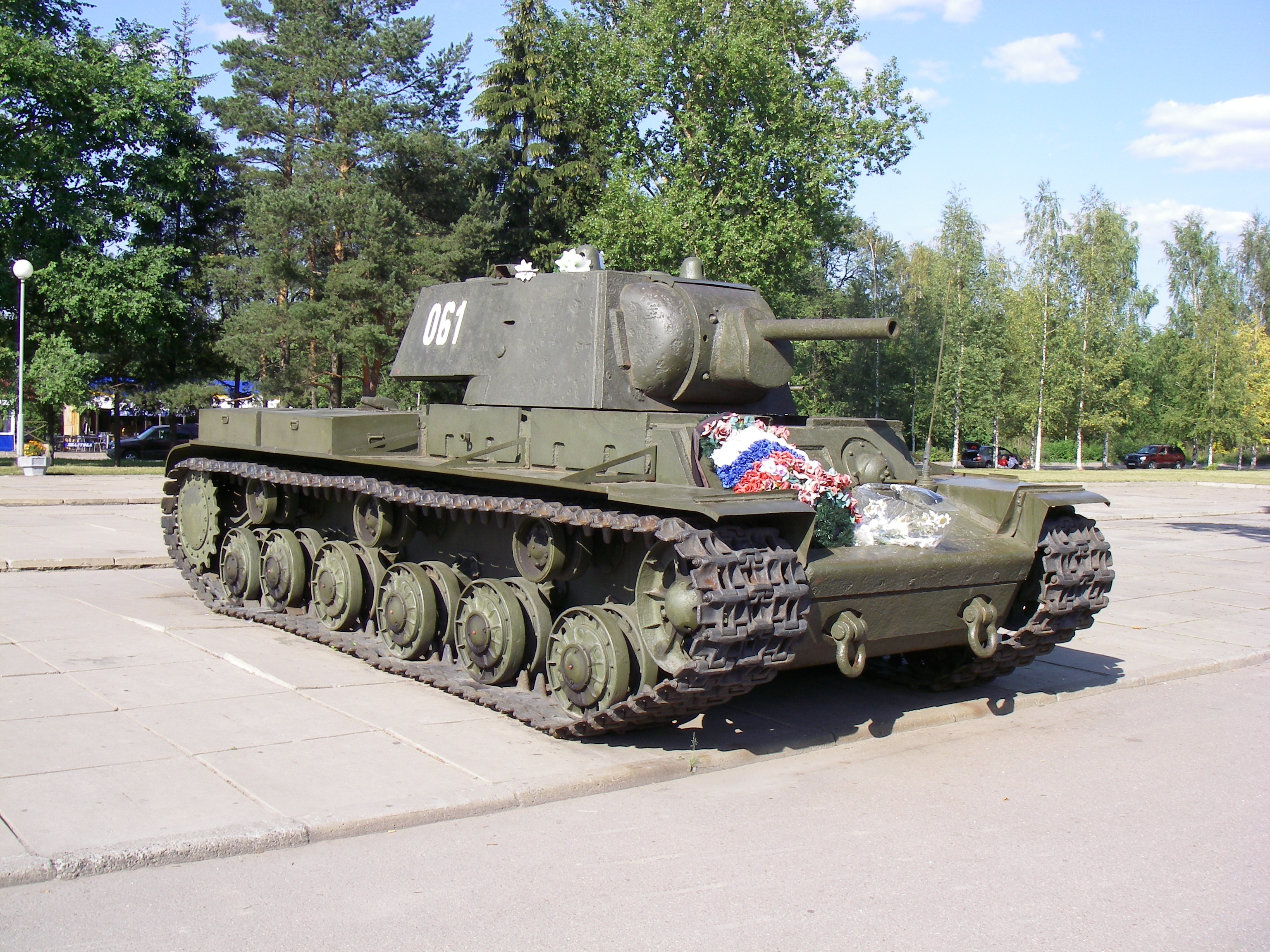
КВ-1

10 июля советские 15-й и 16-й механизированные корпуса нанесли удары южнее Бердичева по войскам 11-й танковой дивизии. Советские части вышли в район Холодки северо-западнее города. Клейст, в свою очередь, выдвинул сюда 60-ю моторизованную дивизию и дополнительные части. Бои за Бердичев продолжались до 12 июля. Особенно отличился сводный отряд 10-й танковой дивизии, в которой оставалось ещё несколько КВ. Советские танки дважды врывались на окраины города.
В виду того, что наступление велось разрозненными силами, которые вступали в бой не одновременно, а противник в Бердичеве успел организовать оборону, контратаки советских войск поставленной перед ними цели не достигли.

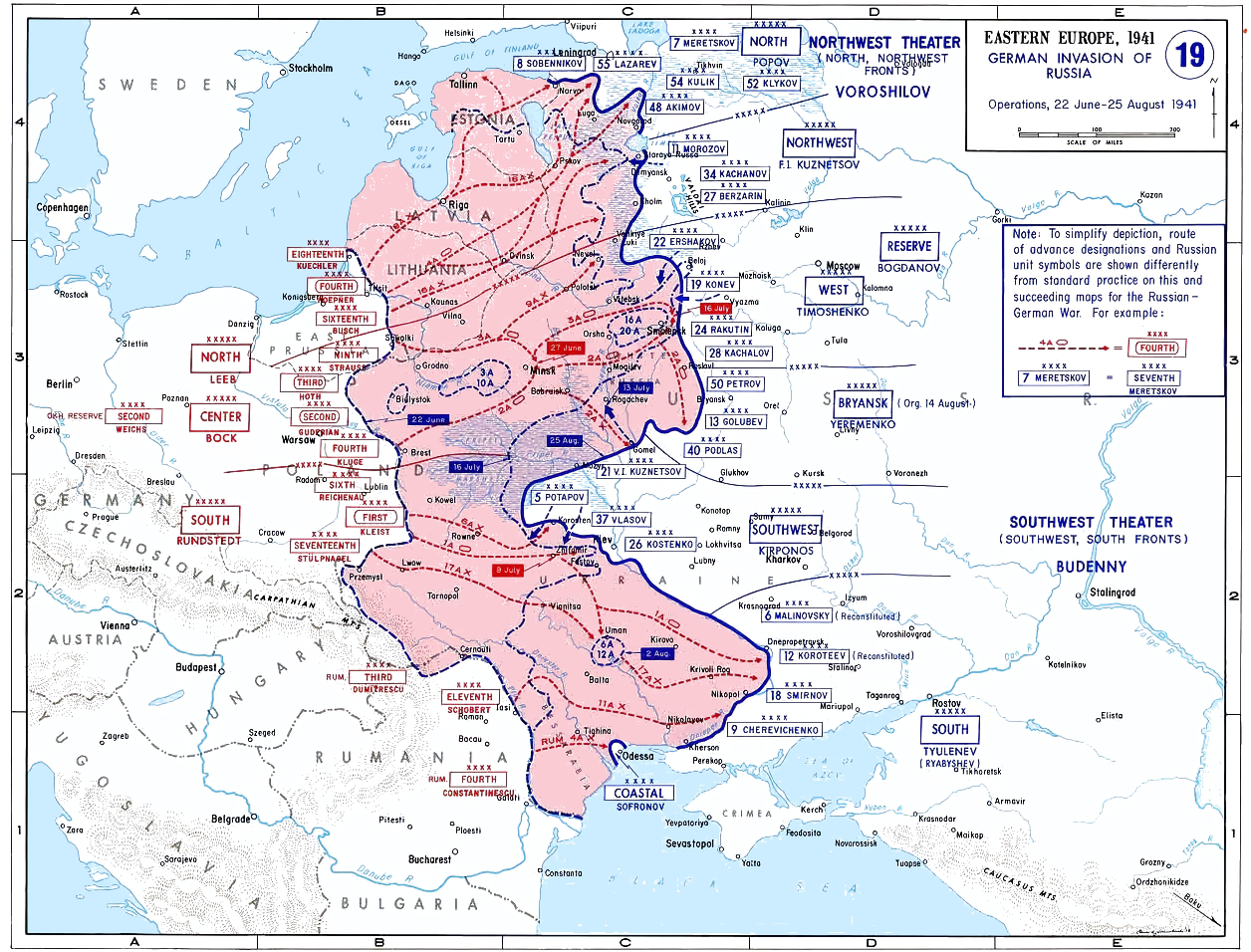
Вторжение немецких войск на территорию СССР

В это время германское командование приняло решение, удерживая Бердичев силами одной только 11-й танковой дивизии, три другие — 16-ю танковую, 16-ю и 60-ю моторизованные — направить юго-восточнее в район южнее Сквира, а силами переброшенного от Тернополя 14-го мотокорпуса наступать непосредственно на Сквира. К исходу 14 июля 9-й танковой дивизии, наступавшей из района Житомира на юго-восток, удалось захватить Сквира. Под угрозой окружения с востока советские войска были вынуждены снять с фронта восточнее Бердичева свои силы и отвести их через Казатин и Ружин на юго-восток. 15 июля бои в районе Бердичева прекратились. Остатки 10-й танковой дивизии генерала Огурцова оказались в окружении, командир дивизии попал в немецкий плен. За тринадцать дней боёв дивизии Клейста потеряли до 40 % танков. (Командовали на Юго-Западном направлении С. М. Будённый и Н. С. Хрущёв).
Во время боёв летом 1941 года монастырь был разрушен, все ценные экспонаты были вывезены немцами.

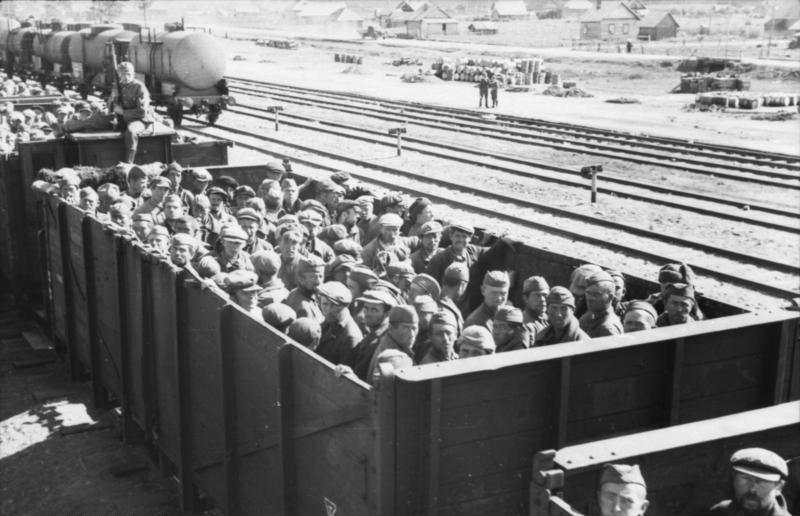
Перевозка советских военнопленных немцами 1941 год.

В июле 1941 года на территории военного городка на Эллинге создаётся лагерь для военнопленных, куда согнали 48 тысяч человек. Также создаются лагеря на Лысой (Красной) горе и на территории сахарного завода. Военнопленные находились в ужасных условиях под открытым небом. В день им выдавали 100 грамм проса и полтора литра воды или баланды. При этом их каждый день выгоняли на работы в город и сёла Никоновку и Старый Солотвин. Тех, кто не мог работать, уничтожали. Некоторым военнопленным удавалось бежать, их скрывали местные жители, а со временем они присоединились к партизанским отрядам.

…После того как мы были взяты в плен нас группами стали отправлять в немецкий тыл — 29.5.42 г. я в составе группы военнопленных в количестве 137 человек был направлен в гор. Павлоград. По прибытии в Павлоград стали садить в вагоны для отправки дальше. Павлограде к моему приходу уже было до 40 тысяч пленных красноармейцев. Из гор. Павлограда нас привезли в гор. Бердичев, где находились всего лишь 8 дней. Размещались в лагерях военнопленных и здесь производилась рассортировка по должностям — средний, старший и высший командный состав, затем по национальностям — русских, украинцев, евреев и прочих.
Евреев же сразу отбирали, отводили в сторону и расстреливали. Во время моего пребывания в лагерях города Бердичева расстреляли 73 еврея.
9.6.42 г. из Бердичевских лагерей пленных отправили в Польшу гор. Сельцы, в том числе был отправлен и я…

Резиденции начальника по делам военнопленных в рейхскомиссариате «Украина» располагались в Бердичеве и Ровно.
Гитлеровцы вели себя как беззаботные победители, совершившие неутомительный поход. Они кричали из кузовов въезжающих в город автомашин: " Juden kaput! " (" Евреям конец! ").
Когда началась война с СССР, норвежские добровольцы в составе дивизии «Викинг» действовали на южном направлении. Солдаты и офицеры дивизии были участниками военных преступлений — массовых расстрелов еврейского населения, так, в Бердичеве сапёрный взвод дивизии СС «Викинг» в течение двух дней провёл в городе четыре облавы на евреев, в ходе которых были схвачены и расстреляны около 850 человек. Кроме того, расстреливали советских военнопленных, участвовали в карательных операциях против партизан. Со временем в город прибыли и союзные немцам венгерские войска.
Через три дня после оккупации на евреев по распоряжению немецкого военного командования была наложена большая контрибуция.
Во второй половине июля подразделение эйнзацкоманды 4а расстреляло в городе 148 евреев, а сменившая её оперативная команда 5 — 74 еврея.
В начале августа 1941 года на территории Государственного историко-культурного заповедника оккупанты расстреляли 300 евреев, схваченных в домах и на улицах, прилегающих к территории заповедника.
В Бердичеве располагается штаб группы армий «Юг». 6 августа 1941 года на совещании в штабе группы армий «Юг» (здание школы № 3) присутствовал Гитлер. Был устроен торжественный приём в честь Антонеску, который награждён Рыцарским крестом (В здании Красного Креста, сегодня Дом связи). Также Гитлер посетил немецкое кладбище на территории парка отдыха в центре города.
7-9 августа оккупанты начали осуществлять массовое переселение всех евреев Бердичева из их жилищ в гетто, под которое был отведён район бердичевской бедноты Ятки, находившийся в еврейской части города между городским базаром и речкой Гнилопять. При этом разрешалось взять с собой в гетто только одежду и постель.

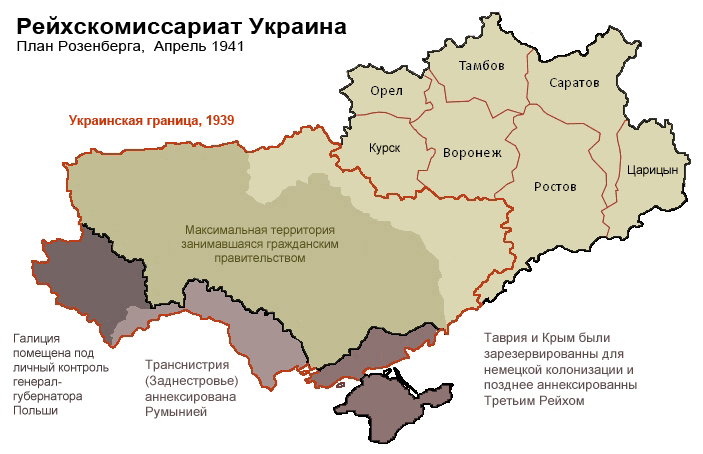
План Розенберга по созданию Украинского рейхскомиссариата, 1941 год

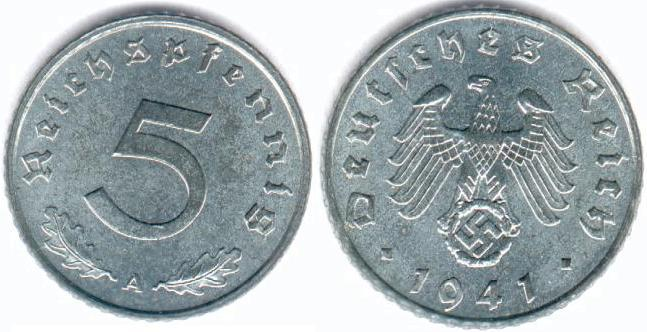
5 рейхспфеннигов 1940—1944

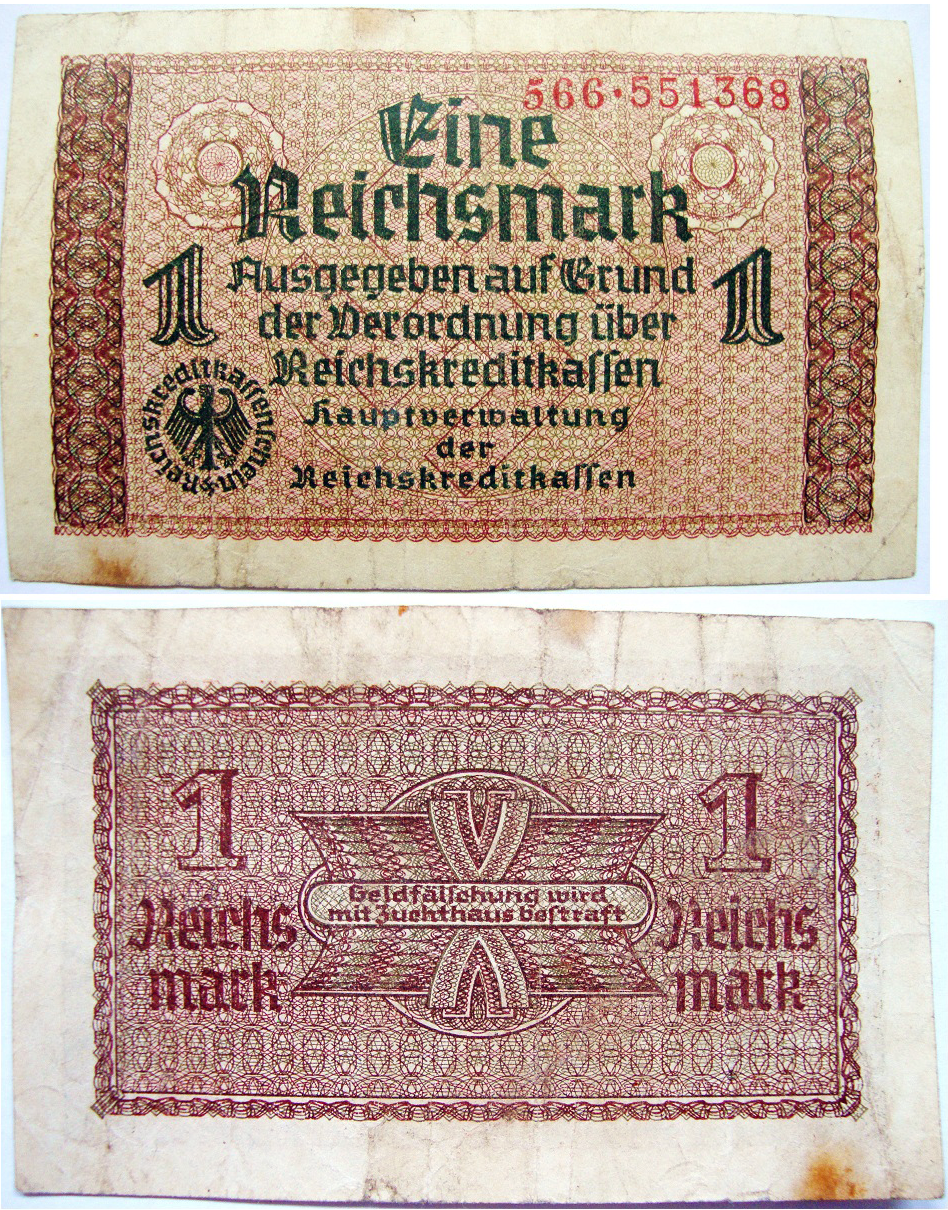
1 рейхсмарка 1938—1945

20 августа 1941 года создан рейхскомиссариат Украина с центром в г. Ровно. Он делился на шесть округов. Бердичев в генеральном округе Житомир (генеральный комиссар Курт Клемм). Управление важнейшими, с точки зрения гитлеровского руководства, сферами деятельности (полиция, тяжёлая промышленность, мобилизация рабочей силы для работы в Германии, пропаганда, транспорт и связь) осуществлялось непосредственно из Берлина. Часть украинцев были признаны как подлежащие германизации, большинство же украинцев, как низшая раса «недочеловеков», не подлежали германизации. Часть из них должна была быть выдворена за Урал — в Азию, а Рейхскомиссариат должен был быть заселён, в основном, немецкими колонистами. Не подлежавшие выселению и германизации украинцы подлежали уничтожению разными способами: ограничением снабжения продовольствия для городского и медицинских услуг для всего населения, исключительно суровым обращением с военнопленными-украинцами и рабочими, вывезенными на работы в Германию, массовыми экзекуциями и жестокими наказаниями.
Власти Рейхскомиссариата ограничили образование до четырёх классов народной школы, сократили высшие ступени образования до узко специализированных практических специальностей, закрывали научные учреждения, библиотеки и музеи, расхищая их имущество, снижали уровень печати. Введение латиницы на Украине планировалось на 1944 год.
Эрих Кох, уже будучи гауляйтером на оккупированной Украине, заявлял: «Мне нужно, чтобы поляк при встрече с украинцем убивал украинца и, наоборот, чтобы украинец убивал поляка. Если до этого по дороге они пристрелят еврея, это будет как раз то, что мне нужно… Некоторые чрезвычайно наивно представляют себе германизацию. Они думают, что нам нужны русские, украинцы и поляки, которых мы заставили бы говорить по-немецки. Но нам не нужны ни русские, ни украинцы, ни поляки. Нам нужны их плодородные земли».
«…Следовательно, эту общность необходимо уничтожить. Союз Советских республик … должен быть разложен на свои естественные составляющие — на племена, где это только возможно. Под предлогом права нации на самоопределение необходимо создать этим племенам собственное национальное сознание, которое бы находилось в подчёркнутой оппозиции к русскому… Украинцам необходимо создать свой шрифт …, свой словарный запас, сознательно отдаляющий его от русского языка. От того, будет ли достигнута эта цель, вполне может зависеть судьба грядущих веков».

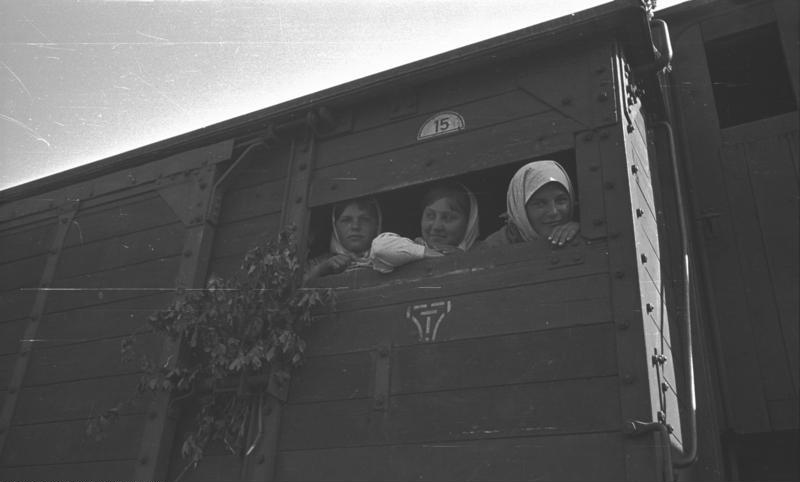
«Остарбайтеры» на пути в Германию.

«…Русскую Православную Церковь в рейхскомиссариате „Украина“ ни в коем случае не поддерживать, так как она является носительницей великорусской и панславянских идей. Автокефальную же Украинскую Церковь, напротив, следует поддерживать в качестве противовеса Русской Православной… Наряду с автокефальной Украинской Церковью разрешать и все другие церковные направления… Помимо этого поддерживать также многочисленные, распространённые раньше на Украине секты. Об отношениях в церковной области я прошу сообщать не задерживаясь».
К 22 августа 1941 года всё еврейское население Бердичева, находившееся в городе, было загнано в гетто — Бердичевское гетто.
С начала и до конца августа оккупанты систематически осуществляли расстрелы евреев, схваченных в ходе облав, проводившихся вне территории гетто.

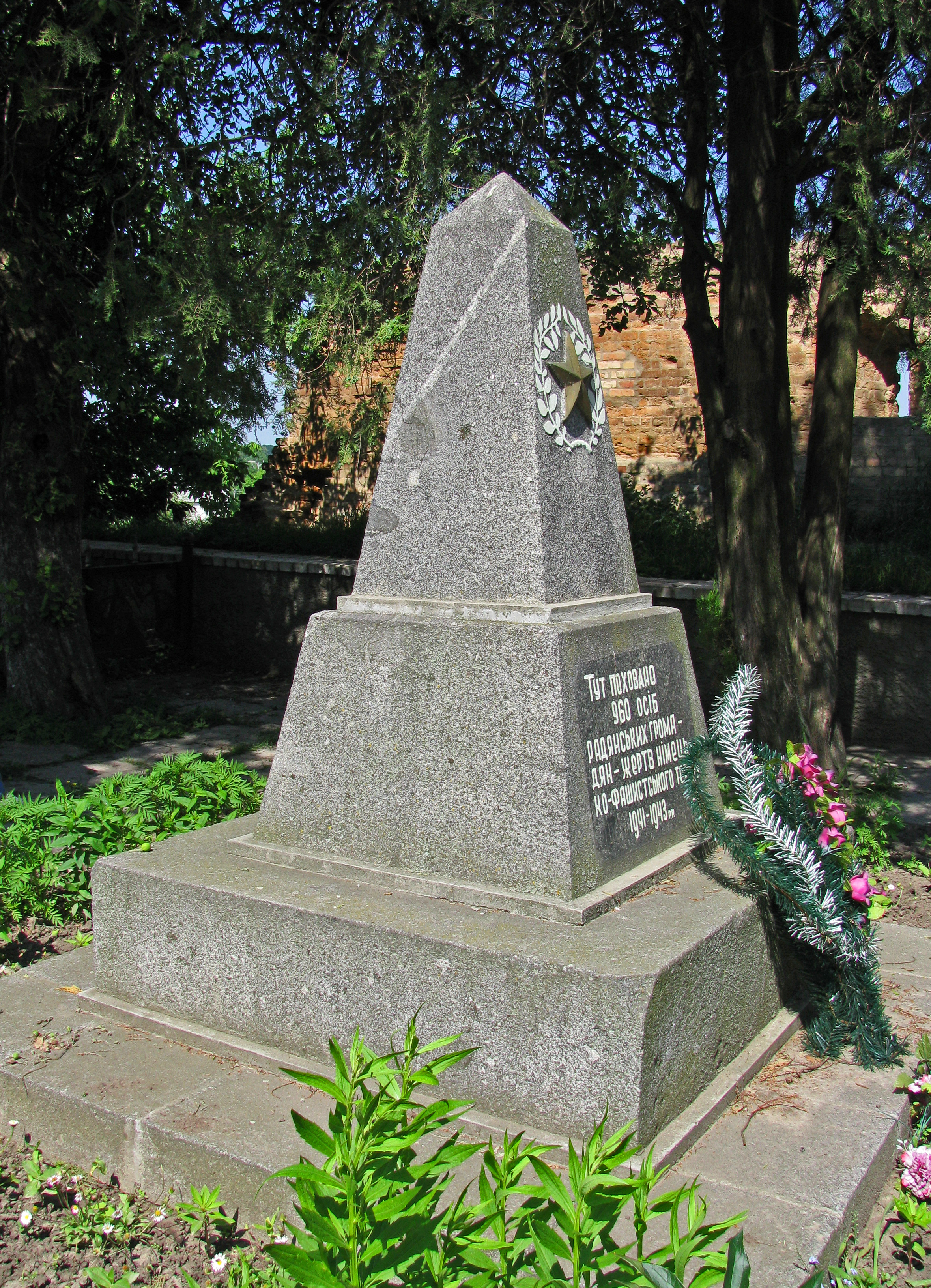
Братская могила жертв немецкого террора 1941—1943 г. на территории монастыря

25 августа 1941 года в Бердичев прибыл штаб «высшего фюрера СС и полиции Россия-Юг» обергруппенфюрера СС Еккельна. Его штабная рота уже в день прибытия расстреляла в городе 546 евреев.
27 августа 1941 года большую группу (около 2000 человек) вывезли в район села Быстрик и там расстреляли.
28 августа 1941 года гитлеровцы произвели расстрел евреев и военнопленных, пригнанных ими в Историко-мемориальный заповедник. Впоследствии Комиссией по установлению и расследованию злодеяний немецких захватчиков раскопкой в указанном пленным лётчиком месте двора цитадели было обнаружено 960 человеческих трупов, преимущественно мужчин, одетых, большей частью, в гражданскую одежду. Часть трупов была в военной форме без ремней. На всех трупах были обнаружены огнестрельные повреждения в затылочной области черепа.
На каторжные работы в Германию было вывезено 11,7 тысяч жителей города.

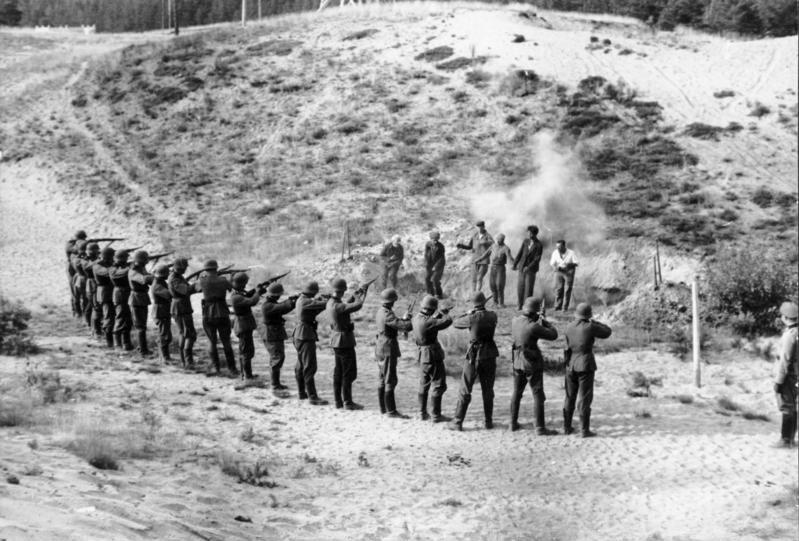
Расстрел советских партизан. Сентябрь 1941 года.

Жестокий оккупационный режим привёл к резкому усилению антинемецких настроений в УССР. Одним из непосредственных следствий стало развёртывание на территории Рейхскомиссариата советского партизанского движения. Партизанские отряды контролировали значительную часть территории Рейхскомиссариата и препятствовали снабжению техники и продовольствия для немецких войск.
С августа 1941 года в Бердичеве действовало несколько подпольных коммунистических организаций. Значительную работу проводила подпольная патриотическая группа железнодорожников в составе 50 человек, возглавляемая коммунистом А. Р. Яворским. Она занималась порчей паровозов и вагонов, портила путевое хозяйство, имела небольшую подпольную типографию, в которой печатала антифашистские листовки.
В 1929 году в Вене в результате объединения нескольких радикальных националистических организаций была создана ОУН. В начале 1940 года ОУН раскололась на две фракции- группировку сторонников Андрея Мельника (который возглавлял ОУН до раскола), известную как ОУН(м),-и ОУН(р), так называемую «революционную ОУН», которая более известна как ОУН(б) (Организация украинских националистов (бандеровское движение)), по имени её руководителя Степана Бандеры. В апреле 1941 года ОУН(р) провозгласило себя «единственно верной» ОУН. 30 августа в Житомире были застрелены два члена Руководства ОУН(м), работавшие в немецкой военной администрации. Немцы указали на то, что это без сомнения дело рук сторонников Бандеры, так как те стали совсем неуправляемы в своих действиях — созданная ими милиция продолжала насилия, убийства и грабежи (в отношении имущества, объявленного собственностью Рейха), создала «Украинское гестапо» «Украинское СД», рвала выданные немцами паспорта, заставляла поляков как евреев носить повязки, не подчинялась распоряжениям немецкой администрации, и таким образом создавала хаос и нестабильность, что негативно отражалось на общем настроении населения. С 15 сентября гестапо провело аресты наиболее активных бандеровцев в структурах Галиции и Рейхскомиссариата Украина, а также «на территории Рейха». Отряды ОУН(б) уничтожали гражданское население (Волынская резня), действовали против советских партизан, отрядов польского подполья — Армии Людовой и Армии Крайовой, против УПА «Полесская сечь». В настоящее время (с 1992 года) преемником ОУН(б) называет себя Конгресс украинских националистов.
УПА «Полесская сечь» (бульбовцы, бульбаши)(Олевская республика), действовавшая на территории Волыни и Полесья с августа 1941 до 1944 года, сражалась против советских партизан, региональной немецкой администрации, против ОУН(б). Руководитель Полесской Сечи (бульбовцев) Тарас Бульба-Боровец в качестве «законного правительства Украины» признавал Правительство Украинской Народной Республики в изгнании во главе с А. Ливицким (и, соответственно, не признавал созданный мельниковский Украинский Национальный Совет. После репрессий 1942—1943 гг., в результате которых немцы почти полностью уничтожили руководство ОУН(м) на территории Рейхскомиссариата Украина, сторонники Мельника присоединились к отрядам Боровца или бежали в Дистрикт Галиция).
В мае 1943 года вооружённые формирования ОУН(б) присваивают наименование «Украинская повстанческая армия», в результате чего 20 июля 1943 года Т. Бульба отдал приказ № 81 о переименовании УПА-ПС в «Украинскую Национальную Революционную Армию». В ночь с 18 на 19 августа 1943 года отряды УПА ОУН(б) окружили, атаковали и разгромили руководящий центр УНРА. В общей сложности, в плену оказались до 100 «бульбовцев» (в том числе, несколько старшин и жена Т. Боровца-«Бульбы», Анна Боровец). Впоследствии, Анна Боровец была передана в СБ ОУН и после длительных пыток — убита. После окончания Второй мировой войны Боровец некоторое время находился в Германии, где выступал, наряду с другими националистическими лидерами, против гегемонии ОУН(б) и диктаторства С. Бандеры.
4 сентября 1941 года гитлеровцы расстреляли 1303 человек, среди которых 876 были женщинами и детьми.
5 сентября 1941 года был проведён расстрел евреев вблизи полотна узкоколейной железной дороги на участке между сёлами Быстрик и Хажин. При расследовании злодеяния оккупантов на этом месте были обнаружены и вскрыты две огромные ямы-могилы, в которых было выявлено 10656 трупов людей всех возрастов, одетых в гражданскую одежду.

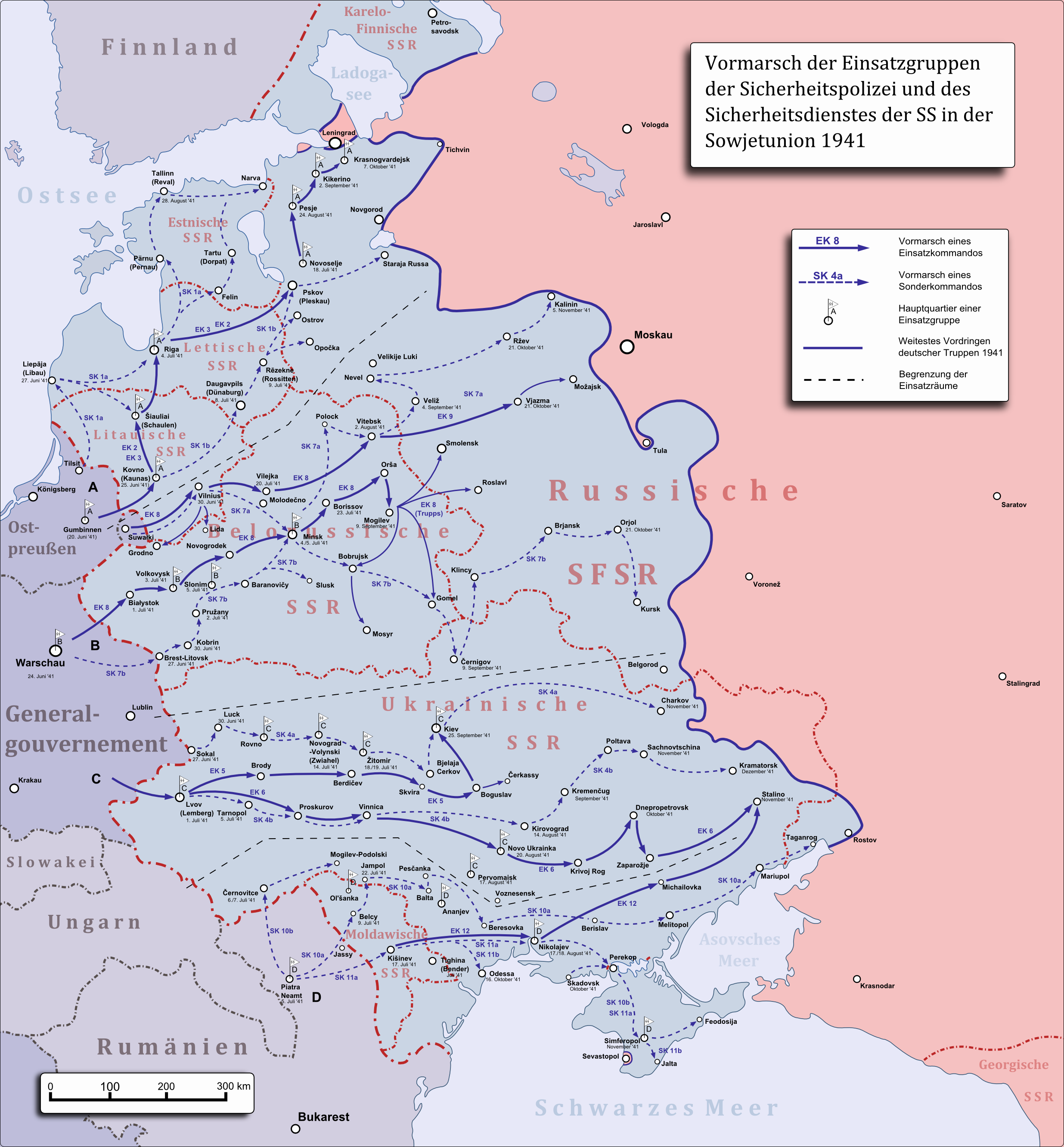
Продвижение айнзацгрупп A, B, C, D на оккупированных территориях Советского Союза в зоне действия армейских групп вермахта, 1941.

Массовый расстрел узников Бердичевского гетто проведён 15 сентября 1941 года.
Айнзацкоманда, входившая в состав Айнзацгруппен «С», вместе со вспомогательной украинской полицией (ОУН) вывезли из гетто 18 640 (12 тысяч) евреев и уничтожили их в районе хуторов Романовка и Шлемарка. Чтобы заглушить крики жертв этой кровавой бойни весь день над местом расстрела кружились 4 трёхмоторных немецких самолёта.
В почти полностью обезлюдевшее после сентябрьской расправы Бердичевское гетто на протяжении последующих дней тайком пробирались евреи, бежавшие из окрестных сёл, небольших посёлков и хуторов, где также производилось поголовное истребление еврейского населения местными полицаями, сопровождавшееся разграблением имущества жертв, издевательствами и надругательством над ними. Здесь, в Бердичеве, они надеялись как-то уцелеть. Некоторые из них умудрялись найти прибежище и вне территории гетто.
Однако уже с начала октября 1941 года оккупанты вновь начали проводить облавы на евреев в районах города за пределами гетто, привлекая к проведению этих облав местных полицаев. Продолжались и спонтанные грабежи и расстрелы узников гетто.
3 октября 1941 года в районе совхоза Сокулино было расстреляно более 3 тысяч евреев.
3 ноября 1941 года оккупанты подготовили и осуществили очередной массовый расстрел евреев Бердичева. Жертвами этого расстрела стало около 2 тысяч узников Бердического гетто, среди которых были и 400 специалистов разных профессий и члены их семей, отобранных городской управой во время проведения предыдущих кровавых акций.
3 ноября 1941 года Бердичевское гетто было окончательно ликвидировано. 150 мастеров-ремесленников были заключены в лагерь на Лысой (Красной) горе. В апреле 1942 г. были расстреляны 70 евреек, бывших замужем за неевреями, и их дети. 16 июля 1942 года в тире бывшего 14-го кавалерийского полка Красной Армии на Лысой Горе солдаты лагерной охраны и местные полицаи расстреляли 700 человек из схваченных в облавах из соседних сёл и доставленных в лагерь СД еврейских девушек и подростков, а также и 230 мастеровых и других специалистов из барака № 1. Расстрелы евреев и военнопленных на Лысой Горе не прекращались. В городской тюрьме, также, как и в лагере СД на Лысой Горе издевательства над узниками и расстрелы были ежедневной обыденностью. В ходе расследования зверств оккупантов и их пособников, местных полицаев, в Бердичеве на территории городской тюрьмы были выявлены и вскрыты две ямы, в которых было обнаружено около 300 обгоревших трупов. На всех трупах были пулевые отверстия в затылочной части черепа. Были уничтожены и все синагоги Бердичева, от Хоральной синагоги оставались только стены.
После освобождения Бердичева 5 января 1944 г. в городе оставалось в живых 15 евреев.

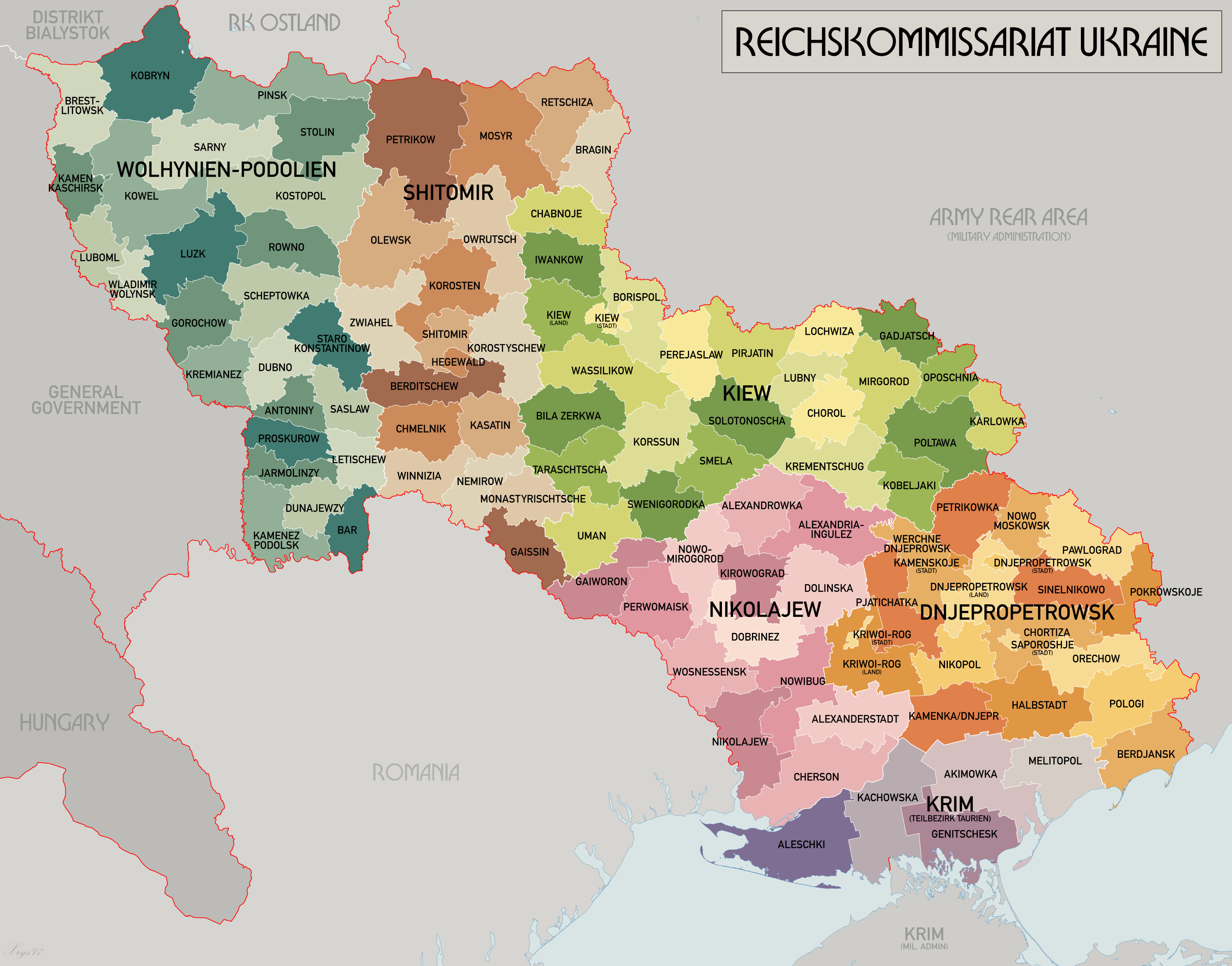
Рейхскомиссариат с 1 сентября 1942

В октябре 1941 года по данным переписи населения в Бердичеве проживало 22 895 человек (9664 мужского и 13 231 женского пола).

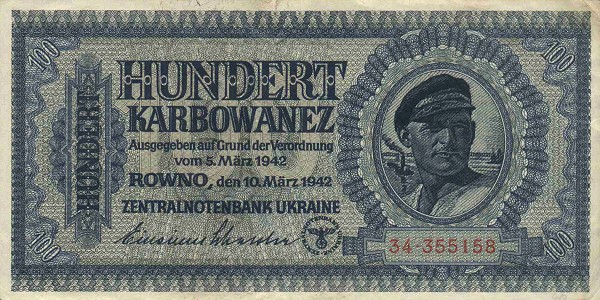
100 карбованцев 1942 года. Лицевая сторона (10 карбованцев = 1 рейхсмарка)

В 1942—1943 годах проходили рейды Ковпака и А. Н. Сабурова на Правобережную Украину. Рейды Ковпака сыграли большую роль в развёртывании партизанского движения против немецких оккупантов.

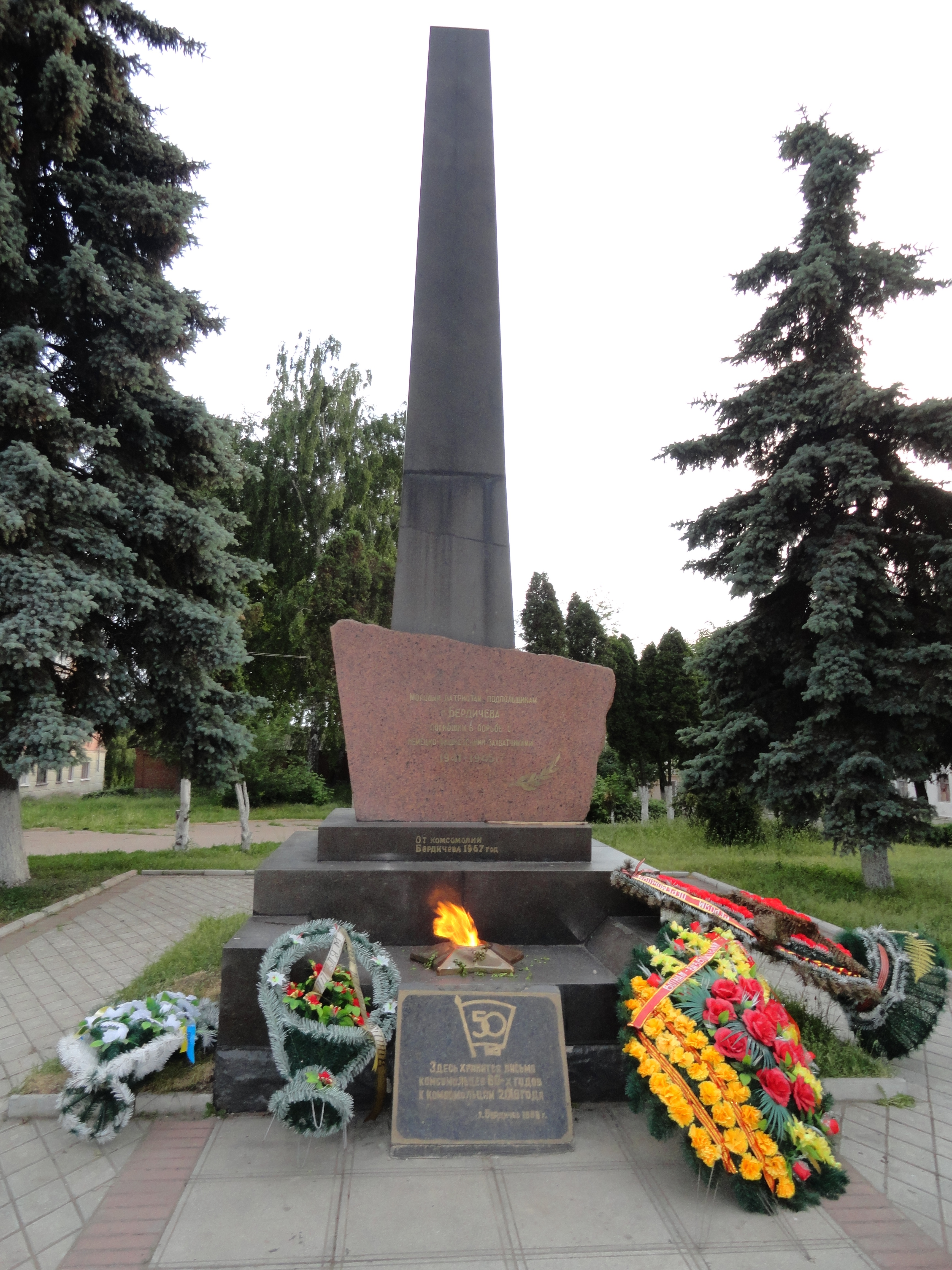
Памятник патриотам — подпольщикам

В январе 1942 года гестаповцы провели на ж/д станции Бердичева массовые аресты, в ходе которых были арестованы и члены подпольной группы. А. Р. Яворский сумел избежать ареста и присоединиться к группе партизан под командованием О. М. Сабурова, 11 января 1943 года был арестован и отправлен в гестапо.
Диверсионные операции на ж/д станции проводила другая группа в составе В. Ю. Завадского, И. А. Левицкого, А. Л. Щелкина, С. Л. Луженецкого, Я. А. Нокель. В декабре 1942 года на разъезде под Бердичевым подпольщики остановили поезд с людьми, которых вывозили на каторжные работы в Германию. 25-27 декабря 1942 года 12 участников были арестованы и после пыток 22 января 1943 года расстреляны гестаповцами на территории тюрьмы.
На ж/д станции действовала и группа А. И. Донченка. В его группу входили Н. С. Козло, А. С. Гента, П. В. Лукьянчук, В. А. Слободенюк, Г. Й. Степанчук, В. И. Степанчук. Эта группа добывала и ремонтировала оружие для партизанского отряда им. Хрущёва (соединение Маликова), вербовала людей в партизанский отряд. В июне 1943 года были схвачены и расстреляны гестапо.
В городской больнице действовала группа из 3 человек. В её состав входили доктор М. М. Лилков, завхоз И. Г. Предборский и санитарка М. И. Солодкова. Они вели активную антифашистскую агитацию, распространяли листовки, оказывали помощь военнопленным, делали для них документы, устраивали на работу. Выздоровевших отправляли в партизанский отряд им. Фрунзе 1-го молдавского соединения. Со временем Солодкова ушла в партизанский отряд им. Фрунзе соединения Шитова.

Карта нацистской Германии

Ещё одна подпольная группа действовала на конфетной фабрике. Она вкладывала взрывчатку в пачки конфет, которые изготовлялись для оккупантов. 8 членов группы были обнаружены, арестованы и пропали бесследно.
В июне 1943 года в Бердичев перевели узников Дарницкого концлагеря.

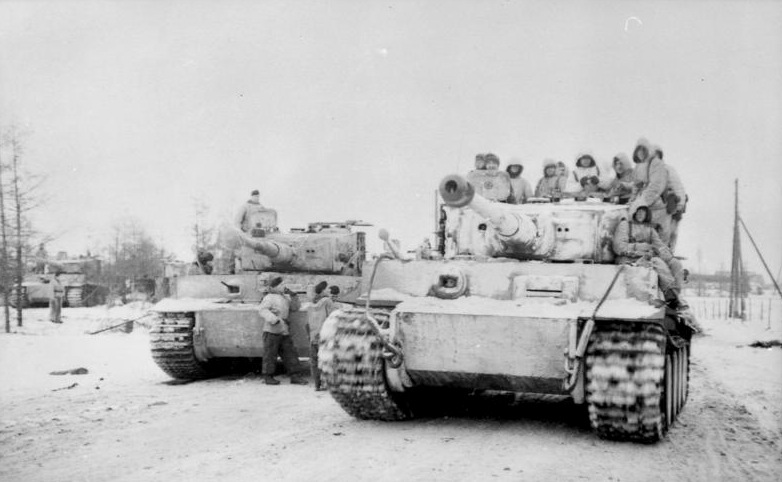
Тяжёлые танки «Тигр» дивизии «Лейбштандарт СС Адольф Гитлер», переброшенные в Бердичев
в ноябре 1943 года и вошедшие в состав 48-го танкового корпуса

Большую облаву и повальные обыски в городе оккупанты произвели в первый день 1944 года. Всех арестованных в этот день они отправили без разбора в тыл, — подальше от приближавшегося фронта.
3 января, перед самым своим бегством из Бердичева оккупанты расстреляли всех, остававшихся ещё в живых, заключённых лагеря СД на Лысой Горе.
По неполным данным, в Бердичеве было замучено, повешено и расстреляно свыше 38 536 советских граждан, большая часть из которых была евреи. Было выявлено 22 места массового уничтожения людей. Численность населения в январе 1944 года составляла менее 18 тысяч человек.

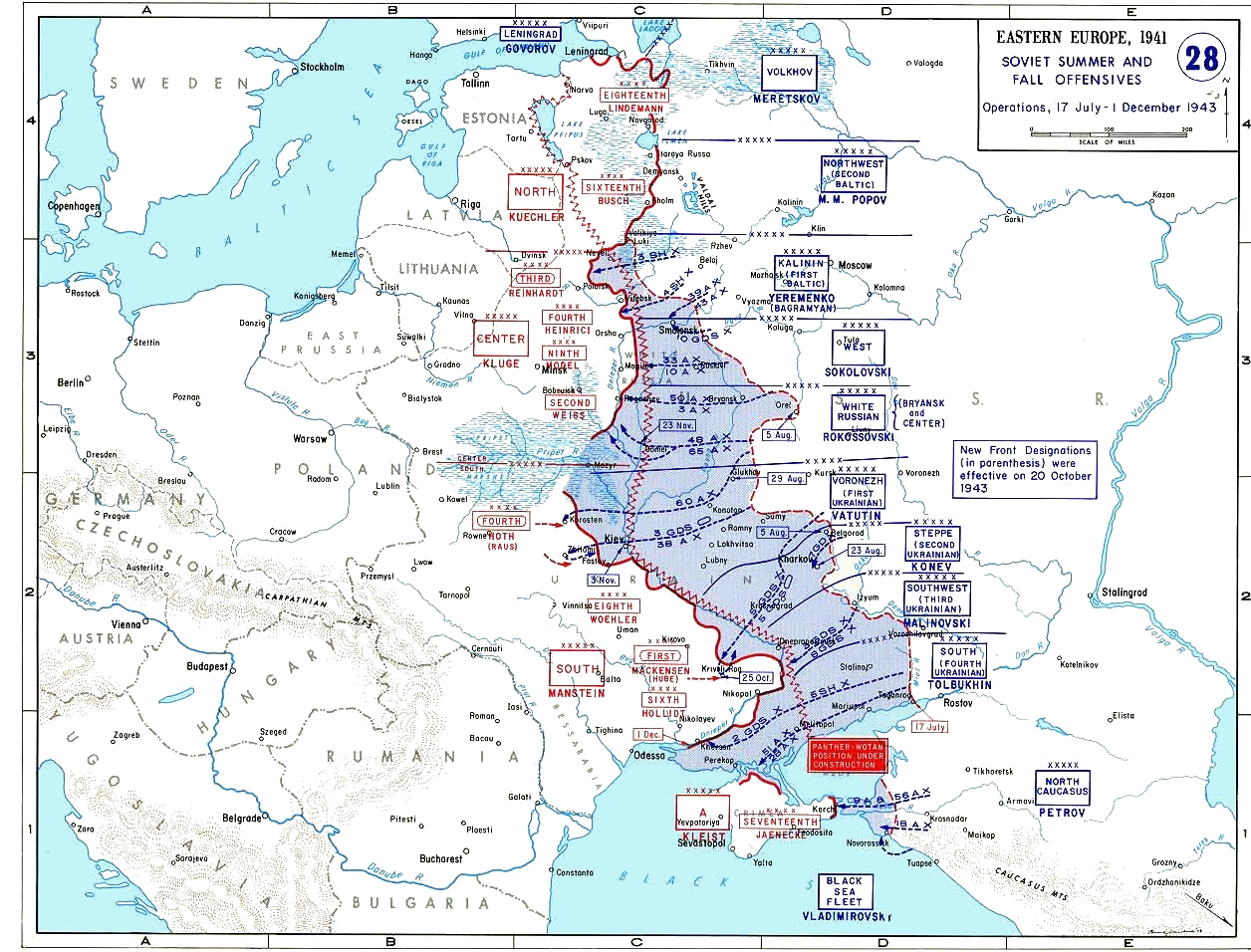
Карта битвы за Днепр и сопутствующих ей операций (на англ. яз.)

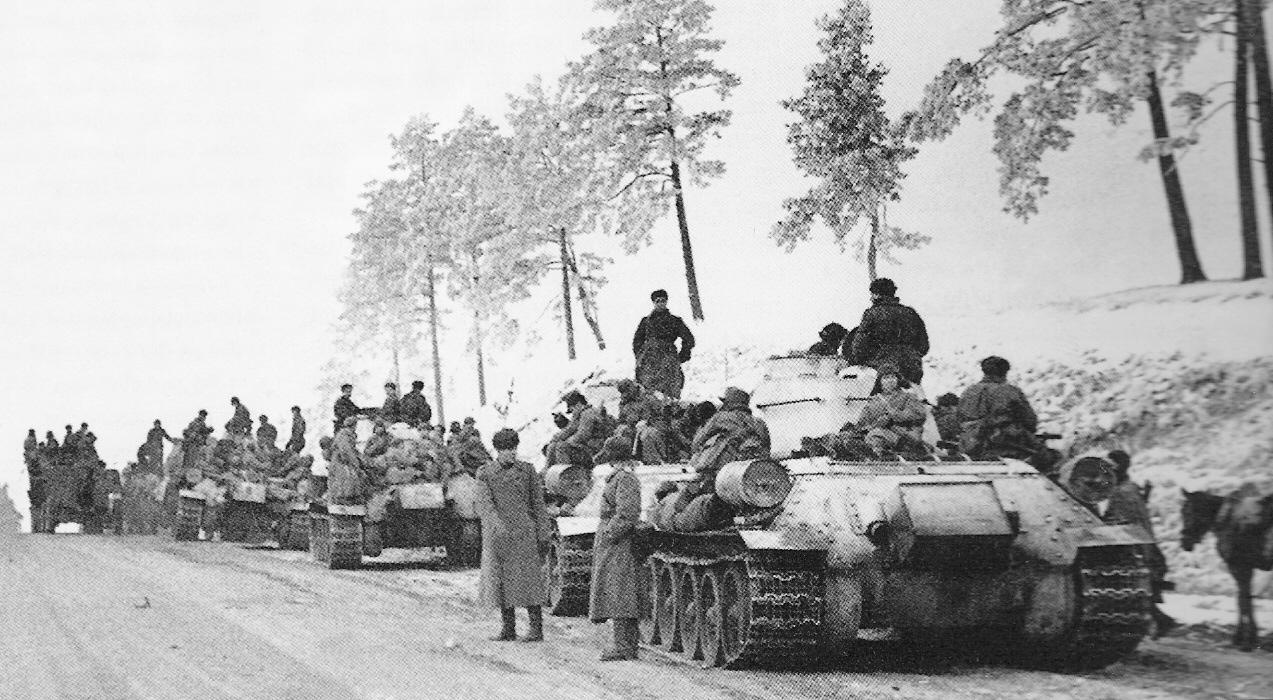
Колонна танков Т-34 обр. 1943 3Гв. ТА, январь 1944

Войска 1-го Украинского фронта в ходе Житомирско-Бердичевской операции 5 января, после пятидневных ожесточённых боёв, штурмом овладели городом и крупным железнодорожным узлом Бердичев — мощным опорным пунктом обороны немцев на юго-западном направлении.
- 18-й армии в составе: 52-го стрелкового корпуса (генерал-майор Перхорович, Франц Иосифович) в составе: 24-й сд (генерал-майор Прохоров, Фёдор Александрович), 389-й сд (полковник Колобов, Леонид Александрович), 117-й гв. сд (полковник Волкович Тимофей Иванович); 12-го отд. гв. тпп (подполковник Ильюшкин, Михаил Иванович).
- 38-й армии в составе: 74-го стрелкового корпуса (генерал-лейтенант Шевердин, Фёдор Ефимович) в составе: 183-й сд (полковник Василевский, Леонид Дмитриевич), части войск 305-й сд (полковник Васильев, Александр Фёдорович).
- 1-я танковая армия: 44-й танковой бригады (подполковник Гусаковский, Иосиф Ираклиевич) 11-го гвардейского танкового корпуса (генерал-лейтенант т/в Гетман, Андрей Лаврентьевич).

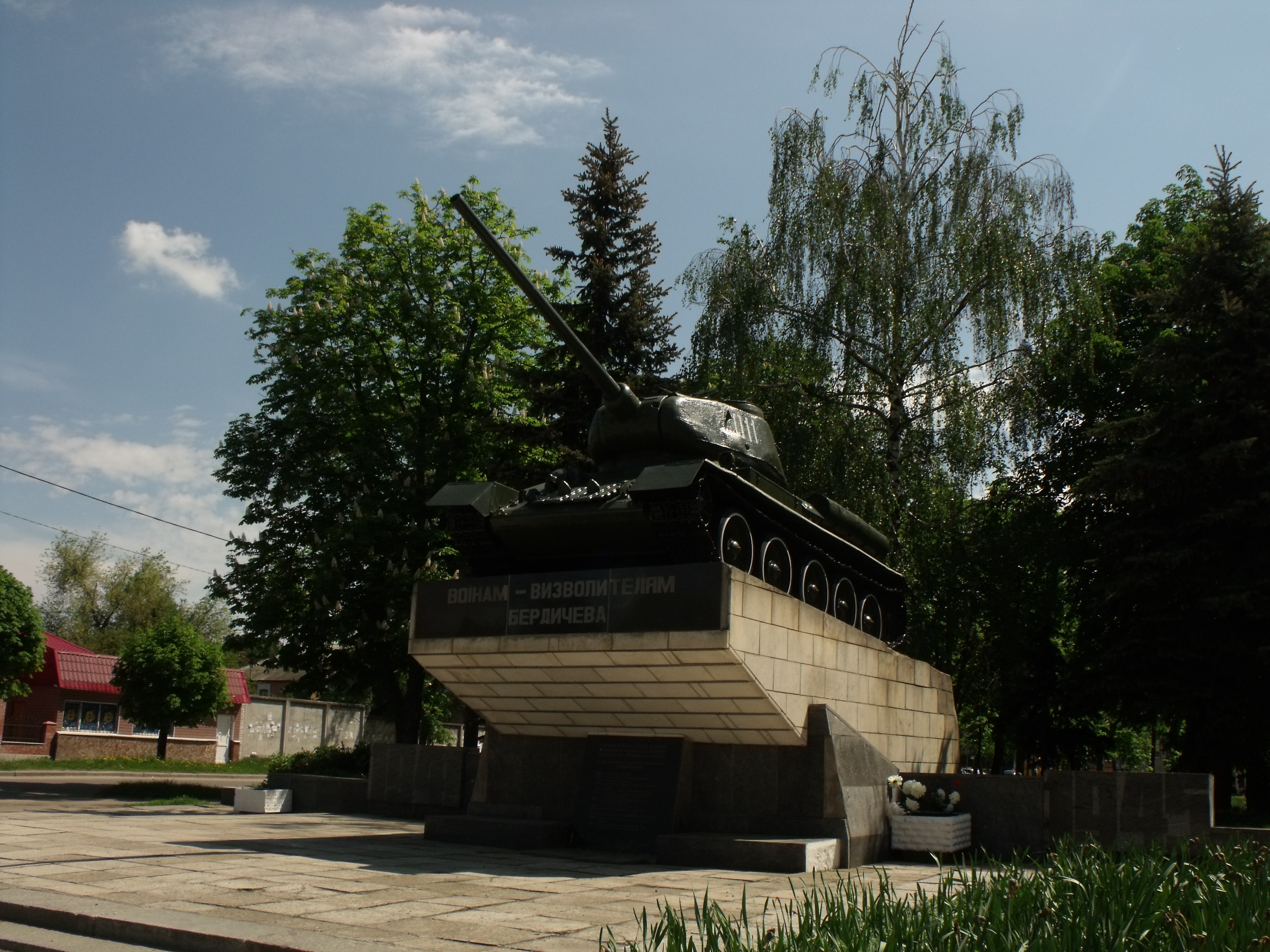
Памятник воинам-освободителям

В ознаменование одержанной победы соединениям и частям, отличившимся в боях за освобождение города Бердичев, Приказом Верховного Главнокомандующего И. В. Сталина от 06.01.1944 года присвоить наименование «Бердичевских».,
Впредь эти соединения и части именовать:
- 389-я стрелковая Бердичевская дивизия,
- 117-я гвардейская стрелковая Бердичевская дивизия,
- 24-я стрелковая Бердичевская дивизия,
- 44-я гвардейская танковая Бердичевская Краснознамённая бригада,
- 12-й отдельный гвардейский танковый Бердичевский полк,
- 312-й гвардейский истребительный противотанковый артиллерийский Бердичевский полк (майор Соломатин, Яков Алексеевич),
- 493-й истребительный противотанковый артиллерийский Бердичевский полк (подполковник Вилинский, Пётр Михайлович[укр.]),
- 91-й гвардейский миномётный Бердичевский полк (подполковник Сигаев, Вениамин Матвеевич),
- 227-я штурмовая авиационная Бердичевская дивизия (полковник Ложечников, Андрей Александрович).[115]

Сегодня, 6 января, в 1 час столица нашей Родины Москва от имени Родины салютует нашим доблестным войскам, освободившим город Бердичев, двадцатью артиллерийскими залпами из двухсот двадцати четырёх орудий.
Верховный Главнокомандующий
Маршал Советского Союза И. СТАЛИН.
По неполным данным, на фронтах Великой Отечественной войны, в подполье и партизанских отрядах сражались 7800 бердичевлян. За проявленный героизм 5646 человек награждены орденами и медалями, а лётчице П. В. Гельман и танкисту К. А. Томашевскому присвоено звание Герой Советского Союза. В январе 1944 года в Бердичеве располагался штаб 18-й армии 1-го Украинского фронта, начальником политуправления в которой был полковник Л. И. Брежнев.

### Послевоенный период

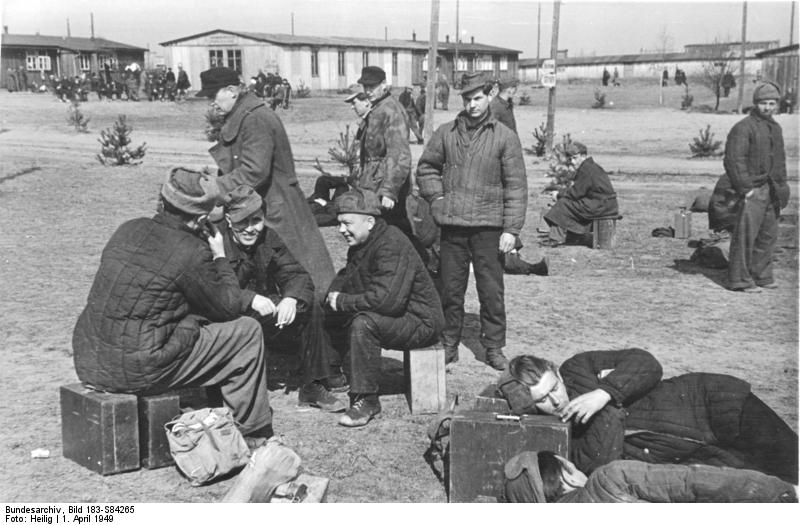
Возвращающиеся домой немецкие военнопленные, 1 апреля 1949.

После освобождения город подвергался обстрелам дальнобойной артиллерии и налётам немецкой авиации. Один из таких налётов был 21 марта 1944 года, во время бомбардировки погибли сотни людей, здание вокзала было полностью разрушено. Налёты продолжались до 1 мая.

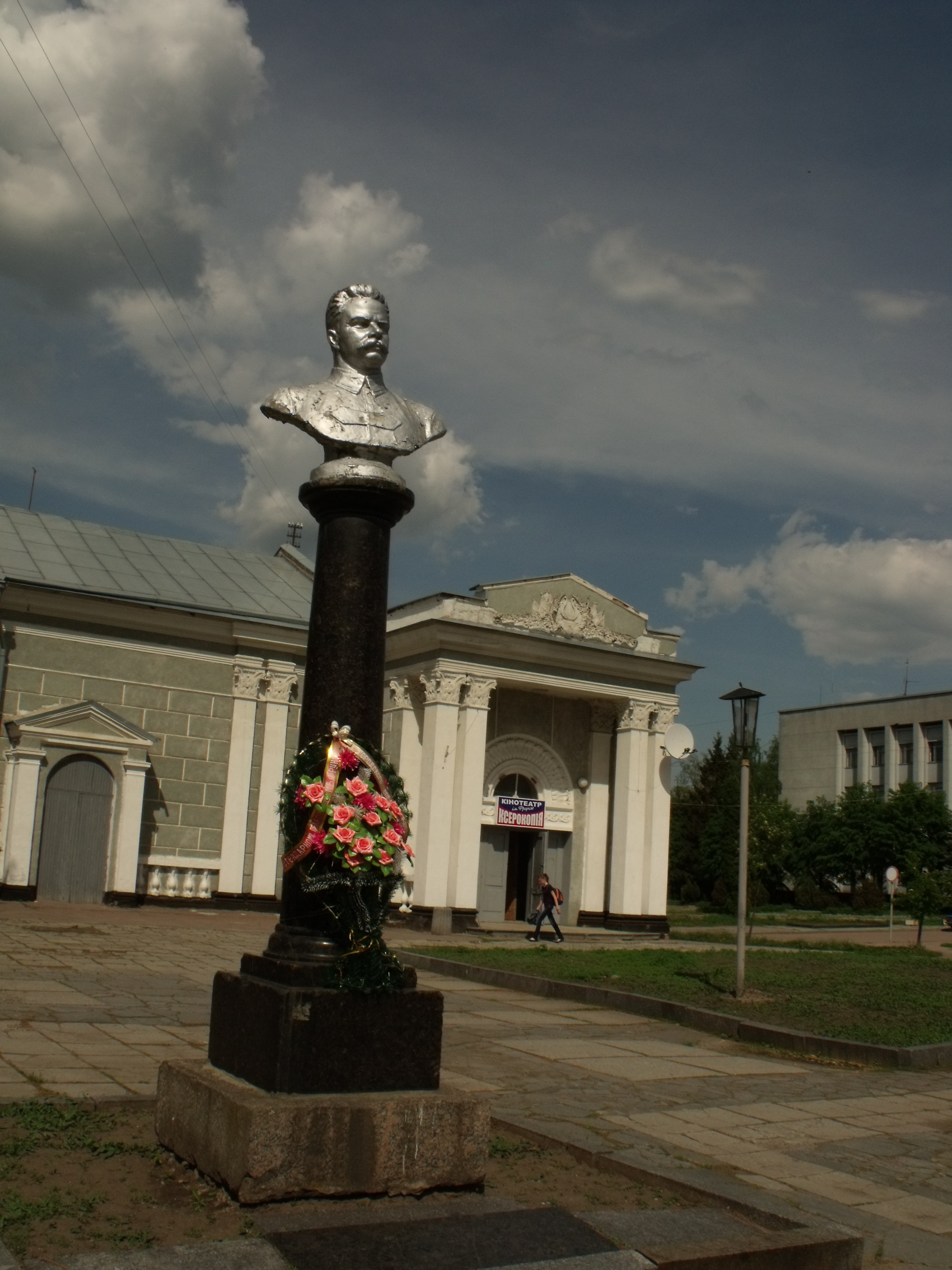
Памятник Фрунзе

В годы войны было разрушено более 45 % жилого фонда. В послевоенные годы жители города вместе с немецкими, французскими, румынскими, словацкими, австрийскими, венгерскими, чешскими и итальянскими военнопленными (которые принимали участие в военных действиях против СССР), поднимали из пепла и руин город и сёла, восстанавливали народное хозяйство. Газета «Известия» в статье о восстановлении Бердичева писала: "И на стене дома рядом с начертанной мелом надписью, сделанной безвестным минёром, — «Мин нет», — появляется бодрая табличка — «Есть пиво».

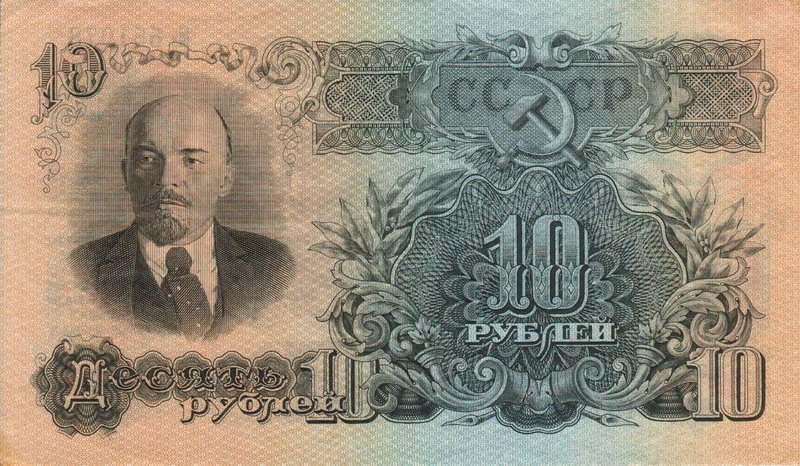
10 рублей СССР 1947

Окончание Великой Отечественной войны в СССР сопровождалось чудовищным всплеском преступности. Её породили не только голод и нищета, доводившие людей до предела. После сталинской амнистии в честь победы над Германией на волю из лагерей вышли тысячи уголовников, для которых не составило большого труда вооружиться (после войны у населения оставалось много огнестрельного оружия). В различные банды и шайки стекались толпы бывших полицаев, дезертиров, беспризорников. Большинство подобного рода шаек составляли подростки — дворовая шпана, промышлявшая в основном мелкими кражами. Как-то сельские пацаны поставили на уши весь Бердичев, развесив листовки с таким текстом: «Привет ворам, капут фраерам. Шестого апреля 1945 года прибыло несколько членов из банды „Чёрная кошка“. Действуют в течение пяти дней. Секретарь „Чёрной кошки“ Палёный».

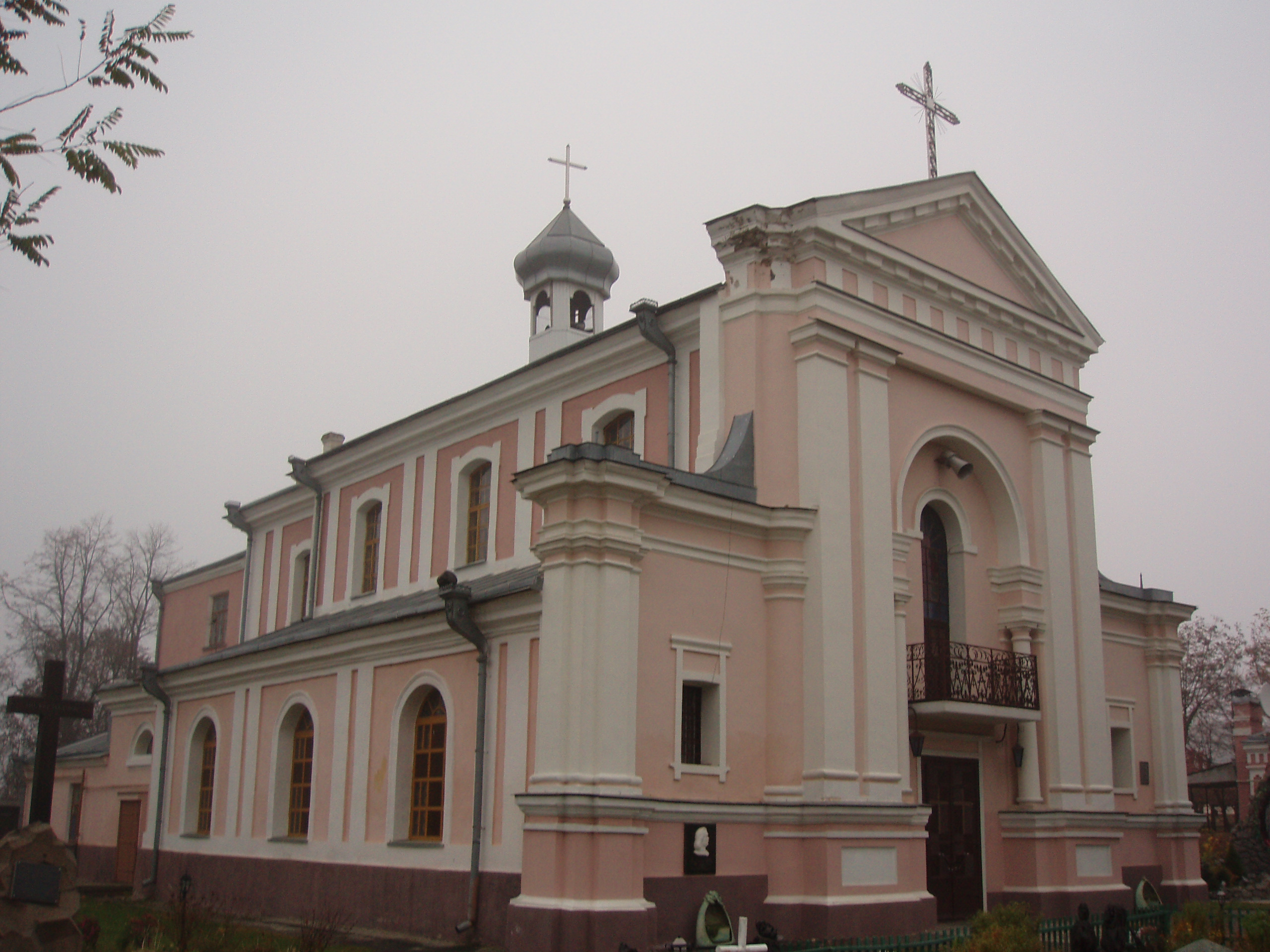
Костёл святой Варвары

С 1948 года происходит газификация города.
В 1948—1959 г. строится солодовый завод.

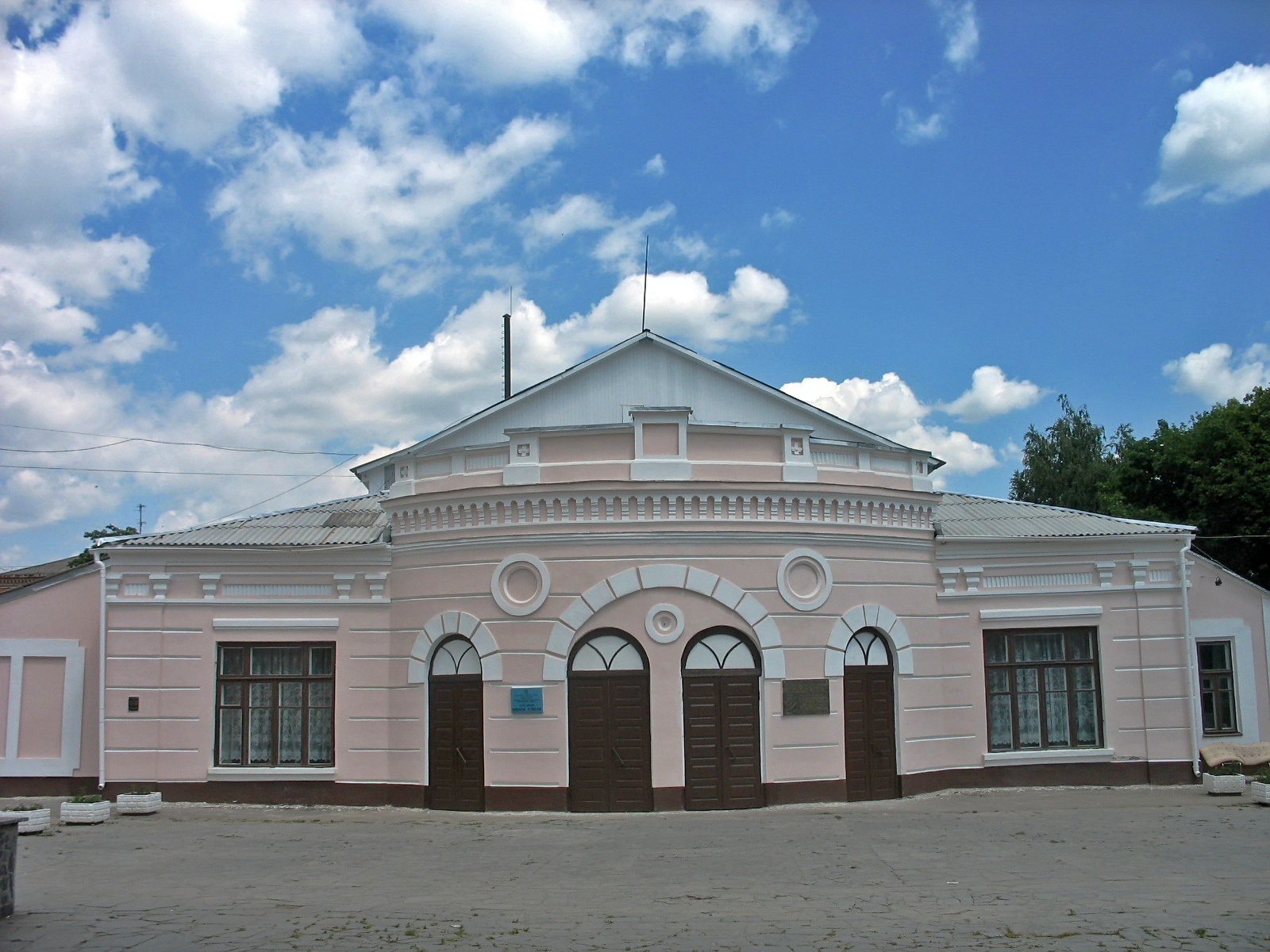
Дом культуры

В 1950-х годах период терпимости к религии, который длился со времени ВОВ, меняется на гонение религии советской властью. С 1950 года вновь закрыт костёл Св. Варвары, уничтожаются алтарь, орган, внутреннее убранство, с 1954 года в здании костёла открывается спортивная школа, в которой работал тренер по прыжкам в высоту В. А. Лонский. Закрываются синагоги, молитвенный дом Церкви Евангельских христиан-баптистов (православные храмы и одна синагога продолжали работать).

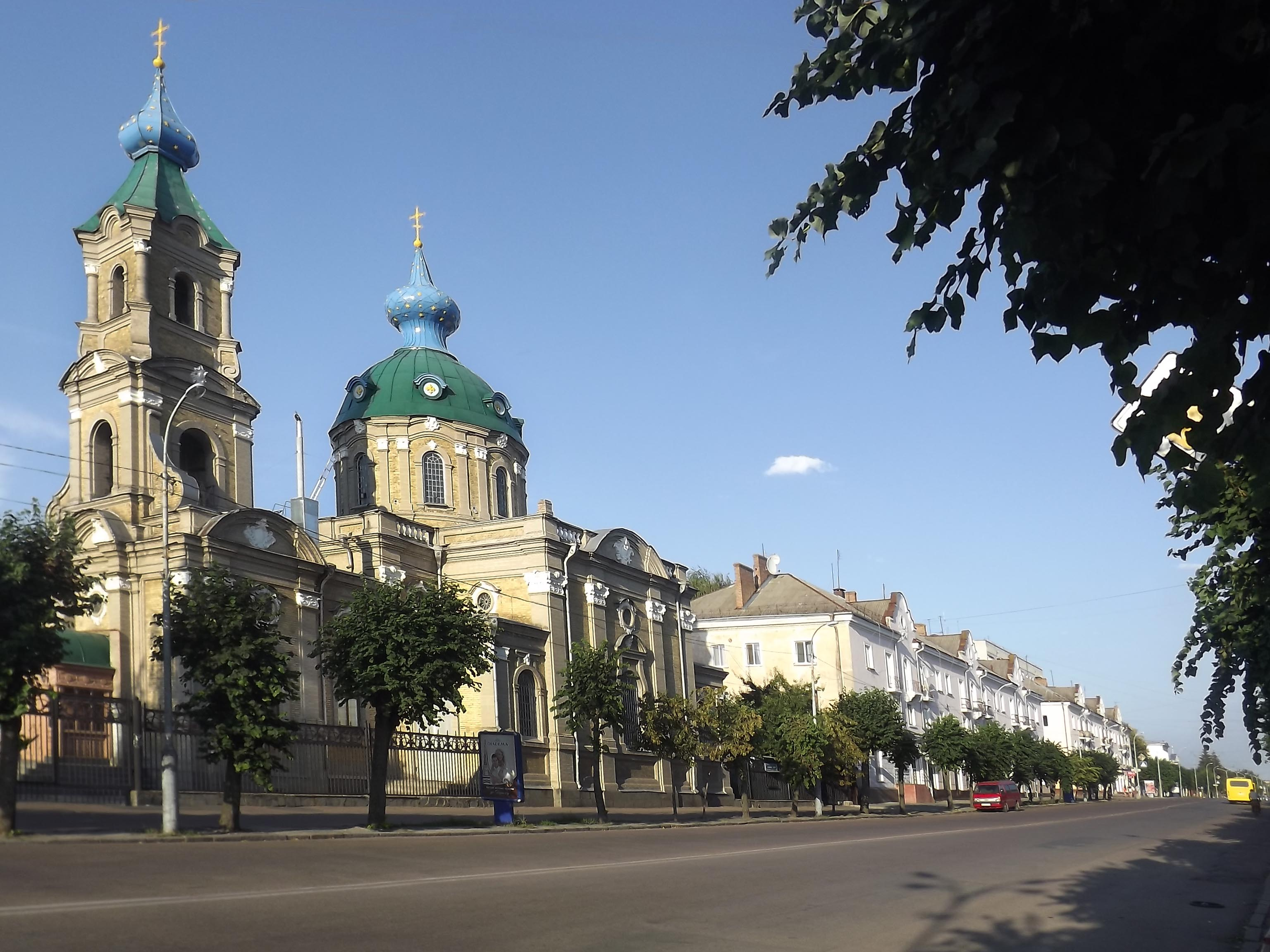
Свято-Никольская церковь

В 1953 году по инициативе полковника Спивака, на собранные жителями города средства был изготовлен и открыт памятник на месте массовых расстрелов евреев. Ночью памятник снесли, а полковник Спивак уволен из состава Вооружённых сил и исключён из Коммунистической партии. Памятник нашли через несколько десятилетий на территории еврейского кладбища и установили при входе к нему.

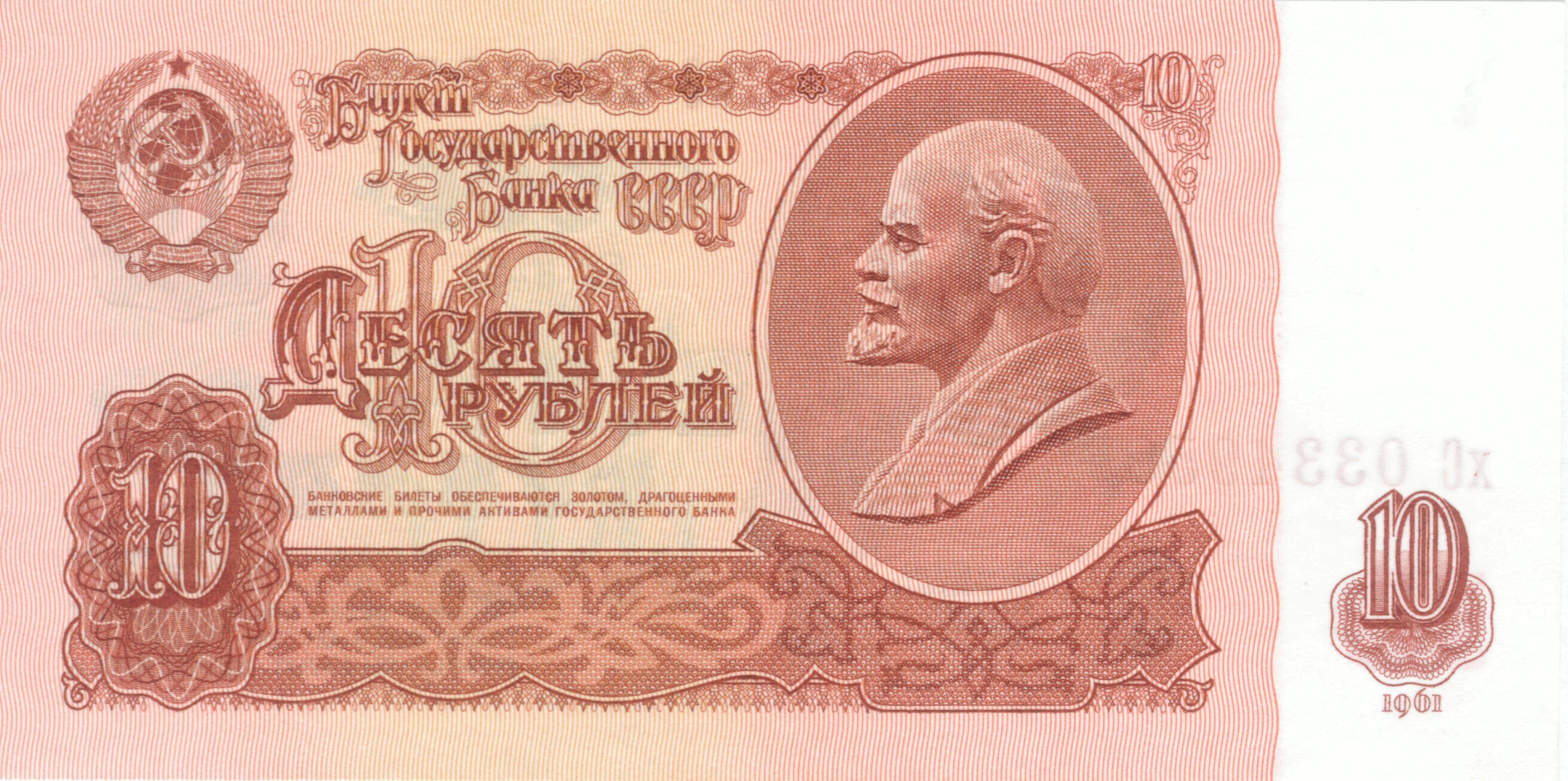
10 рублей СССР 1961

В 1954 году закрыт Бердичевский исторический музей. Экспонаты были переданы в Житомирский краеведческий музей.

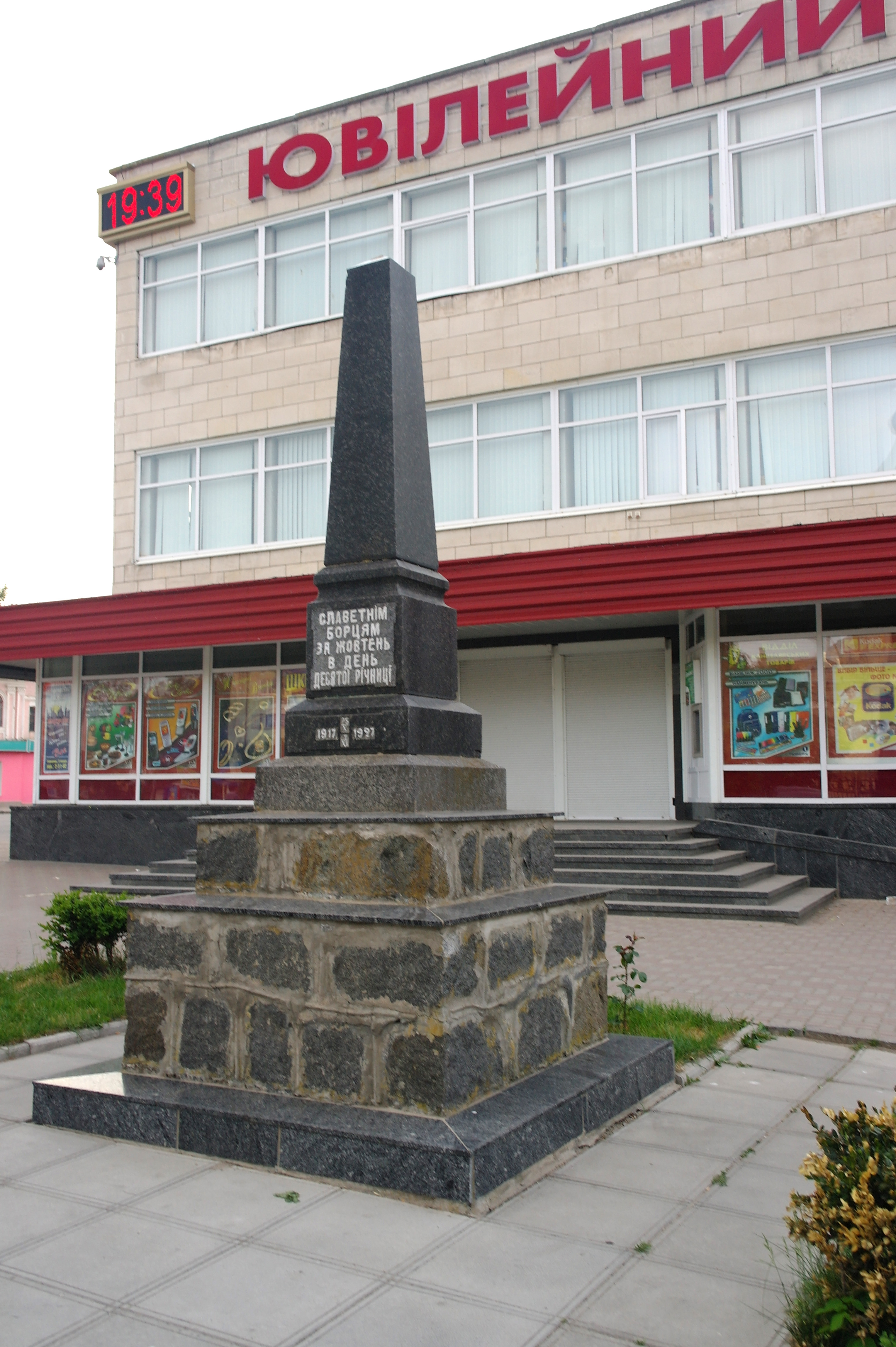
Универмаг «Юбилейный», памятник погибшим во время гражданской войны

В декабре 1955 года, после восьми лет строительных работ, начинает работать новый железнодорожный вокзал.
В 1959 году решением Житомирского областного совета последний театр в Бердичеве был ликвидирован а на его базе открыт городской Дом культуры, переименованный в 1996 г. в районный Дом культуры.
В 1959 году в Бердичеве родился американский шахматист Г. З. Кайданов.
На конец 1950 года в городе действовало более 30 предприятий, в 14-и школах города обучалось более 6 тысяч учеников.
В 1960-х годах быстрых темпов набирает строительство жилья, с центральных улиц города практически исчезают старые здания, асфальтируются центральные улицы города.
В 1960—1964 годах электрифицируют железнодорожную линию, проходящую через Бердичев и паровозы вытесняются электровозами и тепловозами что способствует увеличению грузопотоков на железной дороге.
В 1964 году строится новое здание машиностроительного техникума.

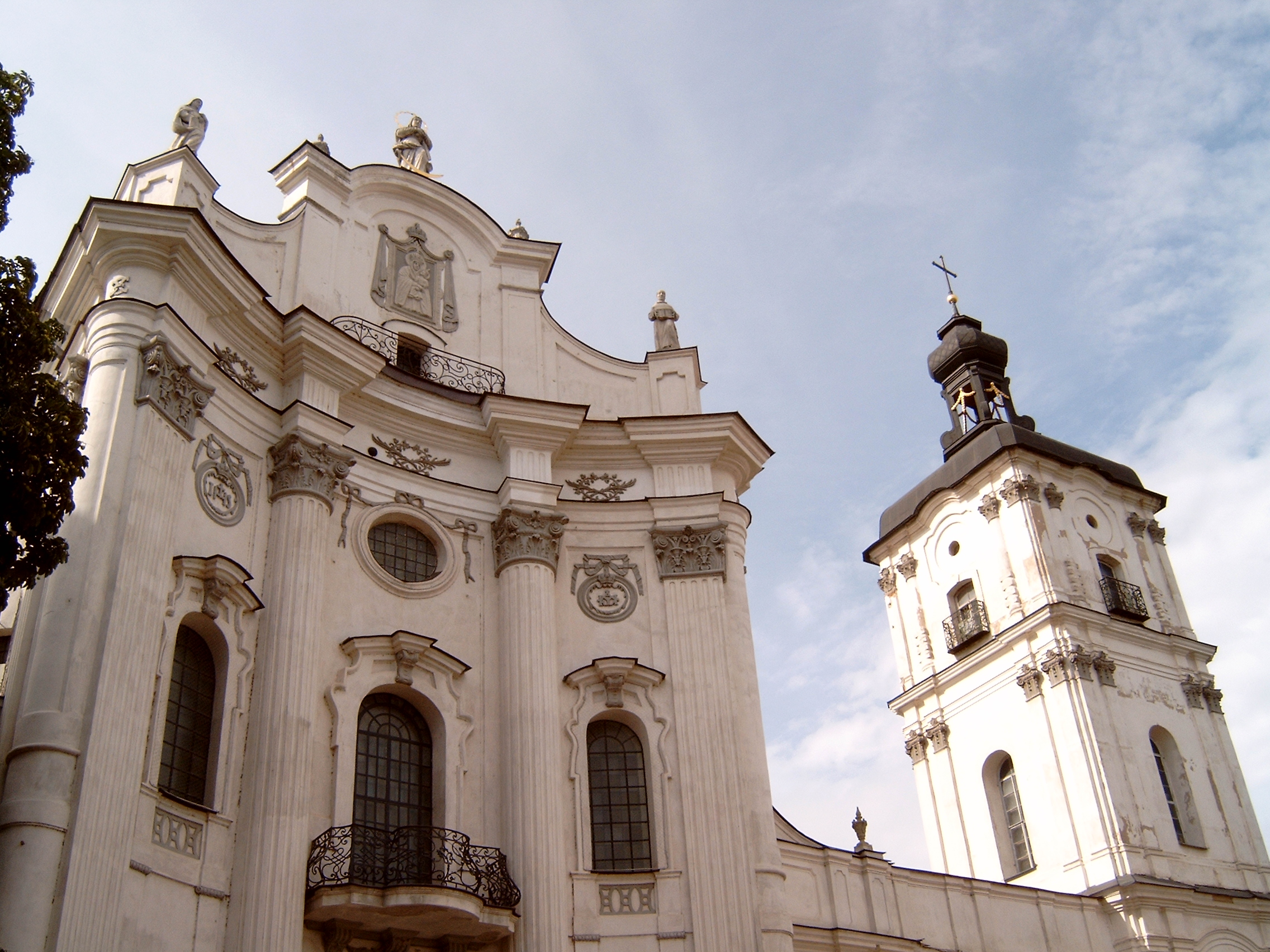
Фронтон Мариинского костёла монастыря.

В 1967 году крепости-монастырю Босых кармелитов был присвоен статус памятника архитектуры и началась его медленная реставрация.
В 1967 году начала действовать телефонная станция на 3000 номеров.
В 1965—1970 годах в городе начинает работать отель «Дружба», в 1969 году открывается универмаг «Юбилейный», в городе действуют 76 магазинов, 14 предприятий общественного питания.
В 1971 году Бердичевский Педагогический институт преобразован в училище (1951—1971). Факультеты переведены в Житомир и Умань.
В 1971 году строится завод по ремонту вычислительной техники.
В 1973 году построена водяная насосная станция (водонапорная башня в центре сносится).

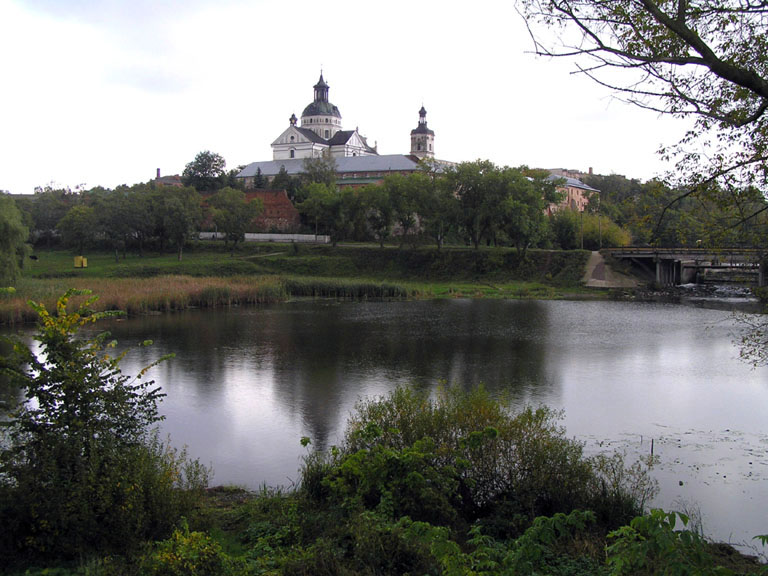
Монастырь Босых Кармелитов

В 1970-х годах в отреставрированных помещениях монастыря работает детская музыкальная школа, а с 1979 года рядом с ней открывается городская художественная школа.
5 января 1974 года открыт танк-памятник напротив машиностроительного техникума, на берегу реки Гнилопять.
В 1974 году в Бердичеве родился заслуженный артист Украины Залевский А. В.
В 1980 году через Бердичев прошёл путь Олимпийского огня, который символизировал начало проведения ХХІІ Олимпийских игр в Москве.

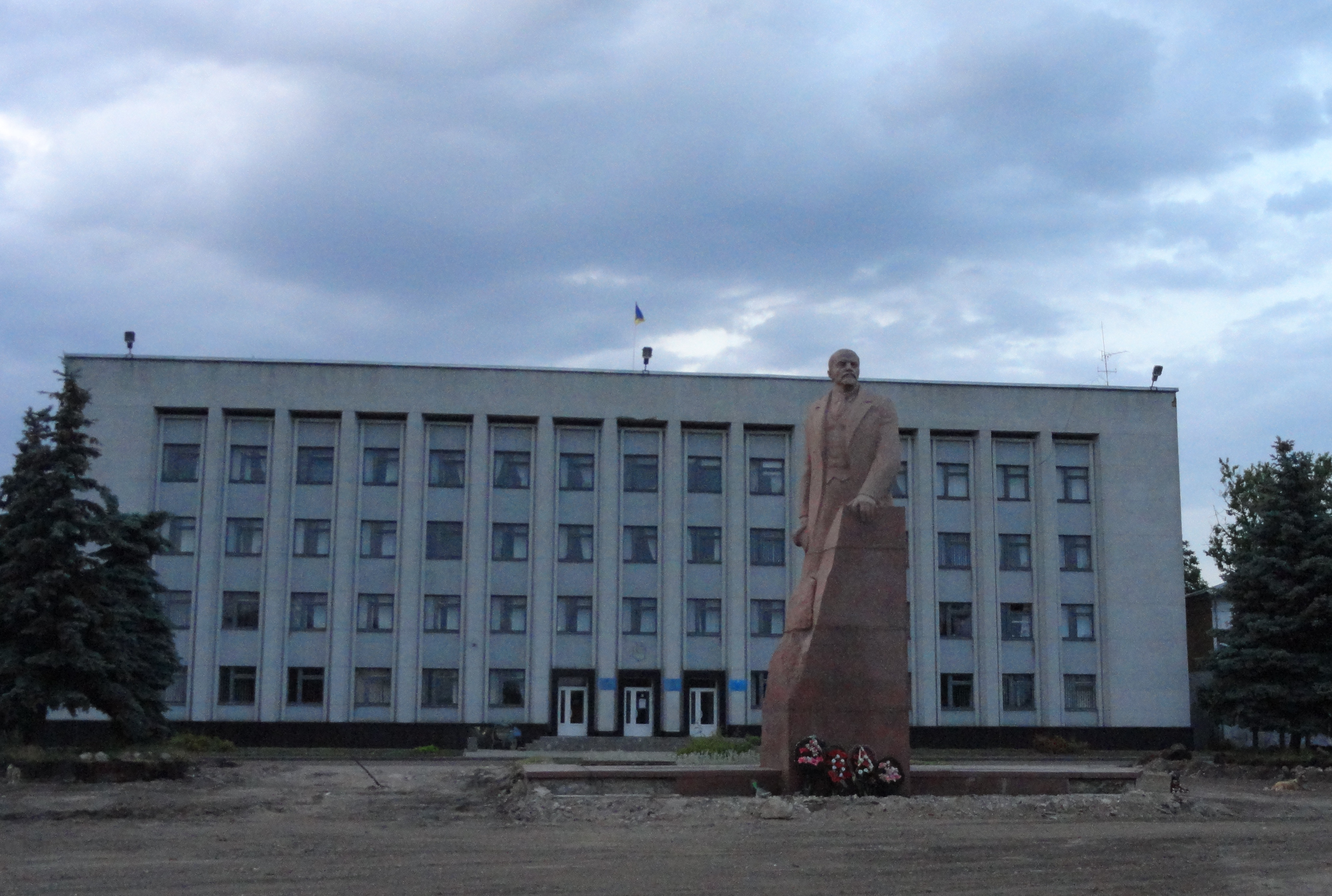
Памятник Ленину

В 1982 году на Октябрьской площади открывается памятник Ленину (снесён в 2014 году).
В 1983 году на северной окраине села Хажин, рядом с могилами, где были казнены 10 656 человек, был установлен памятный знак из чёрного гранита. В том же году, возле могил, где было казнено более 18 тысяч человек, также установлен памятный знак. Были установлены мемориальные знаки и в других местах массовых захоронений.
В 1984 году в городе снова открыт краеведческий музей.

Карта радиоактивного загрязнения нуклидом цезий-137 на 1996 год.

К середине 1980-х годов проблемы существовавшей в СССР плановой экономики обострились. Существующий дефицит потребительских товаров, в том числе продовольственных, резко усилился. Генсек ЦК КПСС М. С. Горбачёв инициировал реформы в экономической и политической структуре СССР — перестройку.
16 мая 1985 года Президиум Верховного Совета СССР издал Указ «Об усилении борьбы с пьянством и алкоголизмом», прозванный в народе «сухой закон». Результатом его явился демонтаж ряда ликёроводочных заводов, а также их переоборудование в предприятия безалкогольных напитков.

Красным и оранжевым обозначены республики в составе Союза Суверенных Государств (ССГ); чёрным — государства, отказавшиеся подписать новый союзный договор.

26 апреля 1986 года произошла Авария на Чернобыльской АЭС. Город не вошёл в перечень местностей с повышенным уровнем радиации, но многие жители города выполняли работы по ликвидации последствий аварии. Бердичевский район принимал переселенцев из заражённой местности.
В декабре 1986 года, после почти десятилетнего строительства был сдан в эксплуатацию Дом культуры и техники завода «Прогресс».
В конце 1980-х годов практически прекращается еврейская культурная деятельность. По переписи 1989 года в городе проживало 3512 евреев (3,9 %). С 1988 года, после перестройки, происходит репатриация еврейского населения Бердичева в Израиль и частично в США. На 1 января 1995 года в Бердичеве проживало около 800 евреев (0,8 % населения города).
К 1989 г. стало ясно, что попытка реформирования экономики в рамках социалистической системы провалилась. Страна всё глубже погружалась в пучину товарного дефицита и общего экономического и политического кризиса. Были введены талоны на продовольственные и промышленные товары, деньги обесценивались и не выплачивались. В стране начался беспорядок, что привело к путчу и распаду СССР.

## Украина

Герб Украины

24 августа 1991 года Верховная рада (парламент УССР) провозгласила независимость Украины (Последний президент УНР в изгнании Микола Плавьюк 22 августа 1992 года официально передал первому президенту Украины Леониду Кравчуку грамоту о том, что Украина является правовым преемником УНР).
В 1991 г. костёлы монастыря (крепости) опять были переданы католической общине. Сюда была возвращена пешей торжественной процессией из Польши известная во всём католическом мире икона Божьей Матери Бердичевской. Во время поездки на Украину костёл посетил и поклонился этой иконе Папа Римский Иоанн Павел II. Сейчас при костёле постоянно служат католические монахи из Польши и Ватикана, проводятся службы и отмечаются католические праздники и приезжает множество католиков из разных стран. До сих пор в Житомирской области проживает наибольшее количество поляков по сравнению со всеми остальными областями Украины.

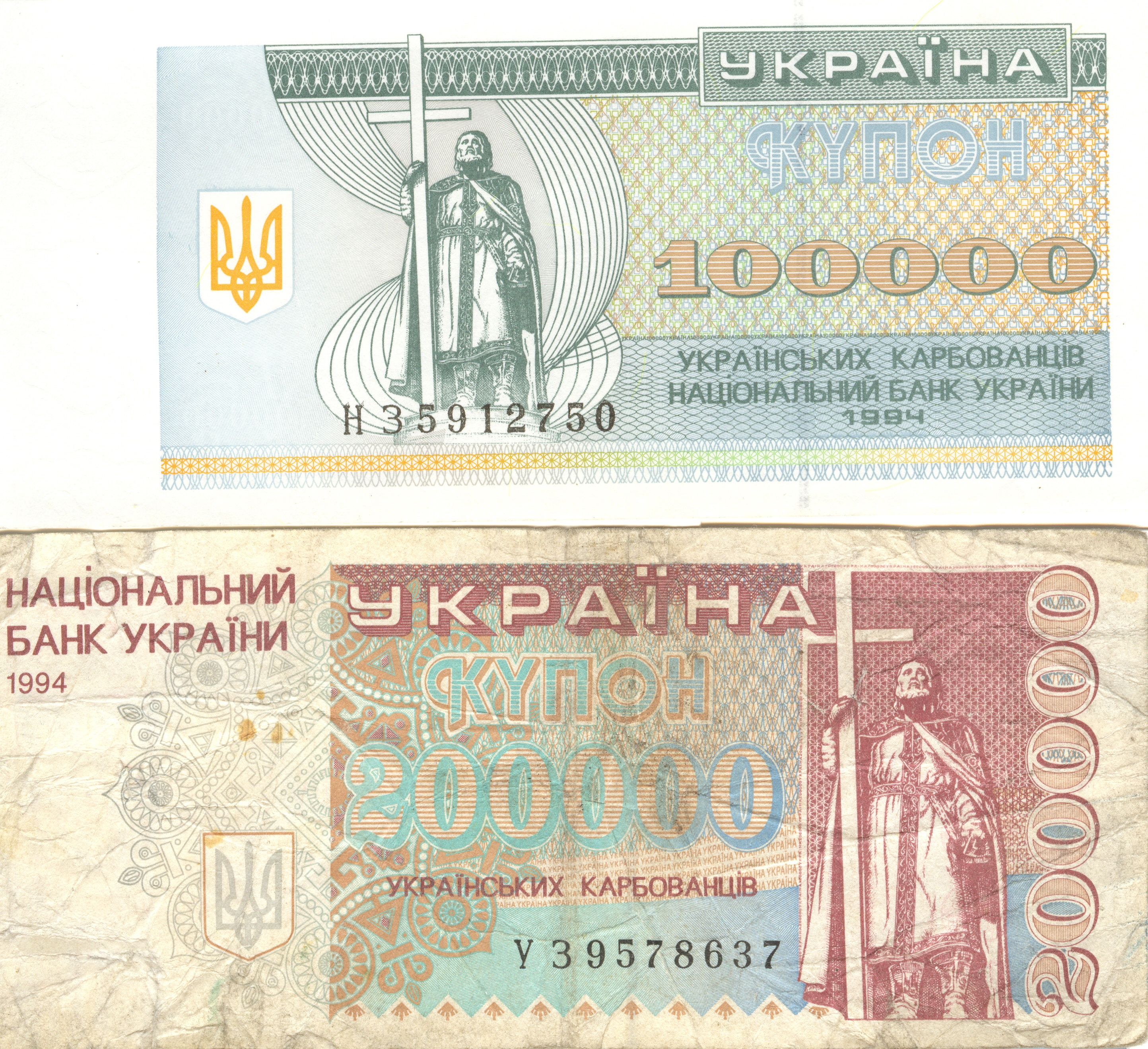
Украинские купоно-карбованцы, 1992—1996 годы

В 1991 году костёл св. Варвары был возвращён верующим.
В 1996 году Свято-Никольский храм города Бердичева в связи с особым значением в духовной жизни епархии и соответствующим чином совершения богослужений получил статус собора..

Герб Бердичева

«…Практически в каждой области есть свой раввин из Израиля или Америки, но Бердичев, кажется, единственный необластной город, где также есть „иностранный“ раввин и, насколько известно, идёт серьёзная борьба за эту синекуру…» «…Его посещают сейчас ежегодно тысячи, а возможно десятки тысяч иностранцев. На 99,9 % — это хасиды со всех частей света… Цель приезда у хасидов одна — помолиться на могиле мудрейшего и известнейшего среди верующих евреев Леви Ицхока Бердичевского, одного из ближайших последователей и продолжателей основателя хасидского учения, и уехать. Немногие, правда, даже там живут некоторое время, приходя ежедневно в синагогу… Хасидами создана достаточно серьёзная инфраструктура организации приёма, размещения, транспортировки паломников…».
Строятся и появляются молитвенные дома других конфессий.
В 1997 году в Бердичев пришла сотовая связь (UMC).

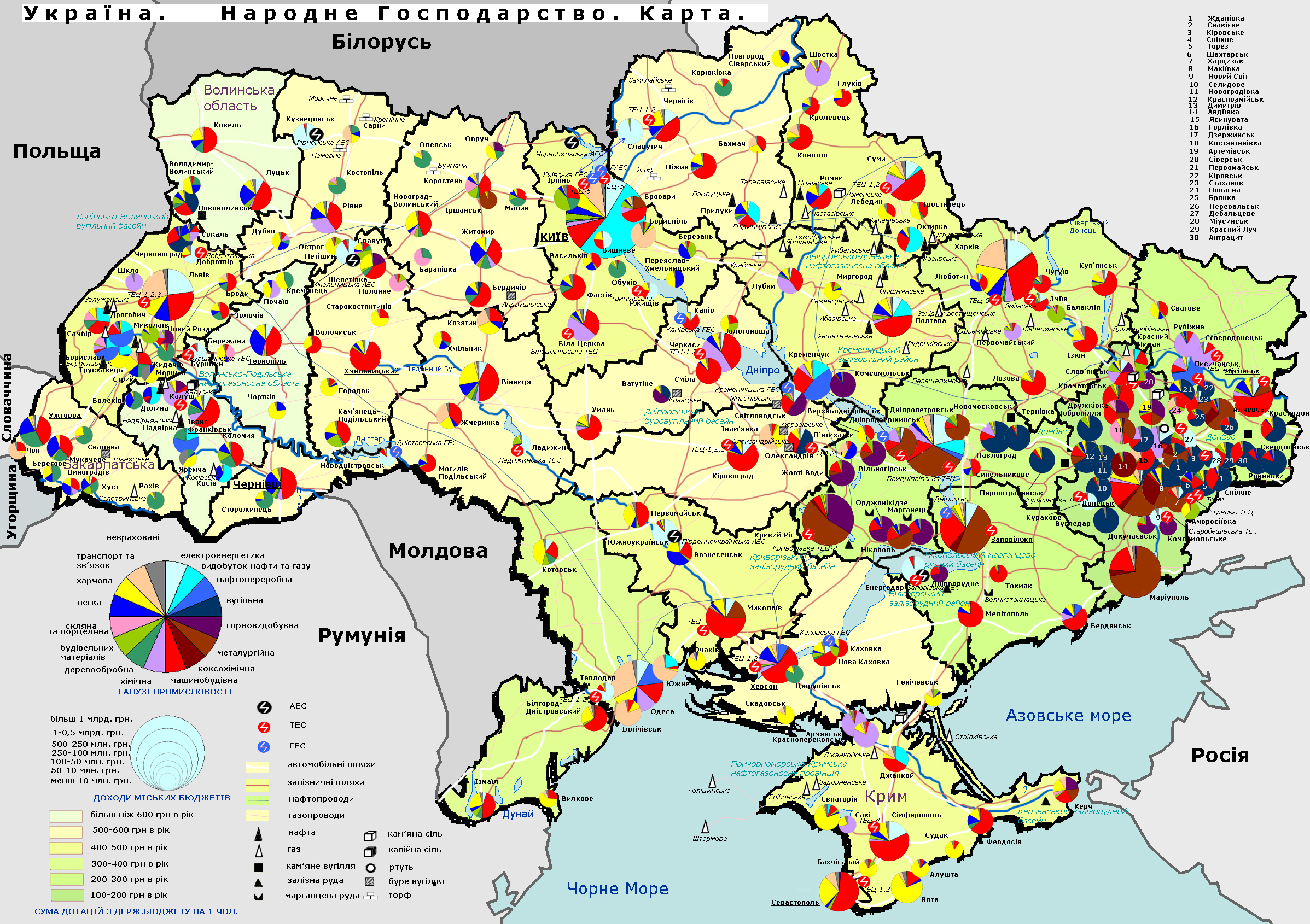
Экономическая карта Украины

В 1998 году утверждён новый герб Бердичева.
На протяжении первой половины 1990-х годов предприятия Бердичева переживали экономический спад. Некоторые из них, не выдержав конкуренции и не сумев наладить работу в новых рыночных условиях к концу 1990-х стали банкротами. Ликвидировались кожзавод, сахарный завод, завод по ремонту вычислительной техники, перчаточная фабрика, завод безалкогольных напитков, мясокомбинат и другие. В то же время открываются новые предприятия ДП «Ритм», ТОВ «Берком», ТОВ «ТИС-Полесье», ЗАТ «Днепровуд», ДП «Соки Украины» и другие.

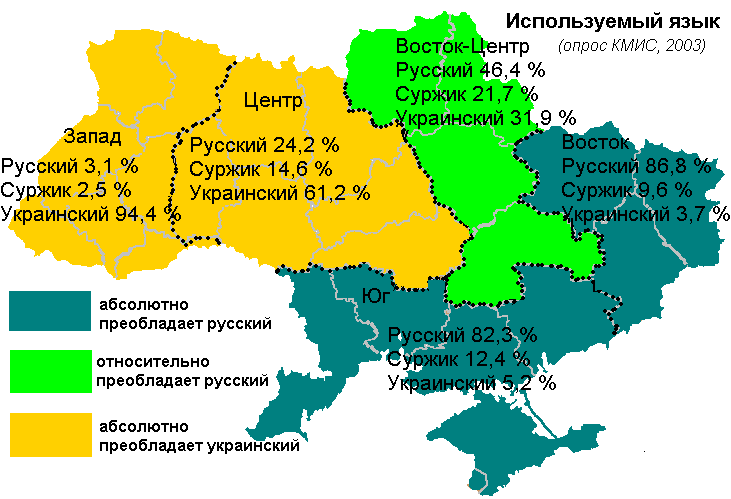
Используемый язык населения Украины (по данным исследования языкового поведения населения Украины КМИС, 2003 год)

Практически прекращается строительство жилья, а существующий фонд не поддерживается должным образом. Много зданий приходят в аварийное состояние. 6 марта 1996 года обрушился дом по улице Свердлова. Погибло 5 человек. Эта трагедия принуждает власть к сносу дореволюционных построек. В их число вошли здание гимназии Шварцмана, городского суда и другие (Если Житомирская область давала около 1 % ВВП Украины, то получала 0,1 %).
С середины 1990-х сокращается и количество воинских частей, расположенных в городе.
С 1999 года в Бердичеве появляется интернет.
По состоянию на 2003 год население Бердичева — 86,2 тыс. чел., национальный состав — украинцы, русские, поляки, евреи и др.
В Бердичеве насчитывается 26 предприятий лёгкой, пищевой, деревообрабатывающей и машиностроительной промышленности. В городе работают более 500 предприятий торговли, общепита, сферы бытовых услуг, действуют филиалы 17 банков. Насчитывается 15 школ, в которых обучается более 7000 детей, 8 библиотек, детская художественная и музыкальная школы, промышленный и педагогический колледжи, медицинское училище, профтехучилища, 2 стадиона, крытый плавательный бассейн.

— Фима, что нового дома, в Бердичеве?
— Ах, что там может быть нового? Ничего!
— Ну а всё-таки, что-то же, наверное, должно быть?
— Да вот, собака залаяла.
— Собака залаяла? Почему?
— Как не залаять, если кто-то наступил ей на хвост?
— Кто-то на хвост наступил? С чего бы?
— Ну, можно не заметить под ногами какую-то собачонку, если такая толпа
 народу собралась?
— А по какому поводу собралась толпа?
— Как же не собраться народу, если твоя жена из окна выскочила?
— Моя жена? Из окна?
— А почему нет, если пришла полиция?
— Полиция? С какой стати?
— А почему бы ей не прийти, если твой тесть подделал вексель?
— Опять он за своё! В который уже раз с ним это случается…
— Вот я же тебе говорю: в Бердичеве ничего нового.

## Фотографии

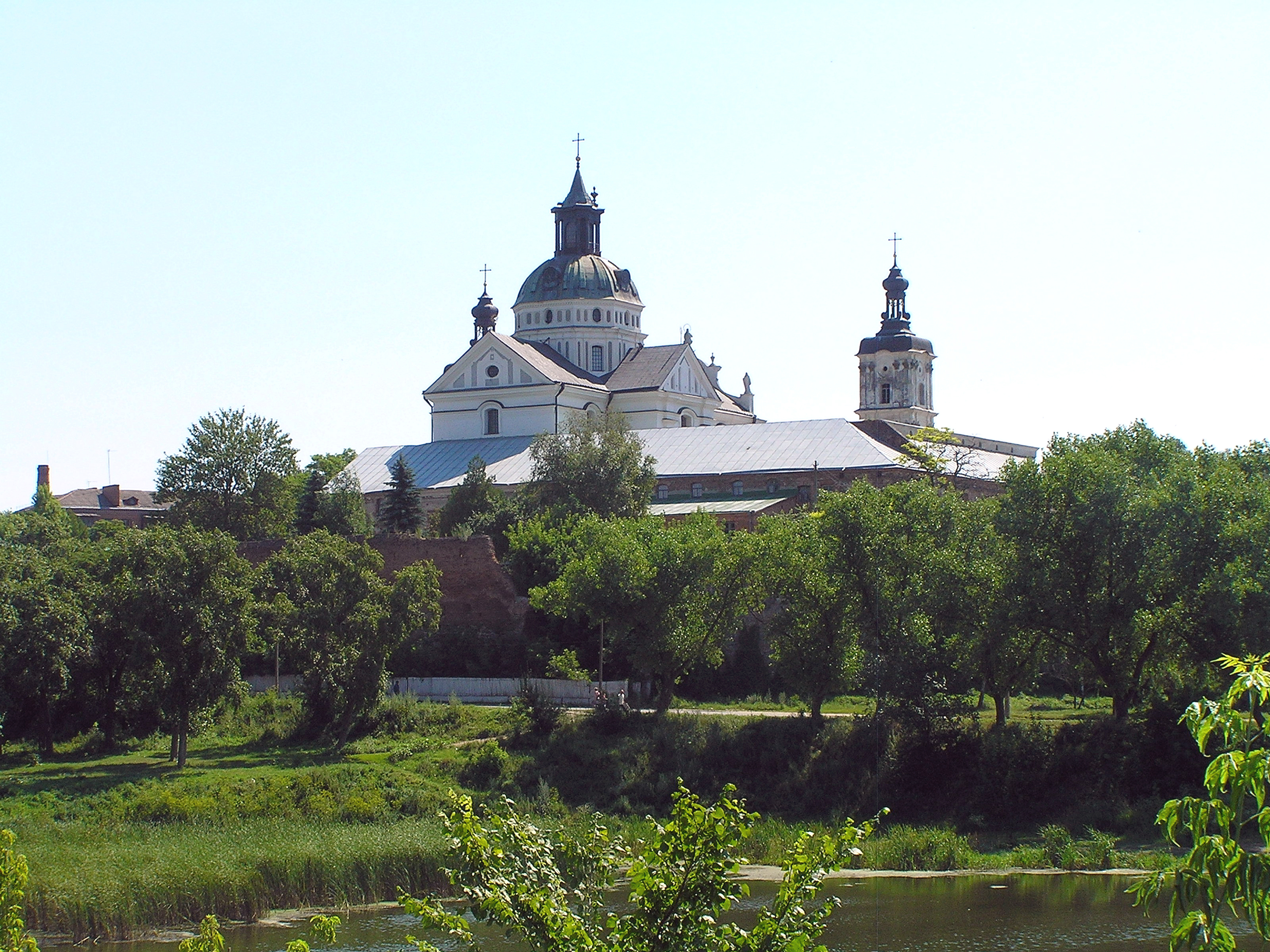
Кармелитский монастырь
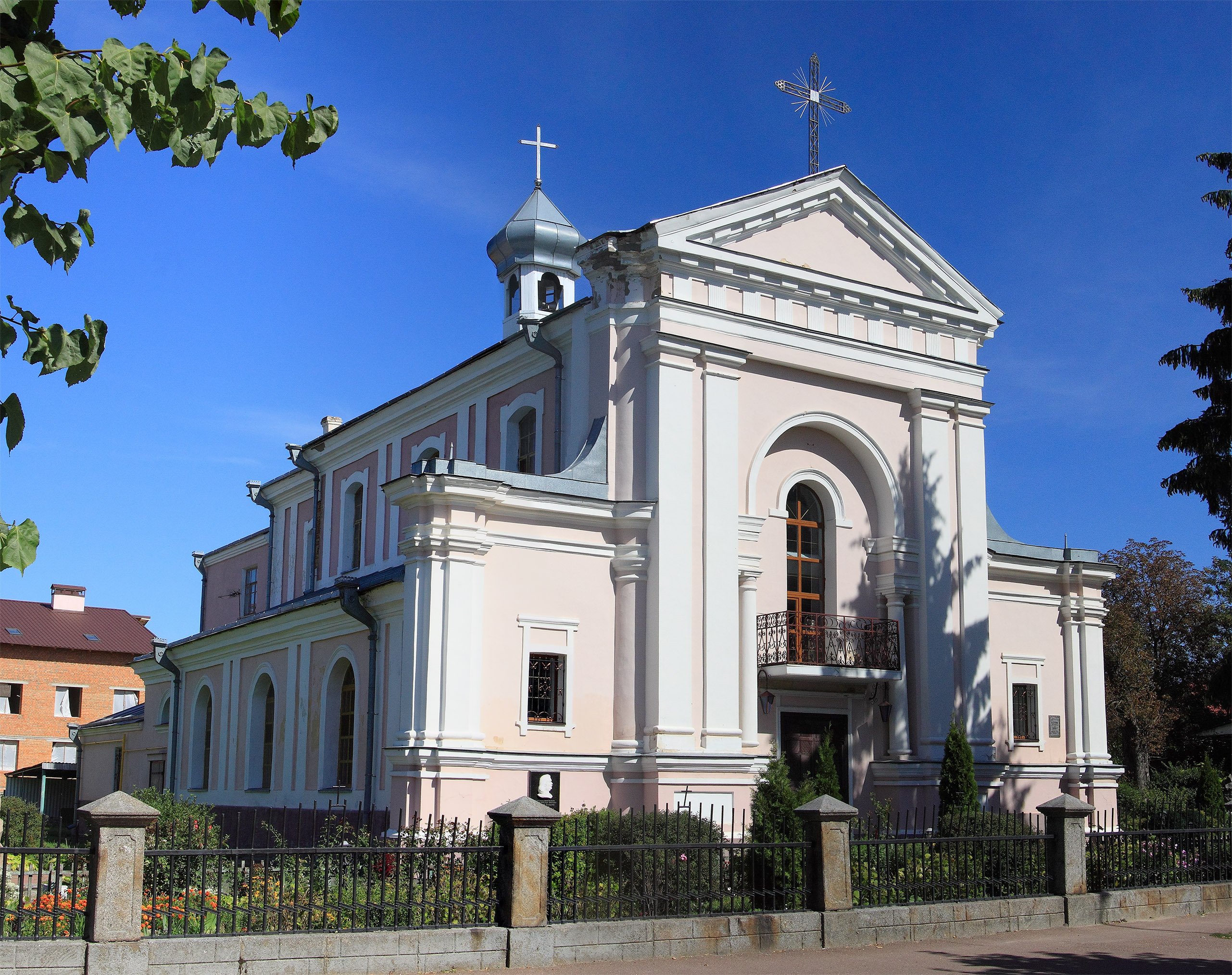
Костёл св. Варвары
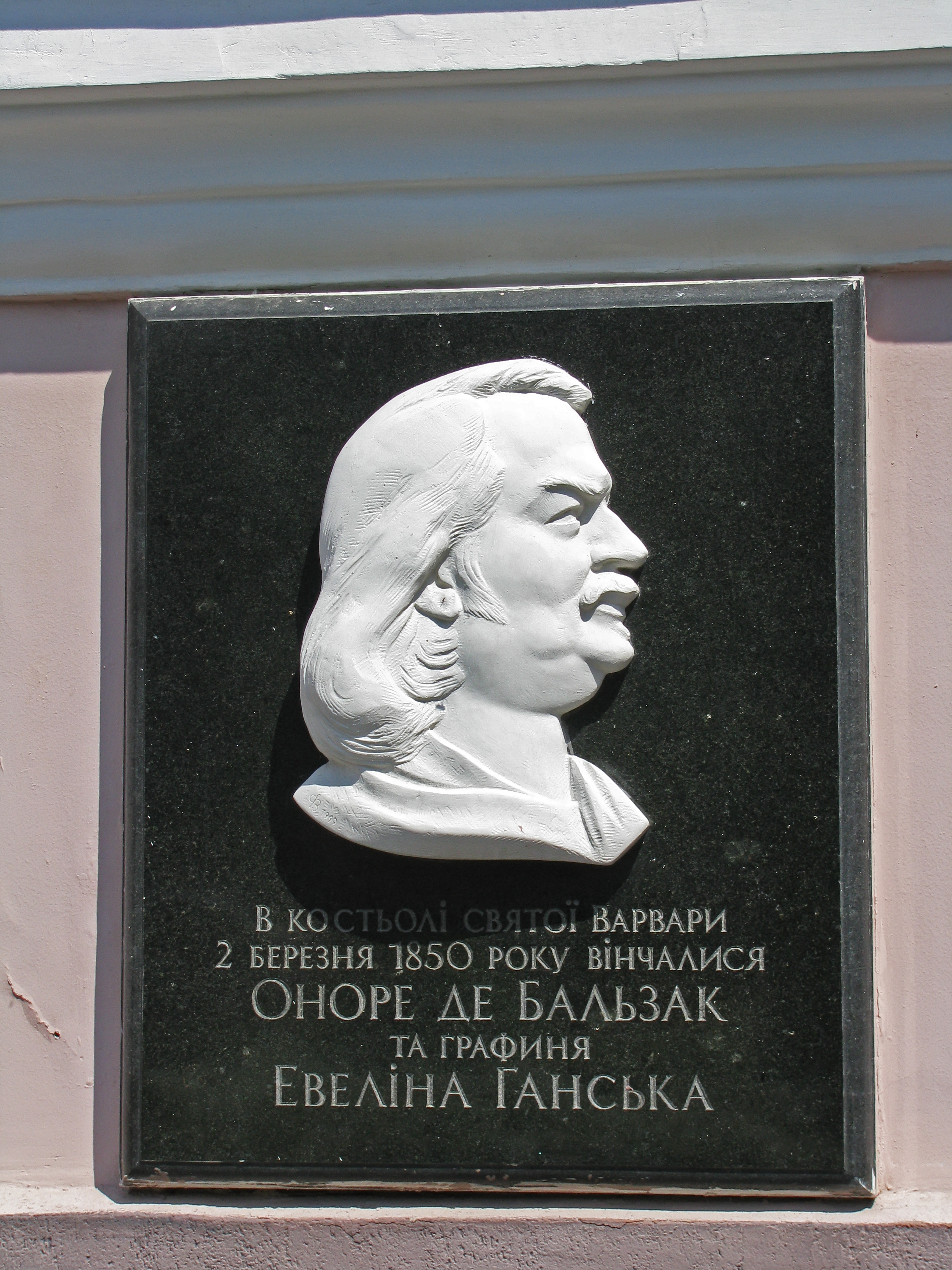
Памятный знак на костёле св. Варвары
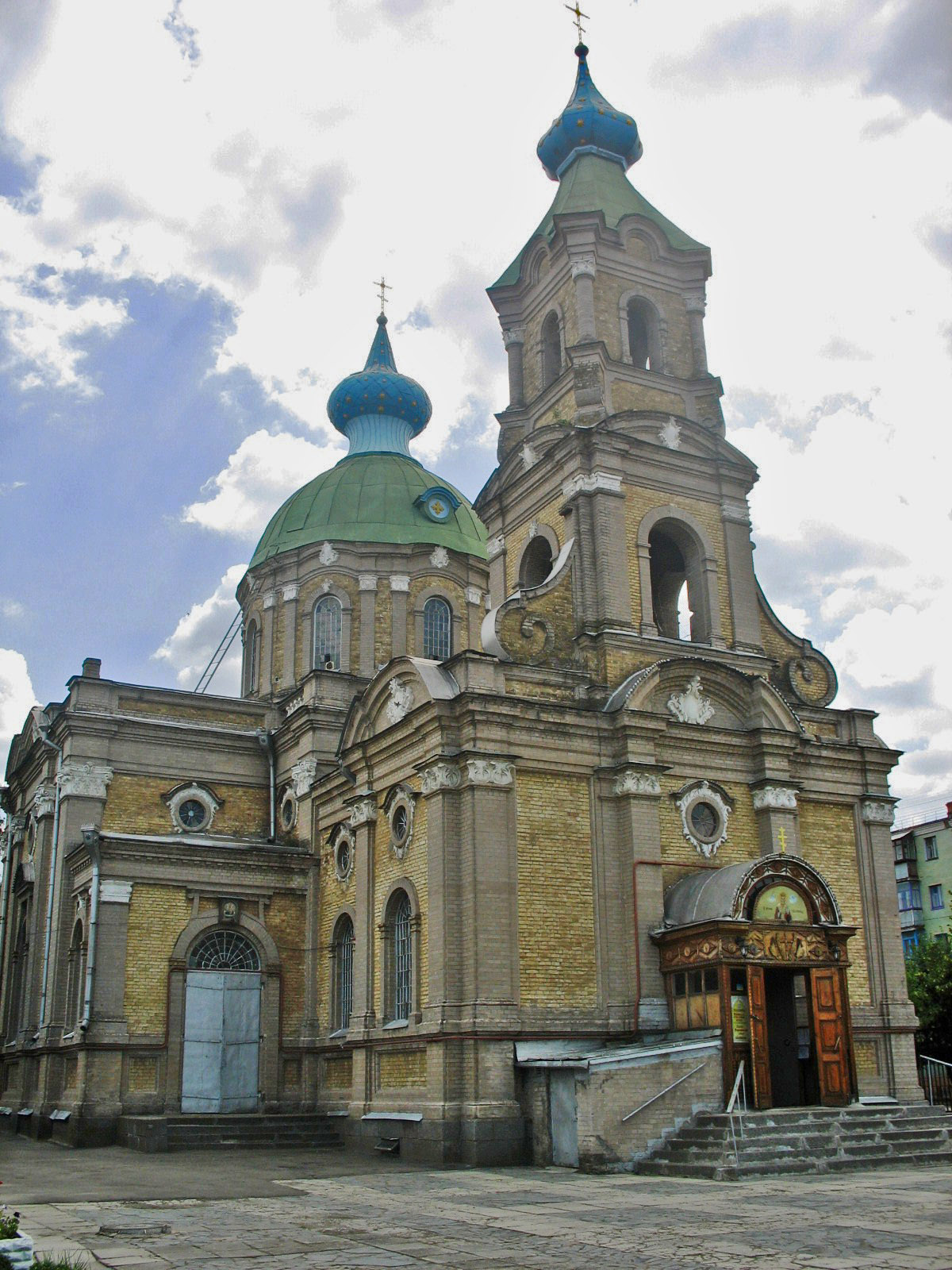
Свято-Никольская церковь
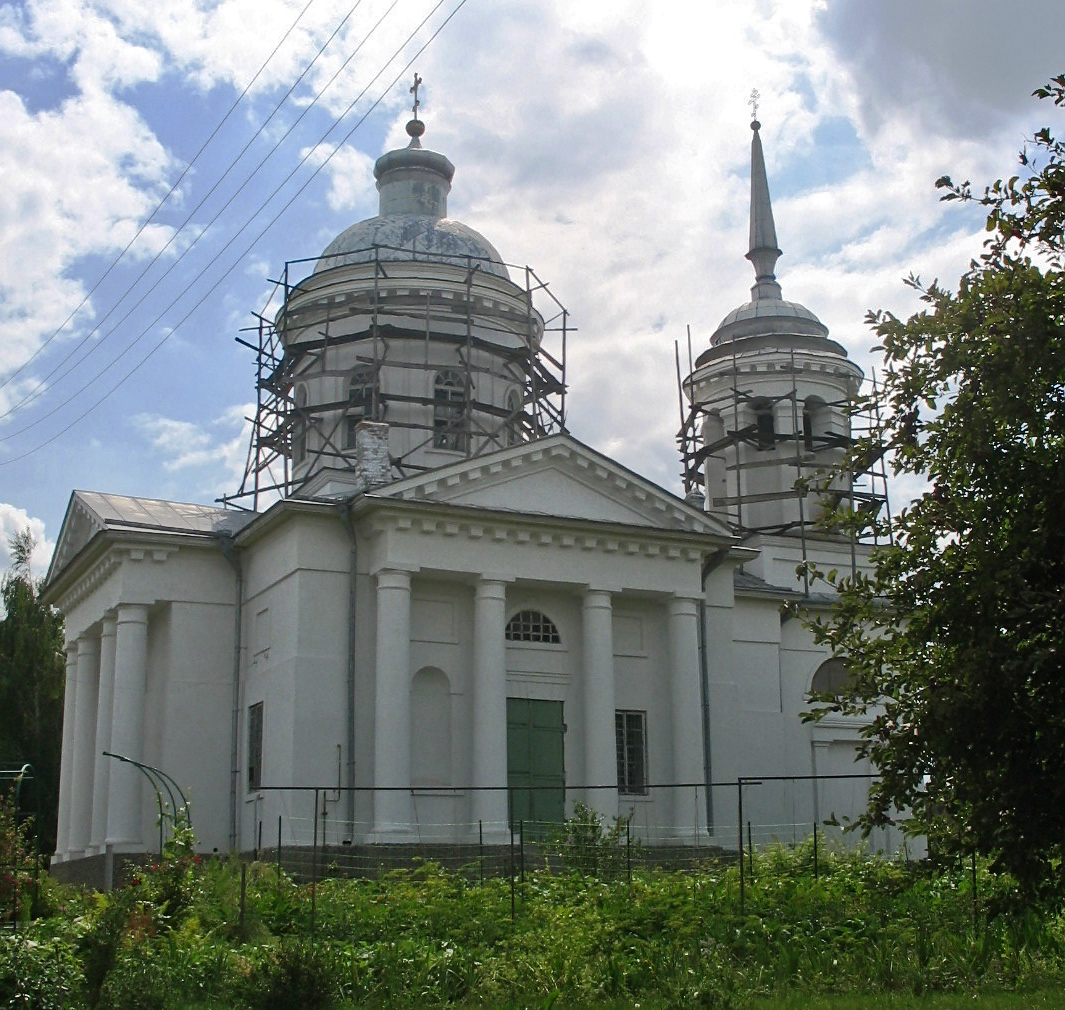
Свято-Троицкая церковь
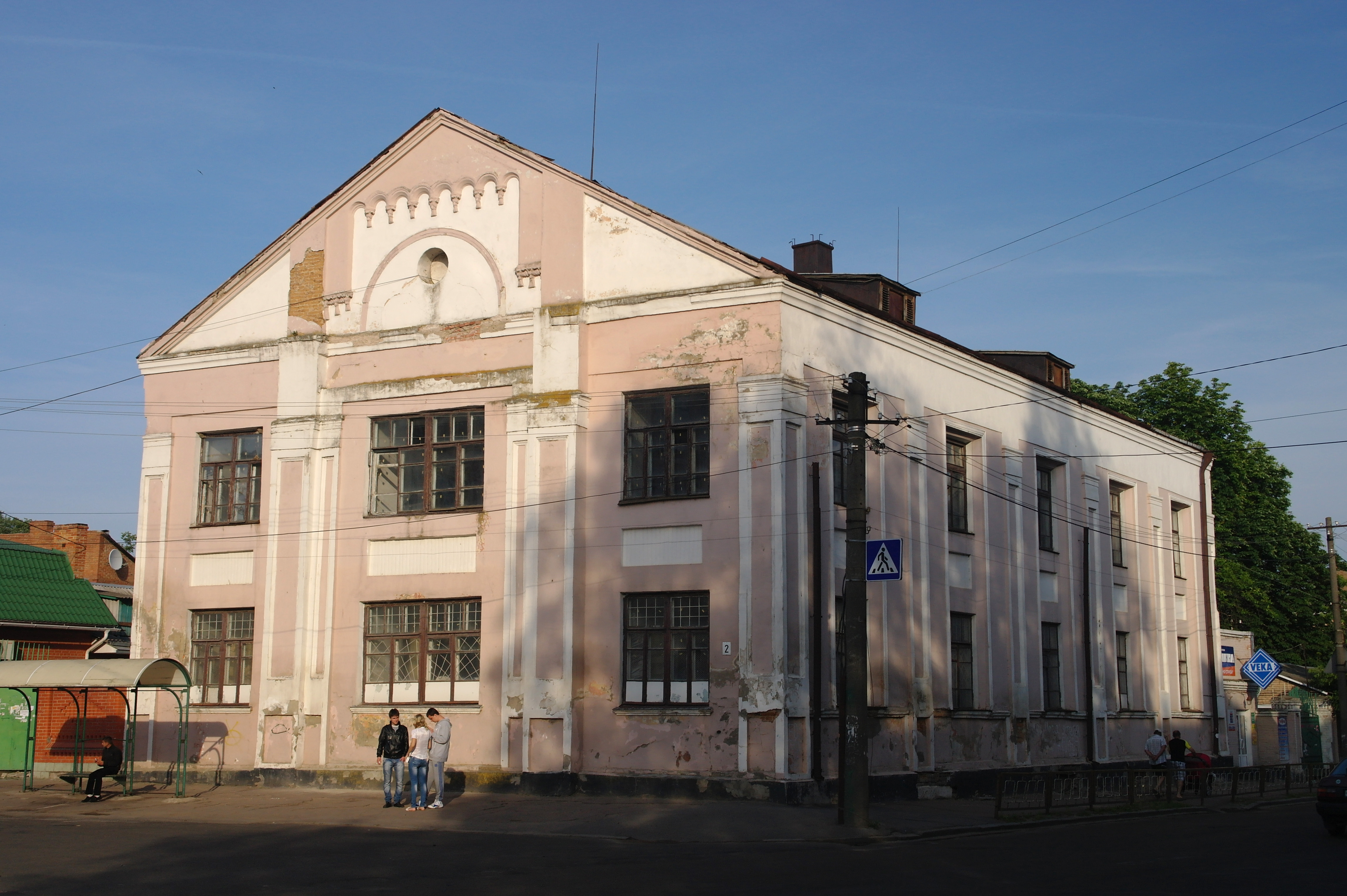
Здание трикотажной фабрики (бывшая Хоральная синагога)
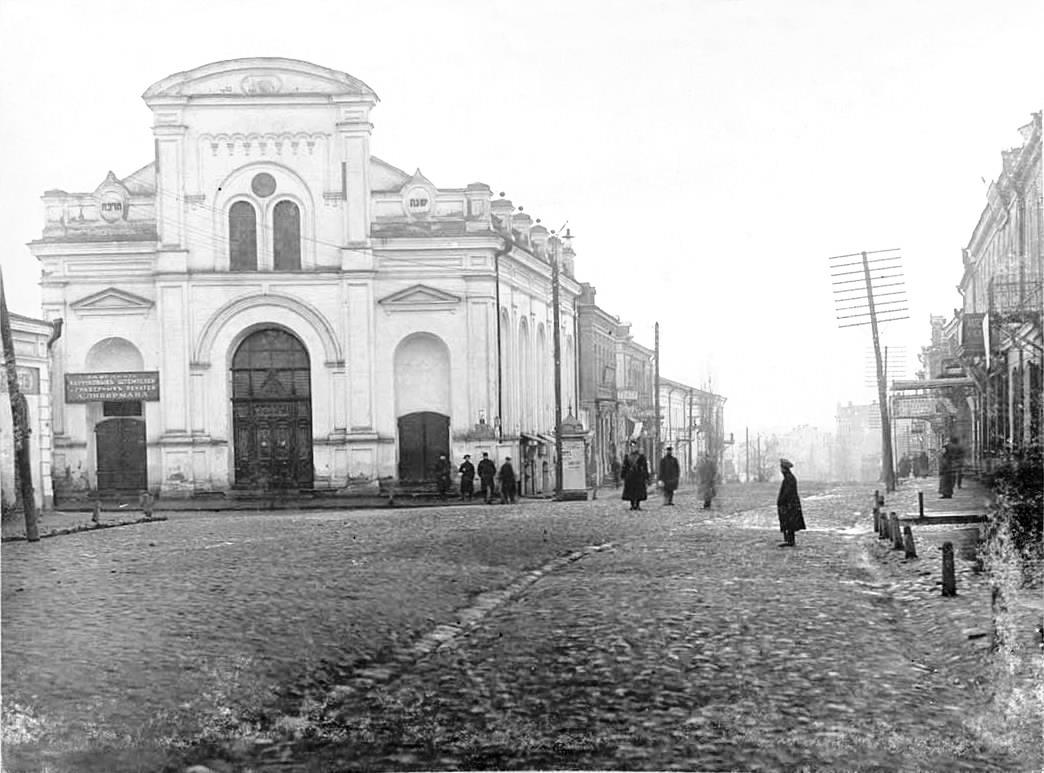
Большая хоральная синагога
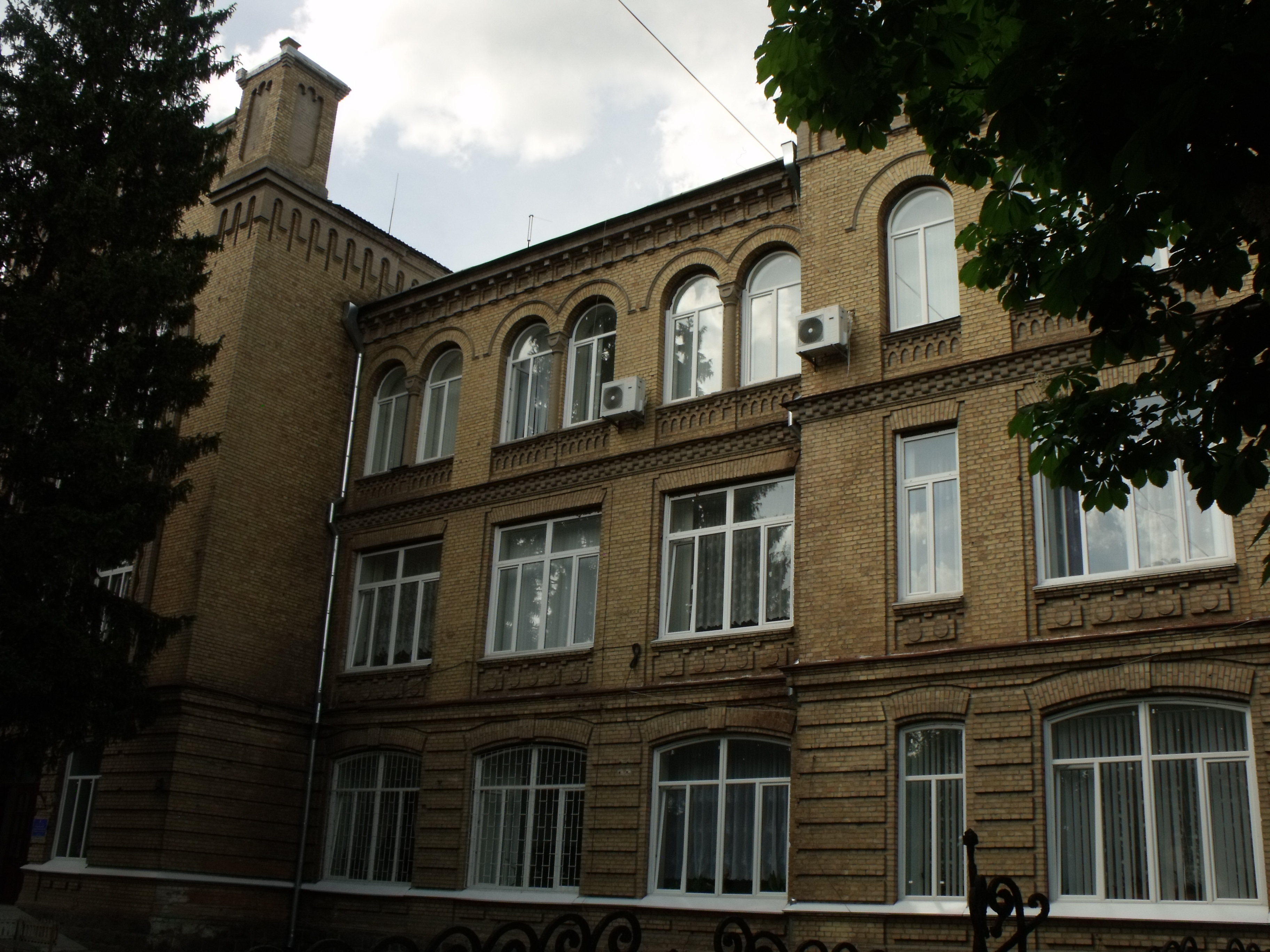
Педагогический колледж
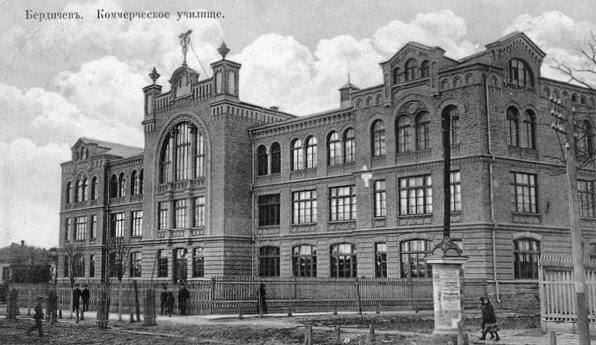
Коммерческое училище
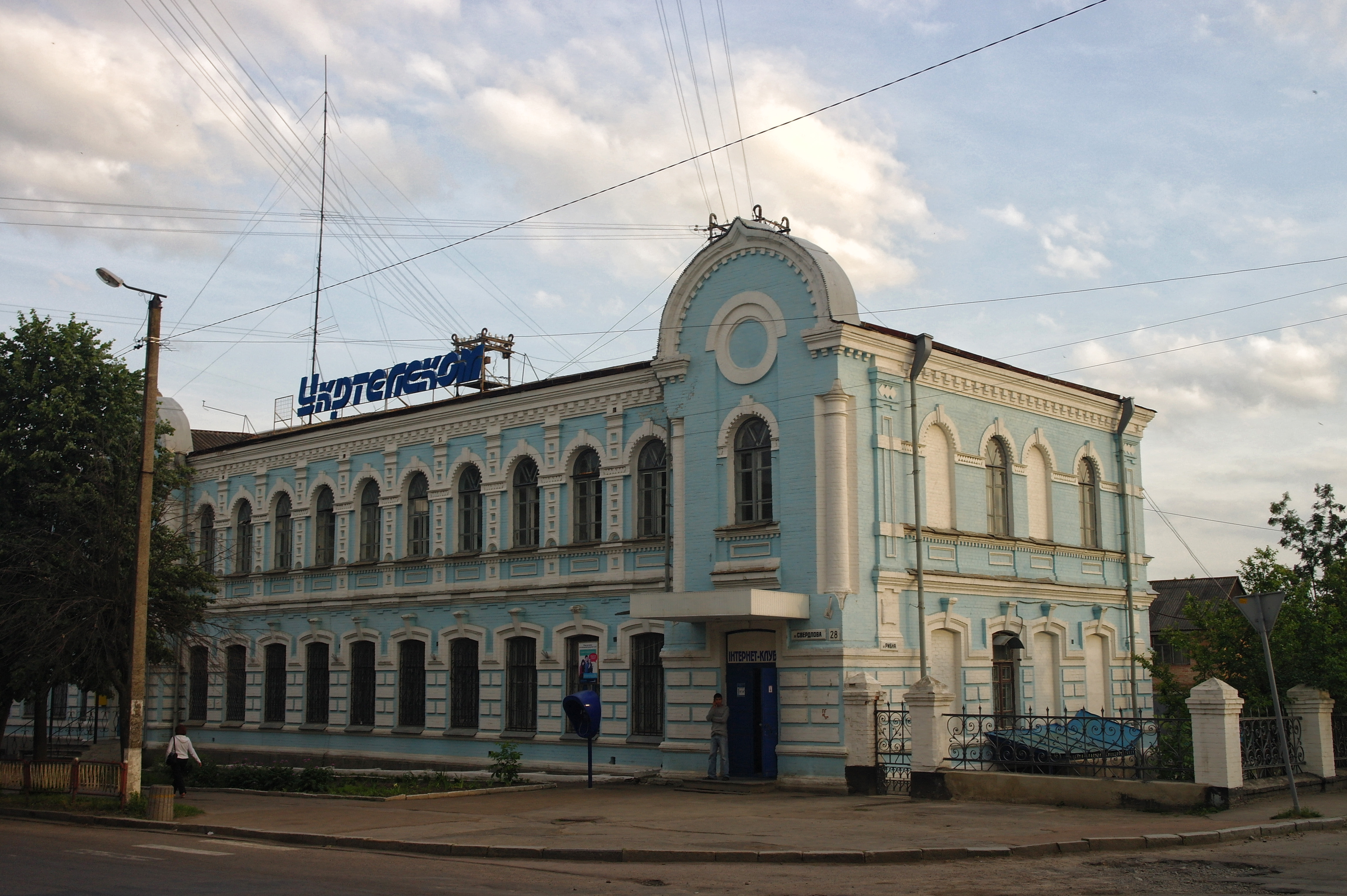
Бывшее здание Красного Креста (на месте сгоревшего цирка)
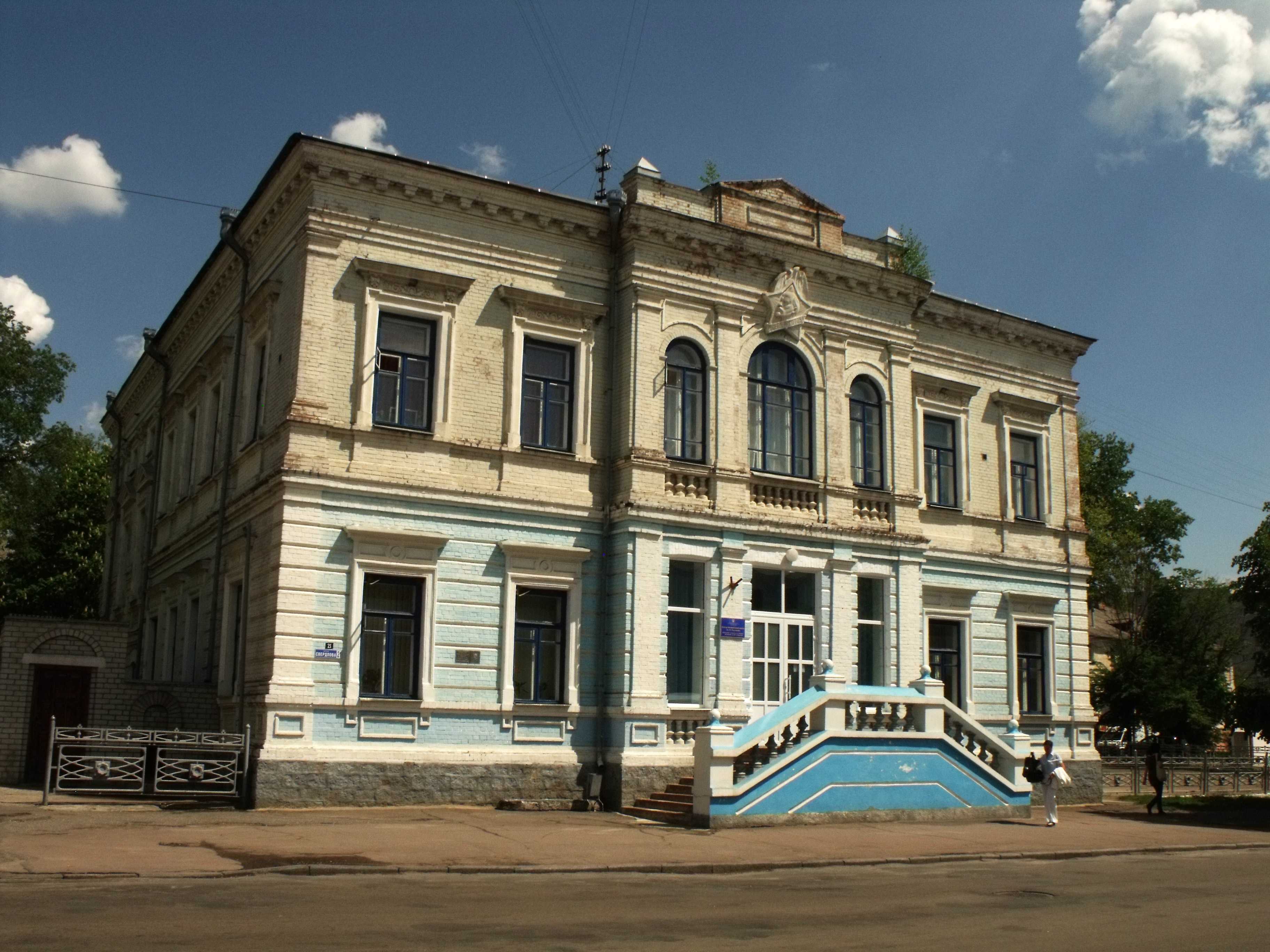
Здание городской думы
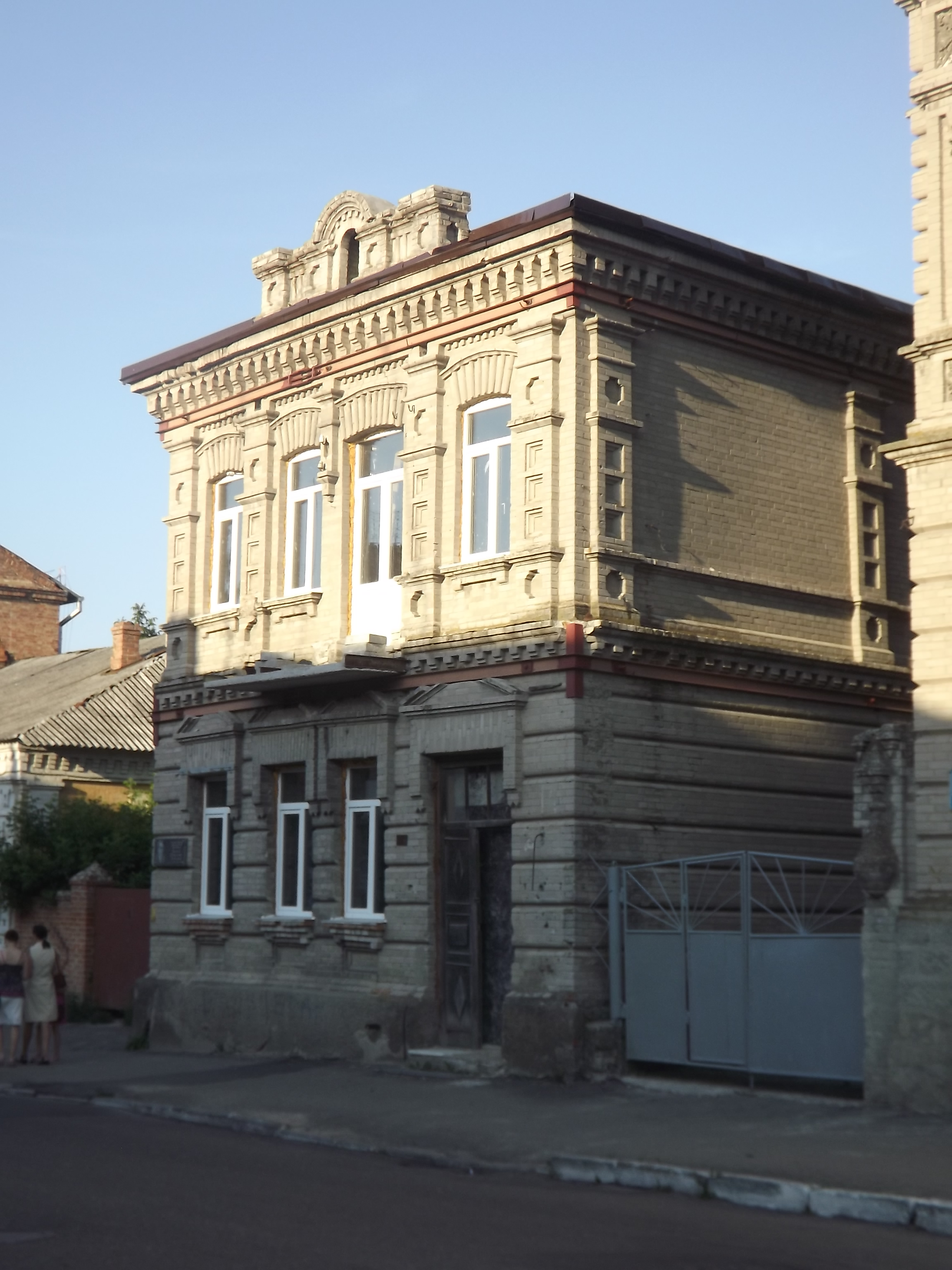
Особняк В. С. Гроссмана
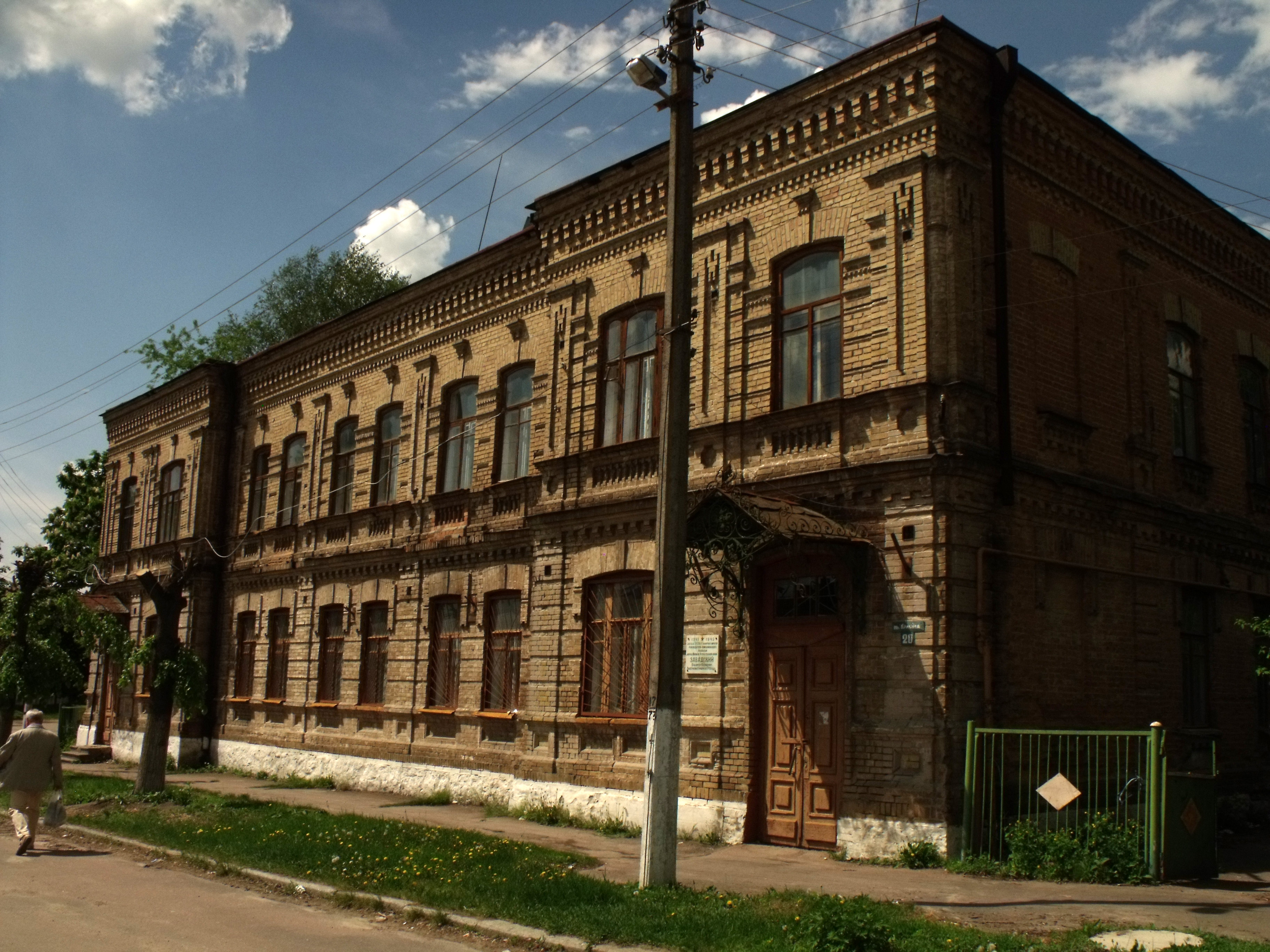
Здание школы, в которой учился В. Ю. Завадский — один из руководителей Бердичевского молодёжного подполья
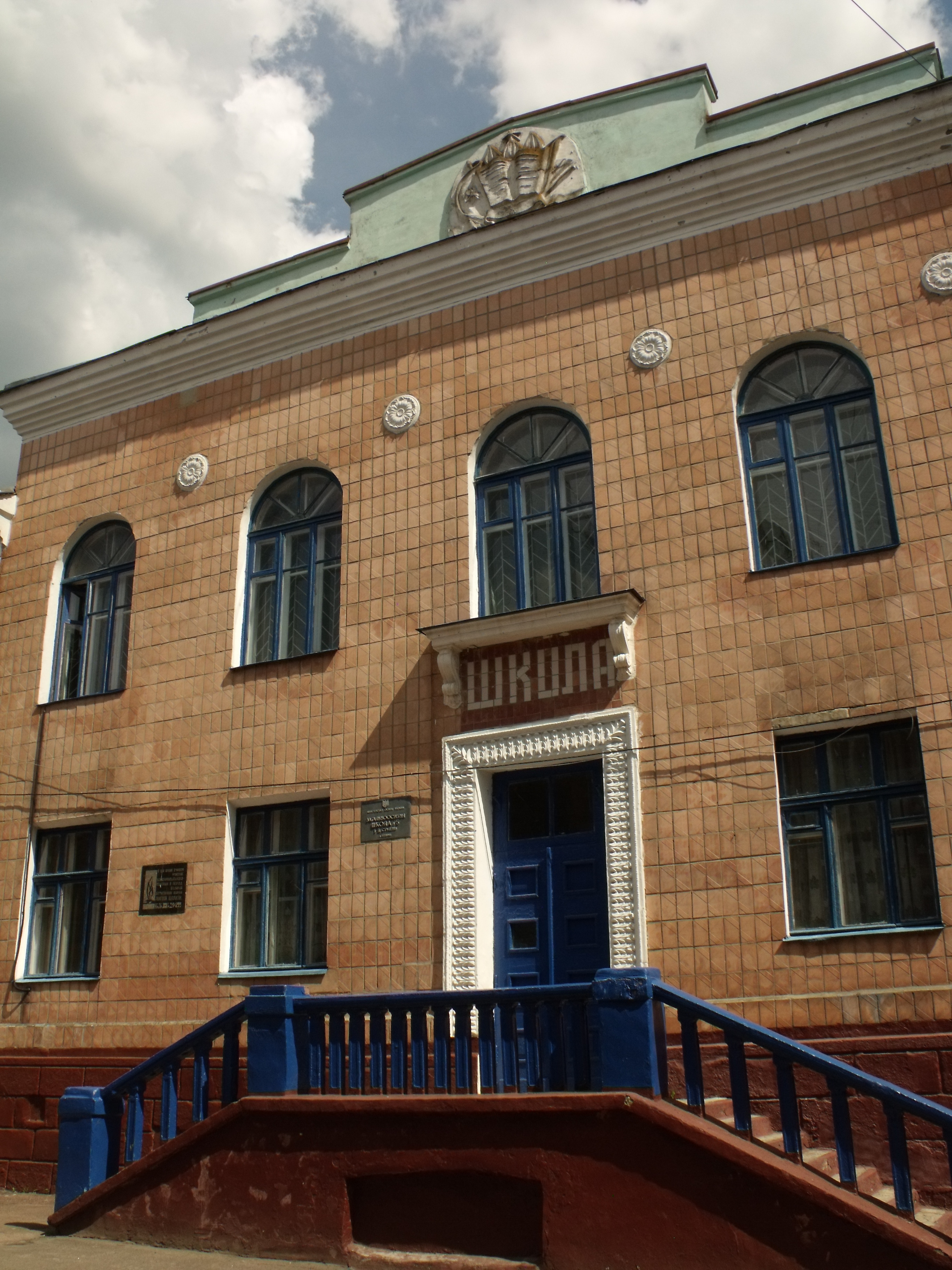
Здание школы, в которой учился А. Щелкин — член Бердичевского молодёжного подполья
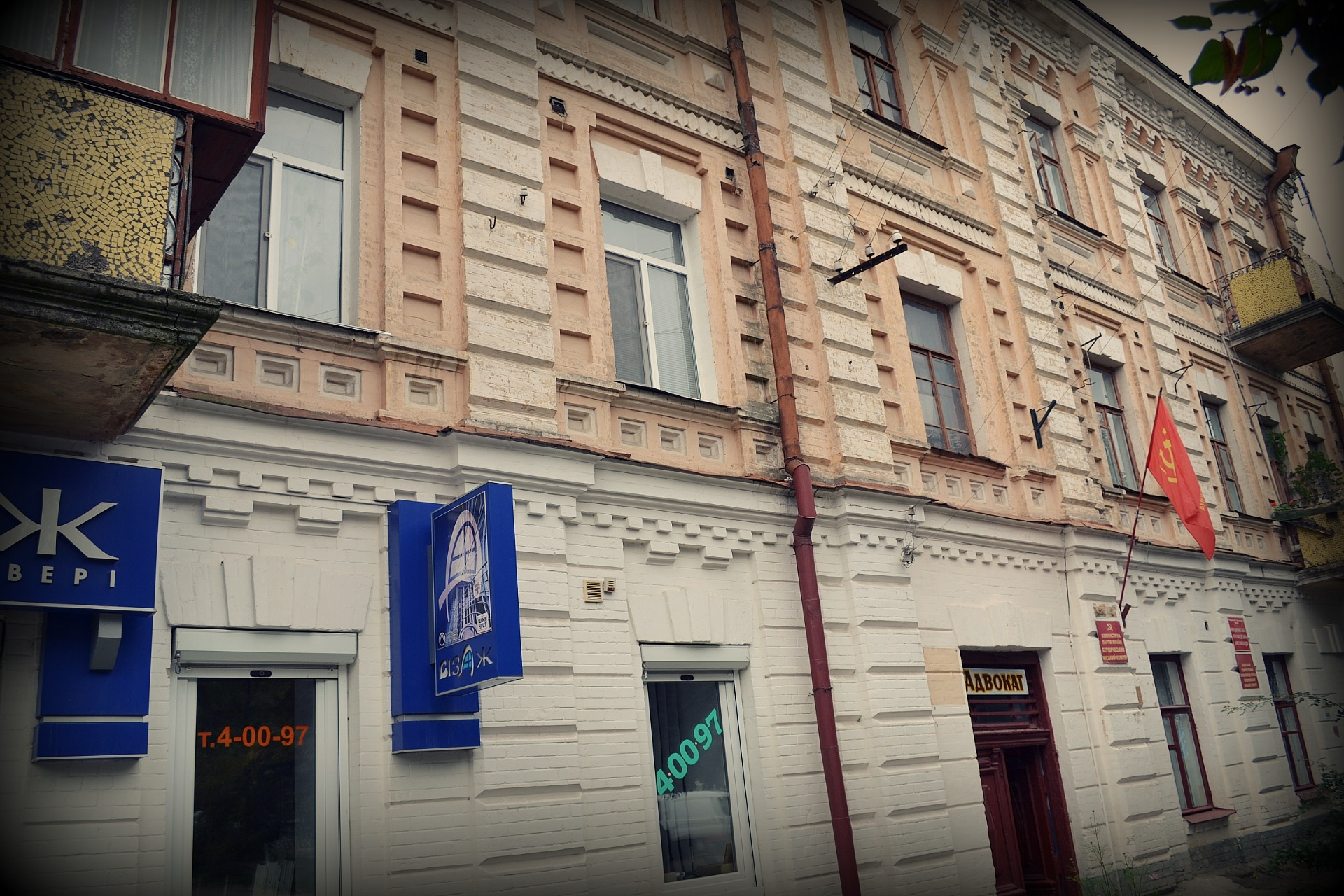
Здание, в котором в 1917 году состоялось заседание первой городской большевистской организации
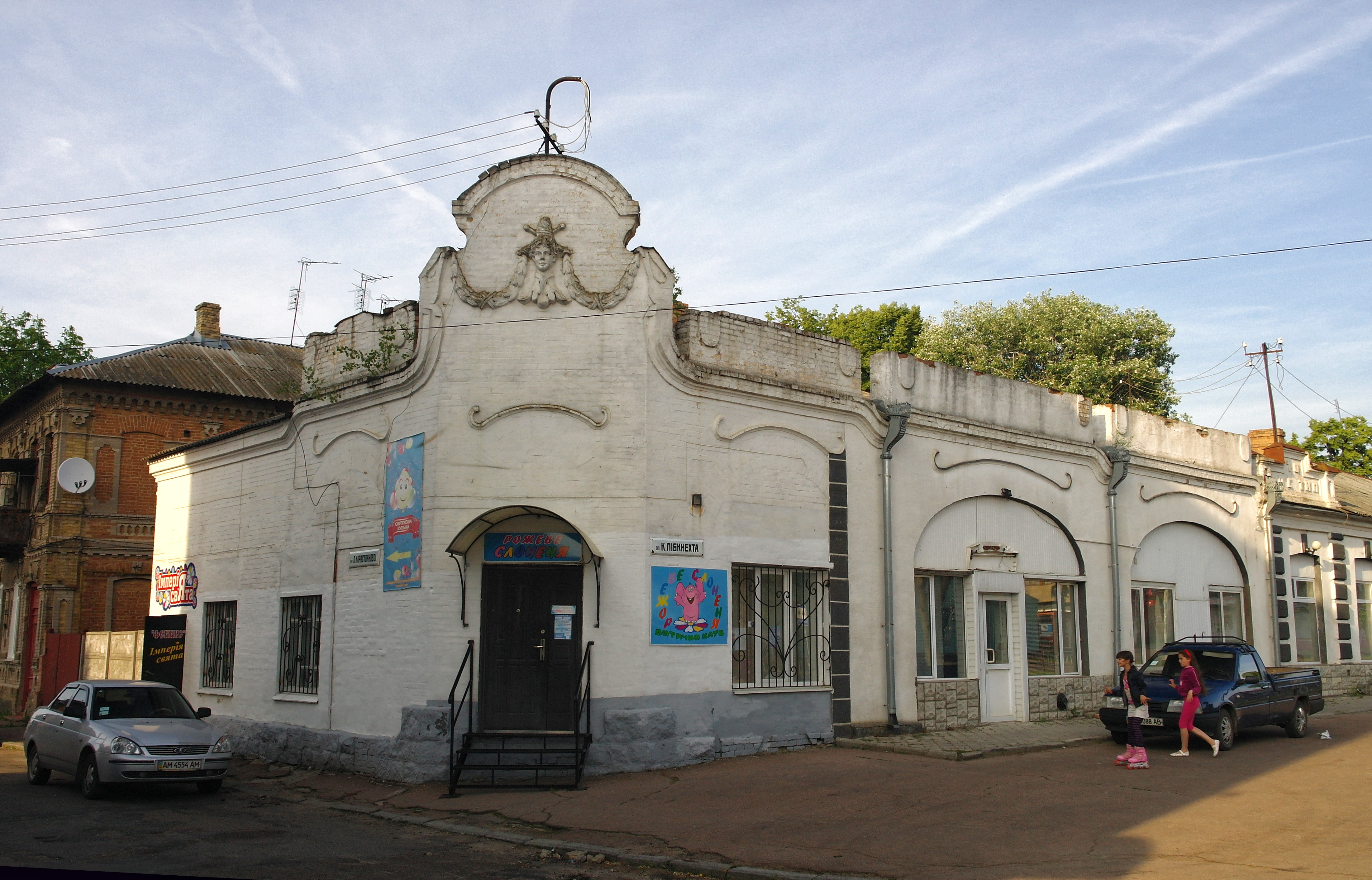
Старое здание
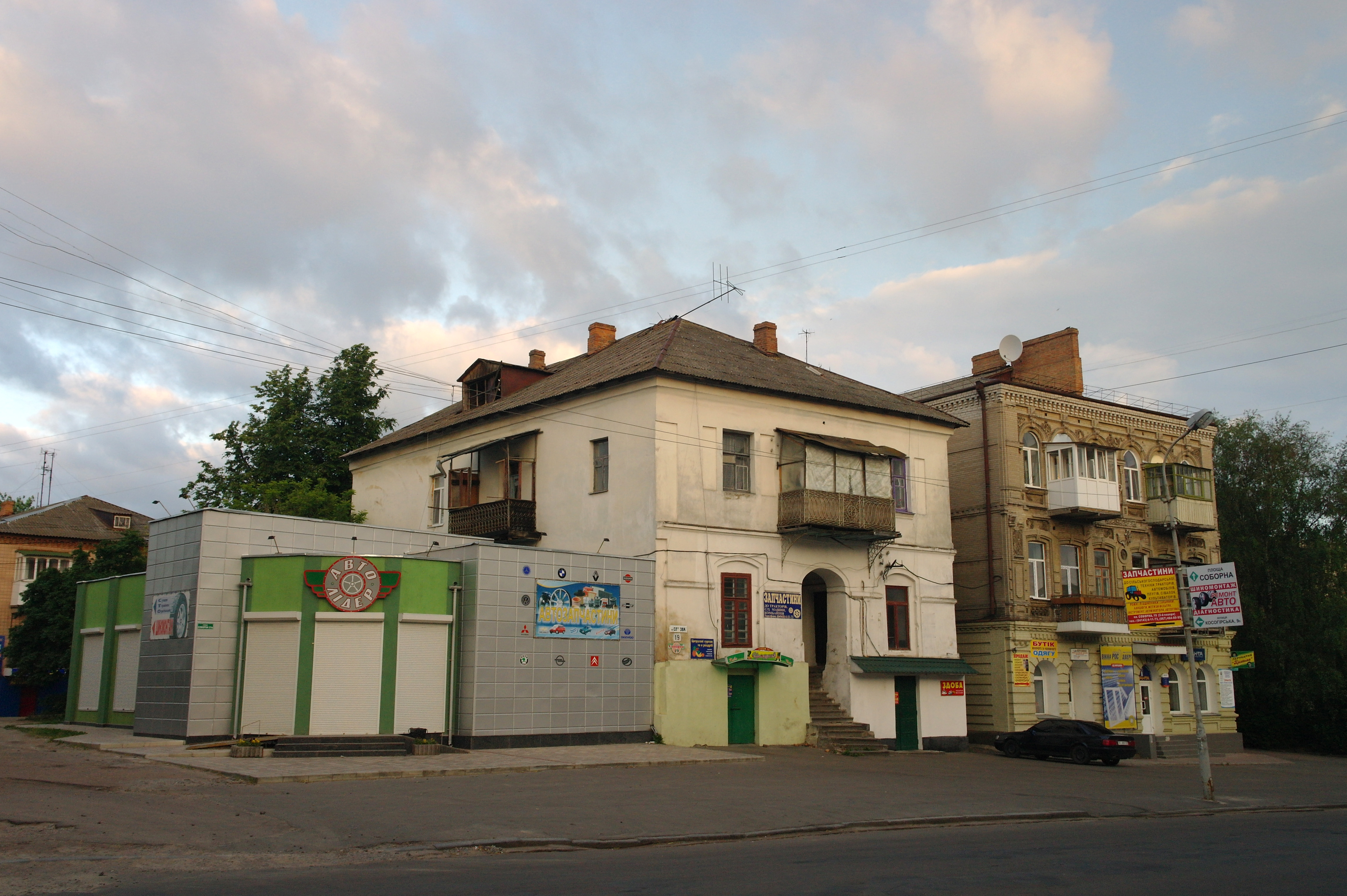
Старые здания
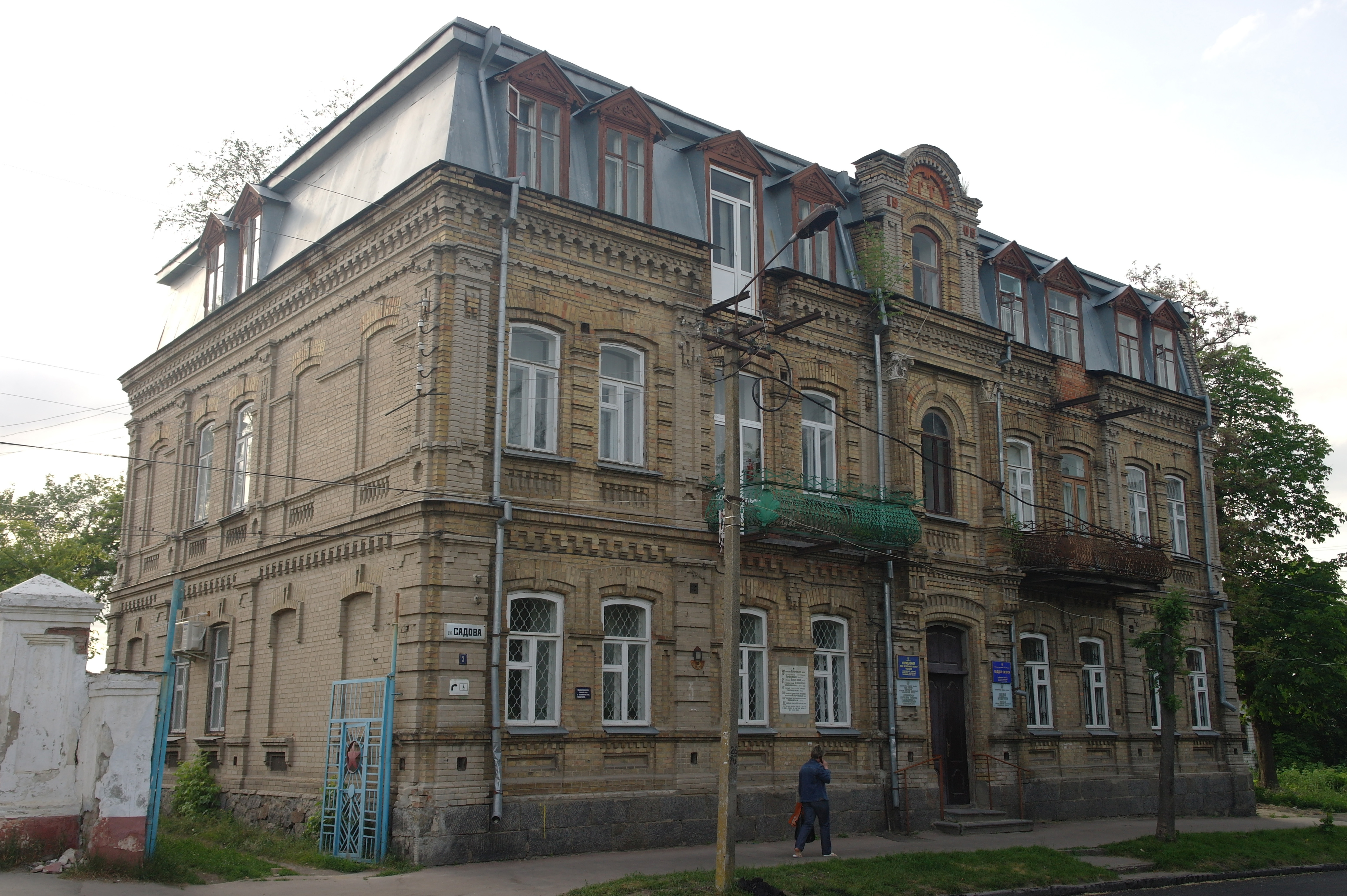
Старое здание
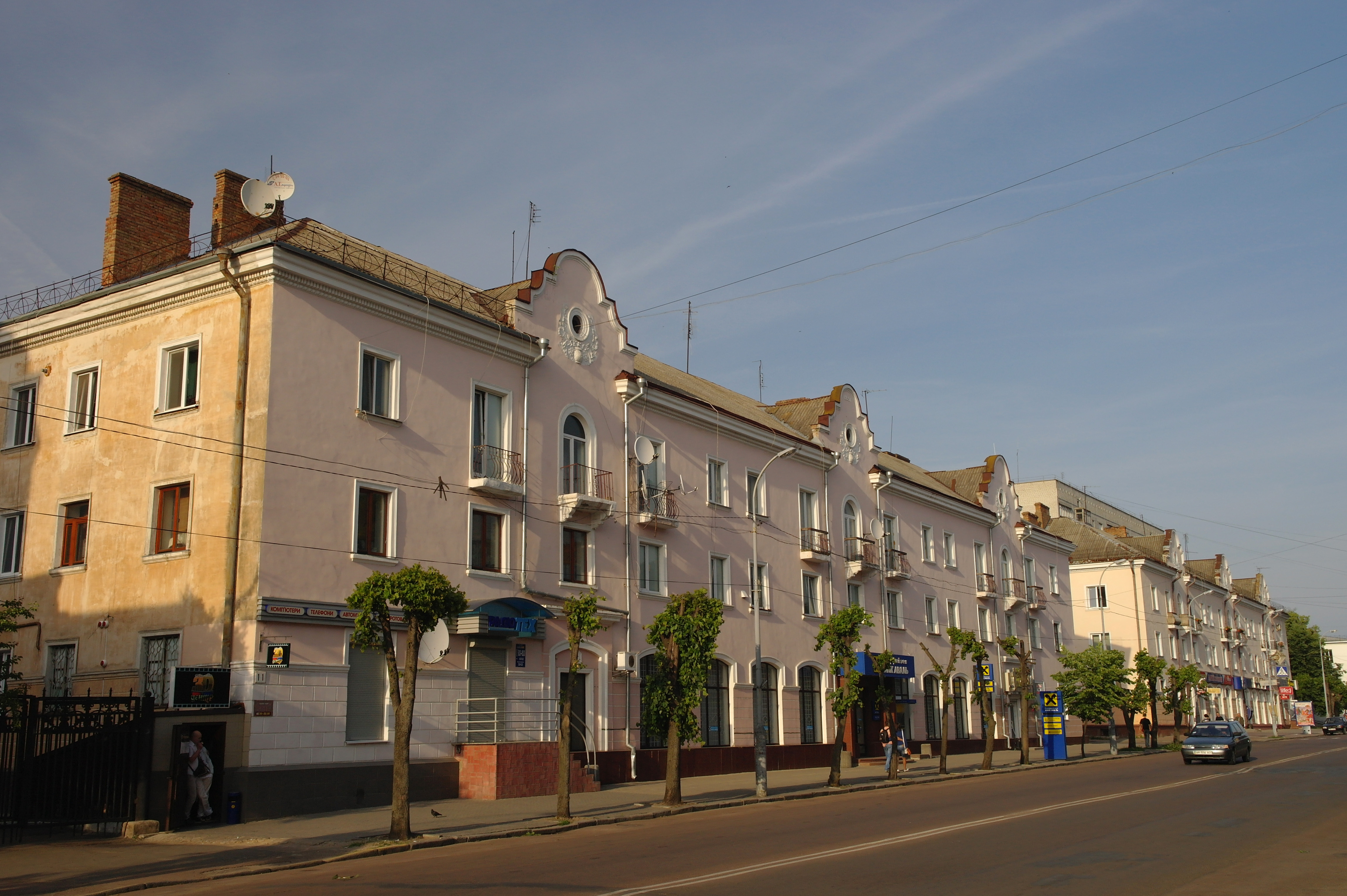
Здания 1955—1956 годов
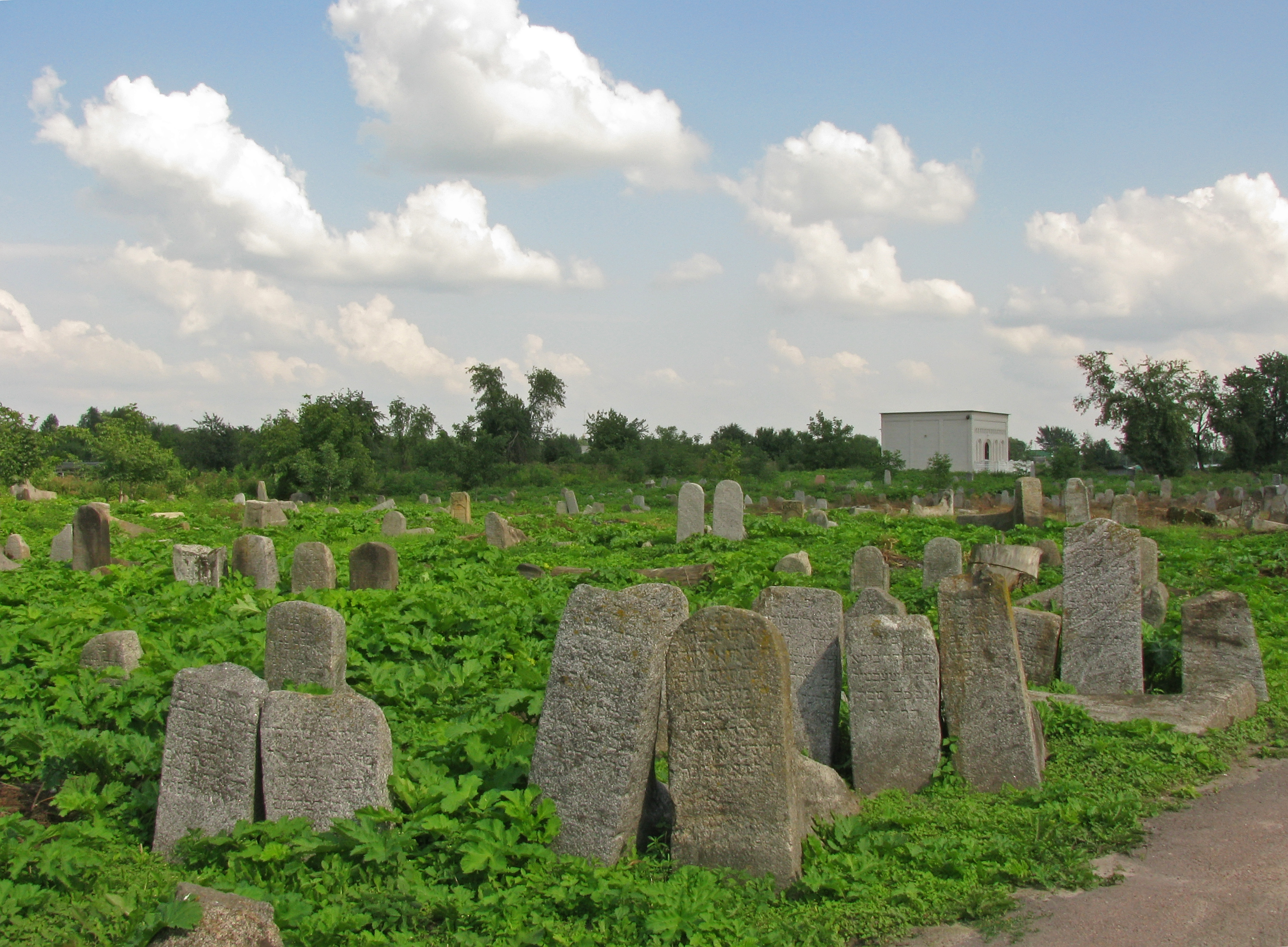
Пантеон на могиле цадика Леви Ицхака Бердичевского на еврейском кладбище
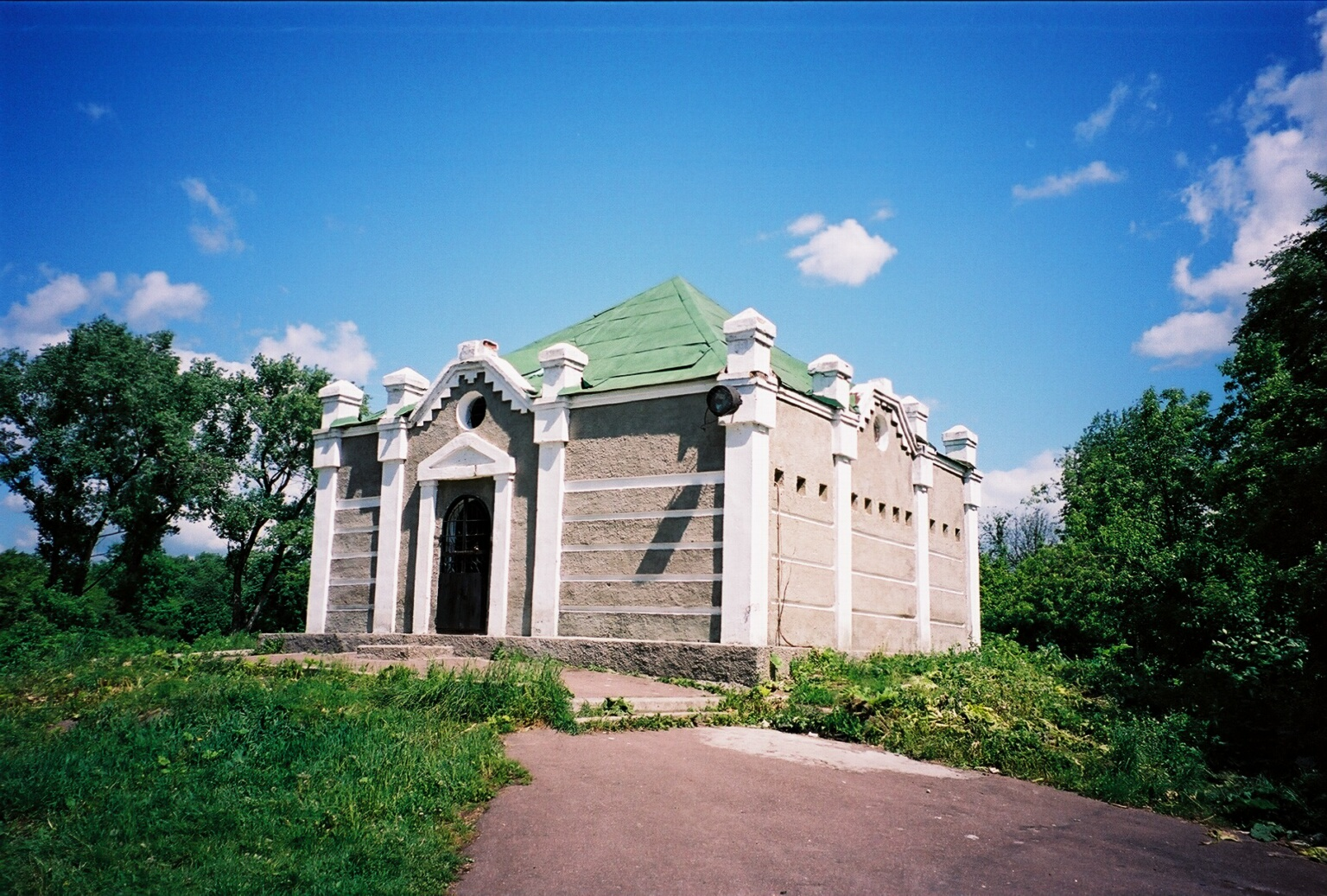
Охель раби Леви Ицхака из Бердичева
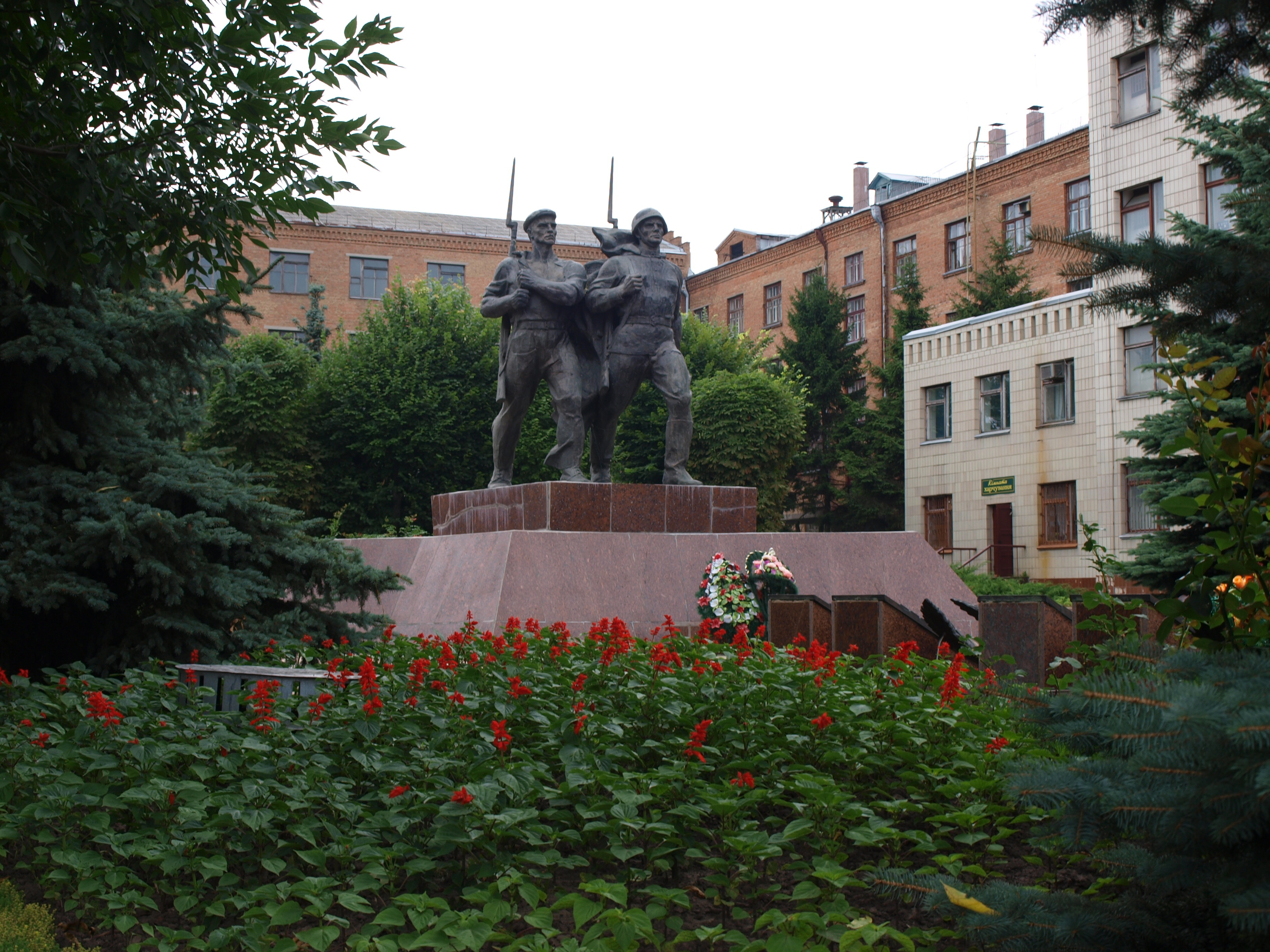
Памятник рабочим завода «Прогресс», погибшим во время ВОВ
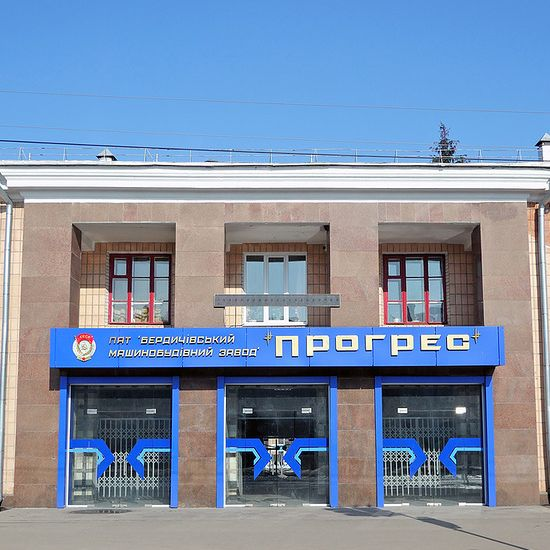
Проходная завода «Прогресс»
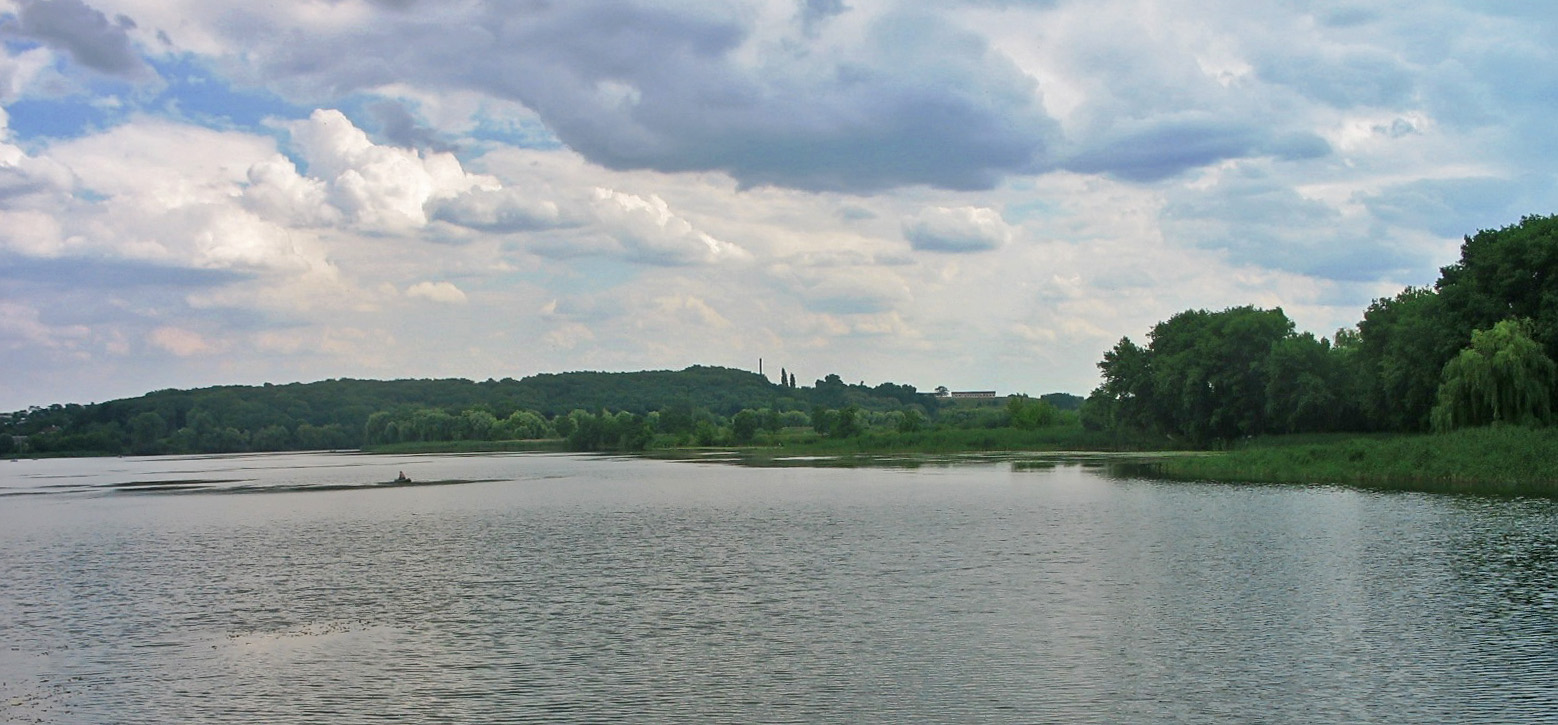
Урочище «Дружба», река Гнилопять (Большая Пята, Пятка Великая)